# Geschichte Spaniens

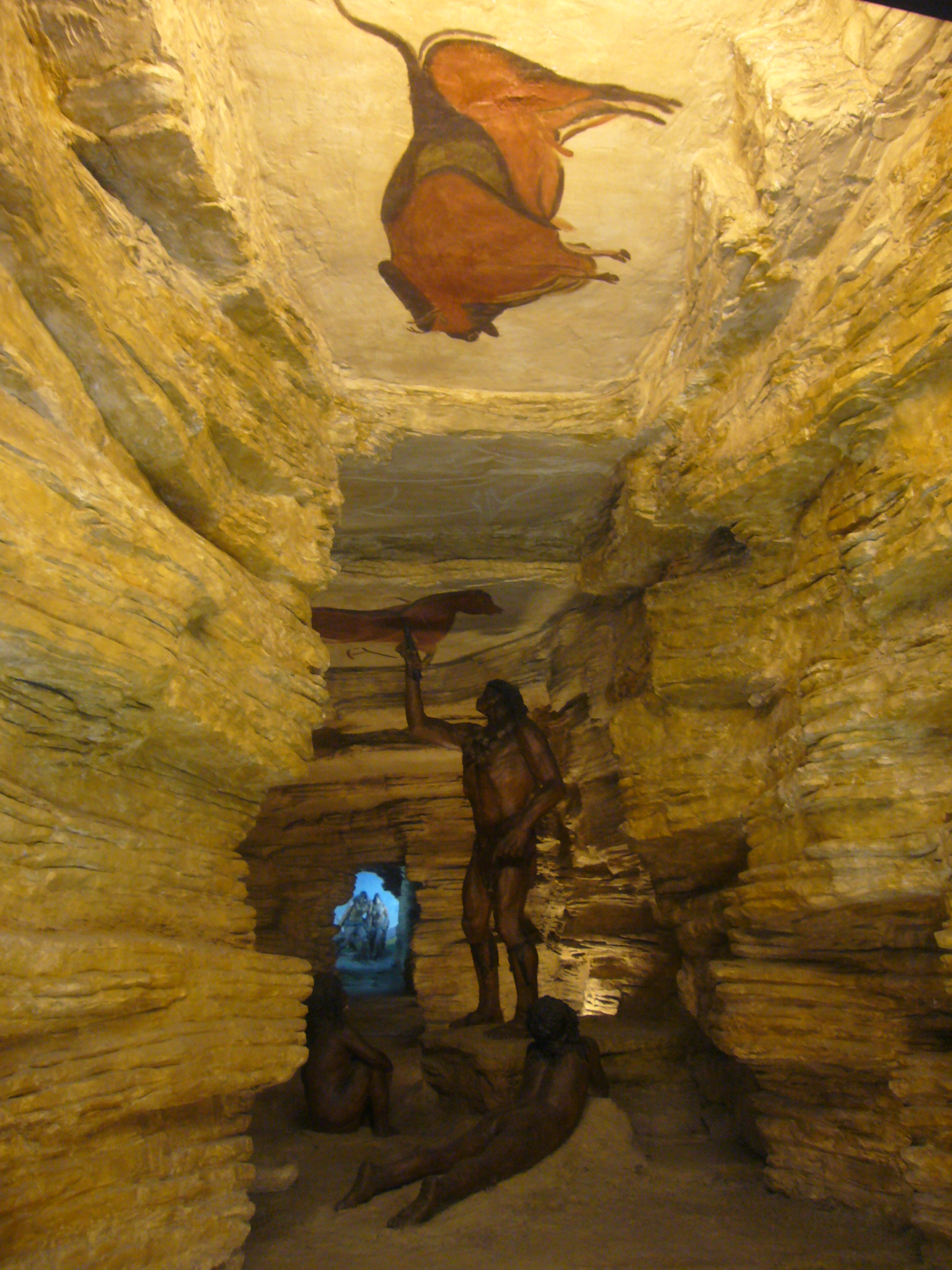
Diorama der Höhle von Altamira (Museu d’Arqueologia de Catalunya, Barcelona)

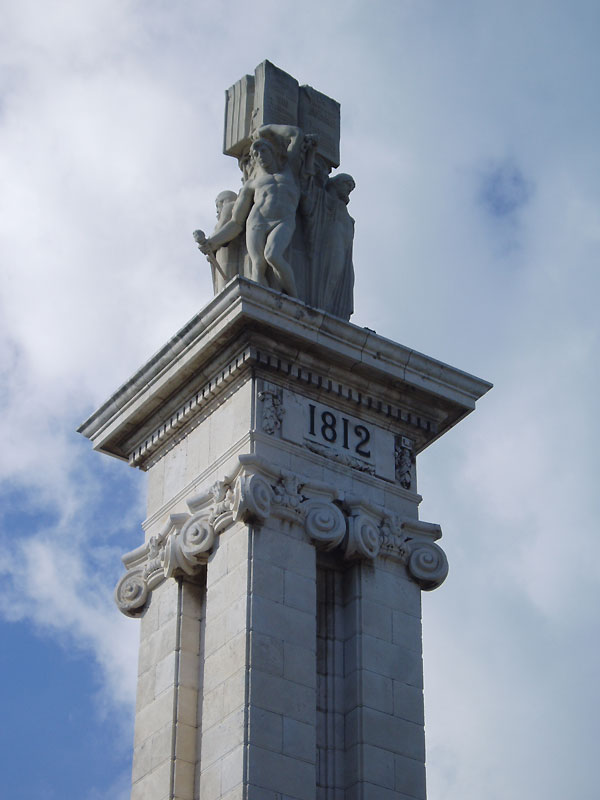
Denkmal in Erinnerung an die Cortes von Cádiz (1810–1813), die die erste spanische Verfassung schufen.

Die menschliche Geschichte auf dem Gebiet des heutigen Spanien reicht nach derzeitigem Forschungsstand etwa 1,4 Millionen Jahre zurück. Der Neandertaler verschwand wohl vor 45.000 Jahren. Das Neolithikum (ab dem 6. Jahrtausend v. Chr.), der Übergang von der aneignenden Lebensweise der Jäger, Fischer und Sammler zur produzierenden, letztlich bäuerlichen Lebensweise setzte durch Zuwanderung aus dem zentralen Mittelmeergebiet ein, die ihren Ursprung im Nahen Osten hatte.
Ab dem 10. Jahrhundert v. Chr. ist der Handel phönizischer Seefahrer mit den südspanischen Küstenregionen nachweisbar. Spätestens ab dem 8. Jahrhundert v. Chr. gründeten sie Kolonien, die als Basen für den Handel dienten; später folgten Griechen, vor allem aus dem phokäischen Massalia. Im 5. und 4. Jahrhundert v. Chr. gelangten keltische Stämme vom Norden auf die Halbinsel und vermischten sich in den nördlichen und westlichen Regionen mit den einheimischen Iberern (siehe Keltiberer). Während der Punischen Kriege eroberten die auf die Phönizier zurückgehenden Karthager weite Teile des Südens und des Ostens der Halbinsel. Nach der Niederlage Karthagos eroberten die Römer in einem langen Prozess die gesamte Halbinsel. Die Provinz Hispania entwickelte sich zu einem wichtigen Bestandteil des Römischen Reiches.
Als das Weströmische Reich im 5. Jahrhundert zusammenbrach, eroberten Germanen das Land und errichteten unter anderem das Westgotenreich. Ihre Herrschaft wurde ab 711 durch muslimische Heere beendet. Diese als Mauren bezeichneten Berbergruppen eroberten den Großteil der Iberischen Halbinsel, bis der Gote Pelayo (er ist nur in einer gefälschten Chronik belegt) ihren Vormarsch in der Schlacht von Covadonga in Nordspanien beendete. Diese Schlacht markierte – in der Retrospektive – den Beginn der Rückeroberung durch die Christen, die Reconquista. Das maurische Spanien wurde nach 750 unabhängig vom arabischen Weltreich, 929 rief Abd ar-Rahman III. Al-Andalus zu einem eigenen Kalifat aus. Streitigkeiten zwischen den Adelsfamilien führten dazu, dass das Kalifat nach einem Jahrhundert in zahlreiche kleine Reiche zerfiel.
Inzwischen wurde der Einigungsprozess im Norden vor allem durch Kastilien vorangetrieben. Das Königreich León wurde 1037 von König Ferdinand dem Großen erobert; zudem verfolgten die Kastilier imperiale Ziele und nahmen zeitweise den Kaisertitel an. Die beiden Königreiche brachen 1157 wieder auseinander, als König Alfonso VII. eine Erbteilung vornahm. Um 1230 wurden sie von Ferdinand III. wieder im Königreich Kastilien vereinigt. 1469 heirateten die Thronfolgerin von Kastilien Isabella und Ferdinand, der Thronfolger von Aragonien. Nach der Regierungsübernahme 1474 in Kastilien und 1479 in Aragonien regierten sie die Herrschaftsgebiete gemeinsam. Es kam dabei nicht zu einer Vereinigung der Reiche zu einem Staat.
1492 eroberten christliche Truppen das letzte von muslimischen Herrschern regierte Gebiet auf der Iberischen Halbinsel. Ebenfalls 1492 entdeckte Kolumbus Amerika. Im Jahr 1504 wurde Johanna I. nach dem Tod ihrer Mutter Isabella I. zur Königin von Kastilien proklamiert. Durch ihre Ehe mit Philipp, dem Sohn des römisch-deutschen Kaisers Maximilian, entstand eine dauerhafte Verbindung der spanischen Königreiche mit dem Haus Habsburg (spanisch Casa de Austria). Ihr Sohn, König Karl I., wurde als Karl V. Kaiser des Heiligen Römischen Reiches. Nachdem Karl 1556 von allen Ämtern zurückgetreten war, wurden seine Herrschaftsgebiete zwischen der spanischen und der österreichischen Linie der Habsburger aufgeteilt.
Als 1700 der letzte König der spanischen Linie der Habsburger Karl II. ohne Nachkommen gestorben war, folgte ihm Philipp von Bourbon, der Enkel des französischen Königs Ludwig XIV. Der Spanische Erbfolgekrieg wurde in weiten Teilen Westeuropas ausgetragen. Ein Jahrhundert später setzte Napoleon, der nach der französischen Revolution (1789 bis 1799) die Herrschaft in Frankreich angetreten hatte, in Spanien seinen Bruder Joseph Bonaparte als König ein. Die Spanier wehrten sich in einem langwierigen Guerillakrieg. Nach der Niederlage Napoleons kehrte Ferdinand VII. als König nach Spanien zurück. Ihm folgte 1833 seine (damals zweijährige) Tochter Isabella II. Sie regierte bis 1868. Nach dem Rücktritt des 1870 zum König gewählten Amadeus von Savoyen wurde 1873 die Erste Spanische Republik ausgerufen. Durch einen Putsch wurde 1874 die Monarchie unter Alfons XII. wieder hergestellt. Am Ende des Kriegs gegen die USA verlor Spanien 1898 seine Kolonien in der Karibik und im Pazifischen Ozean. Spanien nahm nicht am Ersten Weltkrieg teil. Die Weltwirtschaftskrise traf Spanien wegen seiner geringen Außenhandelsverflechtung deutlich schwächer als andere Staaten. Die Verbindung des Königs Alfons XIII. mit dem Diktator Miguel Primo de Rivera diskreditierte die Monarchie; am 14. April 1931 rief Niceto Alcalá Zamora die Zweite Republik aus.
Die Spannungen zwischen der republikanischen Regierung und den in Katalonien verwurzelten Anarchisten und der nationalistischen Opposition gipfelten schließlich im Bürgerkrieg der Jahre 1936 bis 1939, in den sich auch Deutschland, Italien und die Sowjetunion militärisch einschalteten. Die Nationalisten unter Francisco Franco setzten sich 1939 durch. Franco hielt Spanien zwar aus dem Zweiten Weltkrieg heraus, seine Diktatur führte aber zu politischer und wirtschaftlicher Isolation.
Diese Isolation konnte erst nach seinem Tod 1975 aufgebrochen werden und eine konstitutionelle Monarchie entstand. Juan Carlos I. stellte sich 1981 gegen einen Putschversuch. Ministerpräsident Adolfo Suárez setzte Reformen durch, die den Übergang zur Demokratie brachten. Spanien trat 1982 der NATO und 1986 der Europäischen Gemeinschaft bei und führte 2002 den Euro als Bargeld ein. 2007 platzte in Spanien eine Immobilienblase; 2008 geriet das Land in die Finanzkrise. Zugleich wurden separatistische Bewegungen, vor allem in Katalonien, stärker.

## Paläolithikum

### Altpaläolithikum

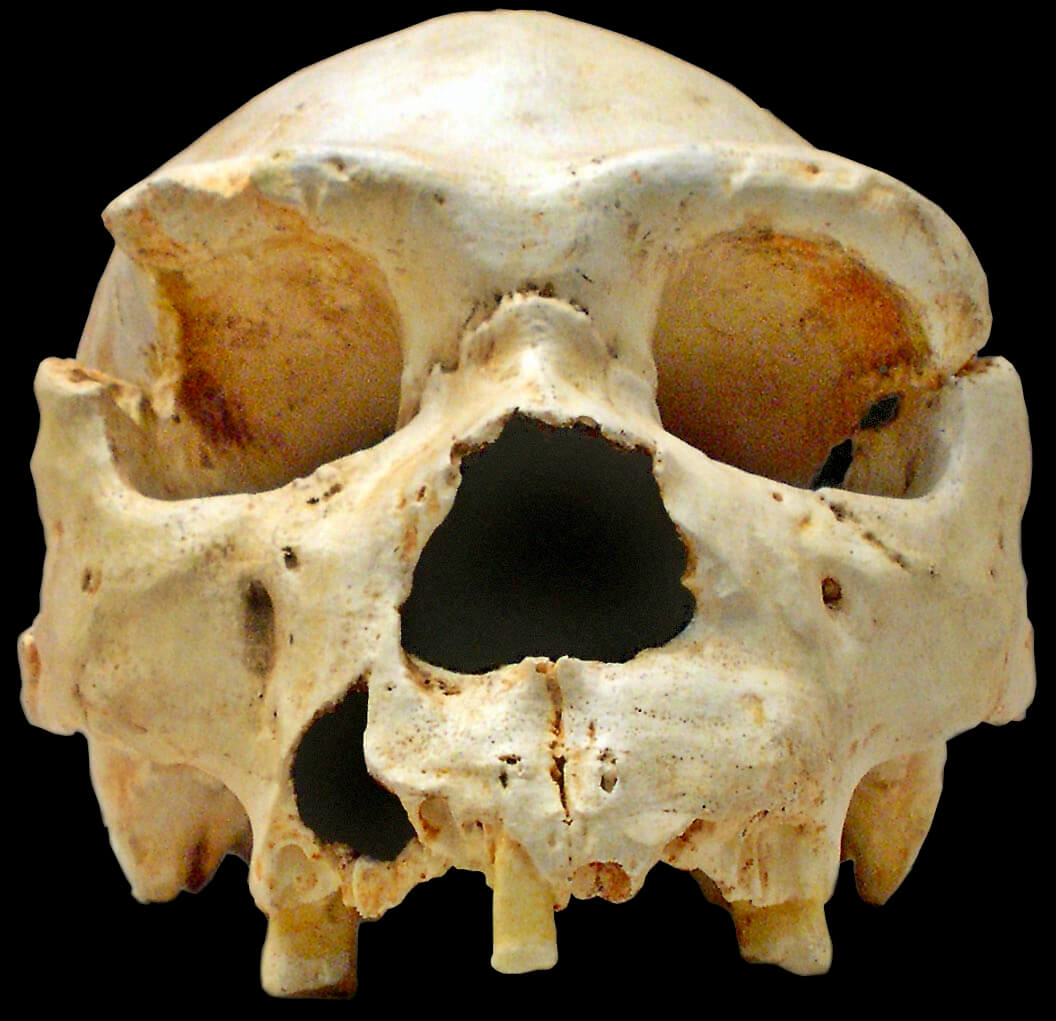
Schädel Nr. 5 der Sima de los Huesos, ausgegraben 1992

Als ältester menschlicher Überrest Spaniens gilt ein 1,4 Millionen Jahre alter Zahn, der 2013 im Barranco León entdeckt wurde, einer Schlucht bei Granada. Auf 1,3 Millionen Jahre wurden die Fossilien aus der Sierra de Atapuerca datiert.
Funde der Zeit um 800.000 vor heute sind in Spanien vergleichsweise häufig, wie in der Cueva de Santa Ana in der Extremadura, solche aus der Zeit vor 550.000 sind hingegen selten, wieder häufiger zwischen 524.000 und 470.000. Eine gewisse Populationserhöhung lässt sich für die Zeit vor 339.000 bis 303.000 Jahren fassen. Faustkeile sind seit etwa 900.000 Jahren von der Fundstelle Cueva Negra del Estrecho del Río Quípar im Südosten bekannt, doch sind sie umstritten. Auf etwa 760.000 Jahre werden Faustkeile aus Feuerstein aus La Solana del Zamborino, das ebenfalls in Südostspanien liegt, datiert.
Wichtige Fundstätten des frühen Acheuléen, das durch die Existenz besagter Faustkeile definiert wird, sind Villapando, San Quirce, La Maya III, El Espinar, La Mesa und Espinilla Sima de los Huesos. Wichtige Stätten des mittleren Acheuléen sind Cuesta de la Bajada, Gran Dolina 10-11 oder Galeria Torralba und Ambrona, der späteren Phasen einschließlich des End-Acheuléen El Castillo (Kantabrien), Lezetxiki, Solana del Zamborino (Granada) oder Oxigeno (Madrid).

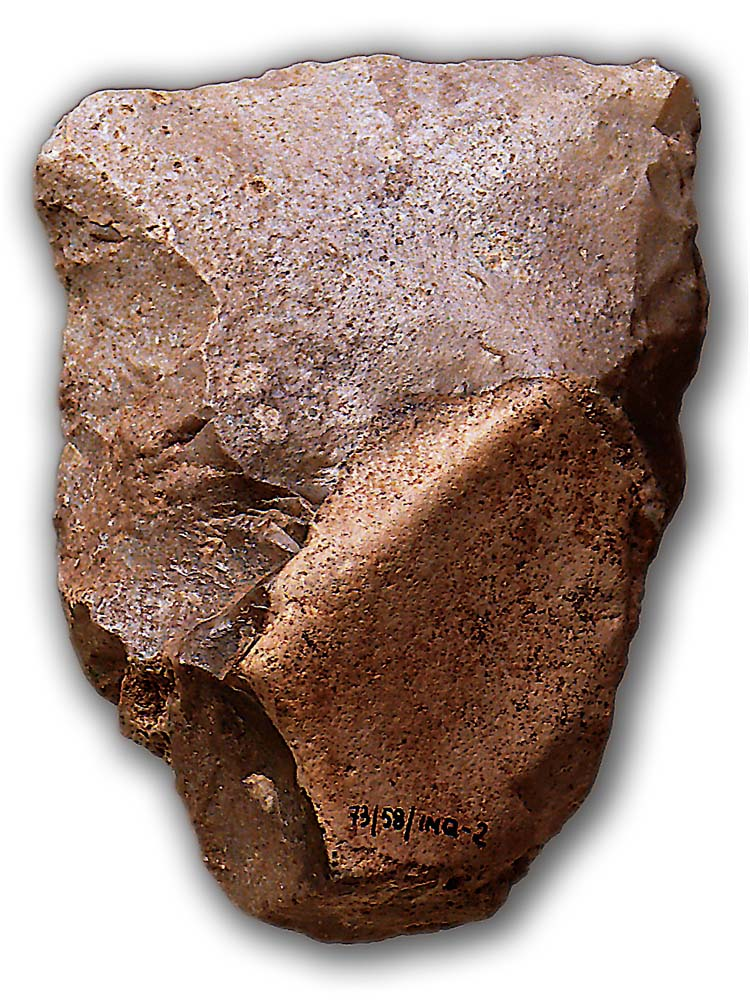
Cleaver des Acheuléen, Torralba.

An der Fundstätte Sima de los Huesos fand man etwa 1300 Knochen und Zähne von 25 Individuen, die vor 600.000 Jahren lebten. Die Körpergröße der Männer lag im Schnitt bei 174,4 cm, die der Frauen bei 161,9 cm. Man nimmt an, dass der Ort eine Begräbnisstätte war. Nur ein einziges Steingerät wurde unter den Knochen gefunden, ein unbenutzter Faustkeil aus Quarzit mit Ocker. Excalibur könnte eine Grabbeigabe sein, was auf emotionales Empfinden, symbolisches und reflexives Denken sowie eine Auseinandersetzung mit dem Tod hindeuten könnte.

### Mittelpaläolithikum: Neandertaler
Der alltägliche Gebrauch von Feuer hatte sich spätestens vor 300.000 Jahren durchgesetzt.

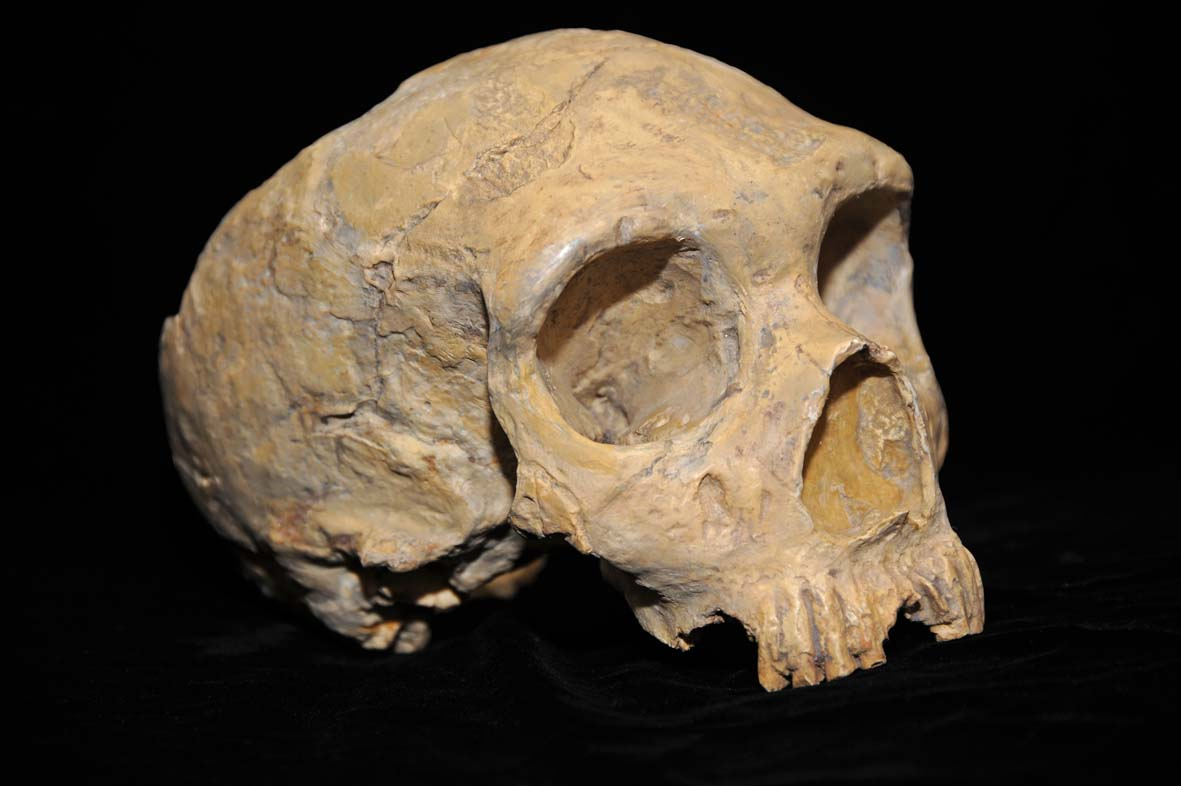
Schädel eines Neandertalers, 1848 entdeckt, später Gibraltar 1 genannt. Forbes’ Quarry, Gibraltar

Im Gegensatz zu den früheren Neandertalern lässt sich für die späten eine großräumige Kulturdifferenzierung nachweisen, wie etwa in Mittel- und Nordwesteuropa, in Italien, in Mittel- und Südwestfrankreich einschließlich der Pyrenäenregion, dann auf der übrigen Iberischen Halbinsel. Der Neandertaler war ein Großwildjäger. Manche der Funde, wie etwa in Jarama VI (Provinz Guadalajara) nicht weit von Madrid, und Zafarraya, einer Höhle bei Málaga, wurden auf 45.000 Jahre datiert.
Die Frage, ob Neandertaler und die aus Afrika zugewanderten Cro-Magnons gleichzeitig auf der Halbinsel lebten, spielt eine wichtige Rolle in der Diskussion zur Genese der jungpaläolithischen Kleinkunst. Um 39.600 Jahre BP befand sich nördlich des Ebro eine Kältesteppe, südlich des Flusses bestanden hingegen Wälder, die typisch für die gemäßigte und die warm-gemäßigte Klimazone sind. Diese Grenze muss der Ausbreitung des modernen Menschen erheblichen Widerstand entgegengesetzt haben. Dies könnte die verhältnismäßig späte Ankunft des Homo sapiens im Süden der Halbinsel erklären.
Die nordostspanische Fundstätte Las Fuentes de San Cristóbal im Osten der Provinz Huesca, deren Funde maximal 55.000 Jahre alt sein können, weist eine Phase ausbleibender Nutzung auf, in der weder Neandertaler noch Vorfahren des modernen Menschen die Höhle nutzten. Dies würde der These Nahrung geben, dass sich Homo sapiens und Neandertaler in Westeuropa nie begegnet seien. Eine zeitliche Lücke zwischen der Nutzung einer Fundstätte durch Neandertaler und anatomisch moderne Menschen weist gleichfalls die Cova Gran de Santa Linya auf. Zwischen den Fundschichten liegt eine „sterile“ Schicht ohne menschliche Spuren.

### Jungpaläolithikum: anatomisch moderner Mensch

Verbreitungsgebiet des Aurignacien

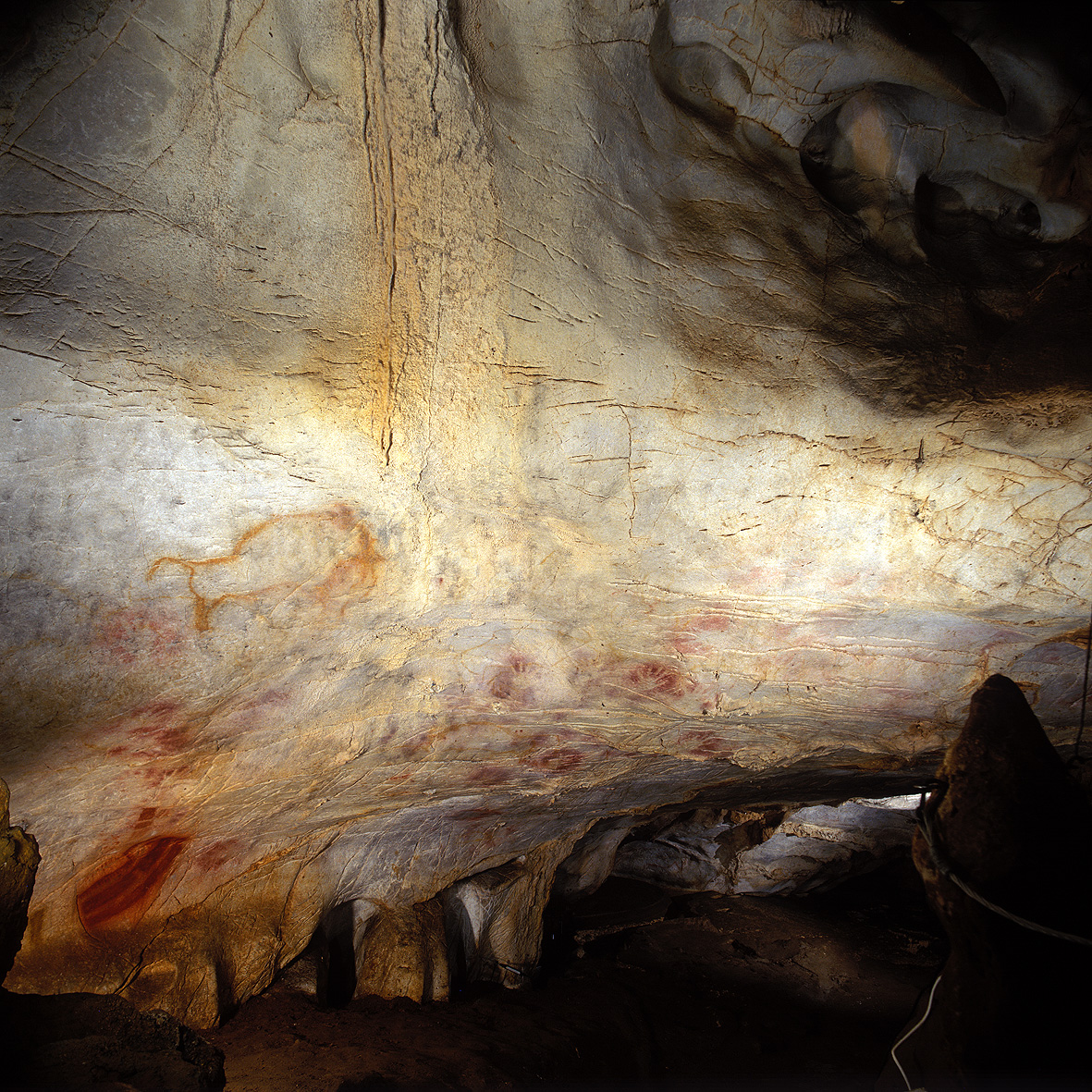
Wandmalereien in der El-Castillo-Höhle. Mit 40.800 Jahren die wohl ältesten Kunstwerke Europas, die anatomisch moderne Menschen hinterließen.

Sicher dem eiszeitlichen, anatomisch modernen Menschen (dem so genannten Cro-Magnon-Menschen) zuzuordnen ist das Aurignacien, das einem Kalenderalter von mindestens 40.000 (möglicherweise 45.000) bis etwa 31.000 Jahren vor heute entspricht.
Die nachfolgende archäologische Kultur ist das Gravettien, für das die Bestreuung der Toten mit Ocker typisch ist. Dessen Ausbreitung in den Südwesten der Halbinsel um 32.000 BP wurde lange als gleichförmiger Prozess betrachtet. In die Betische Kordillere des Südens gelangte das Gravettien und damit erstmals Homo sapiens zwischen 34.000 und 25.000 cal BP.
Einige Gruppen verlagerten ihr Nahrungsspektrum auf Meerestiere. Nachuntersuchungen an der Tito-Bustillo-Höhle zeigten, dass die dortige Gruppe sich besonders von der Gemeinen Napfschnecke und der Großen Strandschnecke ernährte.
Malereien des Homo sapiens finden sich in der Höhle von Altamira bei Santillana del Mar in Kantabrien, wo mehr als 150 Wandbilder aus der Zeit von 16.000 bis 14.000 v. Chr. zu sehen sind. Weitere, teils bis zu 20.000 Jahre alte Höhlenmalereien wurden in La Pileta nahe Ronda und in einer Höhle nahe Nerja (beide in der Provinz Málaga) entdeckt. In den Höhlen von Ekain und Altxerri B, beide in der Nähe von San Sebastián, fand man eine Reihe von Gravierungen und Wandmalereien (vgl. Paläolithische Höhlenmalerei im Norden Spaniens). In der Cueva del Mirón in Kantabrien wurde das aufwendig geschmückte, fast 19.000 Jahre alte Skelett einer jungen Frau geborgen, bekannt als La Dama Roja de El Mirón.

## Epipaläolithikum
Das Mesolithikum, im Mittelmeerraum auch Epipaläolithikum genannt, bezeichnet die nacheiszeitliche Periode bis zum Neolithikum (um 9600 bis Mitte des 6. Jahrtausends v. Chr.). Die Nahrungsbasis veränderte sich im Zuge der Erwärmung, die nicht nur die Gletscher schmelzen, sondern auch die Kältesteppen verschwinden ließ. Die großen Herden, vor allem Auerochsen und Pferde, verschwanden.
Zum Azilien (ca. 12.300 bis 9.600 v. Chr.), dem frühen Epipaläolithikums, gehört als älteste Grabstätte die Höhle Los Azules in Kantabrien an. Aus dem Asturien (8000–5000 v. Chr.) stammt das Grab vom Felsüberhang von Molino de Gasparín. Als Grabbeigabe kann dort das Schienbein eines Rothirschs gelten, vor allem aber drei asturische Picken, von denen eine geschärft war. Im Gegensatz zu diesen beiden Toten lag der Mann von Tito Bustillo (7590–7470 v. Chr.) auf der linken Seite mit angewinkeltem linkem Bein und ohne Beigaben auf dem flachen Höhlenboden. Dabei deuten Farbreste auf eine rituelle Umgebung hin.
Erkennbar ist, dass das oftmals über Jahrhunderte genutzte Gebiet der Beisetzungen gemieden wurde. Als Grabbeigaben dienten zunehmend persönliche Gegenstände, auch gibt es Hinweise auf Totenmahle. Möglicherweise zeigt sich im Langzeitgebrauch der Begräbnisstätten eine Tendenz zu zunehmender Sesshaftigkeit oder saisonaler Mobilität sowie zur Bildung von Territorien.

## Neolithikum (ab 5600 v. Chr.)
Die Cardial- oder Impressokultur breitete sich ab dem 7. Jahrtausend v. Chr. rund um das westliche Mittelmeer aus, mit Ausnahme der Balearen. Die ersten neolithischen Bauern und Hirten kamen um 5600 v. Chr. aus dem östlichen Mittelmeerraum nach Andalusien. Einkorn und Emmer erreichten Spanien spätestens in der Zeit um 5500 v. Chr., wie sich in der Coveta de l'Or und in der benachbarten Cova de Cendres erwies. Allerdings leistete Getreide noch keinen größeren Beitrag zur Ernährung. Viehhaltung ließ sich für das östliche Pyrenäenvorland in der Cova Gran de Santa Linya belegen.

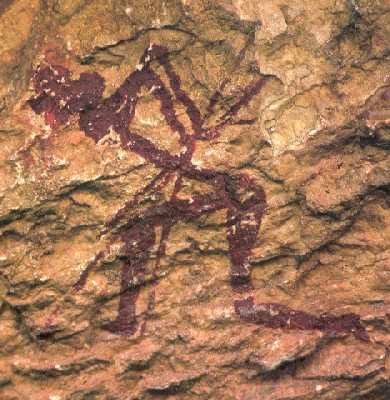
Jungsteinzeitliche Felszeichnung aus dem Barranco de la Valltorta (Castellón de la Plana in der Region Valencia)

Unabhängig davon entstand im Hinterland das Meseta-Neolithikum. Ausgrabungen im Raum Ambrona konnten für die zweite Hälfte des 6. Jahrtausends v. Chr. ein voll ausgebildetes Frühneolithikum mit Tierhaltung und Pflanzenanbau nachweisen.
Das früheste iberische Neolithikum um Valencia bestand offenbar in einer Art Gartenkultur. Dabei wurde auf kleinen Beeten mit Hilfe von Hacken eine große Zahl verschiedener Getreide- und Gemüsesorten angebaut; die Dörfer konzentrierten sich in Flusstälern, die Standorte wechselten häufig. Neben Weizen und Gerste wurden Einkorn und Emmer verarbeitet. Von Anfang an waren auch Gemüsearten, wie Erbse, Saatplatterbse, Ackerbohne, Futterwicke, Linsenwicke und Linse präsent. Vorratsbehälter erreichten bis zu 100 l Volumen. Nur in der Cova de les Cendres fanden sich Silos mit etwa 500 l Fassungsvermögen.
Erst im 5. Jahrtausend ging man zu größeren Feldern und dem Anbau von Hart- und Weichweizen und Gerste über. Die Fundstätte Benàmer erwies, dass die Bevorratung ab der zweiten Hälfte des 5. Jahrtausends erheblich größere Ausmaße annahm, nämlich bis zu 6000 Liter Fassungsvermögen. Insgesamt wurden die Siedlungen größer. Die Tiere wurden verstärkt in Höhlen gehalten, in denen sich nun keine rituellen Handlungen mehr belegen lassen.
Im 4. und 3. Jahrtausend waren die Vorräte nicht mehr auf diese Art gelagert, sondern fanden sich rund um die Häuser. Die Vorratshaltung wurde also nicht mehr von der Gemeinde geregelt, sondern von den Hauseinheiten. Deren Jahresbedarf entsprach die Größe der Vorratsgefäße von etwa 1500 l. Dabei waren einige der Vorratsstrukturen, wie in Missena (Valencia) oder Jovades (Alicante), mehrere Jahrtausende in Gebrauch.
In der zweiten Hälfte des 3. Jahrtausends, in der die Regenmenge nach langer Trockenheit wieder zunahm, ging man wiederum zu einer diversifizierten Gartenkultur über. Einkorn kam wieder in Gebrauch, aber auch neue Pflanzen, wie Flachs. Die großen Vorratsstrukturen und Siedlungen wichen verstreuten, häufig höher gelegenen Orten, in denen sich kaum Anzeichen einer sozialen Differenzierung finden.
Bei Antequera (Málaga) liegen die beiden neolithischen Dolmen de Menga und Dolmen de Viera aus der Mitte des 4. Jahrtausends v. Chr., die zu mehreren Tausend solcher Anlagen auf der Halbinsel und zu den größten derartigen Bauwerken in Europa gehören.

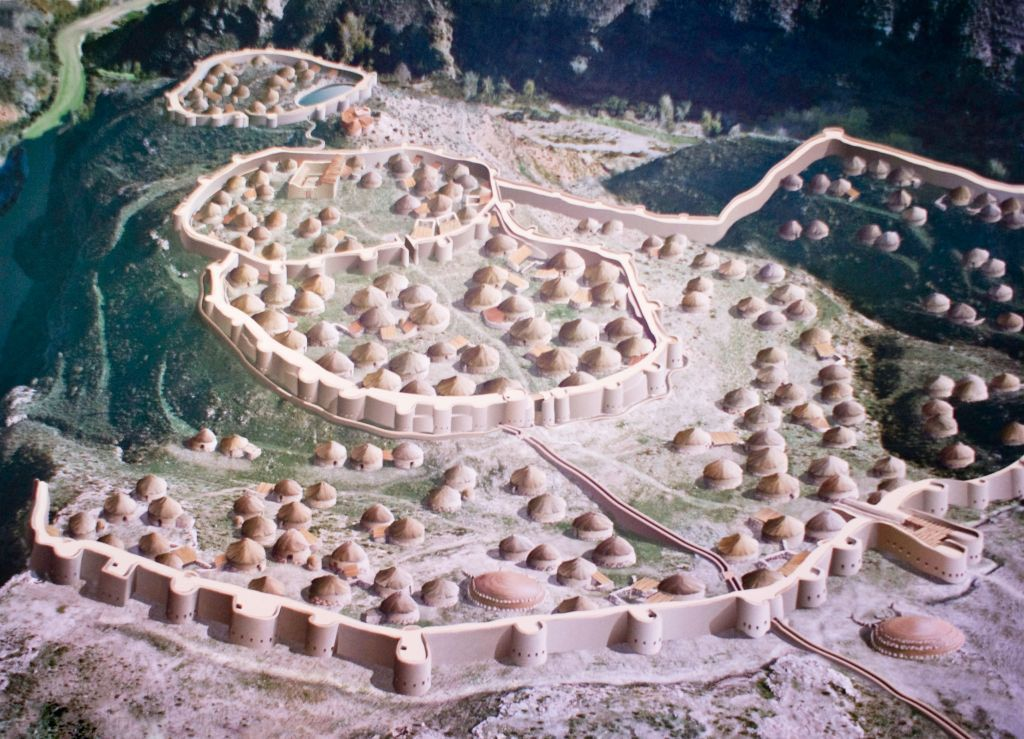
Modell von Los Millares, dem einzigen Fundort, wo Siedlung und Bestattungsplatz gleichermaßen bekannt sind.

## Kupferzeit
Auf der Halbinsel ist die erste Kupferverhüttung in der Siedlung Cerro Virtud (Almería) für die erste Hälfte des 5. Jahrtausends belegt. Die regelmäßige Kupferverarbeitung könnte dennoch erst sehr viel später eingesetzt haben.
Vor allem im Westen ist die Kupferzeit durch vielfach gegliederte Befestigungsanlagen mit zweifach geschalten Mauern gekennzeichnet. Zu diesen zählen Los Millares (Almería), Marroquíes Bajos (Jaén) und Valencina de la Concepción (Sevilla). Die Kultur des 3. und frühen 2. Jahrtausends v. Chr. baute Wein und Oliven an und produzierte eine mit Symbolen verzierte Keramik, die sich vor allem in Megalithanlagen und Kuppelgräbern fand.

## Bronzezeit
Mit der El-Argar-Kultur setzte um 2300 v. Chr. die Bronzezeit ein. Sie bestand im Wesentlichen im Süden. El Argar zeichnet sich durch befestigte Siedlungen auf Hochplateaus aus, wie El Argar (Antas, bei Almería), oder auf steilen Kuppen, wie das nicht weit entfernte Fuente Alamo. Zweischalige Grundmauern aus Bruchsteinen belegen rechteckige, möglicherweise zweigeschossige Häuser. Auf der Meseta wurden die kupferzeitlichen Haustypen fortgesetzt. Datierungen der zugehörigen Loma-Kultur ergaben Werte zwischen 2250 und 1630 v. Chr. Bereits um 2000 v. Chr. lässt sich eine ausgeprägte Entwaldung im Süden belegen. In der Landwirtschaft dominierte der Anbau von Gerste. In der späten Bronzezeit kam ein bedeutender Anteil von Hirse hinzu.
Nördlich, um Valencia, schloss sich das Bronce Levantino an. Hinzu kommen die Guadalquivir-Kultur, die Motilla-Kultur (Motilla del Azuer) und die Tejo-Kultur im Westen der Halbinsel.

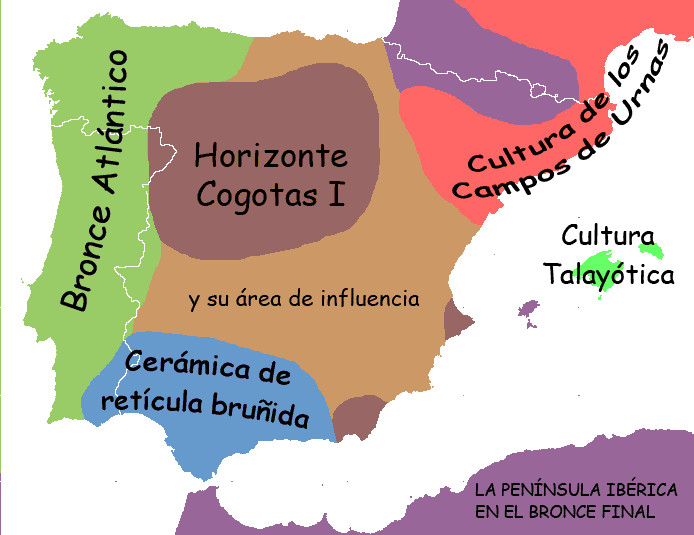
Kulturen der End-Bronzezeit

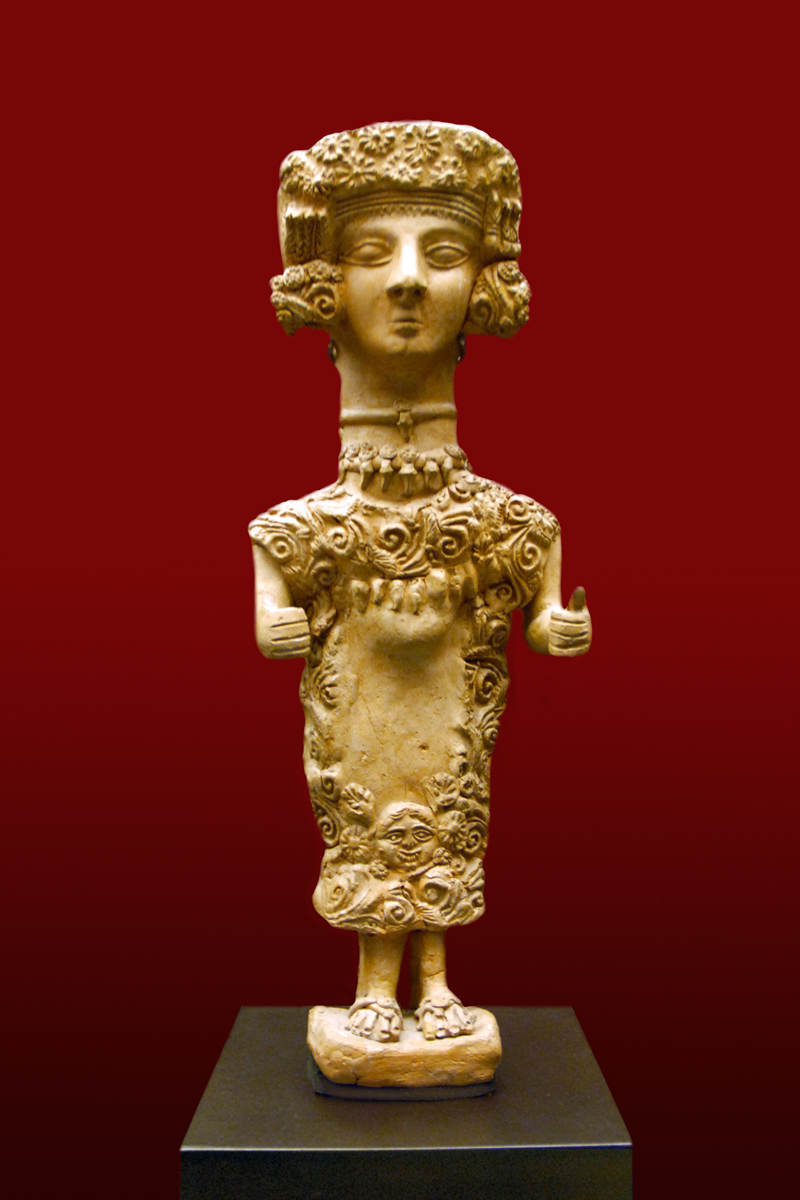
Die Dame von Ibiza aus der punischen Nekropole Puig des Molins, möglicherweise die Göttin Tanit darstellend

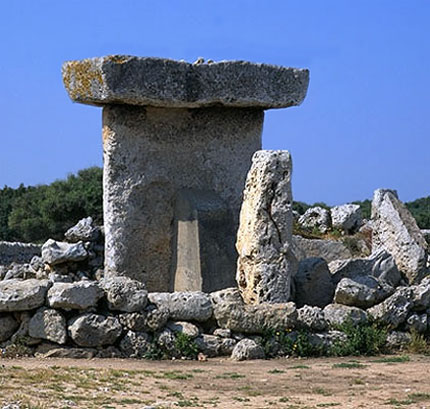
Taula von Trepucó, Menorca

Auf den Balearen steht am Ende der Bronze- und zu Beginn der Eisenzeit die Talayot-Kultur – vom katalanischen Wort talaia für „Beobachtungs-, Wachturm“ –, eine Megalithkultur des 13. bis 2. Jahrhunderts v. Chr. Das Talayotikum I ist durch das Aufkommen von Wasserspeichern, unterirdischen Grabstätten und einzelstehenden Türmen in Megalith-Bauweise, der so genannten Zyklopen-Technik gekennzeichnet. Im Talayotikum II (ab 1000 v. Chr.) kamen ummauerte Einfriedungen der Siedlungen hinzu. Spätestens im Talayotikum III kam es zu Kontakten mit Griechen und Phöniziern. Nach 800 v. Chr. kamen zusätzlich zu Keramiken und Figuren aus Bronze auch Gegenstände aus Blei und Eisen auf. Der Handel mit Karthagern, die um 654 v. Chr. Ebusim (Ibis) auf Ibiza gründeten, setzte ein. Im Talayotikum IV ab etwa 500 v. Chr. ging man zur Bestattungsform in Fötusstellung über. Es entstanden Heiligtümer und bei den Keramiken kamen Nachbildungen karthagisch-phönizischer und römischer Formen auf.
Im 1. Jahrtausend v. Chr. kamen rundovale Einfriedungen aus Steinquadern auf, die manche Komplexe umschlossen. Diese wurden um Talayots angelegt, wie in Capocorb Vell im Gebiet von Llucmajor. Daneben werden auf Menorca Säulen und Pilaster zu regelrechten Säulensälen zusammengefügt. Bis zu 5 m hohe Taulas existieren ausschließlich auf Menorca, wo 30 Standorte bekannt sind.

## Eisenzeit: Kelten, Iberer, Phönizier, Griechen

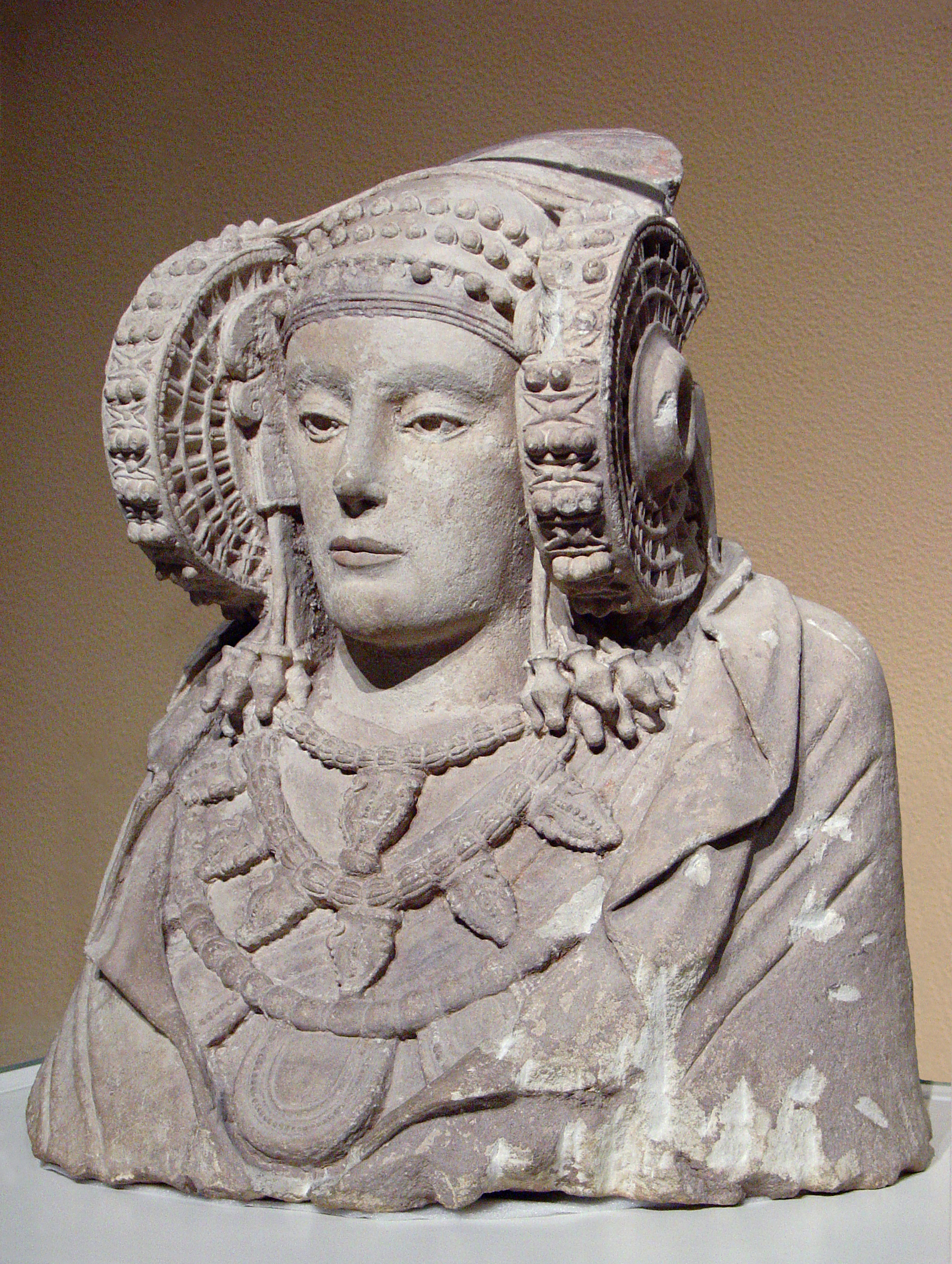
Die 1897 in La Alcudia südwestlich von Alicante entdeckte Dame von Elx, Museu Arqueológic Nacional de Madrid

Phönizier, fast ausschließlich aus Tyros, erreichten den Süden wohl schon im 10. Jahrhundert v. Chr., ohne dass Siedlungen angelegt wurden. Spuren früher phönizischer Handelskontakte wurden in Huelva entdeckt: Dort reichen die Importe bis ca. 900 v. Chr. zurück. Die meisten phönizischen Siedlungen entstanden ab etwa 800 v. Chr. an den Mündungen heute ausgetrockneter Flüsse, über die man in das Hinterland gelangen konnte, die ersten in der Bucht von Cádiz und bei Málaga. Auf dem Siedlungshügel Morro de Mezquitilla (Chorreras, Algárrobo, Málaga), der von etwa 650 bis 450 v. Chr. bewohnt war, ließ sich Eisenverarbeitung für die frühe phönizische Zeit nachweisen.

Tartessos, Lage und Ausbreitung

Im Südwesten entstand die stark von mediterranen Einflüssen geprägte Kultur von Tartessos, einer Hafenstadt an der Mündung des Guadalquivir. Sie war in der Antike für ihren Metallreichtum bekannt. Die großen Mengen an importierten kunsthandwerklichen Gütern deuten darauf hin, dass das heutige Huelva ein bedeutendes tartessisches Zentrum war. Während im 8. und 7. Jahrhundert der Anteil phönizischer Keramik noch gering war, nahm er im 7. und 6. Jahrhundert stark zu.
Als Castrokultur wurde die Kultur der nordwestlichen Halbinsel vom 1. Jahrtausend v. Chr. bis ins 1. Jahrhundert v. Chr. bezeichnet. Die befestigten Siedlungen fanden sich in einem Gebiet, das sich im Osten bis zum Río Cares und im Süden bis zum Duero erstreckte. Die im Zentrum dieser Kultur gelegene nordportugiesische Region Ave weist größere Castros, die Citânias oder Cividades (von lat. civitas) auf.
Im 7. Jahrhundert v. Chr. finden sich reich ausgestattete Wagengräber, wie Grab 17 aus La Joya und El Palmerón (beide Huelva). Solche Gräber tauchten im Südosten erst im 6. Jahrhundert auf. Die exponierte Lage auf länger belegten Hügelnekropolen deutet auf Familien- oder Klientelzusammenhänge hin. Im 5. Jahrhundert erschienen Plastiken von Kriegern, Reitern und herrschaftlichen Tieren. An der Peripherie des tartessischen Einflussgebiets erschienen Kriegerdarstellungen, die vereinzelt Inschriften trugen.

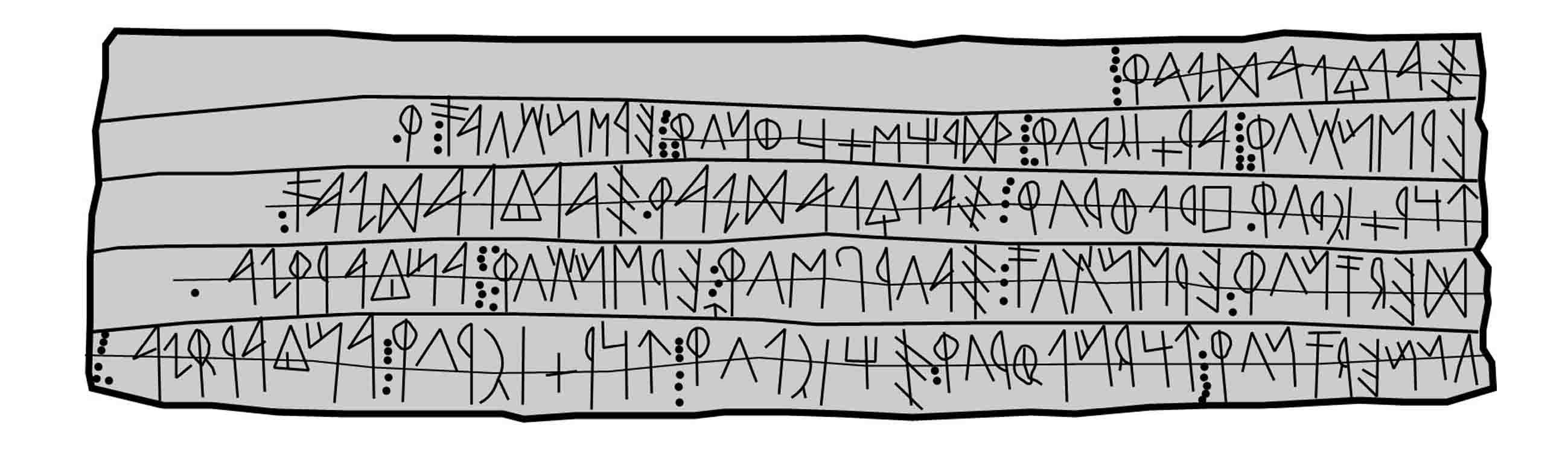
Bleitafel aus La Bastida de les Alcuses (Moixent) mit südöstlicher Schrift…

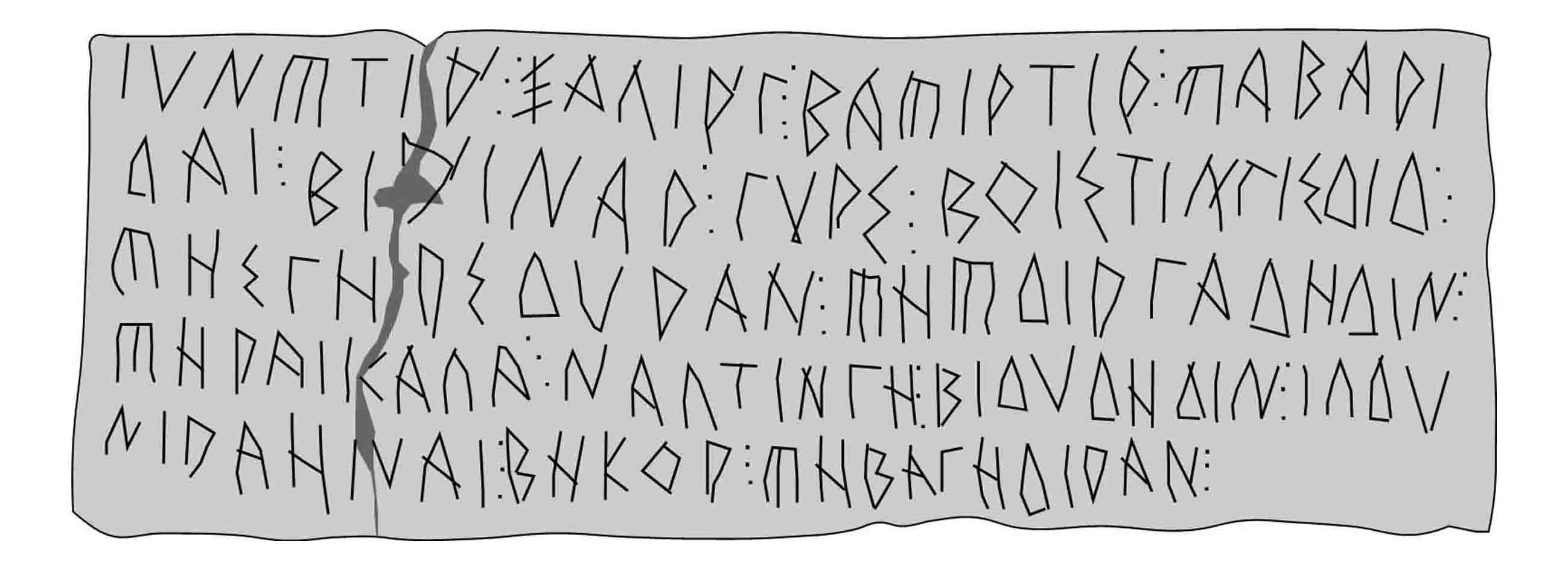
… und aus la Serreta (Alcoi, Alicante) mit gräco-iberischer Schrift

Urnenfelder galten vielfach als Argument für eine Einwanderung aus Nordosten, doch ist dies strittig. Der Südosten war vom 6. bis zum 2. Jahrhundert v. Chr. stark griechisch geprägt. Phokäer aus der Kolonie Massilia gründeten Emporion, Rosas, später Sagunt und Málaga. Im nahe gelegenen Oppidum von Ullastret fand sich neben importierter griechischer Keramik eine hellenistische Stadtmauer, ein Heiligtum am höchsten Punkt des Hügels ähnlich einer Akropolis sowie ein agoraartiger Platz. Die Stadt prägte Münzen allerdings im punischen Münzfuß.
Diese Phase ist mit den „Iberern“ verbunden, die man zunächst weniger archäologisch als ethnisch auffasste – vor allem brachte man sie mit den Katalanen in Verbindung. Aus den vorwiegend südspanischen Kerngebieten breitete sich ihre Kultur bis in das heutige Südfrankreich aus. Die wichtigsten Inschriften der Halbinsel in keltischer Sprache und iberischer Schrift stammten aus Botorrita bei Saragossa. Diese Inschriften, etwa 70 in keltischer Sprache mit insgesamt 1000 Wörtern, entstanden vom 3. bis zum 1. Jahrhundert v. Chr.
Nach dem Ersten Punischen Krieg gegen Rom eroberten die Karthager ab 237 v. Chr. den Süden und Osten; Cartagena war ihr wichtigster Stützpunkt. Nach der Niederlage im zweiten Krieg mussten die Karthager die Halbinsel 206/205 v. Chr. räumen.

## Widerstand gegen die römische Besetzung

Römische Eroberung der Iberischen Halbinsel, 218–19 v. Chr.

Der Widerstand gegen die Besetzung durch Rom dauerte zunächst von 197 bis 179 v. Chr. Nach dem Sieg des Tiberius Gracchus d. Ä. brach der Aufstand zusammen.
Noch gravierendere Folgen hatte der zweite große Aufstand der Iberer, der sich von 154 bis 133 v. Chr. erstreckte. Er begann mit einer Erhebung der Beller und Avaker unter Führung des Punicus. Im selben Jahr schlossen sich die Lusitanen, ein weiterer keltiberischer Stamm, dem Aufstand an. Eine lusitanische Gesandtschaft unterbreitete 150 v. Chr. dem römischen Praetor Servius Sulpicius Galba einen Waffenstillstand. Dieser ging zum Schein darauf ein und bot sogar Land an, um sich dort anzusiedeln. Doch ließ er die Entwaffneten töten, der Rest wurde in die Sklaverei verkauft.
Viriathus, einer der wenigen Lusitanen, die der Tötung entkommen waren, führte ab 147 die Lusitanen und besiegte die Römer 143 und 140 v. Chr. 139 brachen die Römer den mit Viriathus geschlossenen Frieden und bestachen seine Gesandten, die den Lusitaner daraufhin ermordeten.
Decius Junius Brutus, der 138 v. Chr. ernannte Statthalter der Provinz Hispania ulterior, ließ im Tal des Tajo Militäranlagen errichten und begann, die Regionen Alentejo und Algarve zu unterwerfen. Im Norden eroberten seine Truppen von den Galiciern bewohnte Gebiete. Eine der letzten Schlachten wurde möglicherweise nahe dem im Tejotal liegenden Santarém geschlagen, womit der Römer den Zugang zur Westküste als gesichert sah. 134 v. Chr. übernahm Scipio Africanus der Jüngere den Oberbefehl über die Truppen. Diese eroberten Numantia im folgenden Jahr. Scipio verkaufte die Bevölkerung in die Sklaverei und ließ die Stadt schleifen.
Mit der Unterwerfung endeten die Auseinandersetzungen keineswegs. So entsandte der Statthalter von Hispania ulterior zwischen 96 und 94 v. Chr. Truppen zur Niederschlagung eines Aufstandes in den nordwestlichen Teil der Halbinsel, der zwischen den Flüssen Duero und Miño bereits im Rahmen der Feldzüge von Decius Junius Brutus besetzt worden war. Ab 81 v. Chr. flammten in den beiden Provinzen Hispania Citerior und Ulterior erneut Aufstände auf, diesmal als Folge der Schwächung durch den in Italien geführten Bürgerkrieg.

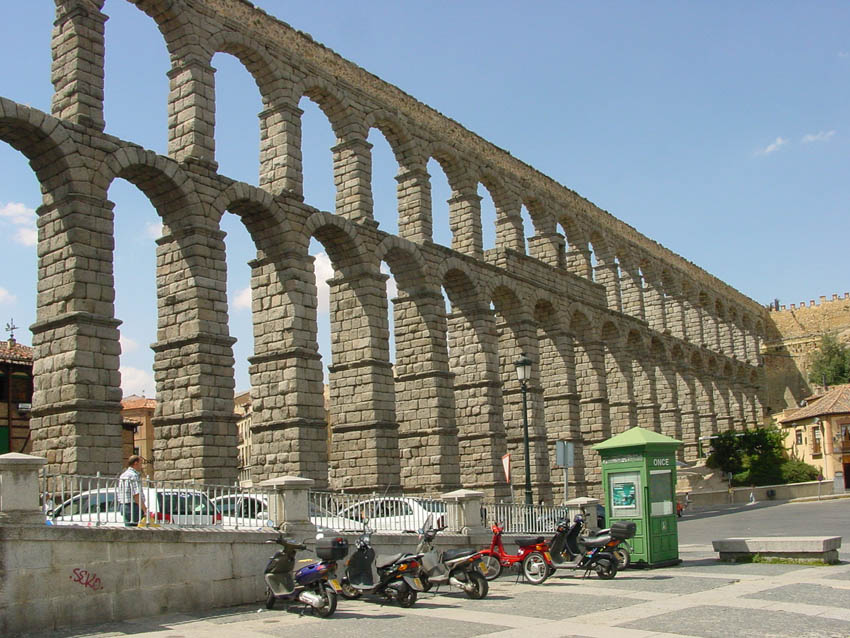
Das römische Aquädukt in Segovia

Gebiet der Kantabrer

Quintus Sertorius, der sich vergeblich als Volkstribun beworben hatte, unterstützte nun Gaius Marius in dessen Kampf gegen Sulla. Die Lusitanier erhoben ihn bald zu ihrem Anführer. Er errichtete eine von Rom unabhängige Herrschaft, die er 79 v. Chr. verteidigte. 77 v. Chr. stieß Marcus Perperna zu Sertorius, der nun einen Gegensenat aus 300 Römern einrichtete und sich neben Römern auf die einheimische Bevölkerung stützte. Er wehrte sich gegen Pompeius, der 76 v. Chr. mit 30.000 Mann nach Spanien gekommen war. Sertorius schloss 74 v. Chr. sogar ein Bündnis mit Mithridates von Pontos, doch wurde er 72 durch eine Verschwörung, an deren Spitze Perperna stand, bei einem Gastmahl erstochen. Perperna wurde seinerseits kurz darauf von Pompeius besiegt.
Erst Caesar, der 61 v. Chr. als Proprätor die Provinz Hispania Ulterior leitete, gelang es, den Widerstand der lusitanischen Stämme zu brechen, ohne indessen den Nordwesten der Halbinsel zu beherrschen. Um auch diese Region zu befrieden, wurden unter Augustus die Städte Bracara Augusta (Braga), Lucus Augusti (Lugo) und Asturica Augusta (Astorga) gegründet. Die Kantabrer um den Ort Amaia wurden erst im Kantabrischen Krieg (29–19 v. Chr.) von Augustus geschlagen und von Agrippa besiegt. Augustus machte aus den bisherigen beiden Provinzen Hispania Citerior und Hispania Ulterior drei, indem die Hispania Ulterior in die Provinzen Lusitania und Baetica aufgeteilt wurde.

### Verstädterung, Romanisierung, römische Religion
Das Land erhielt zur militärischen Sicherung zahlreiche Straßen und Kastelle. Später förderte das dichte Wegenetz die ökonomische Entwicklung. Die Bevölkerung wurde romanisiert, die Halbinsel wurde ein Hauptzentrum römischer Kultur. Kaiser Vespasian verlieh Hispanien das Latinische Bürgerrecht, während die meisten Provinzen des Reiches das römische Bürgerrecht erst 212 erhielten. Zu offenen Kämpfen kam es nur, als die Mauri im Jahr 171 in die römische Provinz Baetica einfielen. Durch eine Verwaltungsreform Kaiser Diokletians wurden von der Hispania citerior, die man nach ihrer Hauptstadt Tarraco auch Tarraconensis nannte, zwei neue Provinzen abgetrennt, nämlich die Provinzen Gallaecia und Carthaginiensis.
Aus Hispanien stammten Kaiser Trajan sowie die Familien von Marc Aurel und Hadrian, dann Theodosius I., sowie angesehene Schriftsteller wie Seneca, Lukan und Martial.
Die römische Religion kam vor allem in Form der Trias Jupiter, Juno und Minerva nach Hispanien. Auch Mars spielte als Kriegsgott in bestimmten Milieus eine wichtige Rolle, hinzu kam seit Augustus der Kaiserkult. Neben der offiziellen Religion bestanden alte Götter fort, die nur die neuen Namen erhielten. Die römischen Götter ihrerseits wurden in der neuen Umgebung abgewandelt.

### Christianisierung, Santiago, Arianismus, Priscillianismus

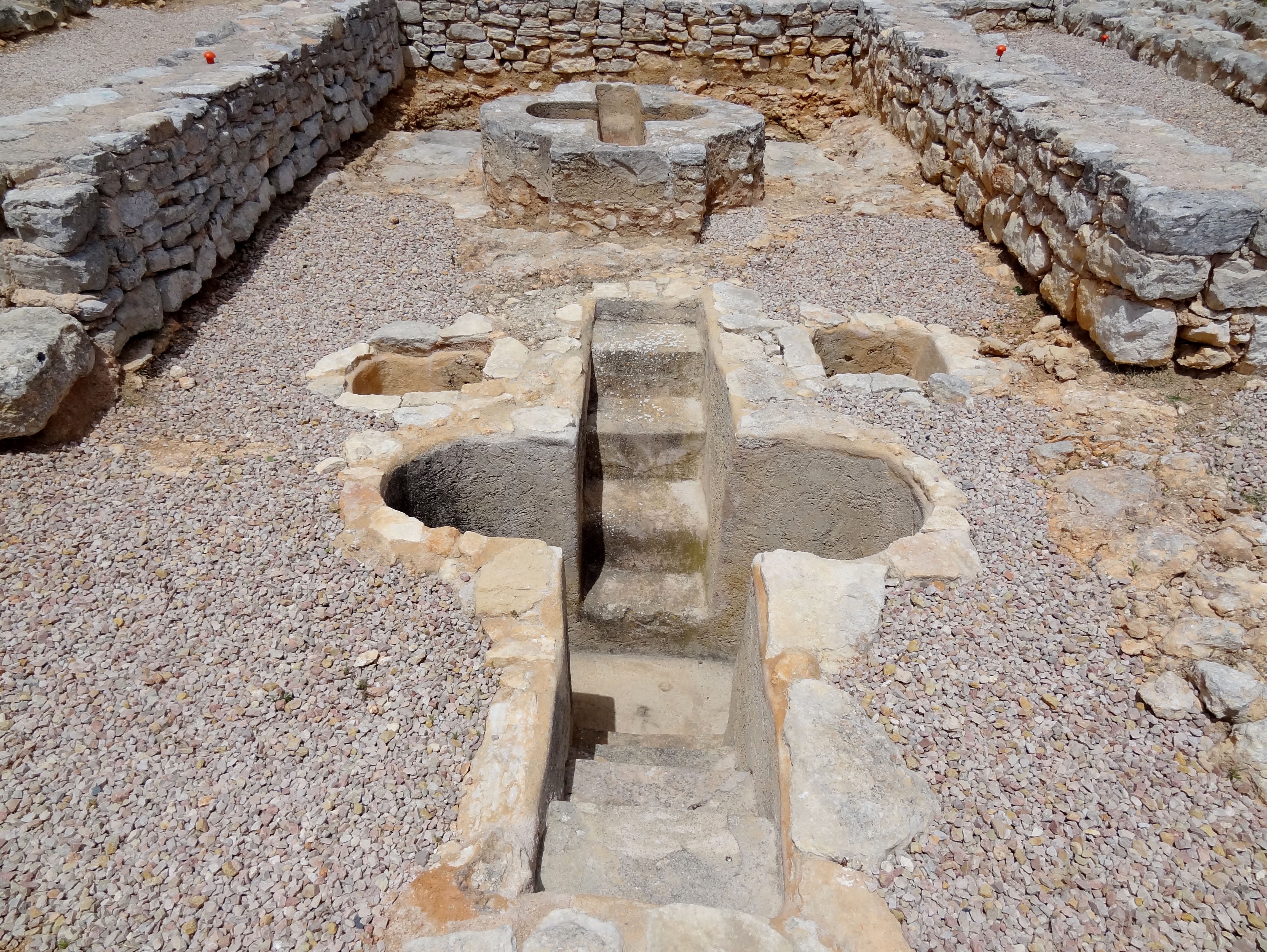
Baptisterium mit Taufbecken in der Basilika von Son Peretó

Das Christentum breitete sich auf der Halbinsel trotz kurzer aber heftiger Verfolgungen seit dem 3. Jahrhundert aus, bis es unter Kaiser Konstantin I. zur vorherrschenden, unter Theodosius I. zur Staatsreligion wurde.
Eine zentrale Rolle spielte, wenn auch erst ab dem Frühmittelalter, der Nationalheilige Spaniens, der hl. Jakobus bzw. Santiago. Der Legende nach wurde Hispanien von diesem Apostel missioniert, sein Leichnam soll nach 44 im galicischen Santiago de Compostela beigesetzt worden sein. Sein Grab wurde nach 818 „wiederentdeckt“ und König Alfonso III. von Asturien (866–910) führte seine Siege auf das Eingreifen des Heiligen zurück. Erst ab dem späten 8. Jahrhundert wird Jakobus als Patron und Beschützer Spaniens bezeichnet. Die Kirche von Santiago beanspruchte mit dem Apostelgrab eine besondere Autorität, was wiederum in Toledo abgelehnt wurde.

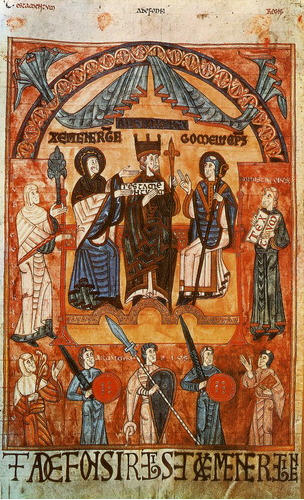
Alfonso III. mit seiner Frau Jimena und Bischof Gomelo von Oviedo, Ms. des 10. Jahrhunderts, Archiv der Kathedrale von Oviedo

An der Synode von Elvira, die zwischen 295 und 314 stattfand, nahmen 19 Bischöfe und 24 Presbyter aus 37 Gemeinden teil. Neben einem Bilderverbot wurde festgesetzt, dass christliche Herren heidnische Kulthandlungen ihrer Sklaven unterbinden sollten, Christen sollten keine Ehen mit Juden oder Heiden schließen, Landbesitzern wurde untersagt, ihre Feldfrüchte von Juden segnen zu lassen und Gläubige sollten keine Tischgemeinschaft mit ihnen pflegen.
Die Missionierung begann wohl in den Städten. Tertullian behauptete bereits 202, Hispanien sei christlich. Während der Verfolgung unter Kaiser Valerian wurde Fructuosus, der Bischof von Tarraco, 259 hingerichtet. Unter Diokletian folgten 304 weitere Märtyrer in Girona und Barcino; die Reliquien der hl. Eulalia wurden im 9. Jahrhundert nach Barcelona überführt.
Die Bischofssitze brachten ähnlich langlebige regionale Strukturen hervor, wie die Klöster mit ihrem ausgedehnten Landbesitz. Insbesondere wurden sie zu einem Symbol übergreifender Gruppenidentität und zum Mittel politisch-religiöser Rangstreitigkeiten. Auch griffen die Bischöfe erheblich in die kaiserliche Politik ein, wie etwa der Berater Konstantins I., Bischof Hosius von Córdoba. Er war Bischof von etwa 296 bis 357, zugleich von 312 bis 326 Hofbischof im Gefolge des Kaisers, und ein herausragender Gegner des Arianismus und des Donatismus. Als Kaiser Constantius II. die Verurteilung des Athanasius forderte, weigerte sich Hosius, der gegen die Einmischung in die Angelegenheiten der Kirche protestierte. 356 wurde er gezwungen, das arianische Bekenntnis von Sirmium zu unterschreiben, das vom Kaiser sogleich als „Bekenntnis des Hosius“ veröffentlicht wurde.
Wie in Nordafrika und in anderen Regionen des Reiches, so entstanden asketische Gruppen, wie die des Priscillian von Ávila († 385). Sklaverei sei, so lehrte er, von Jesus abgeschafft, die Gleichstellung von Männern und Frauen geboten worden. Einige seiner Anhänger wurden 380 vor die Synode von Saragossa geladen und dort auf Betreiben des Ithacius von Ossonoba exkommuniziert. Nachdem Priscillian 380/381 dennoch zum Bischof von Ávila bestimmt worden war, erhob Ithacius auch gegen ihn Anklage. Infolgedessen wurden die priscillianischen Bischöfe von Provinzialbeamten aus ihren Ämtern vertrieben, schließlich wurde Priscillian 385 hingerichtet. Noch 563 sah sich die zweite Synode von Braga veranlasst, die Lehre als Häresie zu verurteilen.

### Die römische Gesellschaft und der Staat der Spätantike

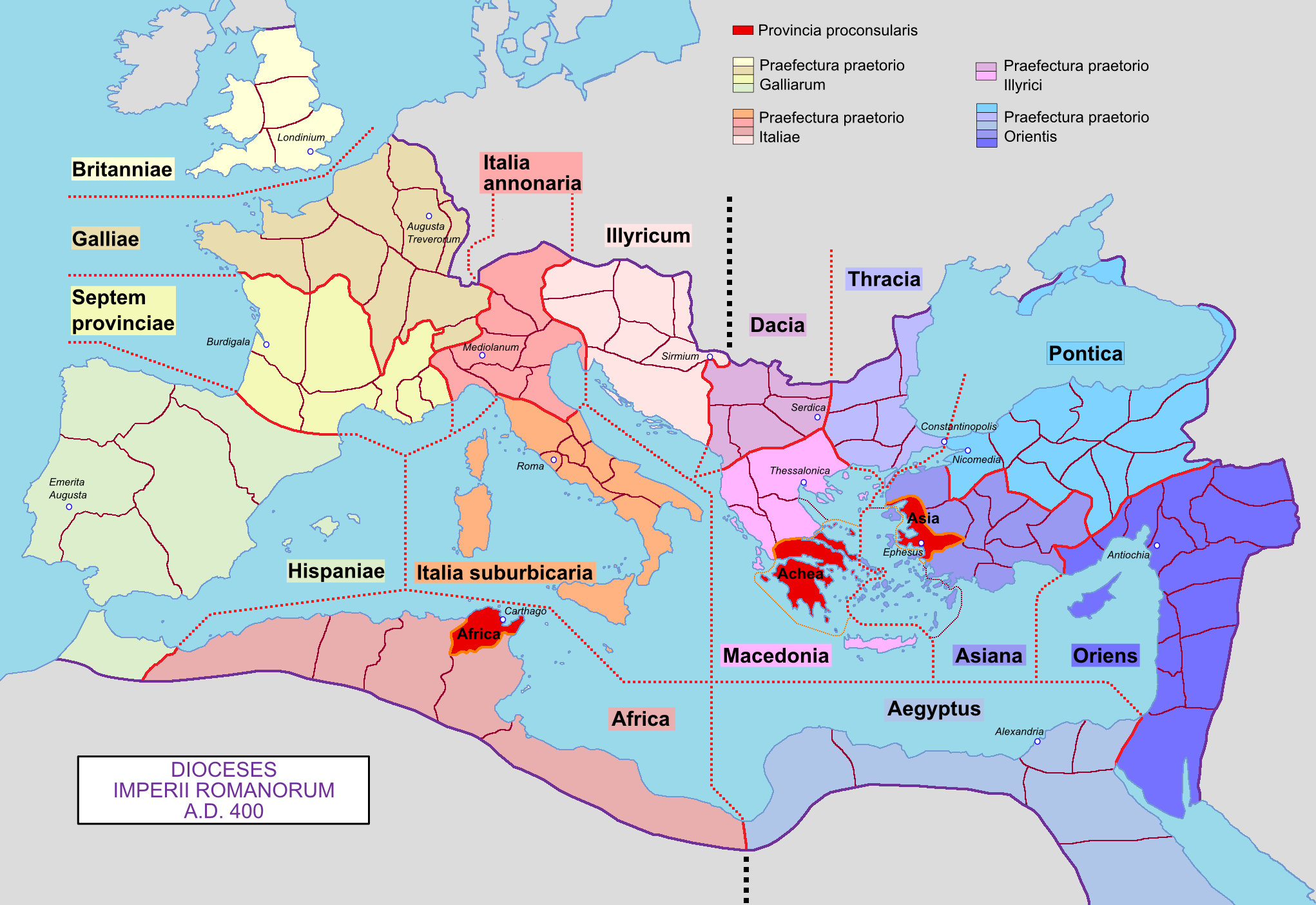
Die administrative Gliederung des Imperium Romanum um 400

Der römische spätantike Staat delegierte, sieht man von der Armee und der obersten Rechtsprechung ab, alle staatlichen Aufgaben an die etwa 2500 über das ganze Reich verstreuten Städte. Die Gesamtzahl der Kurialen, die darüber entschieden, wie die Lasten auf die Bürger verteilt wurden, betrug im westlichen Reich etwa 65.000. Im 3. Jahrhundert wurde die Steuerlast auf alle Provinzen ausgedehnt und mit zunehmender Konsequenz und Härte wurden die Abgaben eingetrieben. Während in den gefährdeten Gebieten einschließlich Roms in der Reichskrise des 3. Jahrhunderts aufgrund der politischen Gefährdungslage der Bau von Theatern, Bädern und Arenen zugunsten von Stadtmauern und sonstigen Wehranlagen zurücktreten musste, war dies in Iberien sehr viel später der Fall.
80 % der Bevölkerung arbeiteten in der Landwirtschaft. Außer in Ägypten schwankten dabei die Erntemengen so stark, dass man geradezu von schockartigen Sprüngen sprechen kann. Dementsprechend waren einem Kaiser die Götter geneigt, wenn die Ernte gut ausfiel. Im Süden Spaniens forderten Christen, die mittels Ritualen ihren Gott günstig stimmen wollten, dass man die Juden nicht auf die Felder lasse, denn sie verdürben die Wirkung der Rituale. Die Vermögenden konnten sich bevorraten und damit höhere Preise abwarten, wie sie jedes Jahr vor der neuen Ernte auftraten, und sie konnten vor allem größere Distanzen überwinden, um Städte und Armeen zu versorgen. Die Bauern waren hingegen auf die lokalen Märkte mit ihren extremen Preisschwankungen angewiesen. Dabei waren die größten Kornhändler die Kaiser selbst. Mit dem Goldsolidus wurde die Grenzlinie zwischen der Ökonomie der Vermögenden und des Restes der Gesellschaft, der auf Bronze- und Silbermünzen angewiesen war, ständig sichtbar. Die reichsten römischen Senatoren verfügten über mehr Einnahmen als ganze Provinzen.
Unterhalb dieser kleinen Gruppe, die über riesiges Landeigentum und Vermögen verfügte, bestand in den Provinzen eine Gruppe lokaler Grundbesitzer, die über Villae verfügten. Ihnen ebneten die Kaiser seit Konstantin den Weg in den römischen Senat. Damit kam ihnen mehr Macht und damit auch sehr viel größeres Vermögen zu. Sie bildeten eine Art vermittelnder Schicht, deren Angehörigen der Titel vir clarissimus bzw. femina clarissima zustand, und die vielfach aus etablierten Provinzialenfamilien kamen. Doch einige Familien hatten diesen „nachkonstantinischen Goldrausch“ verpasst und fürchteten ihren Abstieg. Die Grenzlinie innerhalb der Führungsgruppe bildete der Staatsdienst mit seinen Privilegien.
Kaiserliche Gesetze schufen die Voraussetzungen, um beinahe unbeschränkte Verfügungs- und Polizeigewalt an lokale Herren abzutreten, deren Wirtschaftseinheiten sich dadurch gegenüber staatlichem Einfluss zunehmend abriegelten. Seit Konstantin durften die Herren flüchtige Kolonen, die vor weniger als dreißig Jahren verschwunden waren, in Ketten legen. Seit 365 war es den Kolonen verboten, über ihren eigentlichen Besitz zu verfügen, wohl in erster Linie Arbeitsgeräte. Seit 371 durften die Herren die Abgaben der Kolonen selbst eintreiben. Schließlich verloren die Ackerbauer 396 das Recht, ihren Herrn zu verklagen. Unter Justinian I. wurde gar nicht mehr zwischen freien und unfreien Kolonen unterschieden.

### Die Kirche in der Spätantike

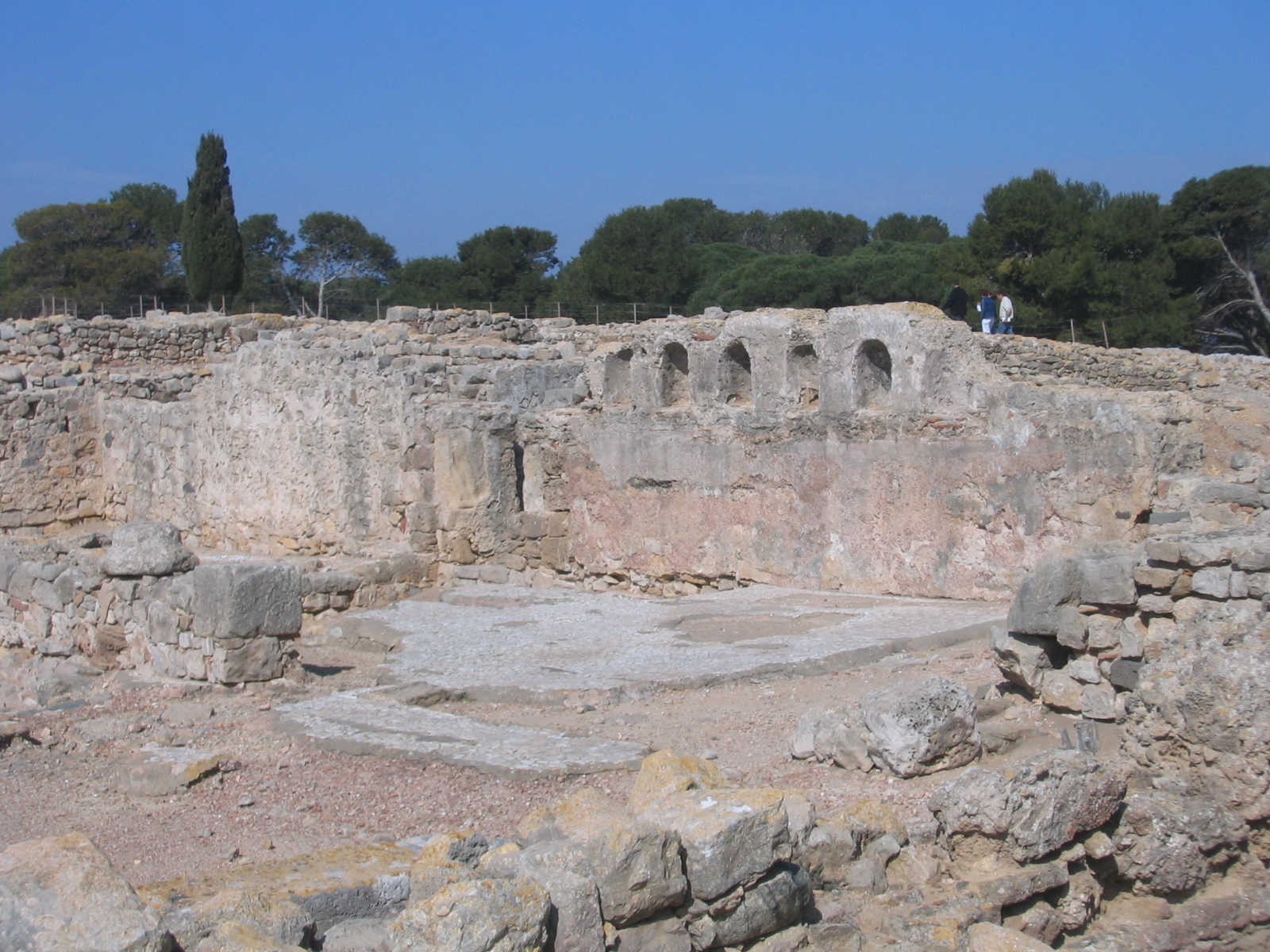
Ruinen der Basilika von Empúries in Katalonien

Zwar bildete der Klerus eine eigene Klasse, die von öffentlichen Diensten und persönlicher Besteuerung befreit war, doch die Kaiser verweigerten diesem den Zugang zu den oberen Klassen der Gesellschaft. Zudem erzeugte dies bei den Kurialen, die nicht von Abgaben befreit waren, Widerstand, denn je mehr Mitglieder einer Gemeinde von Abgaben befreit wurden, desto höher wurde die Belastung der übrigen.
Die Gemeinde dieser Kleriker des 4. Jahrhunderts setzte sich keineswegs aus den Armen und Marginalisierten der Gesellschaft zusammen. Jüngere Forschungen zeigen, dass die Angehörigen der Gemeinden Handwerker und Beamte, Künstler und Händler waren. Sie selbst bezeichneten sich gelegentlich als „mediocres“, die weder reich noch arm waren.
Einnahmen aus der Gemeinde und die Versorgung von Armen brachten der Kirche staatliche Privilegien ein. In einem Privileg von 329 wird explizit erläutert, dass der Klerus für die Armen da sein sollte, während die Vermögenden, zu denen der Klerus nicht gehörte, ihren Aufgaben nachgehen sollten. Doch führende Mitglieder der Gesellschaft, die zu Christen wurden, konnten, unter Verdrängung langjähriger Mitstreiter der Gemeinde, bald in einem Zug aufsteigen, statt über lange Ausbildungs- und Erfahrungszeiten. Ambrosius von Mailand konnte so unmittelbar zum Bischof werden.

## Völkerwanderung, Sueben, Vandalen, Westgoten

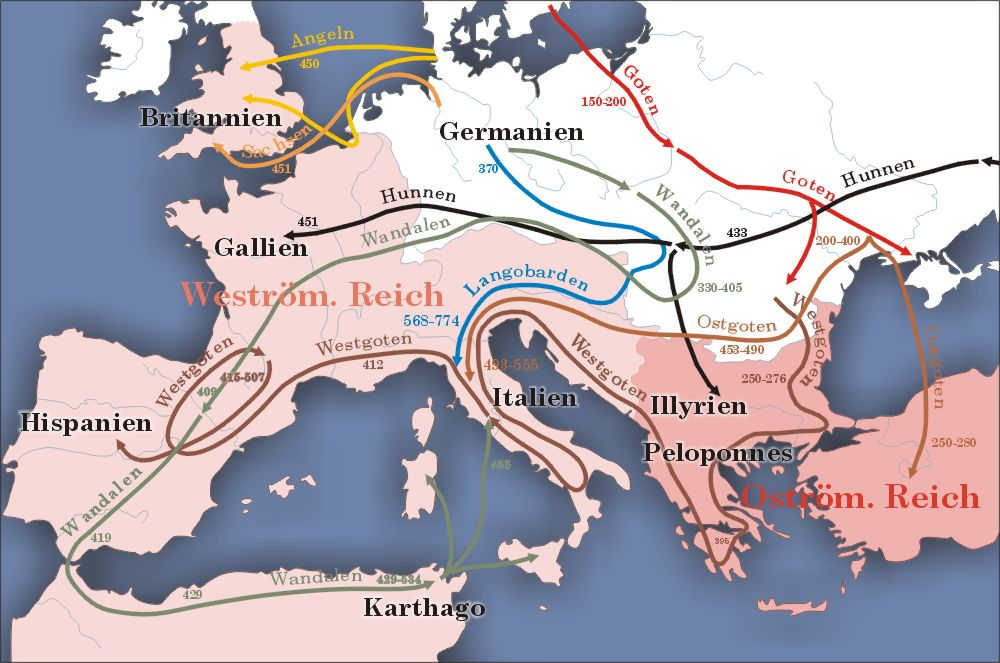
Europa mit den wesentlichen Völkerwanderungsbewegungen

Vandalen, Alanen und Sueben überschritten 409 die Pyrenäen. Als Vandalen und Alanen weiterzogen und Karthago eroberten, wurde selbst die römische Seeherrschaft in Frage gestellt. 455 plünderten die Vandalen Rom, wie es die Goten schon 410 getan hatten. Die Sueben waren als einzige Germanen in Hispanien geblieben, während Rom 472 mit Tarraco seine letzte Bastion verlor. Italien besetzten ab 489 die Ostgoten, währenddessen hatten sich die Westgoten in Gallien unabhängig gemacht.

### Suebenreich im Nordwesten (409–585)

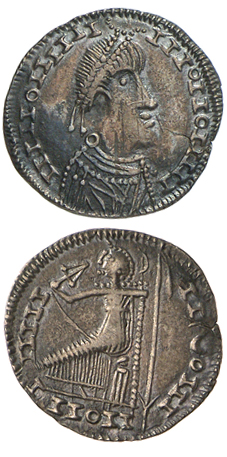
Suebische Münze

Das Kerngebiet der Sueben lag zwischen Duero und der Ría de Vigo. Mit der Gründung des Klosters Dumio wurde das Mönchtum gefördert, das später einen enormen Aufschwung nahm. Dabei wurde weniger das Regelwerk der Benediktiner als vielmehr das Werk des Fructuosus von Braga († 665) zentral, aber auch Isidor von Sevilla.

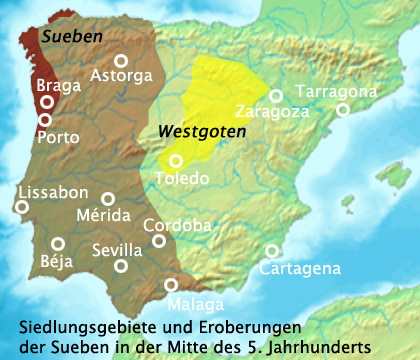
Reich der Sueben um 455

In Hispanien wurde ihnen die Provinz Gallaecia zugeteilt, doch 418 vernichteten die Vandalen sie mitsamt ihren verbündeten provinzialrömischen Truppen beinahe in der Schlacht in den Nervasosbergen. 429 verließen Vandalen und Alanen – spätestens jetzt gleichfalls christianiert – die Halbinsel und gingen nach Nordafrika, um 439 Karthago zu erobern.
Die Sueben unter ihrem ersten König Hermericus († 441) blieben als einzige im Land. Seinem Sohn Rechila (438–448) gelang die Eroberung der Baetica. 440 empfing der König einen kaiserlichen Gesandten in Mértola. In den folgenden Jahren bekämpften römische Truppen mit Unterstützung der Westgoten Bagaudenaufstände im Ebrotal. Rechilas katholischer Sohn und Nachfolger Rechiar heiratete 449 eine Tochter des Westgotenkönigs, stieß bis in baskische Gebiete vor und bedrohte Saragossa. Als die Sueben vertragswidrig in die Tarraconensis vorrückten, forderte Rom die Westgoten auf, nach Hispanien zu ziehen. Ihr König Theoderich II. siegte am Órbigo in der Nähe des heutigen Astorga. Braga wurde am 28. Oktober 456 geplündert, König Rechiar hingerichtet. Zeitweise wurden westgotische Garnisonen im suebischen Gebiet installiert. Die Westgoten schlossen mit Kaiser Majorian einen neuen Vertrag.
Die nordwestlichen Sueben hatten 456 einen sonst kaum fassbaren Maldras zu ihrem König erhoben, während in der Hauptstadt Braga nacheinander Aiulf (456 bis Juni 457), der vielleicht einen Aufstand wagte, und Framta (457–458) in Abhängigkeit von den Westgoten herrschten. Bald schlossen sich die Nordwestsueben Maldras’ Sohn Remismund an. Maldras griff Städte weit im Süden an, wie 457 Lissabon, oder im Folgejahr Porto. Nun wurde Remismund vom Westgotenkönig Eurich zur Anerkennung seiner Oberhoheit gezwungen. Er trat zum arianischen Christentum über. Da 470 Hydatius, der Verfasser der nach ihm benannten Chronik, starb, sind wir über das zweite Königreich der Sueben überaus schlecht unterrichtet.

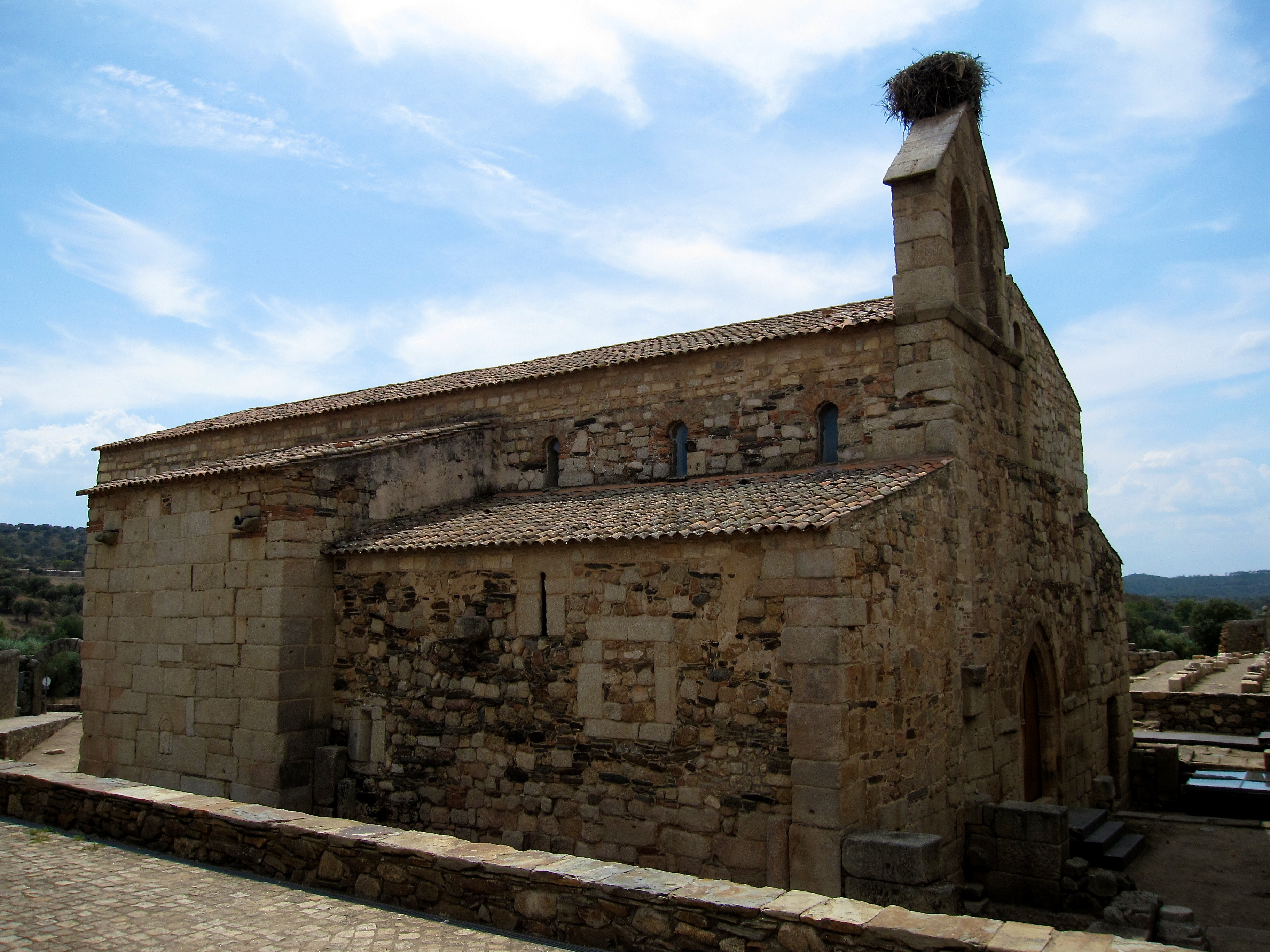
Kathedrale von Idanha-a-Velha

Im Gegensatz zu den Westgoten (und Vandalen) traten die Sueben bereits kurz nach 550 vom Arianismus zum Katholizismus über. Doch bekämpfte Martin von Braga mit De correctione rusticorum deren religiöse Vorstellungen, die eher einen Synkretismus aus paganen und christlichen Ideen bildeten. Dennoch gelang es den Sueben, wie das Parochiale von 572 belegt, nicht nur eine Klosterlandschaft zu errichten, sondern auch eine Pfarrstruktur durchzusetzen. Dabei sind nur wenige Beispiele ihrer Kirchenarchitektur überliefert, wie in Egitania oder in Torre de Palma.
573 unterstützten die Sueben unter König Miro den aufständischen Hermenegild, der Sevilla belagerte. Immerhin könnte diese Unterstützung des ältesten Sohnes der Grund sein, warum die Sueben 585 von den Westgoten unterworfen wurden.

### Westgotenreich (bis 711)

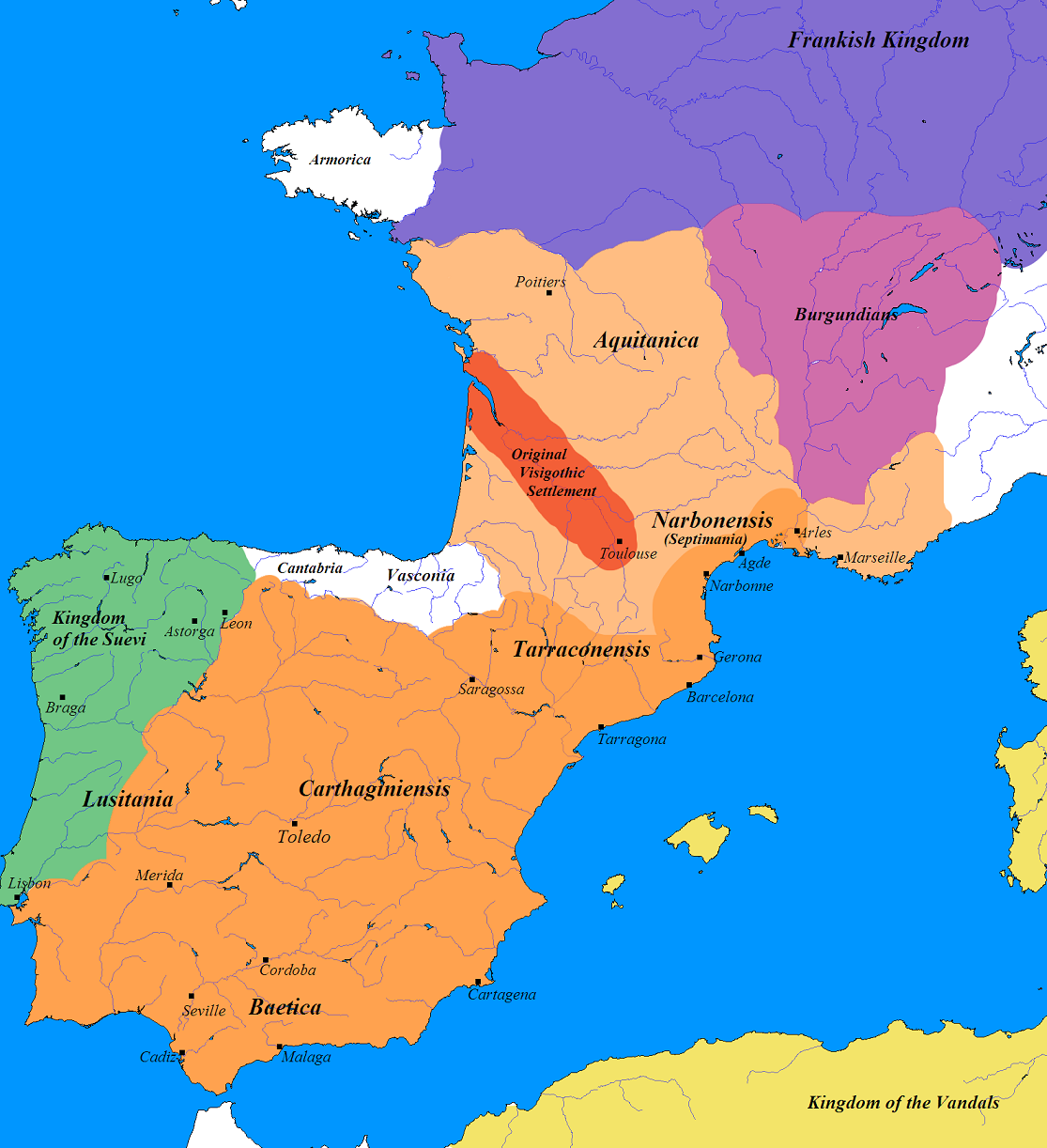
Entwicklung des Westgotenreiches.
Rot: Ansiedlung der Westgoten in Aquitanien ab 418.
Hellorange und orange: Ausbreitung bis 507
Orange: Westgotenreich (mit Septimanien) zwischen 507 und 552
Grün: Suebenreich, das ab 585 zum Westgotenreich gehörte

Eurich löste das Föderatenverhältnis zu Rom auf und dehnte das Reich bis zur Loire und bis weit nach Hispanien hinein aus. 475 schloss er Frieden mit Kaiser Julius Nepos, der seine Unabhängigkeit anerkannte. Die Westgoten beschränkten sich im Süden zunächst auf wichtige Stützpunkte wie Mérida. Erst in den neunziger Jahren des 5. Jahrhunderts kam es zu mehreren Ansiedlungswellen. Die Einwohnerzahl ihres Reiches wird auf vielleicht 10 Millionen geschätzt. 507 besiegte der Frankenkönig Chlodwig in der Schlacht von Vouillé die Westgoten unter Alarich II., dem Sohn Eurichs.
Der wohl um 475 eingeführte Codex Euricianus, ein nach König Eurich benanntes Gesetzbuch, war die erste Rechtskodifikation eines germanischen Reiches. Er wurde zur Basis für die spätere Gesetzgebung westgotischer Herrscher. Der Codex enthielt das an die ethnische Zugehörigkeit und nicht an den Wohnsitz gebundene Recht der Westgoten, während das Recht der romanischen Bevölkerung in der Lex Romana Visigothorum kodifiziert wurde. Diese wurde 506 in Kraft gesetzt. Es handelt sich um eine Überarbeitung des Codex Theodosianus, einer einflussreichen römischen Gesetzessammlung.
Nach der älteren Forschung erhielten die Goten zwei Drittel, die Römer den Rest des bebauten Landes, dafür aber zwei Drittel der Arbeitskräfte. Doch offenbar gab es im Tolosanischen Reich weiterhin vermögende Großgrundbesitzer, die sich von Bewaffneten schützen ließen und ihre Landsitze befestigten. Viele Bestimmungen des Codex Euricianus befassen sich mit Unfreien, deren Zahl offenbar beträchtlich war. Die Gefolgschaften bestanden teils aus Freien, teils aus Unfreien. Einfache Freie gerieten offenbar oft in Notlagen; davon zeugen Bestimmungen des Codex, die vom Selbstverkauf Freier und vom Verkauf Freier als Sklaven gegen ihren Willen handeln. Nach 507 entstanden Siedlungsschwerpunkte in Septimanien, aber auch um Segovia, Madrid, Palencia, Burgos, wo ihnen die dortigen Reihengräber zugeordnet werden. In Andalusien erscheinen gotische Namen in Inschriften, vor allem um Córdoba und Mérida. Die Ostgoten vertrieben Gesalech, den unehelichen Sohn und Nachfolger des 507 zu Tode gekommenen Königs Alarich II., und ihr König Theoderich übernahm die Herrschaft im Westgotenreich, wo er bis 526 regierte.
Dabei kämpften 507 Romanen senatorischer Herkunft mit den Westgoten gegen die Franken Chlodwigs. Auch in der Verwaltung waren den Romanen höchste Ämter zugänglich. Zwar mussten sie im Unterschied zu den Goten Steuern zahlen, doch war ihre Steuerlast wesentlich geringer als im Römerreich. Die Könige verfügten spätestens seit Theoderich II. über Lateinkenntnisse; am Hof Eurichs bestand Interesse an lateinischer Dichtung.
Die Schätzungen der Anzahl der im Tolosanischen Reich, vor allem um Toulouse lebenden Westgoten schwanken zwischen 70.000 und 200.000, was einem Anteil von etwa ein bis zwei Prozent der Gesamtbevölkerung entspricht. Ehen zwischen Goten und Romanen blieben bis Ende des 6. Jahrhunderts verboten, denn während die Romanen Katholiken waren, waren die Goten Arianer. Eurich untersagte den Katholiken die Neubesetzung vakanter Bistümer. Er sah vor allem in den Bischöfen potentielle Verbündete des Kaisers. Alarich II. schlug wiederum einen katholikenfreundlichen Kurs ein. Er übernahm in seine Lex Romana Visigothorum Bestimmungen des römischen Rechts, die die Stellung der katholischen Kirche regelten, nicht jedoch ein Gesetz Kaiser Valentinians III., das die gallische Kirche dem Papst unterstellte.

Das oströmische Iberien

Nach 526 machten sich die Westgoten unter Amalarich wieder selbstständig, doch erlitten seine Truppen 531 bei Narbonne eine Niederlage gegen den Frankenkönig Theuderich I. Nach der Vernichtung des Vandalenreichs durch eine Armee Kaiser Justinians drohte zudem ein oströmischer Angriff. Bei ersten Kämpfen mit den Oströmern um die Stadt Ceuta siegten die kaiserlichen Truppen. Attentate, Rebellionen und Staatsstreiche waren in der Folgezeit so häufig, dass der fränkische Chronist Pseudo-Fredegar dafür den Begriff „morbus Gothicus“ prägte. Einer der Aufstände bot den Oströmern den Vorwand zum Eingreifen; 552 landeten sie als Verbündete eines westgotischen Rebellen an der Südküste und besetzten ein Gebiet, das mindestens von Cartagena bis Málaga reichte.
Unter König Leovigild (568/9–586) expandierte das Reich gegen die Kantabrer, die Sappi im Raum Salamanca, Aragonesen und Basken. Er konnte die Oströmer zurückdrängen, die Sueben 585 unterwerfen. Ein fränkischer Angriff auf Septimanien wurde zurückgeschlagen, die Rebellion von Leovigilds Sohn Hermenegild niedergeworfen, der 582 ins oströmische Córdoba floh, nachdem er Kontakte nach Konstantinopel angeknüpft und sich vom Arianismus losgesagt hatte – Papst Gregor I. nannte ihn gar einen Märtyrer. Leovigilds Versuch, die Spannungen zwischen Arianern und Katholiken aufzulösen, scheiterte.
Ein wichtiges Anliegen war die „Imperialisierung“ des Königtums durch Imitation des Kaisertums. Das Abbild des Kaisers erschien nun nicht mehr auf den Goldmünzen, der König trug stattdessen Krone und Purpur, und nach der Art der Kaiser gründete er eine neue Stadt, die er nach seinem Sohn Reccared Recopolis nannte. Darüber hinaus verlagerte sich ab etwa 569 der Reichsschwerpunkt nach Toledo. In diesem Reich sollen neben 100.000 Goten etwa 9 Millionen Romanen gelebt haben. Bis zum Ende des Reichs konnten die Könige gegen die Basken allerdings nur vorübergehende Erfolge erzielen.
Leovigilds Sohn und Nachfolger Rekkared I. (586–601) konnte den Krieg gegen die Franken beenden. Er trat 587 vom Arianismus zum Katholizismus über. Das 3. Konzil von Toledo (589) beendete die religiösen Konflikte. Zu den Konzilsbeschlüssen gehörten auch Maßnahmen gegen die Juden. Ihnen wurde verboten, christliche Frauen zu heiraten oder christliche Konkubinen zu haben. 694 wurden auf dem 17. Konzil von Toledo drastische Beschlüsse gefasst, die durch das Gerücht gefördert wurden, Juden hätten Kontakte zu den Muslimen Syriens aufgenommen oder gar eine Verschwörung geplant. Der König forderte die Vertreibung aus seinem Reich. Kinder aus den bereits bestehenden Verbindungen mussten getauft, ab dem 7. Lebensjahr sollten Kinder aus jüdischen Familien in christliche gegeben werden. Sklaven der Juden sollten freigelassen werden. Formal leitete der König das Konzil, doch die Inhalte steuerten wohl Bischof Leander von Sevilla und Abt Eutropius von Servitanum bei. Manche Arianer gingen nach Afrika, in Mérida kam es zu einer Rebellion. 633 verabschiedete das 4. Konzil von Toledo die altspanische Liturgie, die bis ins 11. Jahrhundert großen Einfluss ausübte.
Rekkareds Sohn Liuva II. wurde nach nur anderthalbjähriger Regierung schon 603 entmachtet; eine Verschwörung von Adligen brachte seinen Nachfolger Witterich an die Macht. Damit endete die von Leovigild begründete Dynastie und das Prinzip der Wahlmonarchie setzte sich wieder durch. Trotz der instabilen Verhältnisse gelang es König Suinthila um 625 die letzten oströmischen Stützpunkte zu besetzen.

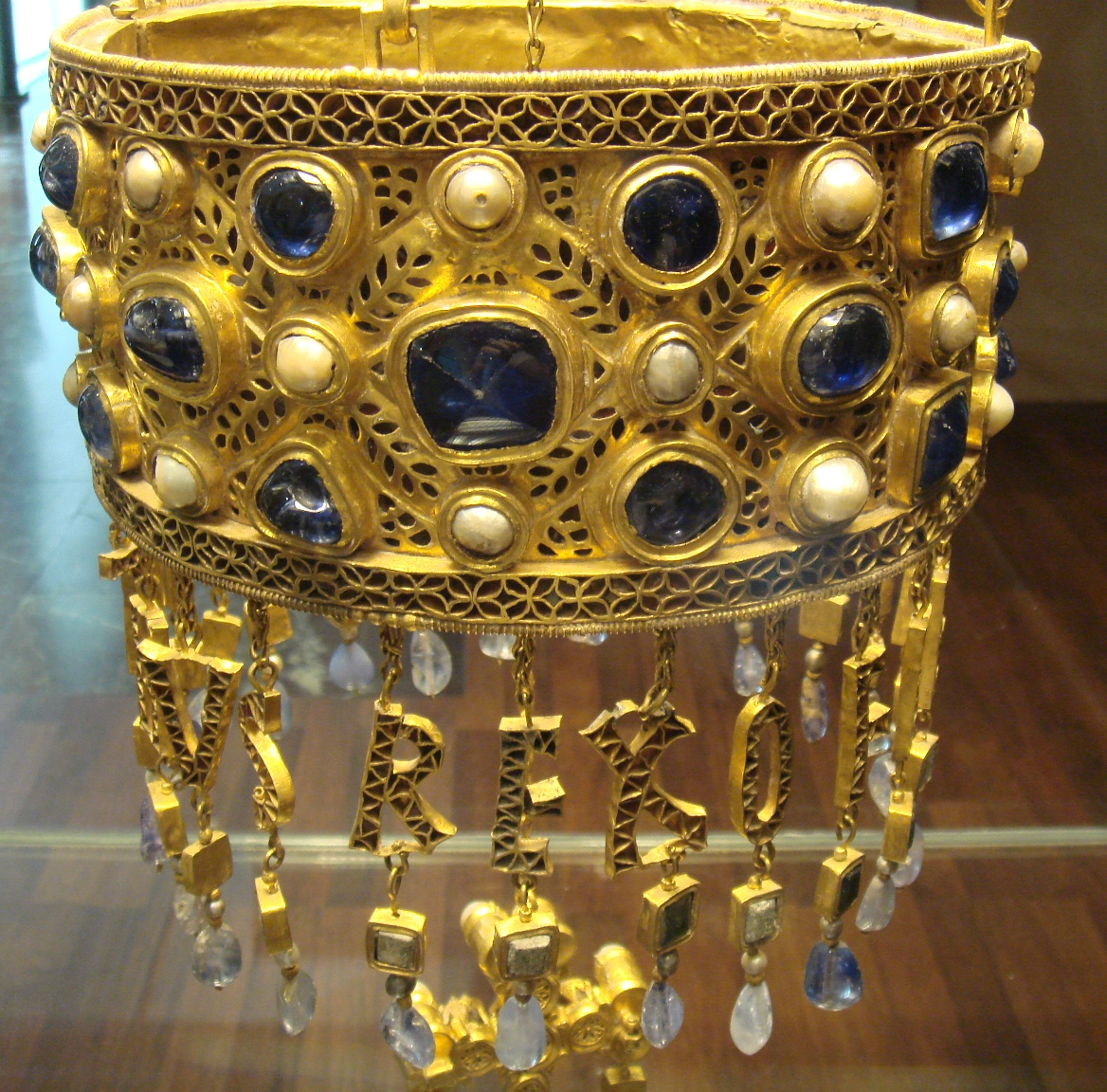
Krone des Rekkeswinth (653–672)

Zu einer Reaktion des Königtums auf die Übermacht des Adels kam es unter Chindaswinth. Er war selbst 642 durch einen Staatsstreich auf den Thron gekommen und er wollte die Ersetzung des Adels durch zuverlässige Gefolgsleute durchsetzen. Es gelang ihm sogar, seinem Sohn Rekkeswinth, den er 649 zum Mitregenten erhob, 653 die Nachfolge zu sichern.
Doch nach Rekkeswinths Tod kam es 672 wieder zu einer Königswahl; der wohl 90-jährige Adlige Wamba wurde zum König erhoben. Er ist der erste Herrscher, für den eine Salbung nach alttestamentlichem Vorbild bezeugt ist. Doch wurde der fast Hundertjährige 680 zur Abdankung gezwungen. Schon bei dem Aufstand Septimaniens zehn Jahre zuvor hatte sich die Unzuverlässigkeit des Heeres gezeigt. Sein Feldherr Paulus hatte gegen Wamba rebelliert und ihn in einem Brief verspottet. Seine eigenen Männer plünderten und vergewaltigten, woraufhin der König die Täter beschneiden ließ, um sie symbolisch aus der christlichen Gemeinschaft auszustoßen. In den Jahren 693/694 sowie erneut 701 brachen Epidemien aus, die zu einem erheblichen Bevölkerungsrückgang führten. Schließlich reduzierte sich die Zahl der königsfähigen Familien auf zwei, wobei sich beide auf Chindasvinth zurückführten.

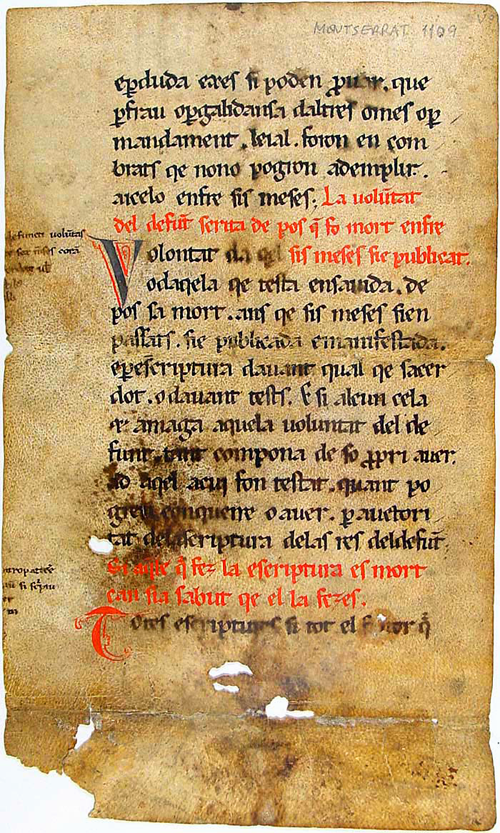
Fragment einer katalanischen Fassung des westgotischen Liber Iudiciorum, Biblioteca de l’Abadia de Montserrat, Ms. 1109, Ende 12. Jahrhundert

König Rekkeswinth erließ 654 ein einheitliches Gesetzbuch für Goten und Romanen (Liber iudiciorum). Diese Idee stellte eine Pionierleistung der Westgoten dar, denn in den anderen Germanenreichen herrschte noch das ethnische Prinzip. Eine Reichsteilung unter den Söhnen eines verstorbenen Herrschers, wie sie bei Franken und Burgundern noch lange üblich war, kam für die Westgoten nicht in Betracht. Prominente Metropoliten wie Isidor von Sevilla und Julian von Toledo – der eine romanischer, der andere jüdischer Herkunft – wurden zu Propagandisten der Reichsidee, der man Loyalität schuldete.
Die Könige mischten sich in kirchliche Angelegenheiten ein, aber auch die Bischöfe in die Politik. So fassten Bischöfe als Konzilsteilnehmer Beschlüsse über das Vorgehen bei der Königswahl. Sie übernahmen auch von Amts wegen Aufgaben im Justizwesen und bei der Steuererhebung; die Kirche wurde wie ein Zweig der Reichsverwaltung behandelt.
Der Hofadel trat in den Vordergrund, an der Königswahl durften ab 653 nur noch maiores palatii und Bischöfe teilnehmen, während dieses Recht bis dahin allen Vornehmen zugestanden hatte. Es wurden aber nicht nur die maiores palatii, sondern alle freien Reichsbewohner auf den König vereidigt. Dessen Gefolgsleute waren ihm durch einen eigenen Eid verbunden. Der König verlieh ihnen Ländereien, behielt sich aber vor, diese Leiheverhältnisse jederzeit zu widerrufen. Das 13. Konzil von Toledo verfügte 683, dass kein Hofadliger ohne ein Gerichtsverfahren verurteilt werden durfte; zuständig war für solche Verfahren ein Standesgericht aus Bischöfen und Hofadligen.

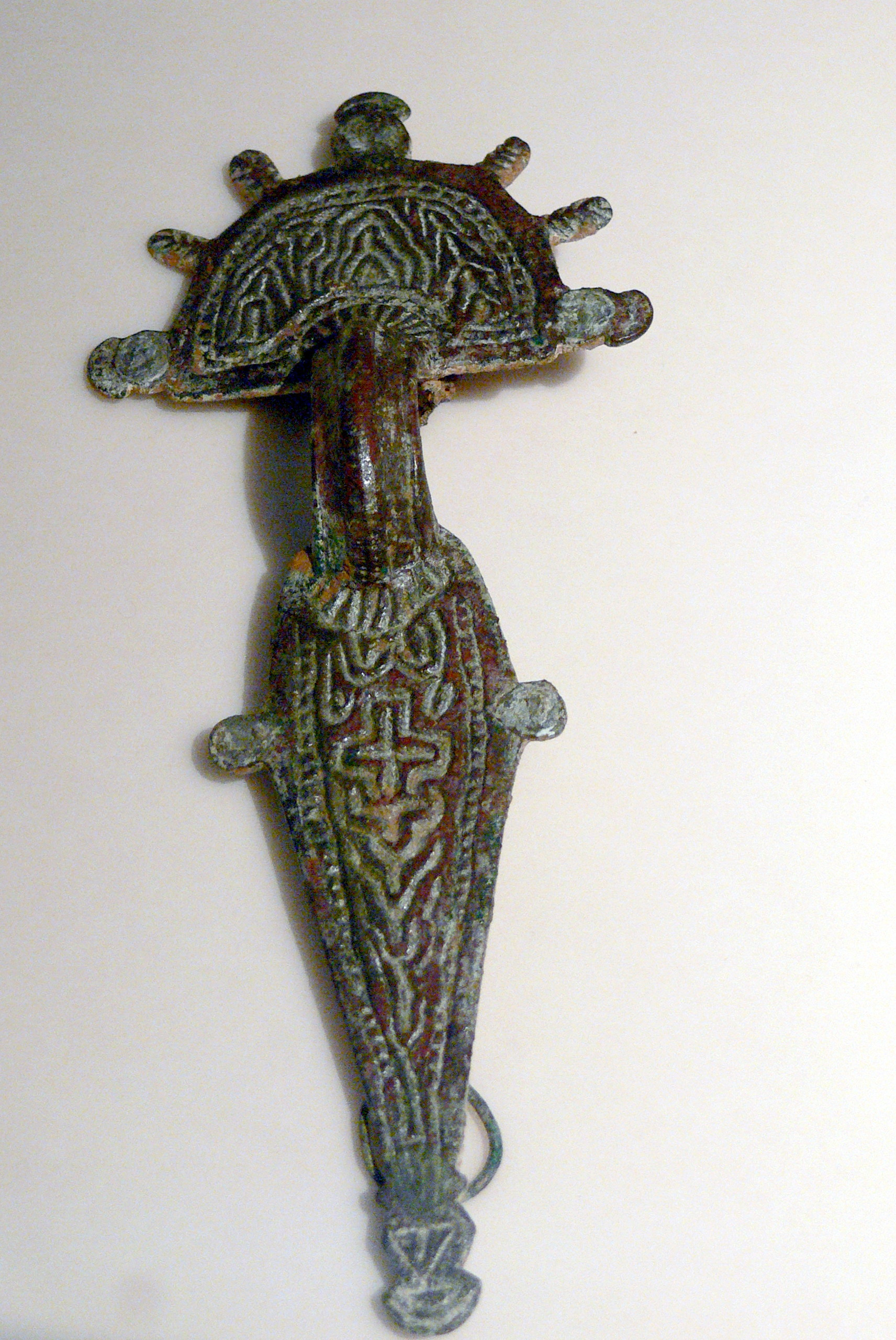
Westgotische Bügelfibel des 6. Jahrhunderts aus Castiltierra (Provinz Segovia)

Der größte Teil des Heeres bestand aus Unfreien, deren Zahl im 7. Jahrhundert schwand, obwohl die Könige sie mit ihrer Gesetzgebung zu stärken versuchten. Die Vornehmen rüsteten nur einen kleinen Teil ihrer Unfreien aus und führten ihn in den Kampf. König Wamba drohte bei Nichterfüllung der Pflichten drastische Vermögens- und Freiheitsstrafen an.
Einer sehr reichen Oberschicht, deren Vermögen hauptsächlich aus Landbesitz bestand, stand eine große Zahl von Unfreien und Freigelassenen gegenüber. Bischofskirchen, Klöster und Pfarrkirchen besaßen zahlreiche Sklaven. Dass Bischöfe ihre Kirchensklaven zur Strafe verstümmeln ließen kam so oft vor, dass Konzilien sich veranlasst sahen, dies durch entsprechende Bestimmungen zu untersagen. Häufig entflohen Sklaven ihren Herren, wodurch ein Mangel an Arbeitskräften entstand. Das Herrengut wurde vielfach von servi bearbeitet, während weitere Parzellen an Bauern verschiedenen Freiheitsgrades vergeben wurden. Ein Ansatz zu grundherrschaftlicher Produktionsweise ist damit zu erkennen.

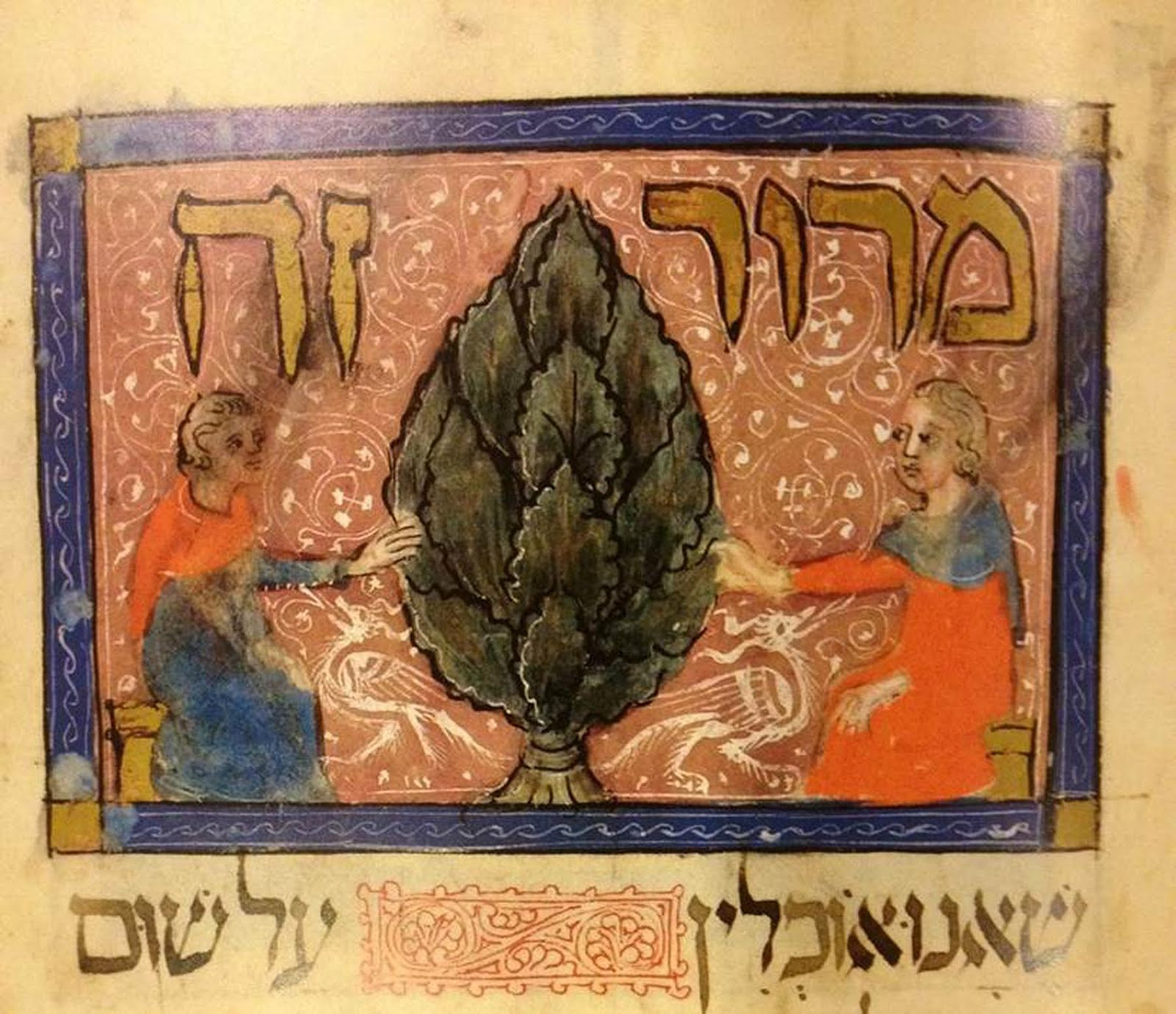
Darstellung einer Artischocke in der Rylands Haggada (Erzählung und Handlungsanweisung für den Seder am Erev Pessach, dem Vorabend des Fests der Befreiung der Israeliten aus der ägyptischen Sklaverei). Das Manuskript erhielt seinen Namen nach der John Rylands Library in Manchester.

Dabei setzte sich der Prozess der De-Urbanisierung fort. Auch gingen Handwerk und Metallgewinnung zurück. Griechische, jüdische und Händler aus dem weiter östlich gelegenen Mittelmeerraum betrieben den Außenhandel. Immerhin entsprach es in Mérida der Sitte, dass sich griechische Händler zunächst beim Bischof einfanden, so dass hier von einer gewissen Kontinuität und Regelmäßigkeit ausgegangen werden kann. Geld, das vor allem im Norden geprägt wurde, diente der Besoldung des Heeres, weniger den Handelsbedürfnissen. Zeitweise wurden sogar Goldmünzen aufgelegt. Den Löwenanteil stellten allerdings Tremissis (triens).
Nach dem Tod König Witizas (710) stritten zwei rivalisierende Fraktionen aus den Familien Chindasvinths und Wambas um die Nachfolge. Schließlich wurde Roderich gegen den Widerstand der Witiza-Anhänger, die Agila II. (711–714) einsetzten, inthronisiert.
Im Frühjahr 711 setzte eine relativ kleine, aus Arabern und – überwiegend – Berbern bestehende Streitmacht über die Straße von Gibraltar. Roderich, der gerade die Basken bekämpft hatte, erlitt im Juli 711 in der Schlacht am Río Guadalete eine vernichtende Niederlage. In der Region Tarraconensis leisteten Westgoten noch bis 719, in Septimanien noch bis 725 Widerstand, doch fiel praktisch die gesamte Halbinsel an die Eroberer.

## Basken
In römischen Quellen erscheinen die Stämme der Vascones und Vasci, letztere lebten allerdings in Aquitanien außerhalb des heutigen Sprachgebiets. Einige vorrömische Ortsnamen bestehen aus baskischen Wörtern, wie etwa Eliumberrum für Auch. Noch 1349 war in Huesca der Gebrauch des Arabischen, Hebräischen und Baskischen auf dem Markt untersagt. Zu dieser Zeit wurde auch noch in Rioja Baskisch gesprochen, im Norden war die Sprache im 1. Jahrhundert noch bis in den Raum Bordeaux in Gebrauch. Im Zuge der Romanisierung entstanden lateinische Provinzialdialekte, die von baskischen Aussprachegewohnheiten geprägt waren. So entstand die französische Regionalsprache Gascon.
Die Tarbelli lebten an den nördlichen Pyrenäenausläufern, auf der Südseite Varduli, Caristi, Vascones und Autrigones. Am südlichen Ende des wichtigsten Pyrenäenpasses, dem Tal von Roncevalles, entstand Pompaelo (Pamplona). Dabei gab es stark romanisierte Täler, die zudem eine intensive administrative Durchdringung erfuhren, dazu eine Verschriftlichung des Alltags und eine Urbanisierung, und Landesteile, die eher durch Viehhaltung und Transhumanz sowie mündliche Traditionen geprägt waren. Dort hielt sich auch die baskische Sprache.

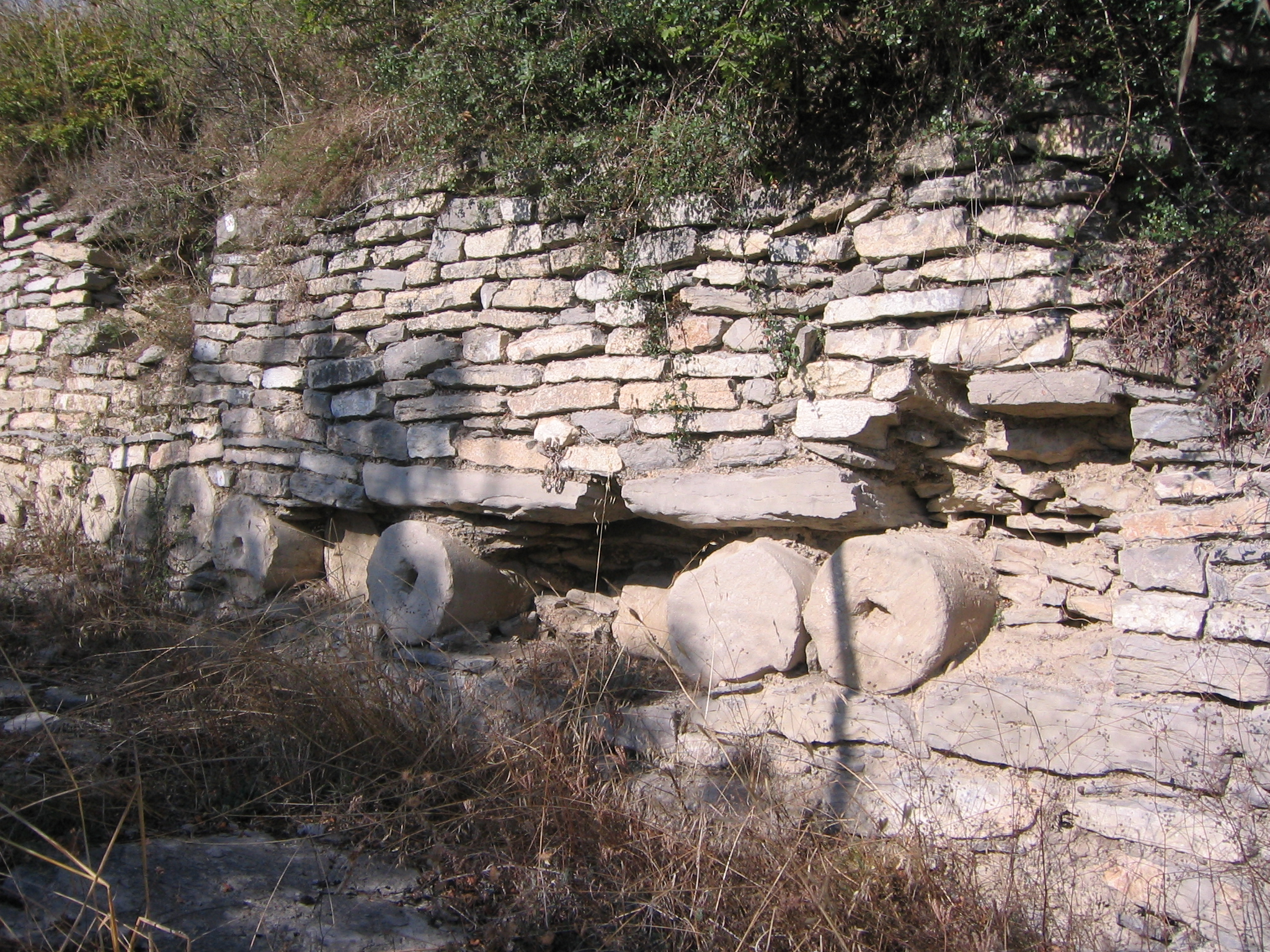
Säulen, die in die Stadtmauer von Veleia eingebaut worden sind. Schon im 3. Jahrhundert weisen starke Befestigungen, wie etwa in Veleia, darauf hin, dass der romanisierte Raum zu einer Art Grenzregion wurde.

Möglicherweise ging die Isolierung der Bergregionen so weit, dass sich die Stämme der Antike auf genetischer Ebene ebenso hielten, wie die Dialekte. Dabei wurden Überlegungen angestellt, ob nicht erst die Franken die auf der Nordseite der Pyrenäen lebenden Vaskonen nach Süden verdrängt hätten. Der Widerstand gegen diese Annahme einer späteren Zuwanderung ging so weit, dass Fälschungen und Fehldeutungen, die zur Untermauerung einer seit der Antike bestehenden Ortsfestigkeit dienen sollten, und die als Textstücke auf Tonscherben aus Veleia fabriziert worden waren, 2008 entlarvt wurden.

Die Grafschaften der 801 gegründeten Spanischen Mark. Sie bestand aus den Grafschaften Barcelona, Berga, Besalú, Cerdanya, Conflent, Ampurias, Girona, Manresa, Osona, Pallars, Rasès, Ribagorça, Roussillon und Urgell.

Mit den Westgoten kam es zu anhaltenden Kämpfen, so dass von einer Herrschaft der Germanen im Baskenland keine Rede sein kann. Allerdings besiegte sie König Leovigild, der 581 eine Festung namens Victoriacum in ihrem Land errichten ließ.
Die Heere, die ab 711 die Halbinsel eroberten, unterwarfen zunächst auch die Basken. Zum Schutz des Frankenreichs vor diesen als Mauren bezeichneten Eroberern gründete Karl der Große 801 die Spanische Mark. Wahrscheinlich waren es Basken, die den karolingischen Markgrafen Roland im Hochtal von Roncesvalles besiegten. Mit Unterstützung der einheimischen Bevölkerung gelang es den Franken 785 Girona und 801 Barcelona zu erobern. Die Herrschaft übten zunächst örtliche oder westgotische Grafen aus. Diese strebten jedoch eine stärkere Unabhängigkeit an und die Karolinger sahen sich gezwungen, sie durch Grafen fränkischer Herkunft zu ersetzen. Dennoch setzten die Grafen die Erblichkeit ihrer Titel durch. Diese Entwicklung mündete in eine Art Oberherrschaft des Grafen von Barcelona Wilfried I. Nach seinem Tod zerbrach zwar die Einheit, der Kern jedoch aus den Grafschaften Barcelona, Girona und Vic blieb ungeteilt. Daraus bildete sich das spätere Katalonien.
Im Norden entstand das Königreich Navarra, das große Teile des baskischen Gebiets umfasste. Um 816 gelang der einheimischen Adelsfamilie Arista unter Íñigo Arista mit Unterstützung des baskischen oder westgotischen, zum Islam konvertierten Adelsgeschlechts der Banu Qasi die Vertreibung des fränkischen Statthalters. Diese Muladí-Dynastie, die im 8. bis 10. Jahrhundert Tudela und seine Umgebung beherrschte, verlor ihr Gebiet im 11. Jahrhundert an das Taifa-Königreich von Saragossa.

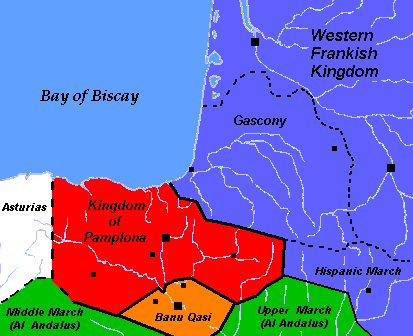
Das Emirat der Banu Qasi und das verbündete Königreich Pamplona im 10. Jahrhundert

Die Banu Qasi waren Ende des 8. Jahrhunderts Gouverneure von Pamplona und bereits mit einer christlichen Familie des Gebiets verschwägert, denn Musa ibn Musa, der in der ersten Hälfte des 9. Jahrhunderts Familienoberhaupt war, und Íñigo Arista, von 822 bis 852 (nunmehr christlicher) König von Pamplona, waren durch ihre Mutter Halbbrüder. Diese und weitere Verbindungen führten dazu, dass das autonome Emirat der Banu Qasi ein wichtiger Verbündeter des Königreichs Pamplona wurde, des Vorläufers Navarras. Sie besiegten 824 gemeinsam die Franken in der dritten Schlacht von Roncesvalles.
Nach dem Tod des letzten Königs aus dem Haus Arista 905 kam mit dem Ehemann von dessen Enkelin, Sancho I., das Haus Jiménez an die Macht. Sein Nachfolger García I. erwarb 925 durch Heirat die Grafschaft Aragón. Sein bedeutendster König war Sancho III. (1000–1035). Er war König von Aragón und Navarra sowie als Sancho I. Graf von Kastilien. Er wurde „König aller Basken“ genannt.

## Islamische Reiche (711–1492)

Die islamische Expansion:
Eroberungen unter dem Religionsstifter Mohammed, 622–632
unter den vier „rechtgeleiteten Kalifen“, 632–661
unter den Umayyaden, 661–750

Die innerislamischen Konflikte waren von erheblich größerer Bedeutung, als die Konflikte mit andersgläubigen Gruppen, denn seit Mohammed monopolisierten die Eroberer die politische und militärische Macht und boten Schutz, wofür die übrige Bevölkerung durch ökonomische Tätigkeit die nötigen Abgaben aufbrachte. Die Zentralgewalt konnte nur zeitweilig und mit großer Härte die zentrifugalen Tendenzen unterdrücken. Dies hing damit zusammen, dass sich die Berber Nordwestafrikas von einer Richtung des Islams angezogen fühlten, die die Gleichheit aller Muslime verlangte, unabhängig von der Frage der ethnischen Herkunft. Sie wehrten sich damit gegen die Araber, die eine dauerhafte Überlegenheit beanspruchten. Die Dynastie, die ab 756 den Großteil der Halbinsel beherrschte, basierte zum einen ganz überwiegend auf Berbern, zum anderen förderte sie die Unabhängigkeitsbewegungen der nordafrikanischen Berber, um eine Pufferzone gegen das arabische Großreich zu erhalten. Vor diesem Hintergrund war kulturelle Überlegenheit, die sich in Kunst und Architektur niederschlug, ein Mittel um Prestige zu gewinnen und mit dem Zentrum des Großreichs, mit Damaskus, konkurrieren zu können. Auf dieser Linie liegt der Anspruch auf das Kalifat, der ab 929 die islamische Welt noch deutlicher spaltete.
Nach der Zersplitterung dieses Kalifats in Kleinherrschaften um 1031 griffen mit erheblicher Gewalt streng-religiöse, mit dem Schwert missionierende Gruppen in die innerislamischen Konflikte und die mit den christlichen Nachbarstaaten ein. Auf der anderen Seite war der muslimische Teil stark in die Kämpfe zwischen den drei großen Berbergruppen verwickelt.

### Eroberung durch das islamische Weltreich (ab 711)
Julian von Ceuta, ein Gegner König Roderichs, nahm womöglich Kontakt mit den Muslimen auf (die Details sind unklar). Musa ibn Nusayr, Statthalter des Kalifen, schickte 710 etwa 500 Mann unter Tarif ibn Malik zu einem Raubzug aus. 711 landete ein vorwiegend aus Berbern bestehendes, etwa 7000 Mann starkes Heer unter Tariq ibn Ziyad bei Gibraltar. Tariq schlug die Westgoten am 19. Juli vernichtend in der Schlacht am Río Guadalete und besetzte die Hauptstadt Toledo. Im Juni 712 landete Musa mit einem aus Arabern und Berbern bestehenden Eroberungsheer von 18.000 Mann aus dem Osten des Reiches und setzte gemeinsam mit Tariq die Eroberung fort.
Abd al-Aziz, der Sohn Musas, wurde 714 als Statthalter von al-Andalus, wie die neuen Herren die Halbinsel nannten, mit der Hauptstadt Sevilla eingesetzt. Sein Versuch, eine eigenständige Herrschaft zu errichten, führte 716 zu seiner Ermordung. Sein Nachfolger Ayyub machte Córdoba zur Hauptstadt. Der Statthalter Samh (718–721) besetzte 720 Barcelona und überschritt erstmals die Pyrenäen.
Allerdings begann 718 in Asturien der Aufstand des Westgoten Pelayo (Pelagius), der sich zum König wählen ließ. Dies führte, folgt man der unzuverlässigen Chronik, zur Gründung des Königreichs Asturien, das durch seinen Schwiegersohn Alfonso I. von Kantabrien (739–757) stabilisiert wurde. Gleichzeitig scheiterte die unter Aufbietung erheblicher Kräfte durchgeführte Belagerung von Konstantinopel (717–718), womit die scheinbar unaufhaltsame Expansionskraft des islamischen Reiches letztlich gebrochen wurde. Aufständische Berber besiegten im Maghreb im Aufstand des Maysara ein aus Andalusien übergesetztes Heer, 740 ein aus dem Osten kommendes, und Maysara nahm sogar den Kalifentitel an. Die Berber der Iberischen Halbinsel trieben die dortigen Araber nach Süden. Zwar wurden die Aufständischen geschlagen, doch der Sieg war nur von kurzer Dauer.
Im Norden war die Entwicklung stärker von nicht-muslimischen Gruppen dominiert, weniger von innerislamischen Konflikten. Nachdem ein muslimisches Heer 718 oder 722 den asturischen Widerstand in der Schlacht von Covadonga nicht hatte brechen können, gingen die muslimischen Raubzüge bis nach Aquitanien, in die Provence und 725 nach Burgund weiter. 732 eroberte ein Heer Arles und Bordeaux. Doch als es weiter nordwärts zog, kam es zur Schlacht von Tours und Poitiers gegen die fränkischen Truppen unter Karl Martell. Abd ar-Rahman kam in der Schlacht ums Leben und sein Heer zog sich zurück. Damit erlahmte zunächst die Expansionskraft auch an dieser Stelle. Doch erst die Aufstände der Berber und das Auseinanderbrechen des Weltreichs brachten sie hier endgültig zum Stehen.
741 zog eine ganze arabische Armee unter Balğ ibn Bišr, der mit seinen Truppen die Berber besiegt hatte, und der sich 742 zum Statthalter erhob, auf die Halbinsel. Wie in anderen Provinzen war dies Ausdruck einer Unruhe, die vor allem auf Auseinandersetzungen zwischen Nord- und Südarabern zurückging, aber auch zwischen den seit 716 in Córdoba residierenden Statthaltern und ihrem Oberbefehlshaber im tunesischen Kairuan.

### Unabhängigkeit vom islamischen Weltreich, Emirat von Córdoba (750–929)

#### Sturz der Umayyaden im Osten, Unabhängigkeit von al-Andalus
Die christliche Bevölkerung dominierte den Handel, während die Eroberer einen Teil der Erträge abschöpften. Auch die Außenkontakte wurden, schon aufgrund ihrer Sprachkenntnisse, weitgehend von Christen abgewickelt.
Außerdem fühlten sich die Berber, die die Eroberung des Westgotenreichs hauptsächlich getragen hatten, benachteiligt, da ihnen die Ansiedlung im fruchtbaren Süden verwehrt wurde und sie zur Grenzverteidigung in den Norden abgeschoben wurden. Wie im westlichen Maghreb führte auch in Andalusien diese Benachteiligung der Berber zu einem Aufstand (741–746), der nur durch die Entsendung eines arabischen Heeres aus Syrien unterdrückt werden konnte.
Der Statthalter von Narbonne, Yusuf ibn Abd ar-Rahman al-Fihri, der 747 bis 756 für al-Andalus zuständig war, machte sich unter dem Eindruck der Kämpfe zwischen Umayyaden und Abbasiden, die 750 in einem Massaker an der Umayyadenfamilie endeten, praktisch unabhängig. Er führte 755 eine Strafexpedition gegen die Basken in Pamplona, die jedoch scheiterte.

#### Machtübernahme durch Abd ar-Rahman (756), Konflikte mit Franken und Asturien
Die Bildung einer Dynastie wurde durch die Ankunft des letzten Umayyaden Abd ar-Rahman I. verhindert, der dem Massaker an seiner Familie entronnen war. Er war in den Maghreb geflohen, wo er bei dem Berberstamm Unterstützung fand, dem seine Mutter entstammte. Mit diesem besiegte er im Mai 756 al-Fihri in der Schlacht von Musarah nahe Córdoba.
Abd ar-Rahman gründete das Emirat von Córdoba. Eine abbasidische Streitmacht konnte besiegt werden, 760 war er unumstrittener Herr von al-Andalus. Doch mehrere Berberaufstände (766–776) offenbarten die Zerrissenheit des Reiches. Im Gegensatz zu den Arabern waren die Berber mehrheitlich zur Ibadiyya, einer charidschitischen Ausprägung des Islams übergetreten.
Abd ar-Rahman I., der die Aufstände im Abbasidenreich unterstützte, teilte das eigentliche Andalusien in Provinzen ein. In Zentralspanien entstanden die Markgrafschaften Mérida, Toledo und Saragossa. Dort herrschten Familien, die teilweise recht unabhängig von Córdoba regierten. So wurde Saragossa und das Ebrobecken bis 907 von den Banu Qasi beherrscht.

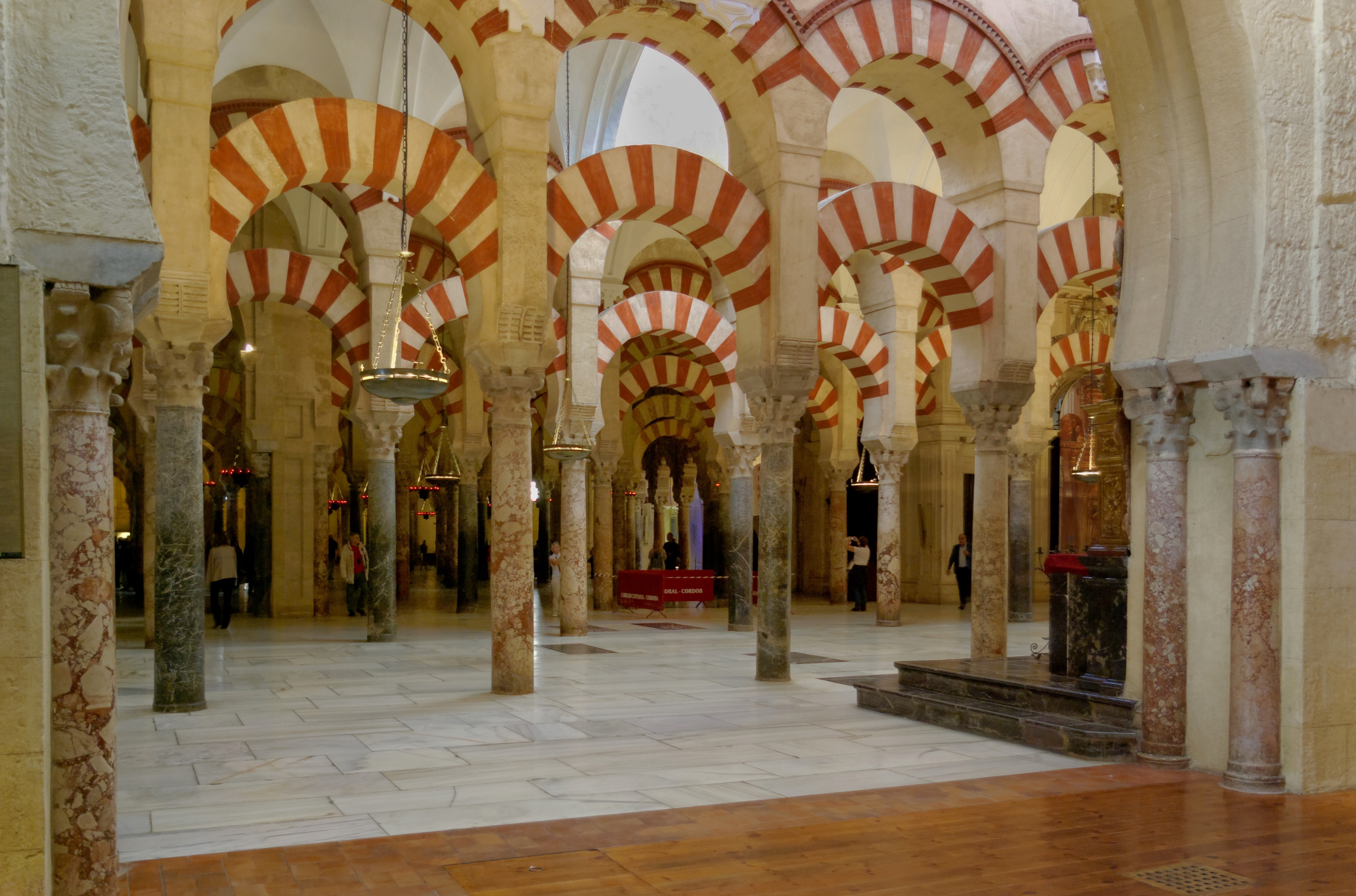
Moschee von Córdoba, 784 begonnen und bis 987 mehrfach erweitert

777 erschienen Rebellen des Fihri-Clans auf dem Reichstag von Paderborn und baten Karl den Großen um Unterstützung. 778 zog Karl über die Pyrenäen und nahm Pamplona ein, konnte aber Saragossa nicht erobern. Auf dem Rückweg erlitt er eine legendenumwobene Niederlage in der Schlacht von Roncesvalles. Im Gegenzug nahmen die Muslime 795 Narbonne ein, 801 eroberten die Franken Barcelona, 811 Tortosa.
Unter Abd ar-Rahman begann die verstärkte Einwanderung von Arabern aus Syrien, die die kulturelle Arabisierung erheblich beschleunigte. Um die herrscherliche Macht, aber auch die ethnisch-religiöse Ausrichtung symbolisch zu untermauern begann er mit einer umfangreichen Bautätigkeit. Neben der Befestigung von Córdoba errichtete er den Palast ar-Ruzafa und begann mit dem Bau der Großen Moschee. Die Entwicklung der Landwirtschaft wurde durch Bewässerungs- und Kanalbautechniken gefördert. Dies führte zum Aufschwung des bäuerlichen Mittel- und Kleinbesitzes und wurde Grundlage für die ökonomische Expansion.

#### Innerdynastische Konflikte, Aufstände und Vertreibungen
Nach dem Tod Abd ar-Rahmans trat 788 sein zweiter Sohn Hischam I. die Nachfolge an, der sich gegen seine Brüder durchsetzte. 791 zog er nach Altkastilien, seine Armee besiegte weiter westlich Bermudo I. von Asturien und vertrieb anschließend die Franken 793 aus Girona, zog über die Pyrenäen nach Septimanien und besiegte die Franken bei Narbonne. Innerfamiliäre Konflikte und Aufstände brachten Hischam jedoch in die Defensive, so dass selbst die Balearen ab 798 zwischen Muslimen und Franken umkämpft waren. Unter Hischam begann die Verbreitung der Rechtsschule der Malikiten und damit einer der vier Rechtsschulen des sunnitischen Islams.
796 folgte al-Ḥakam I. (bis 822) seinem Vater. Zwei Onkel des neuen Emirs machten ihm jedoch die Macht streitig und bewegten Karl zu einem neuen Feldzug. König Alfonso II. von Asturien sagte Unterstützung zu. Beteiligt war Karls Sohn Ludwig der Fromme, der mit seiner Armee im Jahr 800 die Städte Lleida und Huesca plünderte und 803 Barcelona besetzte. Der dortige Graf nahm den Titel Markgraf von Gothien an. Anschließend schlossen al-Ḥakam und Karl einen Waffenstillstand, den Onkeln war bei einem Vergleich der östliche Teil des Emirats zwischen Huesca und Murcia überlassen worden.
In der Folgezeit unterdrückte al-Hakam Autonomiebestrebungen in den Provinzen, vor allem in den Markgrafschaften. So sollen zum Beispiel 797 in Toledo 5000 Edle bei einem Festmahl im Alcázar in seinem Auftrag ermordet worden sein. Er baute ein Söldnerheer aus Berbern, Franken und slawischen Sklaven auf. Mit ihrer Hilfe wurde 805 eine Verschwörung in Córdoba und 818 ein Aufstand in dessen Vororten niedergeschlagen. Die Vorstadt auf der anderen Seite des Guadalquivir wurde zerstört und die Bevölkerung vertrieben. Viele seiner Gegner flohen daraufhin zu den Idrisiden Marokkos, die die Andalusier in Fès ansiedelten. Die übrigen angeblich 15.000 der insgesamt 20.000 vertriebenen Familien übernahmen zeitweise im ägyptischen Alexandria die Macht (bis 825), bevor sie 827 Kreta eroberten und dort das Emirat von Kreta gründeten, das bis 961 bestand. Der misstrauische Emir umgab sich mit einer landesfremden Leibwache („die Schweigsamen“), die dem Vorsteher der christlichen Gemeinde unterstand.

#### Wikingerzug (844), Aufstieg Asturiens, Aufstände der Mozaraber (etwa 866 bis 928)
Hakams Nachfolger wurde 822 Abd ar-Rahman II., dessen Regierungszeit von literarischer und künstlerischer Tätigkeit geprägt war. Das Arabische setzte sich, gefördert durch Zuwanderung, gegenüber dem Romanischen durch.
Zwar kam es zu Kämpfen in den nördlichen Grenzgebieten, doch gelang es im Allgemeinen die Konflikte ohne offenen Krieg zu führen. Doch 842 erklärte sich die wichtige Markgrafschaft Saragossa für unabhängig und 844 erschienen Wikinger an der Mündung des Tajo und erreichten auch Cádiz. Von dort aus plünderten sie Sevilla, wurden dann jedoch von Truppen Abd ar-Rahmans besiegt. 859 plünderten die Wikinger erneut in Hispanien.

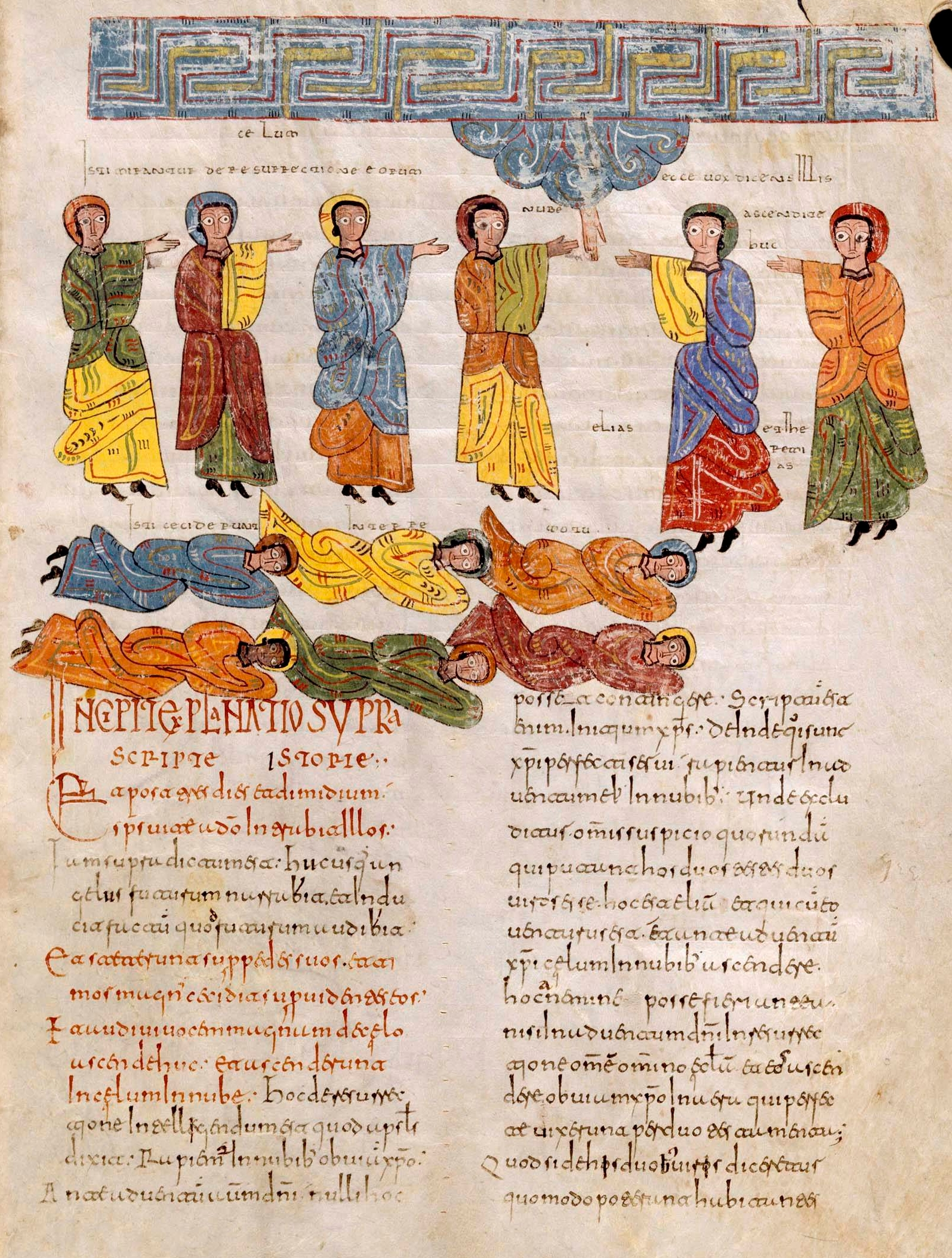
Beati in Apocalipsin libri duodecim (Beato de Zamora), f. 107r. Die westgotische Handschrift besteht aus 144 ff aus Pergament zu zwei Spalten à 33 bis 35 Zeilen; mosarabische Miniaturen, Biblioteca de Serafín Estébanez Calderón y de San Millán de la Cogolla, 1. Hälfte 10. Jahrhundert

Große Teile der Mozaraber hatten sich mit dem Islam arrangiert, insbesondere die Verfechter des Adoptianismus, unter denen Bischof Elipanus von Toledo eine führende Rolle spielte, der immer noch Primas Hispaniens war. Eine Gruppe von Christen Córdobas hingegen schmähte 851 und 859 Mohammed und den Islam, wofür die Gerichte 45 Todesurteile verhängten (Märtyrer von Córdoba).

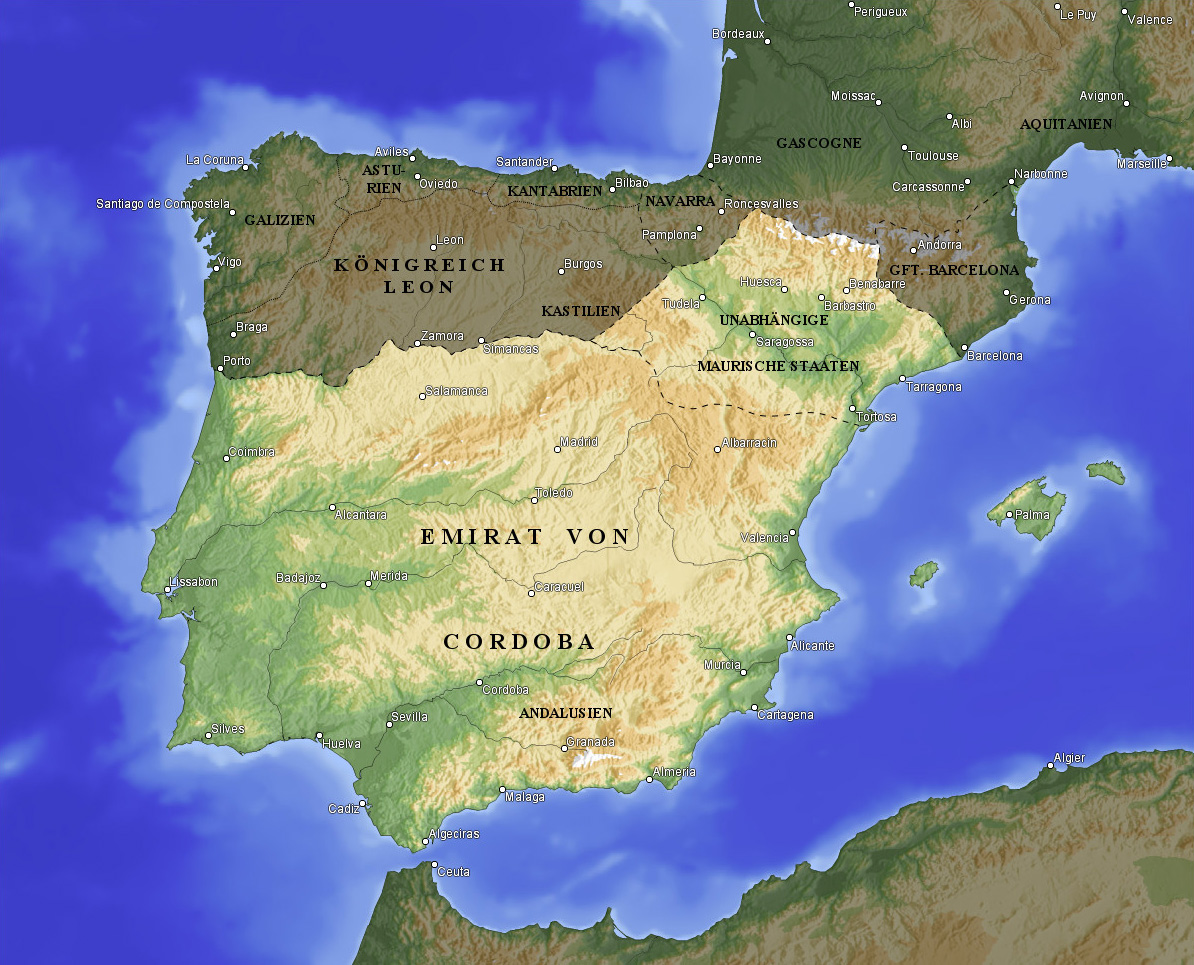
Islamischer Herrschaftsbereich um 910

Da die Markgrafschaften Toledo 852 und Mérida 868 ihre Unabhängigkeit erklärten, konnte Muhammad nicht verhindern, dass Alfonso III. von Asturien sein Reich ausdehnte. Im Gegenteil sah er sich 883 gezwungen, nachdem Alfonso sich mit Ibn Marwan von Mérida verbündet hatte, mit Asturien Frieden zu schließen. Das Emirat drohte zu zerfallen, als 884 in Bobastro der Aufstand des Umar ibn Hafsun begann, der die Provinzen Málaga und Granada beherrschte und der Verbindungen zu den Aufständischen in Jaén aufnahm. Er stützte sich vor allem auf Berber und Mozaraber. 888 kam der Sohn und Nachfolger des Emirs, al-Mundhir, vor Bobastro ums Leben. Sein Bruder Abdallah führte den Kampf fort, doch gingen 889 Murcia und Valencia verloren und in Ronda und Sevilla machten sich andere Mitglieder des Umayyaden-Clans unabhängig. Umar ibn Hafsun musste als Statthalter in Granada anerkannt werden, 895 revoltierte ein Sohn des Emirs, so dass Abdallah zeitweise nur noch das Umland von Córdoba beherrschte. Der Tiefpunkt seiner Herrschaft war erreicht, als Abdallah um 900 die Oberhoheit Asturiens über ganz Iberien anerkennen musste. Dies führte jedoch zum Widerstand der muslimischen Geistlichkeit, die dem Emir vorwarf, Vasall eines christlichen Königs zu sein.
Umar ibn Hafsun baute schließlich Kontakte zu den Aghlabiden und später den schiitischen Fatimiden in Nordafrika auf. Als er jedoch zum Christentum übertrat, verlor er viele Verbündete. Abdallah gelang es nun zunehmend, die Aufständischen gegeneinander auszuspielen. Als er sich schließlich mit den Banu Khaldun verbünden konnte, war Umar ibn Hafsun weitgehend isoliert.
Dem Enkel des Emirs, Abd ar-Rahman III., gelang es 913, Sevilla zu gewinnen. Doch erst mit dem Tod Umar ibn Hafsuns erhielt er die Oberhand. Zudem schwächte der Ausbruch eines Bürgerkriegs im Königreich León ab 925 die muslimischen Aufständischen in den Markgrafschaften, die von León unterstützt wurden. 927 mussten die Hafsuniden kapitulieren, ebenso wie die Marwaniden von Merida. Mit der Eroberung von Toledo endeten die seit einem Menschenleben andauernden Kämpfe um 930, in die sich sowohl Christen als auch schiitische Fatimiden eingemischt hatten, die aber vor allem von Mozarabern getragen worden waren.

### Kalifat von Córdoba (929–1031)

Das Kalifat von Córdoba um 1000

#### Vormacht der Sunniten, Kampf gegen Schiiten und Christen
Abd ar-Rahman III. nahm am 16. Januar 929 den Titel eines Kalifen an, um dem Anspruch der ebenfalls als Kalifen auftretenden, jedoch schiitischen Fatimiden Nordafrikas entgegentreten zu können. Seine Flotte besetzte 927 Melilla, 931 Ceuta und Tanger. Des Weiteren wurde durch Bündnisse mit den berberischen Banu Ifran oder Magrawa sowie mit den Salihiden eine weitere Expansion der Fatimiden in Marokko verhindert.

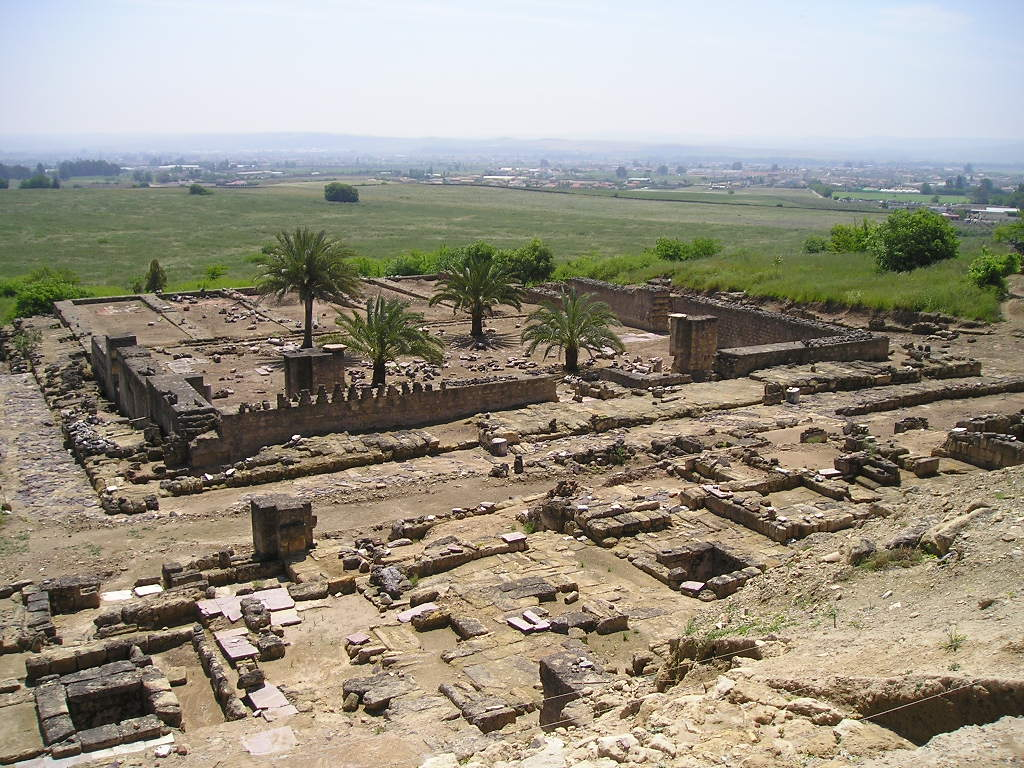
Ruine der Hauptmoschee der 936 gegründeten Residenz Madīnat az-zahrāʾ

Abd ar-Rahman errang zudem 920 einen Sieg gegen León und Navarra. Allerdings erlitt er 939 in der Schlacht von Simancas eine Niederlage gegen León, bei der er nur knapp der Gefangennahme entkam. Der Verrat arabischer Mitstreiter veranlasste ihn dazu, sich fortan stärker auf Berber zu stützen. Schließlich konnte er 951 die Oberhoheit der Umayyaden über León, Kastilien und Barcelona durchsetzen, was zu erheblichen Tributzahlungen führte.

#### Kultur und Wirtschaft, Islamisierung
Die Bevölkerung wuchs stark an. Córdoba hatte 113.000 Häuser und 600 Moscheen und prächtige Paläste, darunter den Alcázar. Córdoba wurde mit einer Bevölkerung von vielleicht 500.000 Einwohnern schließlich die größte und wohlhabendste Stadt in Europa noch vor Konstantinopel.
Zugleich erfasste die Islamisierung die Führungsgruppen, die Vermögen und Karriere dem Hof zu verdanken hatten. Dann folgten die Städte, die nun stärker von muslimischer Architektur und Wirtschaft geprägt wurden. Die ländlichen Gebiete hingegen wurden erst sehr spät, vielfach erst im 12. Jahrhundert, stärker davon erfasst. Viele afrikanische und nahöstliche Techniken und Produkte wurden nach Spanien übertragen, wo sich Feigen und Datteln einbürgerten, hingegen Hausschweine verschwanden und stattdessen mehr Ziegen und Schafe gehalten wurden.
In gleichem Sinn wie Abd ar-Rahman III. regierte sein als Dichter und Gelehrter bekannter Sohn al-Hakam II. (961–976), wohingegen unter Hischam II. (976–1013) das Kalifenamt an Bedeutung verlor. Al-Hakam förderte die ökonomische Entwicklung durch den Ausbau von Bewässerungsanlagen, Straßen und die Einrichtung von Märkten. Große Bedeutung hatte für ihn die Förderung von Kunst und Kultur. So wurde in Córdoba eine Bibliothek mit 400.000 Bänden aufgebaut, die jedoch gegen Ende des Kalifats verlorenging.
Während die innere Verwaltung weitgehend dem Wesir al-Muschafi überlassen wurde, gewann General Ghalib erheblichen Einfluss. Er war vor allem mit der Abwehr der letzten Normannenangriffe in den Jahren 966 und 971, vor allem aber den Kämpfen mit den Fatimiden beziehungsweise Ziriden in Nordmarokko beschäftigt. Letztere konnten 974 von Ghalib in Marokko besiegt werden. Gegenüber den christlichen Reichen Navarra, Kastilien und León konnte al-Hakam die Vormachtstellung des Kalifats behaupten. Hischam II. folgte ihm 976 im Alter von zehn Jahren. Für ihn übten seine Mutter Subh und Dschafar al-Mushafi, der erste Minister, die Regentschaft aus.

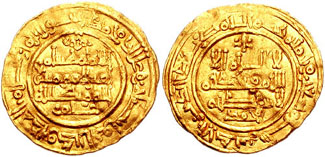
Dinar aus der Zeit Hischams II. (um 1006/07)

#### Beginnende Entmachtung der Dynastie, Einfluss der Berber
Militärisch erreichte das Kalifat seine größte Macht um die Jahrtausendwende dank Almansor, einem Minister und Feldherrn Hischams. 985 wurde Barcelona eingenommen, während im selben Jahr die Fatimiden ihren Plan aufgaben, Marokko zu erobern; gleichzeitig hielt die Flucht der Zanata-Berber nach Iberien, die besiegt worden waren, an. Der Siegeszug der Sunniten begann. Subh förderte Almansor und bestimmte ihn zum Kämmerer. Bis 978 hatte er sich auch gegenüber General Ghalib durchgesetzt. Hischam wurde von der Regierung verdrängt, 997 musste er Almansor die alleinige Regierung übertragen. Nach dessen Tod kam sein Sohn Abd al-Malik (1002–1008) auf den Thron, der durch Kriege gegen Navarra und Barcelona seine Stellung im Reich festigte, aber durch Abd ar-Rahman Sanchuelo ermordet wurde. Als dieser 1009 wiederum durch einen Volksaufstand unter Muhammad II. al-Mahdi gestürzt wurde, setzten die Aufständischen zugleich Hischam II. ab.
Sulaiman wurde als Urenkel Abd ar-Rahmans III. 1009 von den Berbertruppen als Kalif eingesetzt. Zwar konnten sich diese gegen die Truppen Muhammads und der mit ihm verbündeten Katalanen behaupten, doch gab Sulaiman die Schlacht vorzeitig verloren, so dass Córdoba erneut, diesmal von den Katalanen, geplündert wurde. 1013 gelangte Sulaiman nach der erneuten Eroberung Córdobas durch die Berber und nach der Absetzung Hischams bis 1016 wieder auf den Kalifenthron. Nun bildeten die Ziriden von Granada eine unabhängige Berberdynastie (1012–1090). Sulaiman fiel schließlich 1016 in die Hand der Hammudiden von Málaga und Algeciras (1016–1058) und wurde hingerichtet. Damit ging der Kalifentitel von den Umayyaden auf die Hammudiden unter Ali ibn Hammud al-Nasir (1016–1018) über. Mit ihm gelangte 1014 erstmals ein Nicht-Umayyade und zugleich ein Idrisidenabkömmling auf den Thron, dem nach seiner Ermordung im Jahr 1016 sein Bruder folgte.

### Kleinstaaten (Taifa-Königreiche) (ab 1031), Oberhoheit Kastiliens (bis 1086)

Taifa-Königreiche um 1037…

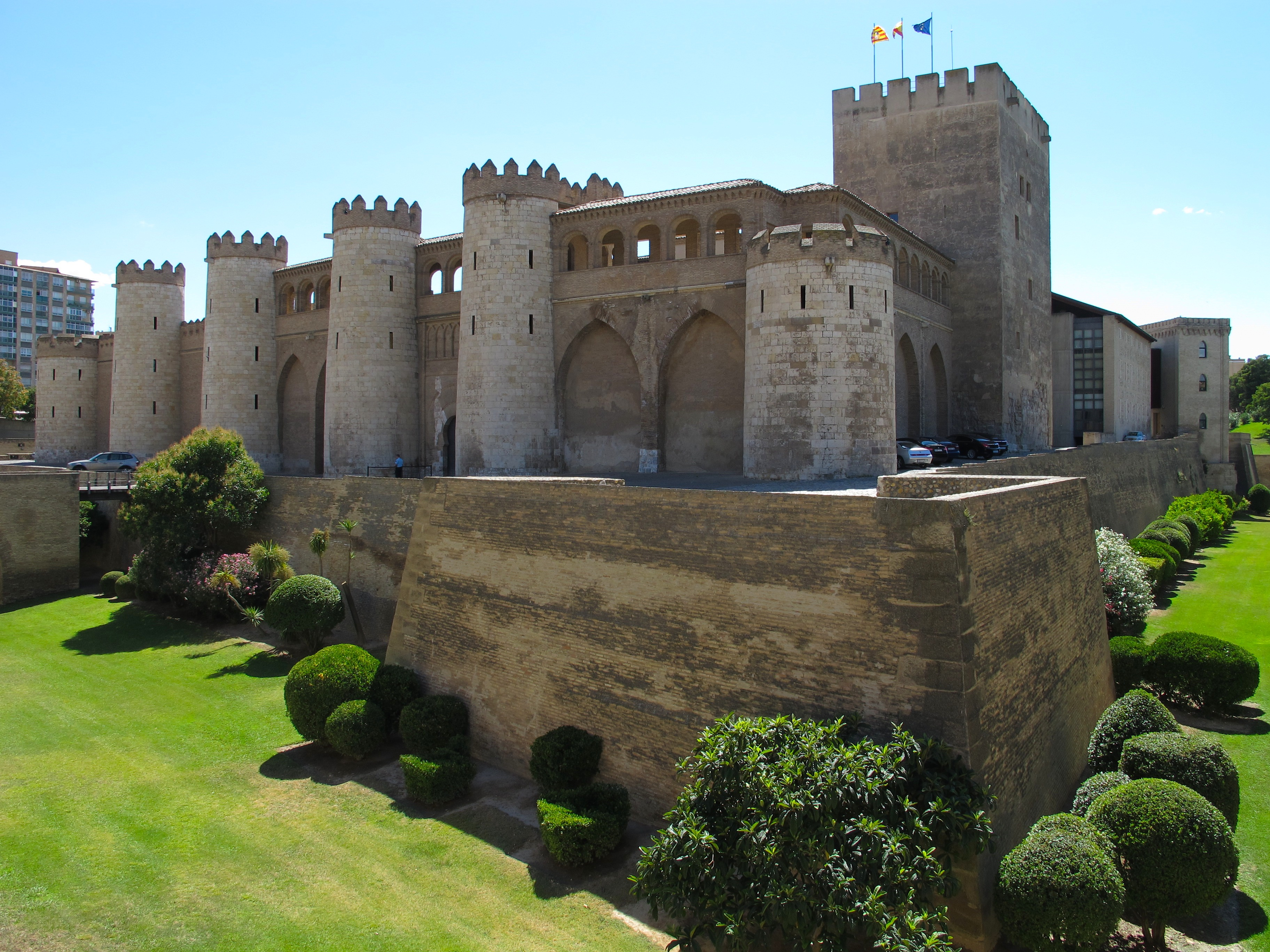
(Nicht unproblematische) Rekonstruktion der maurischen Festungsmauer (um 1065), dazu der Graben mit Eckbastion (ab 1593) sowie der eckige „Turm des Troubadours“ in der Aljafería, dem Stadtpalast von Saragossa. Er stellt eines der wenigen Gebäude der Taifa-Periode dar.

Zwischen 1009 und 1031 nahm der Widerstand der Regionen unter Führung lokal verankerter Familien, aber auch am Hof zu. Im Verlauf der Kämpfe zwischen den verschiedenen Ethnien, allen voran den in der zweiten Hälfte des 10. Jahrhunderts aus Nordafrika als Söldner zugewanderten Berbern und der alteingesessenen „arabischen“ Bevölkerung, bei der es sich primär um die Nachkommen der meist berberischen Eroberer des 8. Jahrhunderts und die zum Islam konvertierten Hispano-Romanen (Muladíes) handelte, machten sich die einzelnen Reichsteile unter neuen Dynastien selbstständig. Es entstanden zunächst bis zu 30 Taifas, die sich in wechselnden Allianzen bekämpften.
Diese Taifas lassen sich in drei Gruppen unterteilen, die Taifas der Berber, die sich zunächst unter die geistige Führung der Hammudiden von Málaga und die militärische Führung der Ziriden von Granada stellten, die Taifas der Araber und muladíes sowie die Taifas der Amiriden, Nachkommen bzw. ṣaqāliba (also Slawen und andere hellhäutige und rötliche Völker) Almansors. Letztere waren allerdings nicht in der Lage, eine Dynastie zu gründen, weil es sich bei den ehemaligen Generälen und Beamten häufig um Eunuchen handelte. Eine Ausnahme war Muğāhid von Dāniya, der mit seiner christlichen Frau eine Dynastie am Golf von Valencia und auf den Balearen gründete.
Unter dem Druck der Abbadiden wurden die kleineren Taifas der Zanata immer mehr geschwächt, so dass Granada schnell zur wichtigsten Taifa der Berber wurde. Schließlich entledigten sich die Ziriden auch der Hammudiden-Kalifen von Málaga und Algeciras. Von den arabischen Taifas waren die wichtigsten Sevilla, Saragossa, Badajoz, Córdoba und Toledo, die sich teilweise auch in legitimistischer Weise einem Schattenkalifat unterordneten. Die bedeutendsten Dynastien dieser Zeit waren die Hūdiden von Saragossa, die 'Abbādiden von Sevilla, die Afṭasiden von Badajoz, die Dhun-Nuniden von Toledo, die Hammudiden von Málaga, die Dschahwariden von Córdoba und die Ziriden von Granada. Die Amiriden beherrschten die Ostküste zwischen Almería und Valencia.
Zwar stiegen die Abbadiden von Sevilla bald zum mächtigsten Reich auf, doch mussten auch sie 1064 die Oberhoheit von Kastilien anerkennen. Als Alfonso VI. von Kastilien 1085 Toledo eroberte, dann die Burg Aledo weit im Süden besetzte, wandten sich die Kleinkönige mit Hilfegesuchen an die Almoraviden in Marokko. Diese besiegten die Kastilier 1086 in der Schlacht bei Zallaqa in der Nähe von Badajoz.

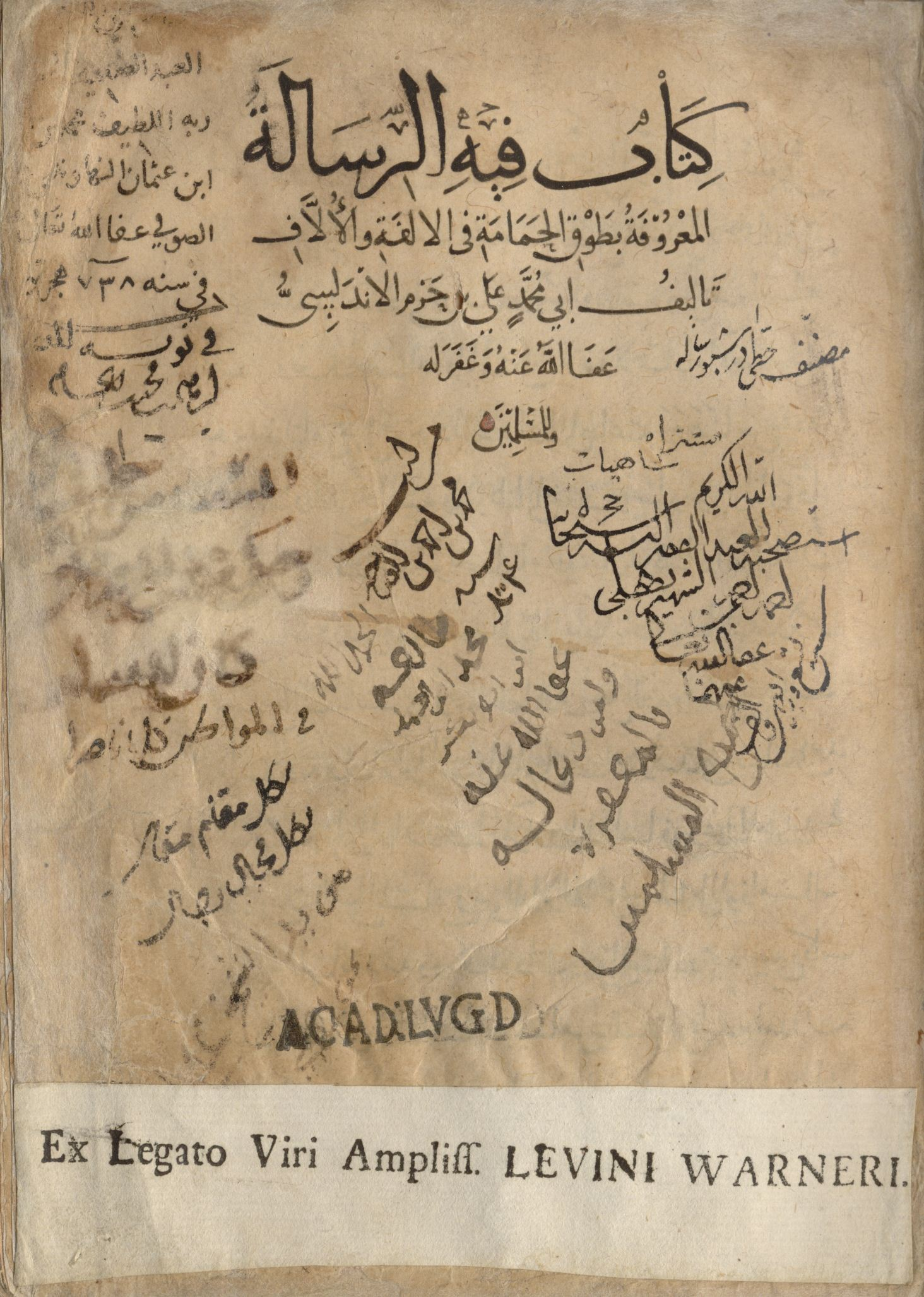
Das Halsband der Taube, Manuskript in der Universitätsbibliothek Leiden

Währenddessen kam es zu einer erneuten kulturellen Blüte, vor allem im Bereich der Poesie, Kunst und Wissenschaft. So lebten in dieser Zeit die bedeutenden Historiker al-Udri (1002–1085) und Ibn Hayya (987–1076), sowie der Geograph al-Bakri († 1094). Der Lexikograf Ibn Sida (1007–1066) aus Murcia verfasste zwei Wörterbücher, bei den Medizinern wurde Abu l-Qasim az-Zahrawi († 1010; latinisiert Abulcasis) mit seinem Lehrbuch der Chirurgie berühmt, dem Kitab al-Tasrif, das von Gerhard von Cremona (1114–1187) ins Lateinische übersetzt wurde. Unter den Astronomen ist az-Zarqala († 1087) aus Toledo erwähnenswert, der unter dem Namen Azarquiel auch im christlichen Europa bekannt wurde. Weitere bedeutende Männer waren der Universalgelehrte Ibn Hazm (994–1064), der Dichter Ibn Zaidun (1003–1071) sowie der Dichter und Philosoph Ibn Gabirol (um 1021 bis um 1058). Bedeutendster Kopf war Ibn Hazm al-Andalusi. Er wurde in Córdoba geboren, seine Familie war wohl westgotischer Abstammung. Er stieg zu einem Universalgelehrten auf, der in Theologie, Philosophie und Dichtung umfassend bewandert war, doch als Anhänger der Rechtsschule der Zahiriten erhielt er in der Großen Moschee Lehrverbot; in Sevilla wurden seine Werke verbrannt. Ein weiterer Grund für seine mehrmalige Verbannung war seine angeblich pro-umayyadische Haltung. Sein Werk Die Trennung zwischen den Religionsgemeinschaften erlangte große Bedeutung. Darin suchte er Judentum, Christentum und Zoroastrismus sowie die wichtigsten islamischen Sekten zu widerlegen. Auch fand ein von ihm verfasster Traktat über die Liebe Das Halsband der Taube weite Verbreitung.
Gleichzeitig nahmen die Repressionen gegen Nicht-Muslime, also gegen Christen und Juden, wieder zu. Das Massaker von Granada von 1066, bei dem geschätzt 4000 Juden ermordet wurden, ging als das erste und für lange Zeit größte Pogrom gegen Juden in Europa in die Geschichte ein.

### Almoraviden (ab 1085), zweite Taifa-Periode (ab 1144), Almohaden (bis 1212)

Reich der Almoraviden in Marokko und Spanien

1086 gelang den Almoraviden ein entscheidender Sieg, der ihnen die Iberische Halbinsel öffnete. 1091 fiel Sevilla. Die Almoraviden übernahmen die Herrschaft in al-Andalus, das nun Teil eines Reiches wurde, das seinen Mittelpunkt in Nordwestafrika hatte.
Empört über den „dekadenten“ Lebensstil und die „Aufweichung“ der Religion, die sie vorfanden, begannen sie im Einverständnis mit Rechtsgelehrten, die das Versagen der Kleinkönige beim Schutz des Islams hervorhoben, mit der Unterwerfung der Taifa-Reiche. Diese endete 1110 mit dem Sturz der Hudiden von Saragossa. Als schließlich 1153 Ramon Berenguer IV. (reg. 1131–1162) das Vizekönigreich Siurana in Katalonien eroberte, war auch das letzte Taifa-Reich im Nordteil der Halbinsel verschwunden.

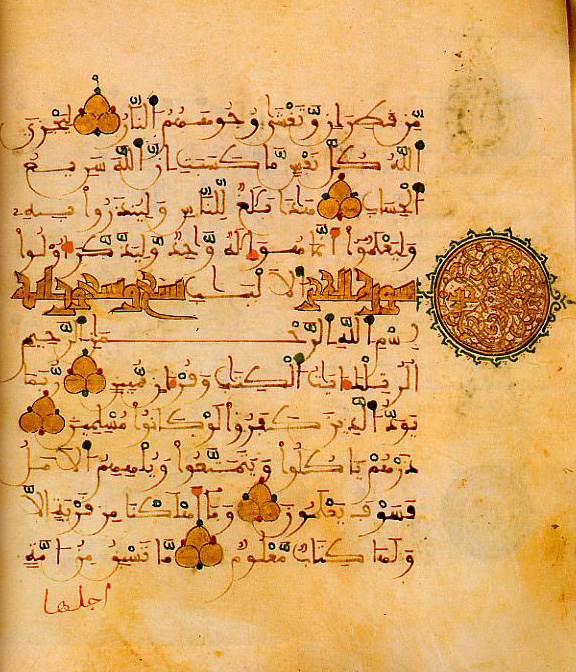
Koran aus al-Andalus, 12. Jahrhundert

Episode blieb nur El Cid, ein in Ungnade gefallener Vasall namens Rodrigo Díaz de Vivar (um 1043–1099), den seine muslimischen Gefolgsleute sid (Herr) nannten. Zunächst unterstützte er den König von Saragossa gegen den Markgrafen von Barcelona, eroberte aber vor allem in einem legendären Zug 1094 das Reich von Valencia, wo er sich bis zu seinem Tod im Jahr 1099 festsetzte.
Unter Ali ibn Yusuf wurden zwar Valencia und Saragossa sowie die Balearen unterworfen, doch ging Saragossa 1118 an Aragón verloren. Vor allem aber eroberte eine neue reformistische Macht, von Zanata-Almohaden angeführt, das Reich der Almoraviden in Marokko. Nach dem Tod Ali ibn Yusufs mussten sich die Almoraviden aus Andalusien zurückziehen, was den Aufstieg von Ibn Mardanīsch (1143–1172) von Valencia begünstigte. Mit der Erstürmung Marrakeschs durch die Almohaden im Jahr 1147 und dem Tod des letzten Almoraviden endete die Dynastie.
1144 begann die zweite Taifa-Periode, als ihr Reich zerfiel. Mit den Almohaden folgte eine ebenfalls strenge religiöse Reformbewegung. Sie eroberten 1172 Valencia, doch 1184 scheiterte ein Angriff auf Lissabon. Nach ihrem Sieg bei Alarcos im Jahr 1195 unterlagen sie schließlich in der Schlacht bei Las Navas de Tolosa am 16. Juli 1212 dem Heer der Königreiche Portugal, Kastilien, Navarra und Aragón. Mit Ibn Hud († 1238) und den Nasriden gelangten wieder andalusische Muslime zur Herrschaft.

### Emirat von Granada (1232–1492)

Pavillon im Löwenhof der Alhambra

Doch beschränkte sich al-Andalus auf das Emirat von Granada unter den Nasriden. Die Dynastie geht auf den Araber Muhammad Yusuf ben Nasri 'Alhamar' (‚Rotbart‘) zurück, der 1232 zum Sultan ausgerufen wurde. 1234 erklärte er sich zum Vasallen Córdobas, doch eroberte Ferdinand III. die Stadt und Muhammad bemächtigte sich daraufhin Granadas; dafür wurde er 1236 von Ferdinand belehnt. 1238 betrat er Granada, um den Palast des Windhahnes (die alte Alhambra) zu besetzen. Muhammad musste ihm bald huldigen und ihn als Herrn anerkennen.
Unter Muhammad II. al-Faqih (1272–1302) erlangten die Meriniden von Marokko die Oberherrschaft über die Nasriden, doch 1340 wurden sie in der Schlacht am Salado durch eine Flotte unter Führung der Kastilier geschlagen. Von nun an erhielten die Muslime keine Unterstützung mehr aus Nordafrika. Wirtschaftlich geriet Granada in die Abhängigkeit von Aragón und Genua, die den Außenhandel kontrollierten.

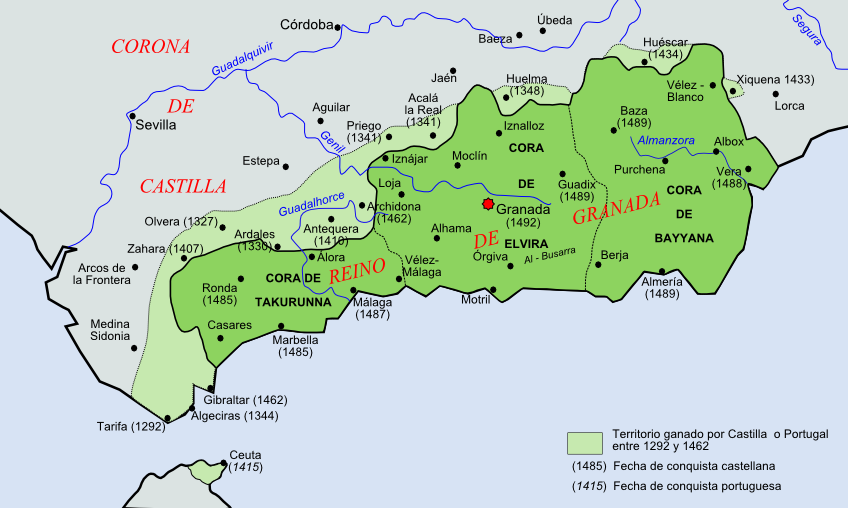
Das nasridische Königreich Granada

Unter Yusuf I. (1333–1354) und Muhammad V. (1354–1359) blühten Kultur und Wirtschaft erneut. Granada wurde ausgebaut und es entstanden Paläste in der Alhambra, darunter der Löwenhof. Der Krieg um Granada wurde von Ferdinand V. und Isabella I. 1482 gemeinsam begonnen, während Granada einen Bürgerkrieg erlebte. Der letzte Emir Muhammad XII. „Boabdil“ kapitulierte 1492.

## Asturien-León, Kastilien

### Unabhängigkeitskampf gegen Córdoba, Königreich Asturien-León
Der Westgote Pelagius wurde angeblich von seinen Gefolgsleuten 718 zum König (oder Fürsten) gewählt. In der Schlacht von Covadonga erzielte er einen Abwehrerfolg, der rückblickend als Beginn der Reconquista interpretiert wurde. Doch war es ein privater Streit mit dem für Asturien zuständigen muslimischen Gouverneur, der den Anlass zur Rebellion gab. Greifbarer ist König Alfonso I. († 757), der durch Morde zwischen seinem Reich und dem muslimischen Gebiet einen Verwüstungsgürtel schuf. Unter seinem Sohn Fruela I. begann die Repoblación, die Wiederbesiedlung der entvölkerten Gebiete durch Christen. Auch Galicien wurde unterworfen.
Alfonso II. (791–842) nahm die Eroberungen wieder auf. Hauptstadt wurde nun das 761 gegründete Oviedo. Unter Alfonso III. (866–910) erreichte Asturien seine größte Ausdehnung und zeitweise die Oberherrschaft über den muslimischen Süden. Seine drei Söhne teilten das Reich untereinander auf und die Teilreiche León, Galicien und Asturien entstanden. 924 wurden sie als Königreich León wieder vereinigt.

Die Iberische Halbinsel mit dem Königreich León im Nordwesten um 1030

Erster König Leóns war García I. Er heiratete eine Tochter des kastilischen Grafen Nuño Fernández, der 910 García und seine beiden Brüder Fruela und Ordoño bei einem Aufstand gegen ihren gemeinsamen Vater unterstützt hatte. García erhielt León, seine Brüder Ordoño Galicien und Fruela Asturien. Dem kinderlosen García folgte sein Bruder Ordoño II., der zur Erziehung zu den Banu Qasi nach Saragossa geschickt worden war. Er ließ die Städte Évora und Mérida plündern. Córdoba wurde 917 in der Schlacht von San Esteban de Gormaz geschlagen, doch unterlagen die Christen 920 in der Schlacht von Valdejunquera. Ein Gegenangriff führte zur Besetzung La Riojas und der Eroberung der Gebiete um Nájera und Viguera in Navarra. Ordoño II., der die Grafen von Kastilien aufgeboten hatte, die jedoch nicht erschienen waren, berief sie nach Tejares und ließ sie kurzerhand ermorden.
Ihm folgte sein Bruder Fruela II., was später zu einem Erbfolgestreit mit dessen Sohn Alfonso Froilaz führen sollte, denn Ordoño hatte drei Söhne namens Sancho Ordoñez, Alfonso und Ramiro. Alfonso wurde 925 König, nachdem die drei Brüder den Erben verdrängt hatten, sein Bruder Sancho Ordóñez wurde König von Galicien von 926 bis 929, und sein anderer Bruder Ramiro regierte Portugal. Letzterer, auch Ramiro der Große genannt, schloss ein Bündnis mit Navarra und Aragón, das die Truppen des Kalifen in der Schlacht von Simancas 939 besiegte. Die Südgrenze des Reichs wurde vom Duero an den Tormes verschoben.
Doch konnte er nicht verhindern, dass Kastilien unabhängig wurde. Rodrigo, der erste Graf von Kastilien, eroberte 860 Amaya und das Gebiet von La Burega und Oca, bis er den ins Ebrotal führenden Pass Pancorbe kontrollierte. Dann folgte die Expansion ins Duero-Becken. Graf Diego-Rodréguez gründete 884 Burgos. Die Eroberung der Riója durch Sancho García I., den König von Navarra, sicherte um 920 die Ostgrenze.
931 wurden die Grafschaften, in die Kastilien bis dahin zerfiel, durch Graf Fernán González vereinigt, der die unter der Oberhoheit des Königreichs León stehende Grafschaft 944 unabhängig machte. Mit der Unterstützung Leóns konnte er bis dahin Angriffe Córdobas abwehren, worauf ihm die Eroberung von Osma und Simanca gelang. Er verbündete sich mit dem Kalifen gegen León, doch wurde er 966 von Sancho dem Dicken aufgehalten. Er hinterließ die Grafschaft seinem Sohn García Fernández (970–995), der sich zwar letzten Angriffen Córdobas ausgesetzt sah, jedoch seine Herrschaft nordwärts ausdehnen konnte. Sein Sohn und Nachfolger Sancho García verbündete sich zeitweise mit Córdoba und intervenierte dort nach dem Tod al-Mansurs 1008.

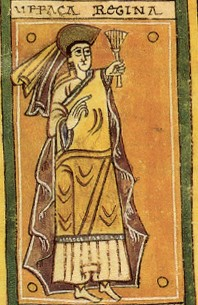
Königin Urraca Fernández († 1007; Codex Vigilano o Albeldense, um 976)

955 sandte Ordoño III. von León eine Armee nach Lissabon, woraufhin es zu einem Abkommen zwischen ihm und dem Kalifen kam. Er heiratete Urraca Fernández, die Tochter des Grafen von Kastilien Fernán González, doch verstieß er sie später, da ihr Vater mit Sancho I. verbündet war, der ihm den Thron streitig machte. Tatsächlich folgte er ihm nach seinem Tod 956 auf dem Thron. Zwei Jahre nach seiner Krönung wurde er wiederum von Adligen unter Führung des Grafen von Kastilien Fernán González abgesetzt. Im Exil bei seiner Großmutter Toda von Navarra gewann er die Unterstützung Abd ar-Rahmans. Er eroberte 959 Zamora und errang seinen Thron zurück. Es kam jedoch zum Bruch mit dem Kalifen und daraufhin zu einem Bündnis mit Navarra.
Sancho wurde schließlich 966 vergiftet und sein fünfjähriger Sohn Ramiro III. folgte ihm auf dem Thron. Seine Tante Elvira Ramírez, die den Königstitel für diese Zeit annahm, und seine Mutter, Teresa Ansúrez übernahmen die Staatsführung.
Vermudo II., Sohn Ordoños III. und seit 982 König von Galicien, stürzte den jungen König 984. Unter dem Schutz Córdobas gelang es ihm Zamora zurückzuerobern, doch war er damit im Kampf gegen Kastilien von der dortigen Unterstützung abhängig. Córdoba erlangte eine Art Oberhoheit über León, dessen Truppen erst 987 wieder abzogen. Almansor, der Herrscher Córdobas, zerstörte daraufhin Coimbra. Darüber hinaus eroberten maurische Truppen Gormaz und 994 Cluni (Coruña del Conde), 996 Astorga, und sie plünderten 997 Santiago de Compostela.

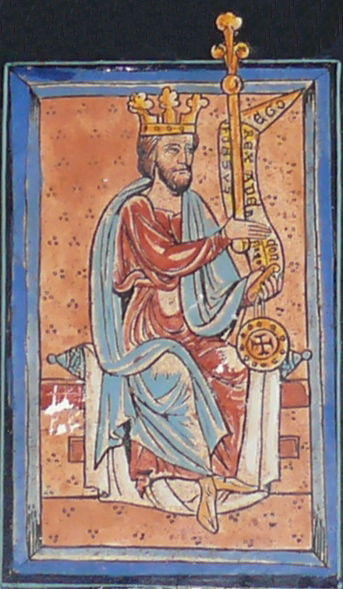
Alfonso V. im Libro de las Estampas oder Libro de los Testamentos de los reyes de León, um 1200

Dem König folgte 999 sein fünfjähriger Sohn Alfonso V., der unter der Vormundschaft seiner Mutter Elvira und des Grafen Menendo González stand. Das von Almansor zerstörte León wurde neubesiedelt. 1020 wurden dort die Fueros, die Gewohnheitsrechte der historischen Territorien, von León verabschiedet.
Während das Kalifat zerfiel, spitzten sich die Konflikte zwischen den nördlichen Reichen zu. 1029 besuchte der kastilische Graf García Sanchez II. León, um Sancha, die Tochter des Königs zu heiraten. Dort angekommen wurde er jedoch von Angehörigen der Familie Vela aus Rache für eine Beleidigung ermordet. Da er ohne Nachkommen starb, griff der König von Navarra, Sancho III., kastilisches Gebiet an, um dort seine durch Heirat mit Munia, der Schwester des Getöteten, erworbenen Rechte durchzusetzen. Er nahm den Titel eines Grafen von Kastilien an. Zur selben Zeit ließ Sancho die Vela hinrichten. Schließlich wurde der Sohn Sanchos, Ferdinand I., zum Grafen ernannt.

### Wiederbesiedlung (repoblación)
Die Repoblación, die zum Teil spontan erfolgte, wurde schon durch die Grafen im Duerobecken gefördert. So existierten dort neben freien Siedlern Dorfgemeinschaften (comunidades de aldea), die vielfach auf Verwandtschaft beruhten. Die Entstehung großer Latifundien ist daher in Kastilien weit später erfolgt, als in León oder Galicien. Dies galt allerdings weniger für die starken Macht- und Besitzballungen der Grafen um Lara und Burgos. Auch Klöster erwarben ausgedehnte Güter.
Dabei traten abhängige bäuerliche Gruppen weniger auf, als etwa die Kommendation an einen beliebigen Herrn (behetría, abgeleitet von lat. benefactoria). Leute die im Besitz von Waffen oder eines Pferdes waren, konnten noch leicht in den Adel als infanzónes aufsteigen. Diese caballería villana gilt als Anzeichen für die soziale Mobilität des frühen Kastilien.
Dabei waren die Grafen, deren Ämter inzwischen erblich geworden waren, gegenüber dem König in einer starken Position. Während in León die besonders im Liber iudiciorum festgelegten Rechtsnormen galten, herrschte in Kastilien eine gewohnheitsrechtlich-mündliche Überlieferung. Diese beruhte auf Weistümern der gräflichen Gerichtstage oder aber fazañas legendärer Richter der Vorzeit.

### Vereinigung Asturien-Leóns und Kastiliens unter Ferdinand I. (ab 1035/37), Sieg über Navarra (1054)
Nachdem der kaum volljährig gewordene König von León Vermudo III. daran gescheitert war, die an Navarra verlorenen Gebiete zurückzugewinnen, ging der Thronanspruch mitsamt den eroberten Gebieten nach seinem Tod auf seine Schwester Sancha über. Diese wiederum trat ihre Rechte an ihren Mann Ferdinand I. ab. Er war der zweite Sohn des Königs Sancho III. von Navarra und seit 1035 bzw. 1037 König von Kastilien und Navarra und nunmehr auch König von León.
Die so entstandene Regionalmacht wurde durch den Zerfall des Kalifats entlastet, zugleich intensivierte sie die Kontakte mit dem übrigen Westeuropa. So breitete sich der Benediktinerorden aus, der Pilgerweg nach Santiago de Compostela erhielt große Bedeutung. Zudem ließ Ferdinand die Rechtsüberlieferungen sammeln.
Sein Bruder García IV. von Navarra fiel 1054 mit maurischen Verbündeten in Kastilien ein, doch starb er in einer Schlacht bei Atapuerca, wodurch Ferdinand auch den rechts des Ebro liegenden Teil Navarras gewann. Ab 1058 gelang ihm die Eroberung der Städte Viseu sowie Lusitaniens bis an den Mondego. Mehrere muslimische Könige mussten für seine Schutzherrschaft ab 1055 Tribute entrichten (Parias).
Vor seinem Tod teilte Ferdinand seine Staaten unter seine drei Söhne so auf, dass Sancho Kastilien, Alfonso León und Asturien, García Galicien und Portugal erhielt. Dabei wurden auch die Parias aufgeteilt, so dass Sancho II. die Parias von Saragossa erhielt, Alfons VI. die von Toledo und Garcia die von Badajoz und Sevilla.

### Verstärkte Reconquista, Westeuropäisierung, Rückschlag durch Almoraviden
Mit der Aufteilung der Parias war die Expansionsrichtung vorgegeben, doch Streitigkeiten unter den Brüdern verzögerten die Eroberung. Alfonso wurde 1065 König von Léon und Asturien, doch sein Bruder Sancho II., der Kastilien geerbt hatte, vertrieb ihn nach dem Tod der gemeinsamen Mutter Sancha aus seinem Herrschaftsgebiet. Alfonso floh daraufhin in das Taifa-Königreich von Toledo. Als Sancho 1072 ermordet wurde, kehrte Alfonso nach Léon zurück und wurde auch in Kastilien als König anerkannt. Er förderte die Städte und das Kirchensystem organisierte er nach den Grundsätzen der cluniazensisch-gregorianischen Reform in enger Bindung an Rom.
Alfonso verstärkte ab 1076 den Druck auf die Taifareiche. Er nannte sich Adephonsus Imperator Toletanus Magnificus Triumphator in Erinnerung an die Eroberung Toledos von 1085, aber auch Imperator Totius Hispaniae und von Gott eingesetzter Herrscher über alle Nationes von Spanien. Der Titel eines Imperator Totius Hispaniae blieb von 1086 bis 1157 gebräuchlich.
Doch Alfonsos Armee unterlag 1086 in der Schlacht bei Sagrajas den Almoraviden. Damit endete die Expansion nach Süden, zumal die Almoraviden alle Taifas unterwarfen und damit die Einnahmen an den Parias entfielen. Die Herren des riesigen Berberreiches besiegten Alfonso 1097 bei Consuegra und 1108 bei Ucles.

### Abspaltung Portugals, Königin Urraca, Kampf gegen Almoraviden und Aragón

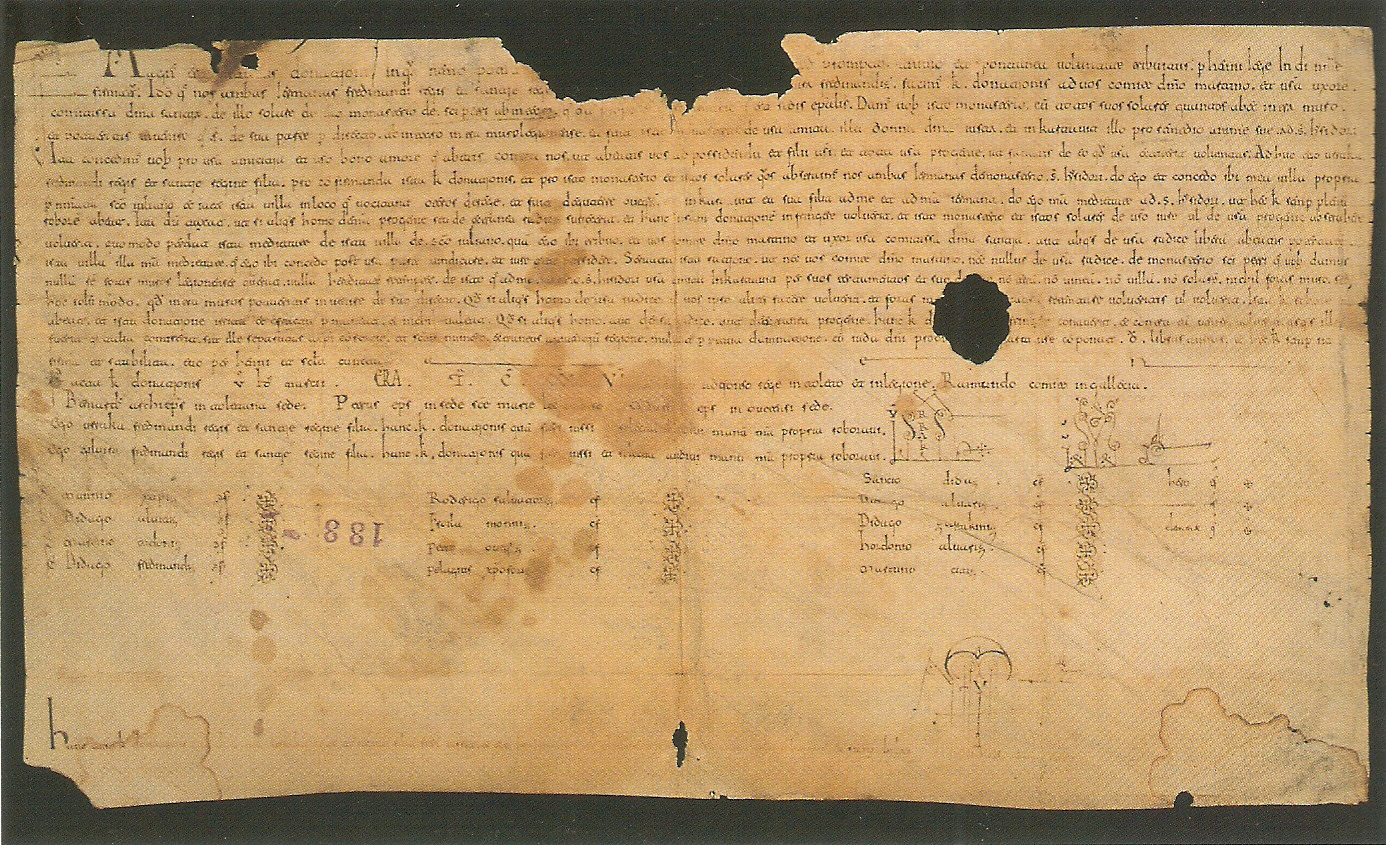
Urkunde der Infantinnen Urraca und Elvira vom 11. März 1099, Archiv der Basilika San Isidoro in León

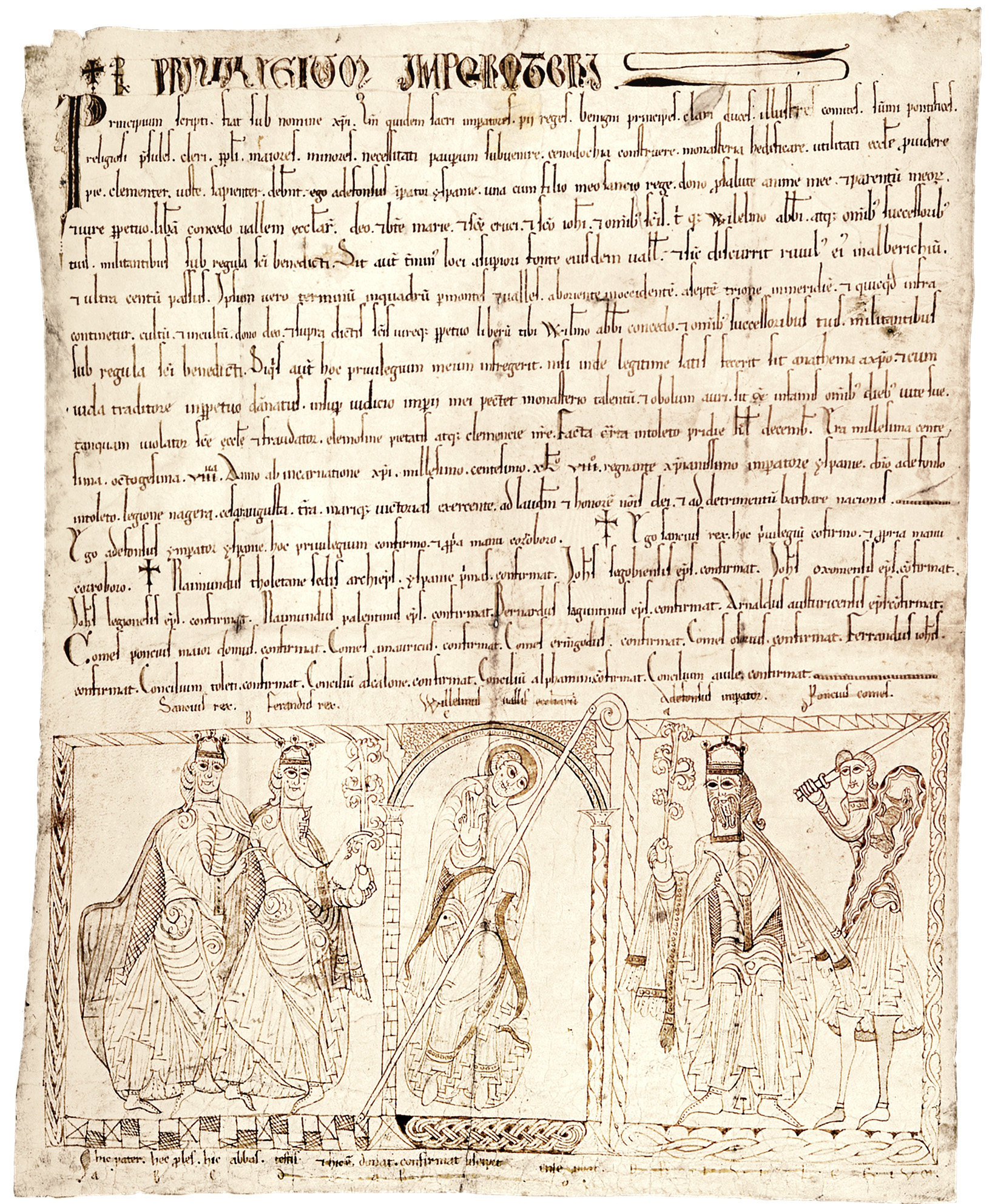
Ein Privilegium Imperatoris, wie die Urkunde sich selbst betitelt. Sie wurde unter Alfonso VII. von León und Kastilien ausgestellt und verleiht einem Abt (unten in der Mitte) für die Gründung eines Benediktinerklosters Land. Hinter Alfonso befindet sich rechts sein Majordomus Graf Ponç II. von Cabrera, der ein Schwert und einen Schild mit seinem Wappen hält. Unten links sieht man Alfonsos Söhne Sancho und Fernando.

Alfonso starb 1109, nachdem sein Sohn Sancho 1108 bei Ucles umgekommen war und er den Sohn seiner Tochter Urraca, einen weiteren Alfonso, zum Nachfolger bestimmt hatte. Urraca, die mütterlicherseits den französischen Kapetingern angehörte, avancierte 1090 in Ermangelung männlicher Erben zur möglichen Thronfolgerin. Einige Jahre später wurde ihr Cousin Heinrich von Burgund mit ihrer jüngeren Halbschwester Theresia verheiratet. Raimund wurde dazu von Alfonso VI. zum Grafen von Galicien ernannt. Nach der Geburt des Infanten Sancho Alfónsez im Jahr 1093 schmälerten sich die Thronfolgeaussichten Urracas und Raimunds.
Um die Südwestgrenze gegen die Almoraviden zu sichern, wurde Raimund im Mai 1093 mit dem Territorium südlich von Galicien ausgestattet, dem Gebiet der Grafschaft Portugal; allerdings verlor er bereits 1094 Lissabon an die Almoraviden. 1097 vergab Alfonso VI. die Grafschaft Portugal an Heinrich von Burgund.
Lediglich die Regierung in der Grafschaft Galicien konnte Urraca in ihrem Namen weiterführen. Der Tod ihres Halbbruders Sancho stellte sie 1108 wieder in das Zentrum der Nachfolgeüberlegungen.
Wohl im August 1108 wurde Urraca mit König Alfonso I. „dem Krieger“ von Aragón verlobt. Doch Sancho III. von Navarra war ihr gemeinsamer Urgroßvater, eine verwandtschaftliche Nähe, die das Missfallen des Klerus unter der Führung des Erzbischofs von Toledo hervorrief. Zudem führte diese Ehe zu einer Vertiefung der innerfamiliären Kluft zwischen Urraca und ihrem Schwager Heinrich von Burgund. Dennoch wurde sie im Mai 1109 von ihrem Vater zur Erbin proklamiert. Am 22. Juli, einen Tag nach der Beisetzung ihres Vaters, urkundete Urraca mit „Ego Urraka dei nutu totius yspanie regina“. Zur Bekräftigung ihrer Alleinherrschaft erweiterte sie ab 1110 ihren Titel um den von den Königen Léons geführten imperialen Charakter in „Vrracha, Dei gratia regina et imperatrix Yspanie“.
Doch weder erkannte der Papst ihre Ehe an, noch akzeptierten die Großen eine landfremde Herrin. Am 26. Oktober 1111 unterlag Urraca zwar in der Schlacht von Candespina, doch gelang es ihr, die gegnerische Allianz zu sprengen, indem sie Heinrich auf ihre Seite zog. Anschließend ließ sie ihren Sohn am 19. September 1111 in Santiago de Compostela als Alfonso VII. zum König ausrufen, der damit als Gegenprätendent zu Alfonso I. von Aragón aufgebaut wurde. Dieser besetzte sowohl Toledo als auch León. 1112 ging Urraca zwar in die Offensive und konnte ihren Ehemann in Astorga einschließen, doch Abt Pontius von Cluny, der als päpstlicher Legat erschien, verkündete die Annullierung ihrer Ehe. Damit brach das Bündnis endgültig auseinander.
Um die Grenzprovinz von Zamora gegen Angriffe der Almoraviden zu stabilisieren, siedelte Urraca 1116 in León den Ritterorden der Hospitaliter an. Mit ihrem früheren Ehemann kam sie zu einem Ausgleich, wobei Alfonso auf alle Herrschaftsrechte in León und Kastilien verzichtete. Der Widerstand gegen die Regierung Urracas ging nunmehr von ihrer Halbschwester Theresia aus, die sich seit November 1117 „Königin von Portugal“ nannte.
Etwa zur selben Zeit griffen die Almoraviden die Grafschaft Portugal an. Urraca nutzte dies, um Zamora und Toro zurückzugewinnen, die sie einst an Heinrich von Portugal hatte abtreten müssen. Als Resultat des Friedens mit Aragón konnte Urraca ihre Herrschaft im Gebiet südlich des Duero wiederherstellen und mit ihrem Sohn am 16. November 1117 in Toledo einziehen, der dort zum Imperator über ganz Spanien proklamiert wurde.
1117 wurde der Geliebte Urracas, der kastilische Graf Pedro González de Lara, ihr erster Berater. Ihre Verbindung zum Haus Lara, einer der fünf wichtigsten kastilischen Familien, vertiefte sie durch die Verheiratung ihrer Halbschwester Sancha mit dem Bruder ihres Geliebten. Gegen den wachsenden Einfluss der Kastilier am königlichen Hof erhob sich jedoch 1119 eine leónesische Adelsgruppe. Die Differenzen zwischen Urraca und ihren leónesischen Vasallen konnten bis zum September beigelegt werden. Gegenüber ihren Vasallen erhielt sie dabei Rückhalt von Papst Calixtus II., einem Bruder ihres ersten Ehemannes.
Nun war Urracas Herrschaft soweit gefestigt, dass ihr Heer gegen die seit 1109 unabhängige Theresia vorgehen konnte. Es siegte bei Tui. In Braga konnte sie die Unterwerfung ihres Neffen Alfonso Enríquez und des portugiesischen Adels entgegennehmen.

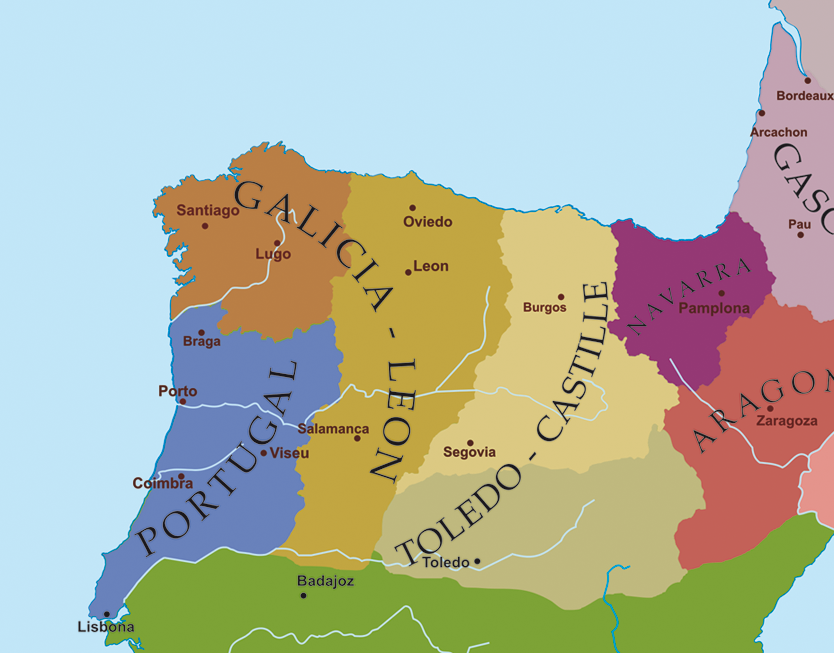
Die christlichen Reiche im 12. Jahrhundert

Der Erzbischof von Santiago de Compostela Diego Gelmírez und der mit ihm verbündete galicische Adel paktierten jedoch im Geheimen mit Theresia. Als Urraca ihn 1120 gefangen nehmen ließ, kam es zu einem Volksaufstand, und als Graf Pedro Froilaz ein Heer gegen sie rekrutierte, dem sich ihr Sohn anschloss, musste sie den Erzbischof wieder freilassen. Gegen sie stellte der Erzbischof und Graf Pedro Froilaz ebenfalls ein Heer auf, dem wieder ihr Sohn angehörte. Urraca musste den Erzbischof wieder in allen Herrschaftsrechten in Santiago de Compostela anerkennen. Im Einvernehmen mit dem päpstlichen Legaten betrieb er jedoch weiterhin die Absetzung Urracas und die Inthronisierung ihres Sohnes. Dagegen aber erhielt Urraca die Unterstützung Papst Calixtus’ II., der die Macht Diego Gelmírez' beschnitt, indem er den Erzbischof von Braga zum Obermetropoliten über die Bistümer von Portugal und Galicien ernannte und Erzbischof Bernardo von Toledo zum Primas der Kirche von ganz Spanien einsetzte. Währenddessen hatte sich Theresia seit 1121 im südlichen Galicien erneut ein unabhängiges Herrschaftsgebiet erkämpft.

### Kaiserkrönung Alfonsos VII. (1135), Vereinigung von Katalonien und Aragón (1134), Königreich Portugal (1139)
Nach einem langwierigen Krieg, den bereits seine 1126 verstorbene Mutter Urraca begonnen hatte, behauptete sich Alfonso VII. gegen seinen Stiefvater und behielt bei der Teilung 1127 Kastilien, Leon, Asturien und Galicien; nur seinen Anteil an Navarra, Álava, Vizcaya und Gipuzkoa trat er im Frieden von Támara an Aragón ab. Am 26. Mai 1135 ließ er sich in Léon zum Kaiser von ganz Spanien krönen.
Nach dem Tod Alfonsos I. von Aragón 1134 musste der Kaiser jedoch die Vereinigung von Katalonien und Aragón akzeptieren, ebenso wie die Wiederherstellung der Unabhängigkeit Navarras. In Portugal nahm Alfonso, der Sohn Teresas, 1139 den Königstitel an. Dieses Faktum musste Alfonso VII. 1143 anerkennen, wenn auch als integrierter Bestandteil des Kaiserreichs.
1146 gelang die Eroberung Córdobas. Kurz darauf verloren die selbst von den Almohaden bedrängten Almoraviden auch Calatrava und Almería. Allerdings eroberten die Almohaden Córdoba bald zurück. Die Erbteilung Kastiliens und León-Galiciens unter seine Söhne Sancho III. und Ferdinand II. spaltete die Regionalmacht erneut.

### Zeit der fünf Reiche

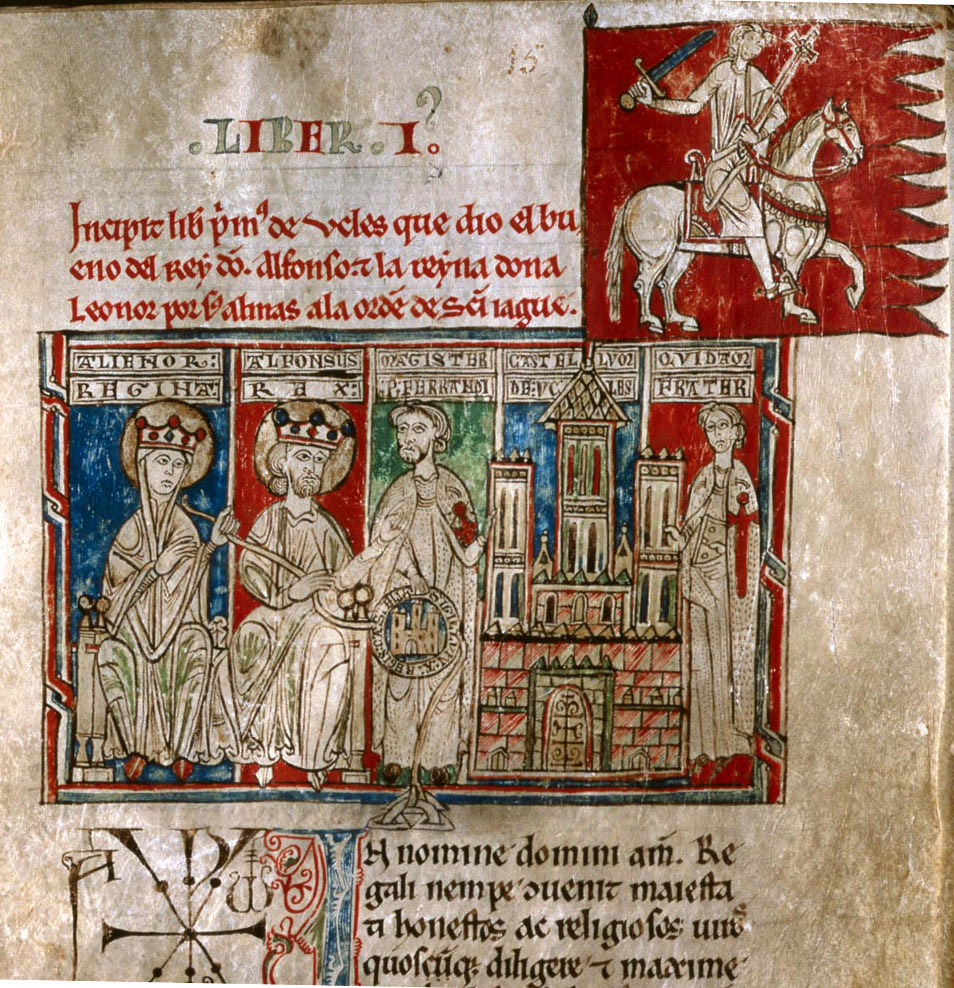
Alfonso VIII. und Königin Eleonor übergeben die Stadt Uclés dem Meister des Santiagoordens

In León wurde Ferdinand II. (1157–1188) König, ihm folgte Alfonso IX. (bis 1229). Den fünf christlichen Reichen stand mit den Almohaden ein zusammenhängendes Reich gegenüber, das sich bis 1172 konsolidieren konnte. Dieses Machtgefälle konnten die fünf Reiche ausgleichen, indem sie Bürgerwehren der städtischen conséjos, Bruderschaften (cofradías) und Ritterorden mobilisierten. Zu letzteren zählte seit 1156 der Alcántaraorden in León, seit 1157 der Orden von Calatrava in Kastilien und seit 1170 der Jacobusorden in beiden Reichen.
1158 starb in León Sancho III. und Ferdinand übernahm die Vormundschaft für dessen minderjährigen Sohn Alfons VIII. Er fiel in Kastilien ein und nannte sich fortan König von Spanien. 1162 eroberte er Toledo; im selben Jahr übernahm er nach dem Tod Raimund Berengars IV. von Barcelona die Vormundschaft über dessen Sohn und damit die Macht in Aragonien. Sein Einfluss auf Portugal wuchs 1165 durch die Ehe mit Urraca, einer Tochter Alfonsos I. Infolge eines Streits um Badajoz kam es 1168 zum Krieg mit Portugal, aus dem Ferdinand, der sich 1169 mit den Almohaden verbündet hatte, siegreich hervorging. Ein zweiter Krieg mit den Portugiesen endete 1177 mit seinem Sieg bei Argannal. Doch in Kastilien verlor er zunehmend an Einfluss. Bereits 1166 eroberte der kastilische Adel Toledo zurück. Ein 1178 begonnener Krieg gegen Kastilien zog sich bis 1183 hin.

### Landesausbau, Cortes von León (1188), erste Universität (1219), Sieg über Almohaden (1212)
Alfonso IX. von León betrieb eine extensive Wiederbesiedlungs- und Städtegründungspolitik, zudem schwächte er den Adel, indem er die Städte gegen ihn unterstützte. Eine seiner zentralen Neuerungen war die Einberufung einer curia regis, an der zum ersten Mal Vertreter der Städte teilnahmen. Von hier aus nahmen die Cortes ihren Ausgang. Mit der Magna Charta wurden die Cortes von León von 1188 verglichen, die gegen Machtmissbrauch und Willkür schützen sollten. Anders als in Aragón gelang es den Cortes (ab 1217 in Valladolid) nie, die Königsgewalt in größerem Maße einzuschränken.
Die Außenpolitik ist mit den unausgesetzten Konflikten mit Alfonso VIII. von Kastilien verbunden. Alfonso IX. verband sich nach der Schlacht von Alarcos sogar mit den Almohaden gegen den Kastilier, was seine Exkommunikation zur Folge hatte. Mit der Ehe zwischen dem Leóner und Berenguela von Kastilien endeten die Kämpfe zunächst. Doch Papst Innozenz III. exkommunizierte das Paar wegen zu naher Verwandtschaft, was zur Wiederaufnahme des Krieges führte. Am Sieg bei Las Navas de Tolosa gegen die Almohaden war Alfonso IX. von León dementsprechend nicht beteiligt. Im Gegenteil griff er kastilisches Gebiet an, nutzte aber auch die Gelegenheit, muslimische Städte wie Mérida und Badajoz zu besetzen. Die Ritterorden eroberten weitere Städte, so dass der Weg nach Sevilla fast frei war. Schließlich entstand 1219 die Universität Salamanca, die älteste Universität Spaniens und eine der ältesten Universitäten Europas.
Sieger der im Rückblick entscheidenden Schlacht bei Las Navas de Tolosa vom 16. Juli 1212 war König Alfonso VIII. von Kastilien, der eine Koalition mit Aragón, Portugal und Navarra gegen die Almohaden führte. Auch wenn die Zahlen der Schlachtteilnehmer, die die enorme Bedeutung des Kampfes untermauern sollten, inzwischen reduziert wurden – Joseph F. O’Callaghan schätzt die Anzahl der auf beiden Seiten beteiligten Kämpfer in jeder dieser Schlachten auf jeweils nicht mehr als 3000 bis 5000 Mann –, so war es Papst Innozenz III. doch gelungen, erstmals eine echte Kreuzzugsmentalität auf der Halbinsel zu etablieren.

### Vereinigung von León und Kastilien (1230), Eroberung Sevillas (1248)

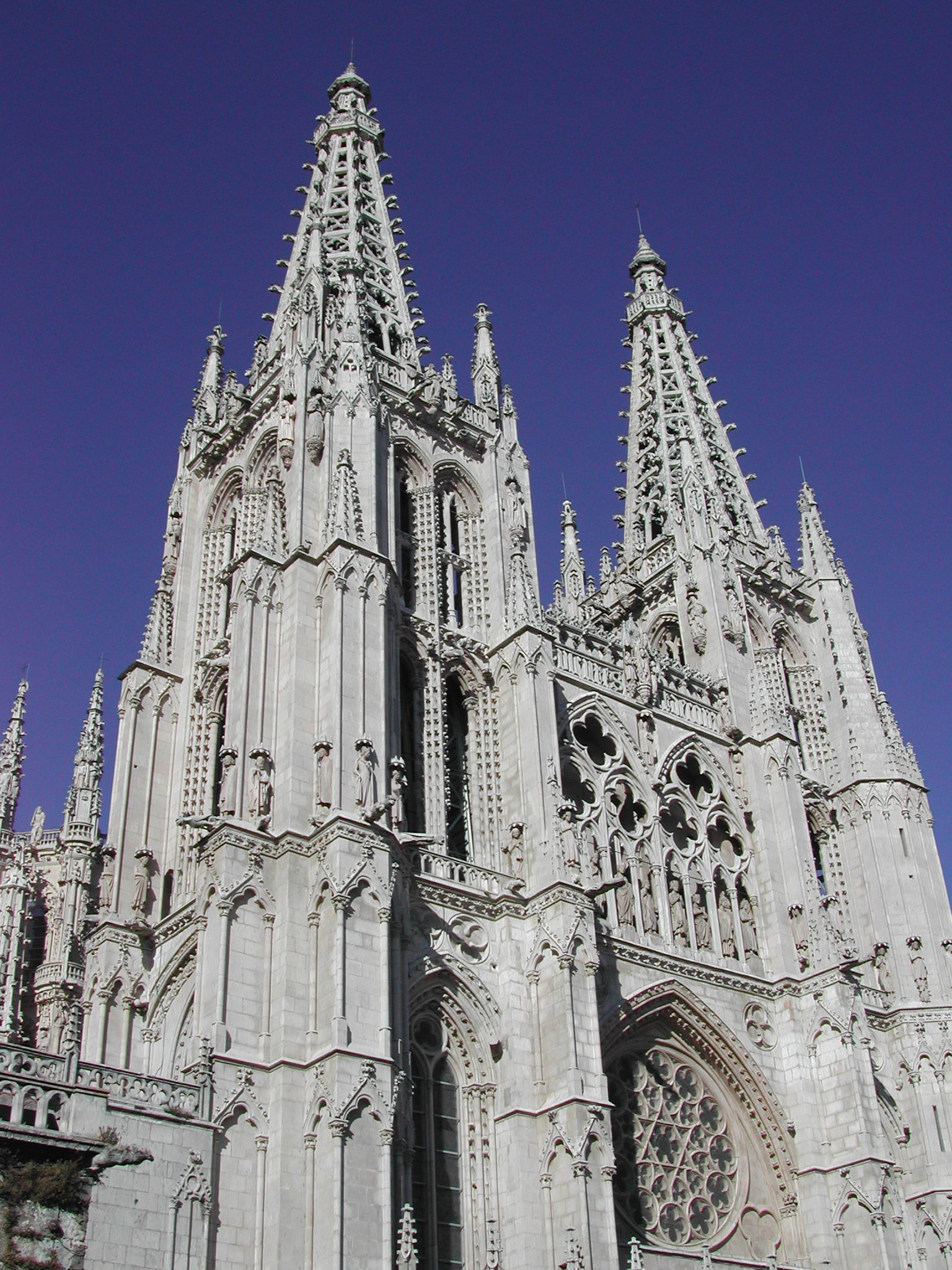
Kathedrale von Burgos

Ferdinand III., der Sohn Alfonsos IX. von León und der Berenguela von Kastilien, wurde nach dem Tod seines Onkels Enriques I. 1217 – gegen den Widerstand einer Adels- und Städteopposition unter dem Reichsverweser Álvaro Núñez de Lara – König von Kastilien und nach dem Tod seines Vaters 1230 auch von León. Das Reich wurde nicht mehr geteilt und mit der Zusammenlegung der Córtes im 14. Jahrhundert unteilbar.
Ferdinand gewann nach mehreren Siegen über die zersplitterten muslimischen Reiche, besonders bei Jerez de la Guadiana 1233, 1236 die Stadt Córdoba. Zehn Jahre später folgte die Eroberung von des Königreichs Jaén, 1248 fiel das Reich von Sevilla, 1250 Cádiz. Nur das 1247 gegründete Emirat von Granada bestand noch bis 1492 fort.
Die inzwischen als Reichsaufgabe aufgefasste Wiederbesiedlung betrieb man verstärkt, wobei die Gefolgsleute des Königs und die Bischöfe mit umfangreichen Landgebieten ausgestattet wurden. Zahlreiche Mauren verließen das Land. Bei der Besiedlung spielte nun Viehwirtschaft, insbesondere Schafzucht eine zunehmende Rolle (Privilegien der Mesta, 1270–1273). Die Übernahme urbaner Gesellschaftsformen, die stärkere Durchsetzung der Marktvermittlung und der Geldwirtschaft, aber auch die Intensivierung des Mittelmeerhandels übernahm Kastilien weitgehend von den muslimischen Städten. Doch der Primat der Religionspolitik unter Rückgriff auf imaginierte westgotische Traditionen erhielt nun Vorrang. Zisterzienser, Franziskaner und Dominikaner wurden gefördert. Hinzu kamen Trinitarier und Mercedarier, die sich auf den Freikauf von Gefangenen spezialisierten.
Ferdinand stiftete mehrere Bistümer, gründete die Kathedrale von Toledo erwarb sich um die Gesetzgebung Verdienste durch den von seinem Sohn vollendeten Código de las Partidas und die Übersetzung des für die Mauren von Córdoba geltenden Gesetzbuches. Außenpolitisch band er sich und seine Familie in die europäische Staatenwelt durch Ehen nach Norwegen, England, Frankreich und ins Reich ein, wobei Letzteres Ansprüche auf Sizilien bewirkte, besonders aber auf das Königtum sowie das römische Kaisertum.

### „Übersetzerschule“ und Nationalsprachen, Gesetzgebung, imperiale Politik Alfonsos X.
Die „Übersetzerschule von Toledo“ war eine im 12. Jahrhundert einsetzende Tradition der Übersetzungstätigkeit, keine Institution. Durch den Kontakt zwischen arabischkundigen Mozarabern und Juden mit lateinischen Autoren kam es zu einem Wissenstransfer, der durch bischöfliche oder königliche Initiative gefördert wurde. Die erste etwa von 1130 bis 1187 andauernde Phase war durch Erzbischof Raimund von Toledo geprägt. Übersetzt wurden wissenschaftliche und philosophische Schriften, die unter den Abbasiden aus dem Griechischen ins Arabische übertragen worden waren, aber auch arabische Schriften, etwa zur Astronomie und Mathematik. 1142 kam der Abt von Cluny, Petrus Venerabilis, nach Spanien und gab eine Übersetzung des Korans in Auftrag, die 1143 durch den Engländer Robert von Ketton, den Kroaten Hermann von Carinthia, den Kastilier Petrus Alfonsi und den Sarazenen Mohammed fertiggestellt und vom Sekretär des Abtes, Peter von Poitiers, überarbeitet wurde. Neue Übersetzungsinitiativen gingen von Alfonso X. und seinem Hof aus, wobei nun nicht mehr die Übersetzung ins Lateinische, sondern die ins Kastilische im Vordergrund stand und hierbei speziell der Dialekt des Toledaner Hofes eine normierende Rolle spielte.

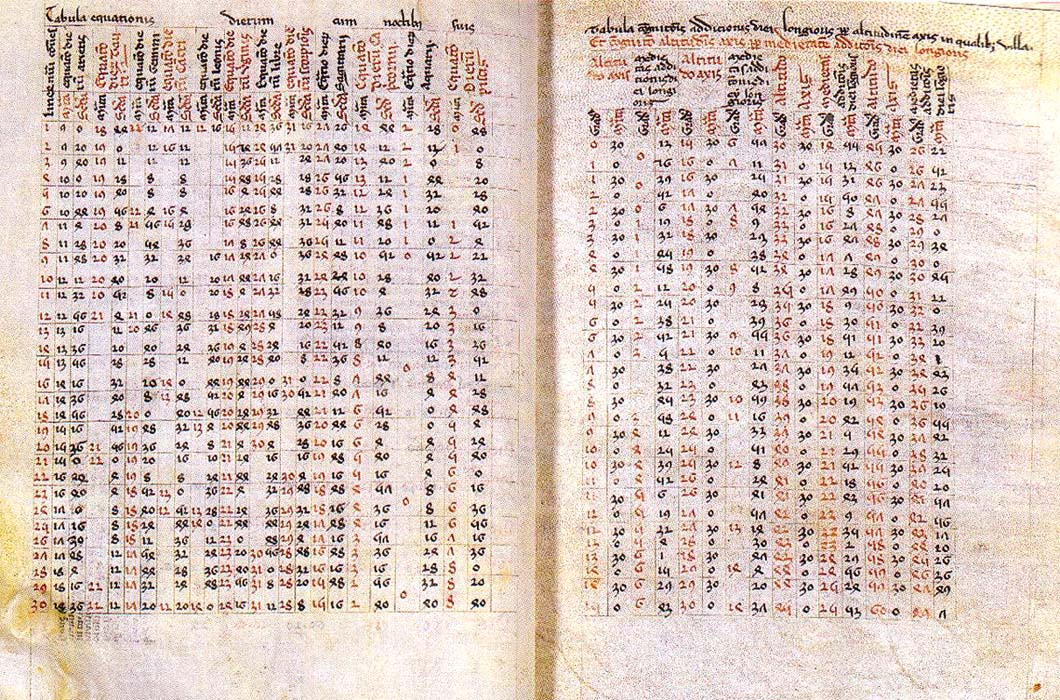
Die Tabulae Alphonsinae, ein astronomisches Werk mit Tabellen zur Berechnung der Stellung von Sonne, Mond und der fünf Planeten, in einer spätmittelalterlichen Handschrift

Alfons X., 1252 bis 1282 König von León und Kastilien, war der erste Sohn von Ferdinand III. dem Heiligen und Elisabeth, einer Tochter des deutschen Königs Philipp von Schwaben. Er förderte die Astronomie und die Anerkennung der ptolemäischen Kosmologie und ließ zwischen 1252 und 1270 die Ptolemäischen Planetentafeln verbessern, die nach ihm Tabulae Alphonsinae genannt wurden.

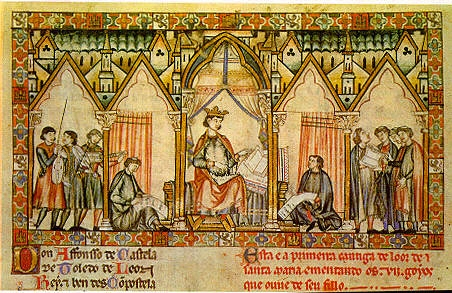
Alfonso X. und die Redaktion der Partidas, einer der bedeutendsten Gesetzessammlungen, Abbildung aus dem Livro de las Legies

Alfonso, selbst Poet, gilt zudem als Begründer der kastilischen Nationalliteratur. Er ließ ab etwa 1270 von seinen Historiographen eine Estoria de España sowie eine Weltgeschichte in kastilischer Sprache verfassen und Urkunden in der Landessprache aufsetzen. Zudem gab er viele Werke in Auftrag, zum Beispiel die Cantigas de Santa Maria, 427 Lieder in Galicisch, der lyrischen Sprache der Zeit. Vor allem aber leitete er die Kompilation des von seinem Vater begonnenen Gesetzesbuchs, des später Las Siete Partidas oder einfach Partidas genannten Livro de las Legies.
Alfonso war, ähnlich wie andere europäische Herrscher, Exponent einer imperialen Politik, die sich auf Verwandtschaftsverhältnisse und die daraus abgeleiteten Ansprüche auf Titel und Herrschaftsgebiete richtete. Seine Abkunft von den Staufern durch seine Mutter Elisabeth gab ihm die Möglichkeit, nach dem Tod König Konrads IV. 1255 dessen Herzogtum Schwaben zu beanspruchen, sich von den Ghibellinen Pisas im März 1256 zum Kaiser erheben zu lassen und als König zu kandidieren. Doch 1265 lenkte der Papst die Ambitionen Karls von Anjou, dessen Mutter Blanka von Kastilien die Tochter Alfonsos VIII. war, nach Süditalien, was die französisch-kastilischen Pläne durchkreuzte. Daraufhin versuchte Alfonso die nötigen Mittel aufzubringen, um einen Romzug zur Erlangung der Kaiserkrone durchzuführen, eine Krone, auf die er erst 1275 verzichtete.
Gegen die imperialen Pläne und die Zentralisierungsbestrebungen des Königs wehrte sich der kastilische Adel durch Bündnisse mit den Muslimen Südspaniens und mit Jakob von Aragón, obwohl dieser Alfonsos Schwiegervater war. Dennoch schlug er für Alfonso den Aufstand der Mudéjares in Murcia nieder, um zu verhindern, dass Alfonso im Gegenzug die muslimische Bevölkerung von Valencia unterstützte.

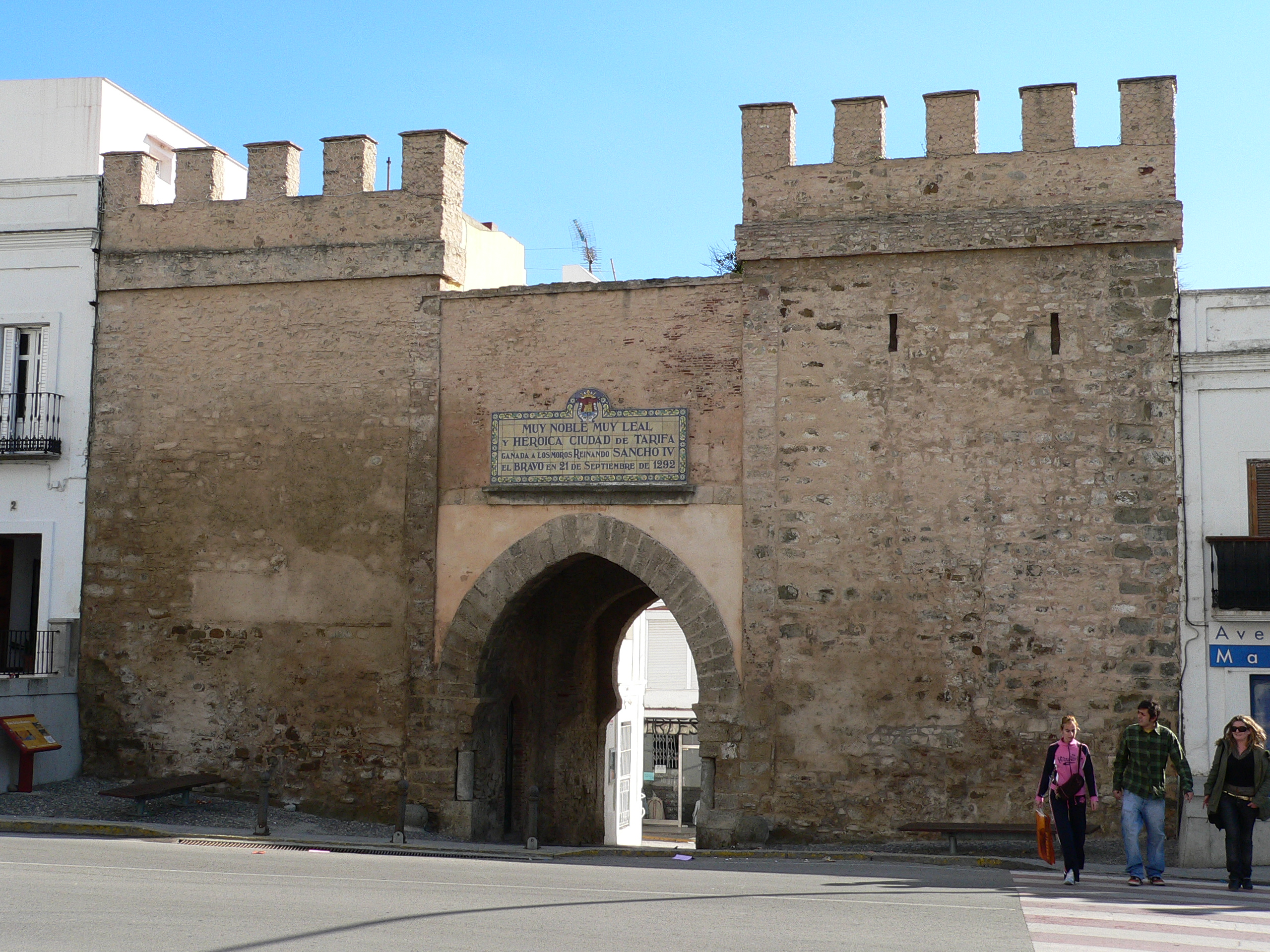
Stadttor von Tarifa

Mit dem nördlichen Nachbarn scheiterten die weitreichenden Heiratspläne Alfonsos zunächst. 1275 kam es darüber zu einem Krieg mit Frankreich. Nach dem Ende des Krieges initiierte Alfonso einen Kreuzzug und eroberte Jerez, Medina-Sidonia, San Lucar, Cádiz, einen Teil der Algarve und vereinigte Murcia mit Kastilien. Letztlich blieb nur das 1292 besetzte Tarifa kastilisch. Bereits im Vertrag von Monteagudo von 1291 wurden „Interessensphären“ zwischen Aragón und Kastilien mit Blick auf den Maghreb verabredet. Aragón, das seit etwa 1250 diplomatische und Handelsbeziehungen zu den Hafsiden in Tunesien und den Abdalwadiden in Algerien unterhielt, beanspruchte dort Vorrechte, während Kastilien das Gleiche in Marokkos Merinidenreich tat. Zudem hatten es die Meriniden 1276 abgelehnt, mit Aragón einen Friedens- und Handelsvertrag abzuschließen. Als die beiden iberischen Mächte im Krieg lagen, versuchte Aragón 1286 ein Bündnis mit den Meriniden gegen Kastilien zustande zu bringen, aber auch dies wurde abgelehnt. Die Meriniden blieben neutral, ebenso wie die iberischen Nasriden.

### Wirtschaftskrise und Aufstände, Meriniden und Granada, Durchsetzung der Königsmacht (1348)
Etwa zwischen 1275 und 1325 erlebte Kastilien eine schwere soziale und ökonomische Krise. Agrarproduktion und Bevölkerungszahl sanken. Zugleich standen Cortes, Adel, kirchliche Einrichtungen dem Königtum gegenüber, das versuchte, die Regionalmächte zu brechen. Nachdem die Eroberungen zum Abschluss gekommen waren, suchten die Adligen neue Einnahmen, doch die königliche Verwaltung hatte diese in einer eigenen Finanzverwaltung konzentriert. Zwar erreichten die mächtigen Adelsfamilien eine Beteiligung, doch im Gegensatz zu Aragón bildeten sie keine Einheit und so gelang es ihnen auch nicht, dem König vertragliche Rechte abzuzwingen. 1295 bis 1302 und 1313 bis 1325 traten Hermandades auf, Städtebündnisse. In den Städten gelangten Geschlechter von Caballeros an die Macht, gegen die die Bürgergemeinde, die común unterlag.
Alfonso XI. besiegte viele der alten Geschlechter der nobleza vieja. Im Hundertjährigen Krieg blieb er neutral und verbündete sich mit dem Caballero-Adel und den Hidalgos. Letztere übten in den 1330er und 1340er Jahren die Macht in den Stadträten aus. Ab 1342 setzte er eine allgemeine Verbrauchssteuer durch, die alcabala, dann eine Neuregelung des Salzverkaufs und eine Abgabe auf den Viehauftrieb. Vor allem aber setzte er 1348 gegen die regionale und rechtliche Zersplitterung den Vorrang des königlichen Rechts mittels des Ordenamiento de Alcalá durch.

### Streit um Portugal, Münzpolitik, Aufstieg neuer Familien, Abendländisches Schisma

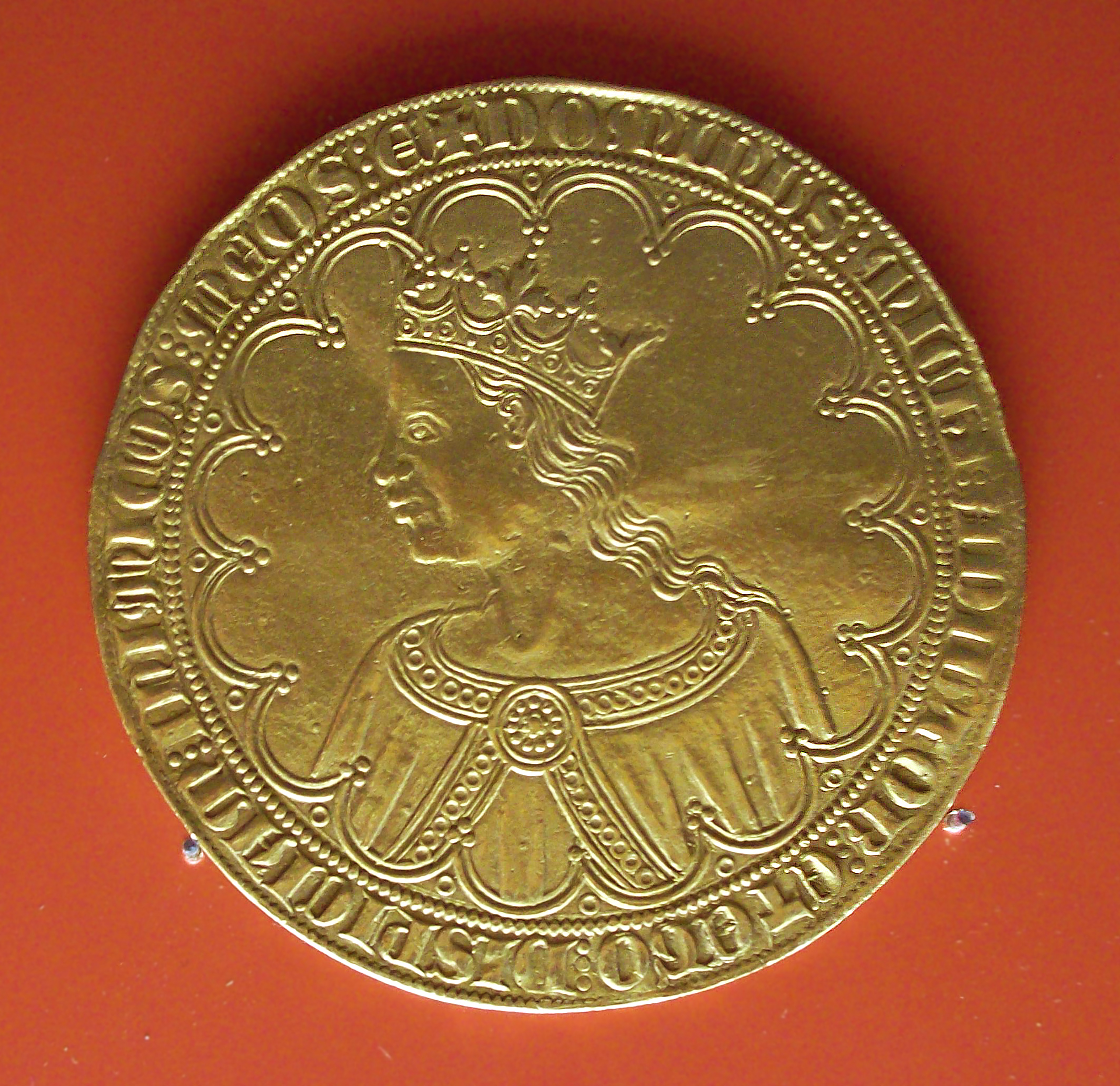
König Pedro I. auf einer Goldmünze, einer Dobla von 1360

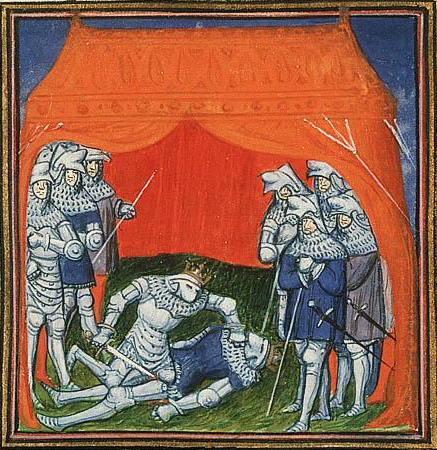
Enrique von Trastámara ermordet 1369 seinen Halbbruder Pedro I. (Abbildung aus den Chroniques des Jean Froissart, um 1410)

Pedro I. (1350–1369) suchte die Hilfe Englands gegen Enrique von Trastámara (1369–1379), welcher sich ab 1366 auf Frankreich stützte. Nach dem Sieg Enriques in der Schlacht von Montiel und der anschließenden Ermordung Pedros, des legitimen Thronerben, hatte Enrique sich selbst auf den Thron gesetzt und bekräftigte ein dauerhaftes kastilisch-französisches Bündnis.
Sein Nachfolger griff in die Thronfolgekämpfe in Portugal nach dem Tod Ferdinandos I. (1383) ein. Dieser hatte Enrique von Trastámara nicht als König von Kastilien anerkannt und stattdessen eigene Ansprüche auf den Thron erhoben. Doch im Frieden von Alcoutim musste der Portugiese auf alle Ansprüche auf den kastilischen Thron verzichten. Außerdem verpflichtete er sich, eine Tochter Enriques zu heiraten. Stattdessen heiratete er jedoch Leonore Teles de Menezes, woraufhin Enrique Portugal angriff und 1373 Lissabon plünderte. Portugal verbündete sich seinerseits mit England, das ebenfalls Ansprüche auf den kastilischen Thron geltend machte. Damit wurde Portugal zu einem Nebenschauplatz des Hundertjährigen Krieges zwischen England und Frankreich. Da England jedoch nicht, wie versprochen, Truppen schickte, musste Ferdinando im Vertrag von Santarém 1373 Frieden schließen. 1381 griff er erneut Kastilien an, musste aber, nachdem die portugiesische Flotte in der Seeschlacht vor Saltés zerstört worden war, wieder um Frieden bitten. Ferdinando, der keine männlichen Erben hatte, musste in die Heirat seiner Tochter Beatrix mit dem neuen kastilischen König Johann I. einwilligen, womit die Erbansprüche Kastiliens bekräftigt wurden. Doch Johann von Avis, ein illegitimer Halbbruder Ferdinandos, übernahm die Macht und ließ sich, nachdem er die kastilischen Ansprüche durch seinen Sieg in der Schlacht von Aljubarrota 1385 abgewehrt hatte, zum neuen König krönen. Im Vertrag von Windsor (1386) wurde die Allianz zwischen Portugal und England erneut besiegelt.
siehe auch Ferdinandinische Kriege
In Kastilien wurde die Königsmacht weiter gestärkt. Der Consejo Real de Castilla erhielt seine endgültige Form, mit der Real Audiencia entstand ein oberster Gerichtshof, als oberste Behörde der Finanzverwaltung entstanden die Contadurías Mayores. Doch erst unter Heinrich III. (1390–1406) konnte wieder eine gewisse Stabilität der Währung und die Sanierung der Finanzen erreicht werden.
In Krisenzeiten traten die Cortes häufig zusammen, doch die Beruhigung der Situation und die Konsolidierung neuer Hochadelsfamilien – vor allem ihnen kam die Machtübernahme der Trastamara zugute – verhinderten eine vertragsrechtliche Mitsprache der Cortesvertreter. Als während des Abendländischen Schismas, das von 1378 bis 1418 anhielt, Kastilien zur Avignoneser Obödienz gehörte, beanspruchte das Königtum zunehmend Rechte bei der Besetzung freier Bischofsstellen.

### Durchsetzung der Königsmacht, Vereinigung mit Aragón
Heinrich III. von Kastilien starb im Dezember 1406. Während der Minderjährigkeit seines Sohnes Johann II. von Kastilien führten seine Mutter Katharina von Lancaster und sein Onkel Ferdinand von Antequera die Regierungsgeschäfte. Diese Doppelregentschaft spaltete das Land in zwei Lager. Nachdem Ferdinand 1416 und Katharina 1418 gestorben waren, setzte der Erzbischof von Toledo, Sancho de Rojas, durch, dass der König 1419 anlässlich seiner Hochzeit mit Marie von Aragón für volljährig erklärt wurde.

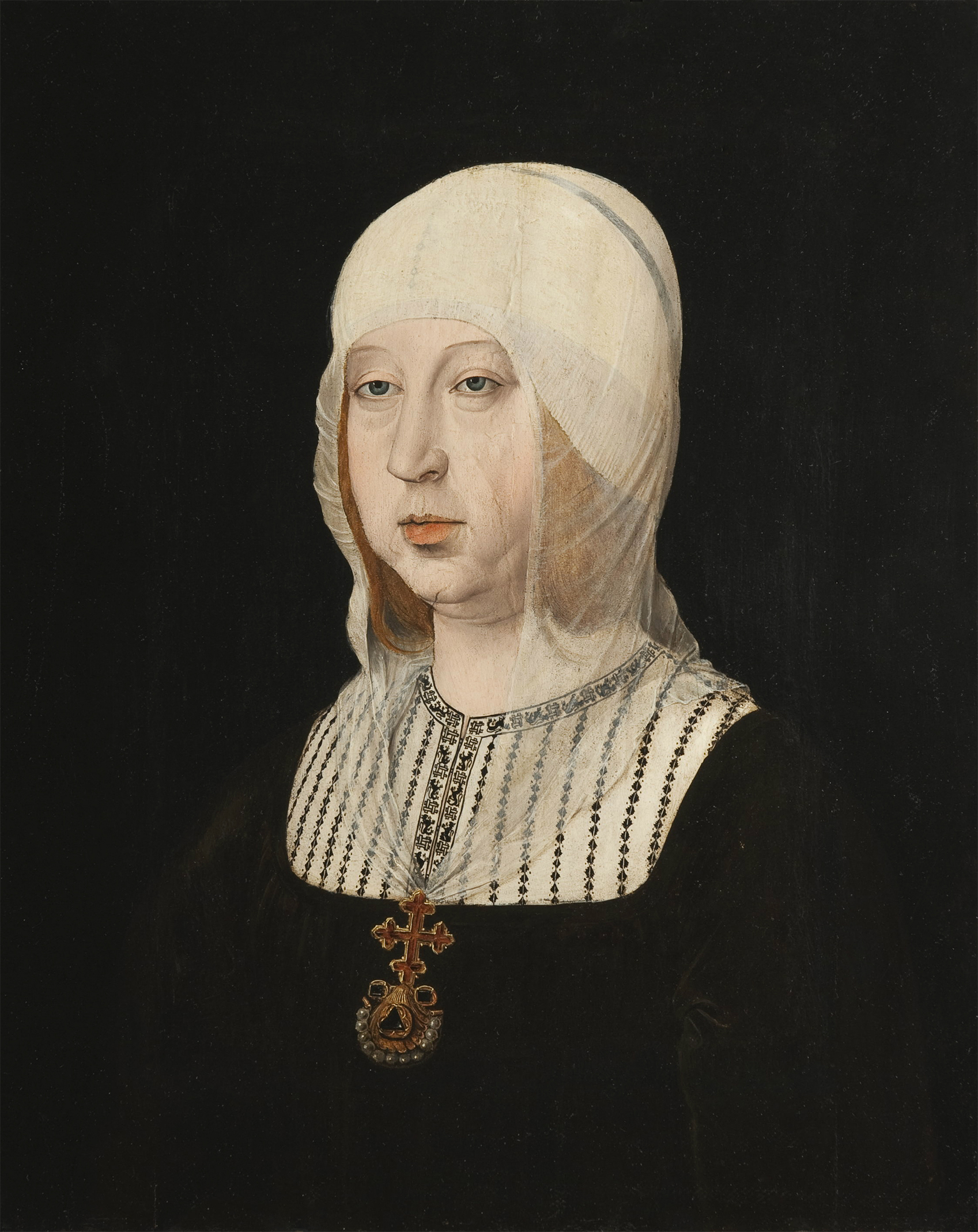
Isabella von Kastilien, um 1500

Doch nun kam es zur Konfrontation mit dem kastilischen Adel sowie mit den Söhnen seines Onkels Ferdinand I., den Infantes de Aragón. Um 1430 konnte Johann sich mit Hilfe von Álvaro de Luna gegen Ferdinands Söhne durchsetzen. Nach einem Sieg Johanns gegen das Emirat von Granada in der Schlacht von La Higueruela 1431 wurde ein kurzfristiger Frieden durch die Ehe von Johanns Sohn Heinrich mit Blanka von Aragón, der Tochter seines Gegners bestätigt. Diese Ehe wurde jedoch später aufgelöst. Erst 1445 gelang Álvaro de Luna, 1422 bis 1453 Günstling des Königs, ein Sieg, der aber die Auseinandersetzungen keineswegs beendete. Der Adel zielte bei diesen Kämpfen darauf ab, die Könige auf von ihm ausgearbeitete Regierungsprogramme zu verpflichten, die obersten Ämter in der Verwaltung zu besetzen und die eigenen Einnahmen zu steigern. Gleichzeitig unterminierten sie den Einfluss der Vertreter der Städte in den Cortes und versuchten den niederen städtischen Adel als Klientel zu gewinnen. Unter Heinrich IV. (1454–1474) erreichte die Adelsmacht ihren Höhepunkt.
Doch interne Konflikte führten ab 1465 zum Bürgerkrieg, der ab 1474 in den Kastilischen Erbfolgekrieg mündete, bis sich die Partei durchsetzte, die Isabella I. auf den Thron brachte. In Kastilien setzte sich zwar 1480 das Königtum durch, doch behielt der Adel Privilegien und Einfluss. Die Königin dominierte nun die Cortes und die Städte. Durch die Ehe zwischen Isabella und Ferdinand von Aragón im Jahr 1469 wurden, nach der Regierungsübernahme Ferdinands in den Ländern der Krone von Aragonien, die mächtigsten Reiche der Halbinsel in einer Personalunion regiert. Die Bevölkerung Kastiliens war auf etwa 4,3 Millionen Einwohner angewachsen.

## Aragón (ca. 809–1469), Barcelona und Katalonien

### Die Grafschaften Aragón und Barcelona
Die Grafschaft Aragón entstand unter Aznar I. Galíndez (um 809–820). Unter seinem Nachfolger García Galíndez (bis 844) befreite sich die Grafschaft unter dem Einfluss der Muslime des Ebrotals und des benachbarten Navarra von der fränkischen Oberherrschaft.
Unter Galindo I. Aznárez (bis 867) wurde der Grafschaft durch Pamplona die Oberlehnsherrschaft aufgezwungen. In diesem Rahmen heiratete Aznar II. Galíndez (um 867–893) wohl auch Onneca Garcés von Pamplona. Ein Sohn aus dieser Ehe, Galindo II. Aznárez (893–922), versuchte, sich mit Hilfe der Muslime von Huesca, der Grafen der Gascogne und der Grafen von Ribagorza dem Einfluss des Königreichs Navarra zu entziehen, doch gelang es ihm nur, 922 ein eigenes Bistum durchzusetzen.
Durch die Ehe seiner Tochter Andregoto Galíndez (922–970) mit García Sánchez I. wurden Aragón und Navarra vereinigt. Dabei erhielt weiterhin ein Graf die Grafschaft Aragón zu Lehen. Sancho III. Garcés erweiterte sein Herrschaftsgebiet zwischen 1018 und 1025 um Ribagorza im Nordosten der Provinz Huesca.
Nach dem Karolinger Ludwig II. versuchten zahlreiche Grafenfamilien die Erblichkeit ihrer Titel durchzusetzen. So ging 897 nach dem Tod Wilfrieds des Haarigen, der 870 als Graf von Urgell und Cerdanya eingesetzt worden war, die Herrschaft ohne kaiserliches Zutun an seine Söhne Wilfried II. Borrell (897–911) und Sunyer I. (911–947) über. Wilfried konnte das Hinterland bei Montserrat und einen Teil des Penedès erobern. 878 erhielt er zusätzlich die Titel eines Grafen von Barcelona und Girona. Das Vallès blieb 897 nach einem maurischen Angriff, bei dem auch Wilfried der Haarige getötet wurde, weitgehend entvölkert, ähnlich wie das Penedès. Er veranlasste die Wiederbesiedlung des Hinterlandes, indem er die Grafschaft Osona und das Bistum Vic gründete.
Ab 897 regierten seine Söhne gemeinsam alle Grafschaften, schließlich teilten sie sich das Erbe: Wilfried II. Borrell erhielt die nunmehr dauerhaft verbundenen Grafschaften Barcelona, Girona und Osona.

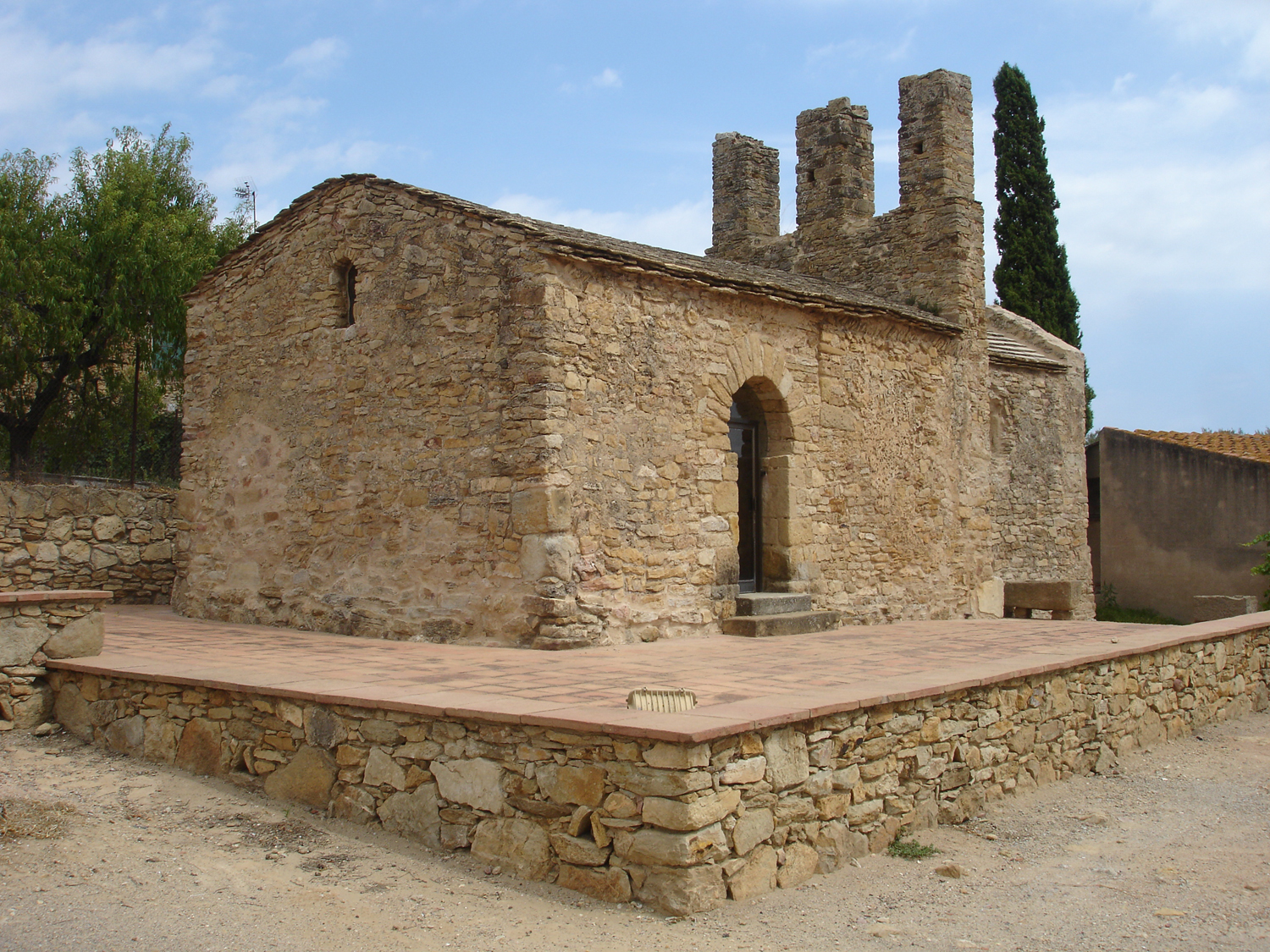
Die 934 erstmals erwähnte Kirche von Sant Julià de Boada (Gerona)

Bald dehnte sich die Grafschaft südwestlich bis vor die Tore von Tarragona aus. Außerdem knüpfte Borrell II. (948–992) Kontakte zum Kalifat, was jedoch nicht verhinderte, dass Almansor 985 Barcelona plünderte. 1010 zog Graf Raimund Borrell (992–1017) seinerseits gegen Córdoba.
Ab 1017 regierte seine Witwe Ermessenda (1017–1057) mit ihrem Sohn Berengar Raimund I. (1017–1035) die Grafschaften Barcelona, Girona und Osona. Letzterer teilte 1035 die Grafschaft unter seine drei minderjährigen Söhne auf: Wilhelm wurde Graf von Osona, Raimund Berengar I. Graf von Barcelona und Girona, Sanç Graf des Penedès. Als Raimund Berengar I. ab 1041 versuchte, seine Ansprüche in der Grafschaft durchzusetzen, erhob sich der Landadel im Penedès bis 1060. Allerdings ermöglichte der Verzicht von Sanç auf die Grafschaft Penedès und von Wilhelm auf die Grafschaft Osona (1049 bzw. 1054), dass Raimund Berengar I. die drei Grafschaften wieder vereinen konnte. Ab 1076, nach dem Tod von Raimund Berengar, wurden die Grafschaften von seinen beiden Söhnen gemeinsam regiert: Unter der Herrschaft von Raimund Berengar II. und Berengar Raimund II. erreichte die Expansion im Westen die heutige Comarque Pla d’Urgell.
Zur Zeit Raimund Berengars III. (1086–1131) verwüsteten die Almoraviden 1107 das Penedès und griffen 1115 Barcelona an, doch 1126 wurden sie zurückgeschlagen. Nach dem Erlöschen der Dynastien in den Grafschaften Besalú und Cerdanya annektierte Raimund Berengar diese Gebiete 1111 und 1118 – im selben Jahr übernahm er die Herrschaft über Tarragona, das er zum Bischofssitz erhob, dessen Abhängigkeit vom Erzbistum in Narbonne er zugleich löste. Die Eroberung von Tortosa, Lleida und des Waliat Siurana erfolgte unter Raimund Berengar IV. in den Jahren 1148 bis 1153. Die folgende Wiederbesiedlung war eine wesentliche Grundlage für die Entstehung Kataloniens.

### Königreich Aragón (1035/63), Vereinigung mit Barcelona (1164)
Ramiro I. (1035–1063) dehnte Kernaragón weiter aus, darüber hinaus erbte er 1045 das Gebiet seines verstorbenen Bruders Gonzalo von Sobrarbe und Ribagorza. Beim Versuch Graus zu erobern, kam er jedoch gegen Muslime ums Leben, die von Kastilien bei der Verteidigung der Stadt unterstützt wurden. Sein Sohn Sancho Ramírez führte den Königstitel. Er und Peter I. (1094–1104) setzten den Krieg gegen die Mauren fort, besetzten die Städte Jaca, Huestra und Barbastro und eroberten das Gebiet zwischen dem Pyrenäenvorland und dem Ebro. Nach der Ermordung des navarresischen Herrschers Sancho IV. Garcés fiel sein Gebiet gleichfalls an Aragón.

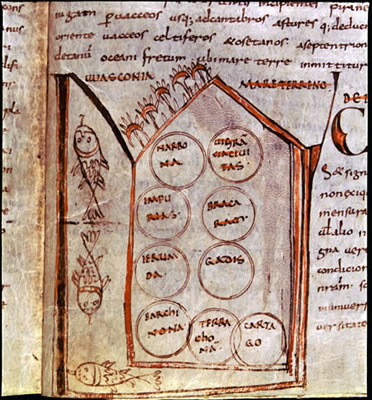
„Karte“ der Iberischen Halbinsel, katalanisches Kloster Santa Maria de Ripoll, 11. Jahrhundert, Vatikanische Apostolische Bibliothek

In Beantwortung einer Legation des Kardinals Hugo Candidus, die erstmals Kontakte mit Rom anknüpfte, kommendierte sich Sancho Ramírez I. 1068 anlässlich eines Aufenthalts in Rom dem Papst und gab sein Reich in päpstlichen Schutz. 1071 wurde statt des mozarabischen die Übernahme des römischen Ritus' begonnen. Ab 1134 konnte die Kurie sogar eine Art Oberherrschaft erringen, durch die der König Lehnsmann Tarragonas wurde, die Bischöfe jedoch Lehnsmänner des Königs waren. 1204 erfolgte die Krönung des Königs durch den Papst in Rom, der nun Lehnsmann des Papstes wurde.
Schließlich kam in einer dritten Expansionsphase unter Alfonso I. 1118 Saragossa hinzu, das nun Hauptstadt wurde, sowie das ganze Ebrotal. Er nutzte damit die Krise des Kalifats nach dem Tod al-Mustains (1100) aus. Es folgten Tudela, Tarazona und Festungen in der Sierra de Moncayo (1119). Diese Erfolgsserie endete 1134 mit der Niederlage in der Schlacht von Fraga am 17. Juli 1134. Im Gegensatz zu Kastilien, das aus seinen neu eroberten Gebieten alle Muslime vertrieb, hatten die Muslime der von Aragón besetzten Gebiete diese vertraglich abgetreten und dabei ihr Bleiberecht vereinbart; dennoch zogen auch katalanische und französische Siedler in die Region. Den neuen Orten wurden Privilegien ausgestellt, die die Entwicklung einer örtlichen caballería förderten.

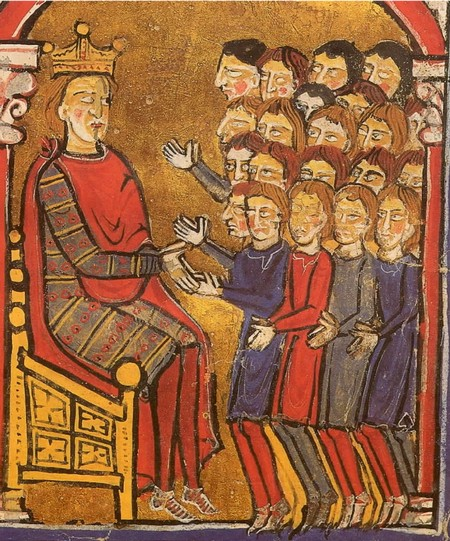
Alfonso II. von Aragón nimmt die Hommages des verstorbenen Grafen von Roussillon entgegen (Liber Feudorum Ceritaniae, Ende des 12. Jahrhunderts)

Sein Testament, in dem er das Land zu gleichen Teilen den geistlichen Ritterorden der Johanniter, Templer und den Rittern vom Hl. Grab vermachte, wurde von den Ständen nicht anerkannt. Navarra machte sich unabhängig, Kastilier fielen ins Ebrotal ein, Muslime eroberten einige verlorene Positionen zurück. Adel, Klerus und Gemeinden bestimmten den Bruder des Königs, Ramiro II., der zu dieser Zeit Bischof war, 1134 zum König. Dieser heiratete 1135 Agnes von Poitou, die am 11. August 1136 Petronila zur Welt brachte. Das Mädchen wurde 1137 mit dem Grafen Raimund Berengar IV. von Barcelona verlobt, wenig später wurde Petronila Königin. Damit entstand ein neues Machtgebilde, die Krone Aragón. Mit dem Vertrag von Carrión zogen die kastilischen Truppen ab, 1151 steckte man bereits gemeinsame Kriegsziele gegen die Muslime im Vertrag von Tudellén ab.

### Ausgreifen bis Südfrankreich, Hegemoniestellung im westlichen Mittelmeer, Griechenland
Alfonso II., der Sohn Petronellas, übernahm im Alter von fünf Jahren 1162 als Graf Alfonso I. die Herrschaft in Katalonien und nach der Abdankung seiner Mutter 1164 die Königsherrschaft in Aragón, die dauerhaft mit Katalonien vereint blieb. Dabei behielten die einzelnen Gebiete ihre innere Selbstständigkeit. Alfonsos Truppen griffen nach Südfrankreich aus, festigten die Herrschaft in der Provence, Millau, Gévaudan und Rouergue. Er verleibte Aragón 1172 das Roussillon ein. Caspe wurde besetzt und Teruel wiederbesiedelt. In einem Vertrag mit Kastilien verzichtete er allerdings 1179 im Vertrag von Cazórla auf Murcia, was auf Dauer den Kastiliern die Hauptrolle in der Reconquista zuspielte, während Aragón sich Richtung Mittelmeer und Frankreich orientierte. Peter II. (1196–1213) nahm seine Krone vom Papst. Er heiratete 1204 Maria von Montpellier, um ihr Gebiet mit Aragón zu verbinden. Doch mit seinem Tod im Jahr 1213 endete die Expansionsphase in Südfrankreich.
Die ersten Unternehmungen König Jakobs I. (1213–1276) galten den Mittelmeerinseln. So eroberte seine Flotte 1229 Mallorca und 1235 Ibiza. 1232 bis 1245 wurde das Gebiet von Valencia erobert, das nun einen dritten Gliedstaat der Krone darstellte. Während jedoch das Pais Valenciano mit Katalanen und Aragonesen besiedelt wurde, siedelten auf den Balearen nur Katalanen. Auf dieser Basis entstand eine erhebliche sprachliche und kulturelle Einheitlichkeit des Landes, die bis heute besteht. 1265/66 besetzte Jakob das gegen Kastiliens König Alfonso X. rebellierende Murcia. Er besiedelte es mit Katalanen, trat es aber entsprechend dem Vertrag von Cazorla wieder an Kastilien ab. Die vom König beabsichtigte Aufteilung des Landes unter seine Söhne kam jedoch nicht zustande, da der älteste Sohn Peter III. (1276–1285), der Aragón, Katalonien und Valencia erhalten hatte, seinem Bruder Jakob II., der die Balearen, Roussillon, Cerdanya und Montpellier bekommen hatte, die Lehnspflichtigkeit aufzwang. Peter schlug 1280 den Aufstand des katalanischen Adels nieder und nutzte die Gelegenheit eines Volksaufstandes gegen Karl von Anjou auf Sizilien, um sich 1282 die Insel anzueignen. Damit geriet er allerdings in Konflikt mit dem Papst und dem französischen König. Ersterer erklärte ihn auf der Grundlage des Schutzbriefs von 1213 für abgesetzt.
Um im Inneren Unterstützung zu finden, bestätigte er die Privilegien des Adels, stärkte in Katalonien die Macht der Cortes und der Gemeinden, was zum sogenannten Paktismus führte, einer Machtteilung zwischen den Cortes und dem König. Es folgten, angetrieben durch diese innere Stärkung, die Besetzung von Malta, Gozo und Ischia, dann Djerba sowie der Kerkenna-Inseln vor der tunesischen Küste. Jakob II. von Mallorca wurde wegen Unterstützung Frankreichs sein Königtum entzogen und der Krone Aragón eingegliedert.
Nachfolger Peters wurde sein Sohn Alfonso III., in Sizilien sein anderer Sohn Jakob. Alfonso unterstützte seinen Bruder auf der Insel, was ihm die Feindschaft von Rom, Paris und der Anjou eintrug, die er jedoch mit diplomatischen Mitteln ausstach. Allerdings gelang auch dies nur um den Preis weiterer Privilegien an den Adel, der Privilegien der Union von 1287. Im selben Jahr gelang die Besetzung von Menorca und im Streit zwischen Sancho IV. von Kastilien gewährte ihm dessen Gegner Alfonso de la Cerda die Stadt Murcia, die er 1296 und 1300 tatsächlich eroberte.
1291 wurde der sizilianische Herrscher Jakob infolge des Todes seines Bruders König. Unter ihm erlangte Aragón eine Hegemoniestellung im westlichen Mittelmeerraum. Der Papst belehnte ihn 1295 – nachdem das Interdikt über Aragón aufgehoben worden war – mit Sardinien und Korsika. Mit Frankreich kam es zu einem Friedensvertrag. Die zugesagte Abtretung Siziliens unterlief man, indem die Sizilianer diesen Teil des Vertrages ablehnten und 1296 einen Bruder Jakobs, Friedrich I. (III.) von Sizilien inthronisierten. Nach 1300 behielt Jakob die Städte Alicante, Orihuela und Villena ein. 1323 bis 1324 wurden auch die Ansprüche auf Sardinien durchgesetzt.

### Adel und Cortes

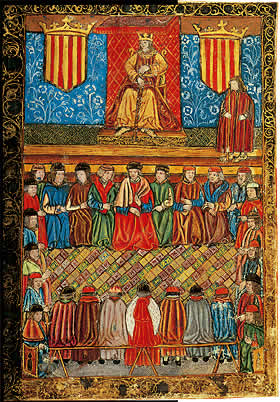
Darstellung einer Versammlung der katalanischen Cortes in einer Inkunabel des Jahres 1495

1118 erhielten die Bürger Saragossas alle Rechte geborener Hidalgos, und 1136 berieten Abgeordnete der Gemeinden auf der Ständeversammlung der Cortes mit geistlichen und weltlichen Lehnsherren über Steuern und Landesordnungen. Fortan waren die Städte Aragoniens und Kataloniens besonders auf Erhaltung ihrer Privilegien und Freiheiten bedacht. Die Cortes, gleichzeitig besucht von den Vertretern des in eine höhere (ricos hombres) und niedere (infanzones, caballeros, hidalgos) Klasse gesonderten Adels und des Klerus, entschieden über Krieg und Frieden, Bündnisse und Verträge, Steuern, Münzen, Gesetze und Urteilssprüche der unteren Gerichtshöfe.
König Alfons III. musste die jährliche Berufung der Cortes nach Saragossa 1287 anerkennen und denselben das Recht des pflicht- und verfassungsmäßigen Widerstands gegen willkürliche Verletzung der Mitglieder einräumen. Er war sogar gezwungen anzuerkennen, dass, wenn der König sich der Gewaltherrschaft schuldig mache, alle Bewohner des Landes vom 14. bis zum 60. Jahr gemeinsam zum Sturz des Königs die Waffen ergreifen sollten. Peter IV. erzwang 1348 die Aufhebung dieser Satzungen, bewilligte aber die Einsetzung einer Person, des Justicia de Aragón, die u. a. bei Streitigkeiten zwischen der Krone und den Ständen vermitteln sollte. Der Justicia de Aragón wurde von den Cortes vorgeschlagen und vom König ernannt. Die verschiedenen Cortes wählten jeweils einen ständigen Ausschuss (die Diputación) der zur Wahrung der Volksrechte stets zusammen blieb. Die Diputación kontrollierte die Steuereinnahmen und die Verwendung öffentlicher Gelder und kümmerte sich um die Einhaltung der örtlichen Sonderrechte.
Es bestanden allgemeine Reichsstände (Cortes) in Aragonien, Katalonien und Valencia. Trotz anders lautender Versprechen wurden sie von den Königen oftmals nur in unregelmäßigen Abständen einberufen. Die Reichsstände waren, außer in Aragonien, in drei Abteilungen unterteilt: Geistlichkeit, Adel und Vertreter der Stadtgemeinden. In Aragonien war der hohe und der niedere Adel in getrennten Abteilungen vertreten. Die Beratungen der Reichsstände der verschiedenen Reiche der Krone von Aragonien fanden, auch wenn sie verschiedentlich gleichzeitig für den gleichen Ort (meist in Monzón) einberufen wurden, in getrennten Sitzungen statt.

### Wirtschaftliche Krise, Krieg gegen Kastilien
Unter Alfonso IV. (1327–1336) traten die ersten Anzeichen einer ökonomischen Krise auf. Zudem erschöpfte er seine Kräfte in einem langen Seekrieg gegen Genua und so blieb auch der Kreuzzug gegen Granada aus. 1343 bis 1344 gliederte sein Nachfolger Mallorca wieder in das Reich ein, kämpfte gegen die mit Venedig verbündeten aufständischen Sarden, auch verband er 1379 die Herzogtümer Athen und Neopatras mit der Krone. 1348 kam es zudem zu inneren Kämpfen gegen den Adel von Valencia und Aragón.
Im Gegensatz zu Kastilien, mit dem es 1356 bis 1369 zum Krieg kam, gelang es dem König nicht, eine zentralistische, auf den Hof ausgerichtete Monarchie durchzusetzen, denn sein gewaltiges Imperium verlangte enorme geldliche Mittel, die nur die Cortes bereitstellen konnten. Nur unter Ausnutzung innerkastilischer Gegensätze gelang es Peter IV. den Krieg zu seinen Gunsten zu wenden, indem er Heinrich von Trastamara unterstützte, einen illegitimen Sohn Alfonsos XI. von Kastilien („Krieg der beiden Peter“).

### Haus Trastamara (ab 1412), Streit mit den Cortes und Bürgerkrieg (1462–1472)
Johann I. (1387–1396) musste 1388 Athen aufgeben, 1390 Neopatras. 1391 bis 1410 kam es zu einem Aufstand auf Sardinien. Bei den Kämpfen kam der Erbe der Länder der Krone von Aragonien, Martin I. von Sizilien, Sohn des Königs Martin I. ums Leben. Nach dem Tod des Königs im folgenden Jahr 1410 und einem Interregnum von zwei Jahren, einigten sich die Unterhändler Aragoniens, Kataloniens und Valencia im Schiedsspruch von Caspe auf den kastilischen Infanten Ferdinand von Antequera als neuen König. Dieser wurde vom Papst unterstützt. Er war der erste König in den Reichen der Krone von Aragonien, der aus dem Hause Trastamara stammte. Er schlug 1413 einen Aufstand seines katalanischen Rivalen Jakob von Urgel nieder; 1414 konnte er seine Macht auf Sizilien und Sardinien festigen, doch geriet er mit den Cortes in Konflikt.

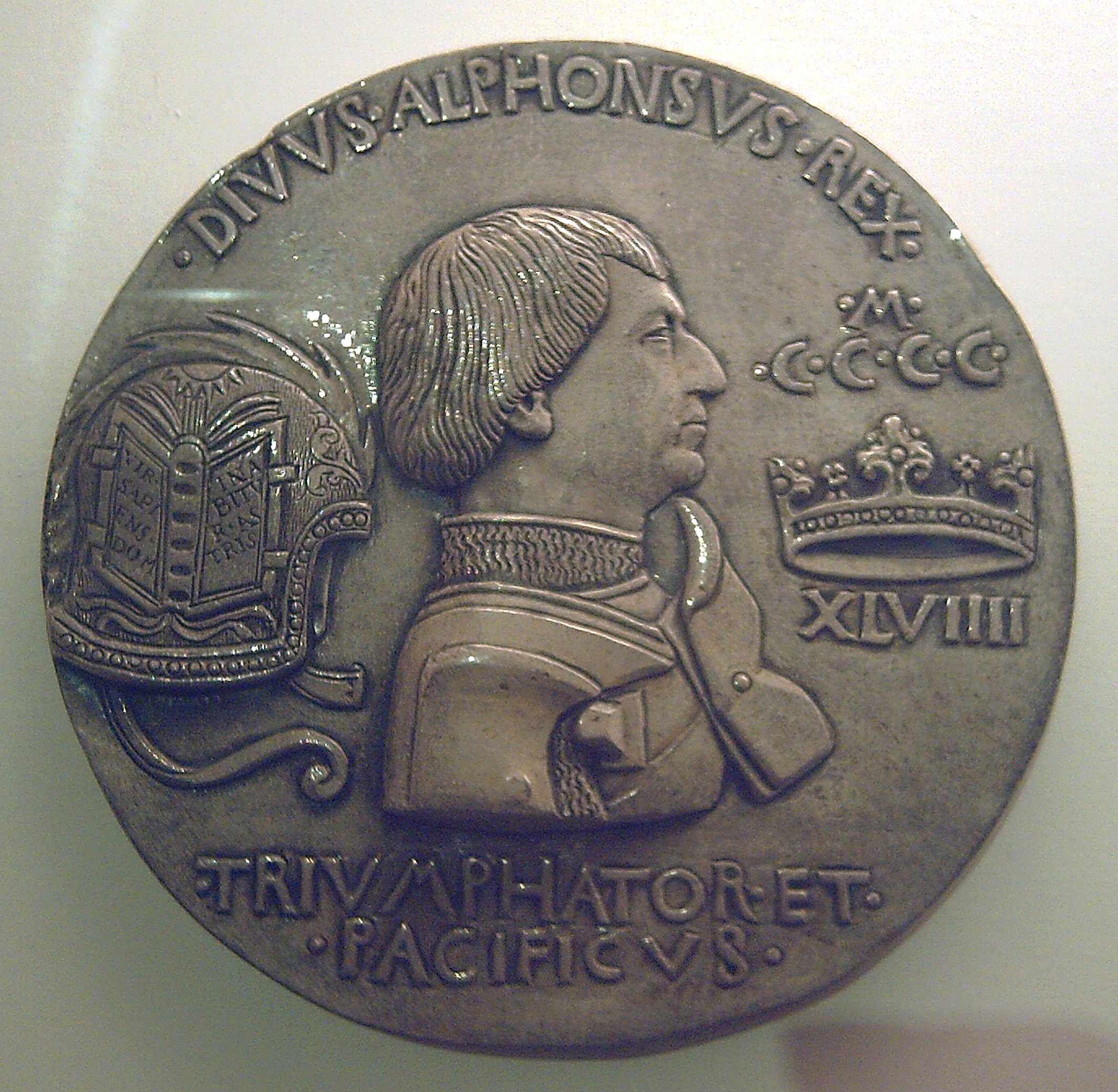
Alfons V. auf einer Silbermedaille von Pisanello, 1449

Nicht anders erging es seinem ältesten Sohn Alfonso V.; so übertrug er seiner Frau Maria die Statthalterschaft in Katalonien, 1462 Galceran de Requesens aus dem Haus Folch de Cardona, schließlich 1454 seinem Bruder Johann von Navarra (bis 1479). Alfonso mischte sich vielfach in die kastilische Politik ein, wo seine Brüder das Regime des Günstlings Álvaro de Luna bekämpften. 1420 griff er Korsika an, 1423 den Hafen von Marseille, erreichte im Krieg gegen fast alle italienischen Staaten die Angliederung Neapels im Jahr 1442 und führte ab 1454 einen Seekrieg gegen Genua. Mit seiner aggressiven Außenpolitik schadete er allerdings dem Handel im gesamten Mittelmeerraum. Gleichzeitig lavierte er um die Frage der Bauernaufstände, indem er die Forderungen der Remensas, der unfreien Bauern Kataloniens, gegen die Grundbesitzer unterstützte, zugleich aber auf Mallorca den Aufstand der Forans (Bauern) niederschlagen ließ. Andererseits entschied er sich in Barcelona beim Streit zwischen den Parteien der Biga und Busca für die volksnähere Busca, womit er Teile des Adels verprellte.
Nachfolger Alfonsos war im Königreich Neapel sein, vom Papst Eugen IV. als ehelich anerkannt geborener Sohn, Ferrante. In den Reichen der Krone von Aragonien (und damit auch im Königreich Sizilien und im Königreich Sardinien) beerbte ihn sein Bruder Johann II., der durch seine Heirat mit Blanka von Navarra seit 1425 König von Navarra war. Johann II. hatte sich die Feindschaft des Adels zugezogen, da Adel und Patriziat glaubten, das Königshaus respektiere nicht das Regierungssystem des Paktismus und umgebe sich mit kastilischen Beratern. 1462 begann eine Erhebung gegen ihn, aus der sich ein zehnjähriger Bürgerkrieg entwickelte. Die innere und die wirtschaftliche Krise verschärften sich, der Handelsschwerpunkt verlagerte sich von Barcelona nach Valencia.

## Navarra (bis 1512)
Der 1076 an Aragón gegangene Reichsteil wurde als Königreich Navarra 1134 wieder unabhängig, als Alfonso I. von Aragón kinderlos starb. Während ihm in Aragón sein Bruder Ramiro auf dem Thron folgte, wurde in Navarra García IV., ein Urenkel Garcías III., zum König proklamiert. Das Reich war jedoch von Kastilien-León und Aragón eingeschlossen, sodass sich ihm keine Möglichkeit der Ausdehnung nach Süden bot. Daher suchte es stärkere Bindungen in Frankreich.
1234 starb König Sancho VII. Ihm folgte mit seinem Neffen Theobald I. der erste König aus dem französischen Haus Blois-Champagne. Navarras König Heinrich I., Graf der Champagne und Brie, wurde 1274 von seiner zwei Jahre alten Tochter Johanna I. beerbt, die 1284 mit einem Sohn des französischen Königs verheiratet wurde, der zwei Jahre später als Philipp IV. zum König von Frankreich aufstieg. Fortan waren die französischen Kapetinger bis 1328 gleichzeitig Könige von Navarra.
Nach dem in Frankreich geltenden Recht waren Frauen von der Thronfolge ausgeschlossen. Für Navarra galt dies jedoch nicht, sodass dort Karls Nichte Johanna II. und ihr Ehemann Philipp III. aus dem Haus Évreux 1328 auf den Thron gelangten, in Frankreich jedoch Philipp VI. von Valois.
Nach 1425 bekämpften sich die Adelsparteien der Agramonteses und der Beaumonteses. Die Thronerbin Blanka I. hatte 1419 Johann, den Bruder des aragonesischen Königs geheiratet. Als der Erbfall eintrat, bestiegen beide den Thron. 1441 starb Blanka und hinterließ neben zwei Töchtern ihren Witwer und den gemeinsamen Sohn Karl von Viana. Zwischen dem Vater, unterstützt von den Agramonteses, und dem Sohn, von den Beaumonteses unterstützt, entwickelte sich ein Konflikt, als Johann 1444 wieder heiratete. 1458 wurde er nach dem Tod seines Bruders auch König von Aragón.
1479 erbte Eleonore, eine Tochter aus seiner ersten Ehe mit Blanka, die Krone; sie starb allerdings nur wenige Wochen später. Ihr folgte ihr Enkel Franz I., der aber nur von einer der Adelsparteien unterstützt wurde, und der erst zwölf Jahre alt war. Er starb vier Jahre später. Neue Königin wurde seine Schwester Katharina, die jedoch erst 13 Jahre alt war.
Der Streit zwischen Agramonteses und Beaumonteses mündete zwischen 1512 und 1515 in einen Bürgerkrieg. Fadrique Álvarez de Toledo eroberte für König Ferdinand II. von Aragón und Kastilien-León den südlich der Pyrenäen gelegenen Teil des Königreichs. Katharina und ihr Ehemann Jean d’Albret flohen in den Reichsteil nördlich der Pyrenäen. Der nunmehr mit dem Königreich Kastilien-León und den Ländern der Krone Aragón zum Königreich Spanien vereinigte südliche Teil Navarras (Alta-Navarra) wurde von 1512 bis 1702 von spanischen Vizekönigen verwaltet.

## Von der mittelmeerischen zur Weltmacht

### Vereinheitlichung Kastiliens, föderalistisches Aragón, Matrimonialunion
Von den fünf Reichen, die im 15. Jahrhundert auf der Iberischen Halbinsel bestanden, war Kastilien mit seinen 6 Millionen Einwohnern das größte und einheitlichste. Als Isabella im Dezember 1474, nach dem Tod ihres Halbbruders Heinrich IV., die Herrschaft in den Reichen der Krone von Kastilien übernahm, wurde sie zusammen mit „Ferdinand ihrem rechtmäßigen Gemahl“ zur Königin (reina y propietaria del reino y Fernando su legítimo marido) proklamiert. Im Vertrag von Segovia einigten sich Isabella und Ferdinand auf die Grundlagen ihrer gemeinsamen Regierung. König Alfons V. von Portugal unterstützte Johanna von Kastilien, die von Isabellas Halbbruder Heinrich IV. beiseitegeschobene Erbin. 1479 endete der Kastilische Erbfolgekrieg, Portugal erklärte im Vertrag von Alcáçovas seinen Verzicht auf den kastilischen Thron, im Gegenzug wurde die portugiesische Oberhoheit über alle Gewässer und Ländereien südlich von Kap Bojador bekräftigt. Die Kanarischen Inseln wurden, da sie nördlich des Kaps lagen, Kastilien zugesprochen. 1479 wurde Ferdinand König von Aragón, womit praktisch eine Doppelmonarchie entstand.
Die Ständeversammlung, an deren Sitzungen Adel und Klerus nicht mehr teilnahmen, bestand nur noch aus den 17 privilegierten Städten Kastiliens, und wurde zudem nur noch selten einberufen. Die Santa Hermandad, der Schutzbund der wichtigsten Städte, wurde 1476 als städtische Miliz und Landpolizei wiedergegründet. Hingegen waren die Reiche der Krone von Aragón nur durch Personalunion zusammengehaltene Einzelstaaten, in denen die jeweiligen Ständeversammlungen einen erheblichen Einfluss genossen. Ferdinand verbrachte nur wenige Jahre in seinen Kronländern und setzte jeweils einen Vizekönig ein. Der 1494 gegründete Aragonienrat stellte die Verbindung zwischen dem König und den Vizekönigen dar. Dabei blieb Aragón vom Handel mit der 1492 entdeckten Neuen Welt ausgeschlossen. Die Staaten der Krone von Aragonien waren sowohl untereinander als auch gegenüber Kastilien durch Zollgrenzen getrennt.

### Eroberung Granadas, Vertreibung der Juden
Mit der Eroberung von Granada wurde 1492 das letzte muslimisch beherrschte Territorium der Iberischen Halbinsel eingenommen. Dies war der Abschluss der Reconquista, wobei dieser Begriff missverständlich ist, weil es sich keineswegs um einen einheitlichen, von den Christen während Jahrhunderten zielbewusst vorangetriebener Prozess der Rückeroberung gehandelt hatte.
Am 31. März 1492 unterzeichneten die „katholischen Majestäten“ den Ausweisungsbefehl für alle Juden, den Großinquisitor Tomás de Torquemada vorbereitet hatte. Unter dem Einfluss des Erzbischofs von Toledo Francisco Jiménez de Cisneros widerrief Isabella 1502 das Toleranzedikt gegenüber den Muslimen von 1492 und die mudéjares mussten konvertieren oder fliehen. Von den vielleicht 200.000 Juden war bereits zu Anfang des 15. Jahrhunderts die Hälfte zur Konversion zum Christentum gezwungen worden. Um diese Neuchristen (conversos oder Marranen) von höheren Ämtern fernzuhalten, wurde die Blutreinheit (limpieza de sangre), worunter man eine nichtjüdische Abstammung verstand, zur Voraussetzung für diese Ämter gemacht. Mit der Ausweitung des Machtbereichs durch die Verbindung mit den Habsburgern dehnte sich diese Vertreibungswelle auf erhebliche Teile Europas aus.

### Verbindung mit Habsburgern, Karl I. (V.)

Herrschaftsbereich Karls V.
Weinrot: Kastilien
Rot: Besitzungen Aragóns
Orange: Burgundische Besitzungen
Gelb: Österreichische Erblande
Blassgelb: Heiliges Römisches Reich

Als Erbe Isabellas, die 1504 verstarb, war ihr Sohn Juan vorgesehen. Er heiratete 1496 Margarete von Burgund, die Tochter Kaiser Maximilians I. Doch starb er 1497 ohne Erben. Die jüngere Schwester Johanna heiratete 1497 Philipp den Schönen (1478–1506), der gleichfalls ein Sohn Maximilians war, zudem Herzog von Burgund. Nachdem sich jedoch bei ihr in den Augen der Zeitgenossen Anzeichen von „Wahnsinn“ gezeigt hatten, übernahm Ferdinand die Herrschaft. Mit dem Tod Ferdinands fiel dem ältesten Sohn aus der Ehe Johannas, Karl, das spanische Erbe zu.
Um das Erbe zu sichern, schloss Karl 1516 den Vertrag von Noyon zur Verständigung mit Frankreich. 1519 fiel ihm, nachdem sein Großvater Maximilian gestorben war, auch das österreichisch-habsburgische Erbe zu. Er wurde zum römisch-deutschen König gewählt und nahm bei seiner Krönung 1520 den Titel „erwählter Kaiser“ an.
Um Maximilians Nachfolge bewarben sich auch Franz I. von Frankreich und Heinrich VIII. von England, schließlich Friedrich von Sachsen, und auch Karls Bruder Ferdinand war zeitweise als Kandidat im Gespräch. Den Ausschlag gab die finanzielle Unterstützung durch die Fugger. Die Gesamtkosten der Wahl lagen bei 851.918 Gulden, davon brachten die Fugger allein 543.585 auf.
Sevilla wurde 1525 zum Monopolhafen für den Verkehr mit dem 1492 entdeckten Amerika. Dort war mit dem Indienrat auch die zentrale Behörde der Kolonien angesiedelt. 1535 wurde das Vizekönigreich Neuspanien und 1542 das Vizekönigreich Peru gegründet. Nach der Erschließung der Silberminen von Potosí seit 1541 erreichten in den Jahren bis 1560 480 t Silber und 67 t Gold Spanien. Trotz der hohen Einnahmen genügten die Einkünfte nicht, um die Ausgaben für Karls Machtpolitik zu decken.
In Spanien brach der Comuneros-Aufstand gegen die Herrschaft des als landfremd empfundenen Karl aus, der zur Finanzierung seiner Kriege die Steuern erhöht hatte. Der Aufstand wurde vor allem vom Bürgertum der Städte Kastiliens, insbesondere von Toledo getragen. Unterstützung fand er bei Teilen der Geistlichkeit und des Adels. Sein Ziel war es, die königliche Macht zu Gunsten der Cortes zu beschränken. Im Königreich Valencia kam er zu einer sozialrevolutionären Bewegung, der Germanía. Die Aufständischen unter Juan de Padilla wurden 1521 bei Villalar besiegt, der Aufstand 1522 endgültig niedergeschlagen. Nach der Sicherung der Macht wurde Spanien zu einer zentralen Machtbasis des Kaisers. Er entschloss sich zur Ehe mit Isabella, der Tochter des portugiesischen Königs, die mit der Hochzeit am 10. März 1526 eine Million Dukaten einbrachte.

### Kriege mit Frankreich und den Osmanen (1521–1556)
Auf europäischer Ebene waren die Kämpfe zwischen Frankreich und den Habsburgern von erheblich größerer Bedeutung. Für den Kaiser wurde es gefährlich, als der Papst und Venedig immer stärker zur Seite Frankreichs tendierten. 1525 nahmen Karls Truppen Franz I. in der Schlacht bei Pavia gefangen. Doch Karl schloss sich den Vorschlägen zu einem maßvollen Frieden an. Dies führte 1526 zur Unterzeichnung des Vertrags von Madrid, in dem Frankreich auf seine Ansprüche in Norditalien verzichtete. Karl hoffte, Franz zum gemeinsamen Kampf gegen die Osmanen und gegen die Lutheraner bewegen zu können. Doch nachdem Franz wieder frei war, widerrief er den Vertrag. Ihm gelang es, mit der Heiligen Liga von Cognac aus dem Papst, Venedig, Florenz und schließlich sogar Mailand Verbündete zu gewinnen.
Die Osmanen nutzten die Auseinandersetzungen und bedrohten die österreichischen Erblande. Sie standen 1529 mit einer Armee von 120.000 Mann vor Wien. Doch sie standen auch in Algerien und führten von dort im westlichen Mittelmeer einen Kaperkrieg.
Die kaiserlichen Truppen plünderten 1527 beim sogenannten Sacco di Roma die Stadt. Zugute kam Karl, dass Andrea Doria mit der genuesischen Flotte auf die Seite des Kaisers wechselte, nachdem dieser die Unabhängigkeit der Republik Genua garantiert hatte. Franz I. musste erneut Frieden schließen. Der 1529 unterzeichnete Damenfriede von Cambrai schrieb den Verzicht des französischen Königs auf italienische Gebiete und auf seine Lehnsansprüche in Flandern und Artois fest. Der Kaiser verzichtete seinerseits auf das Herzogtum Burgund. Im Frieden von Barcelona gewährte Karl dem Papst günstige Friedensbedingungen und schloss mit ihm eine Defensivallianz ab. Diese Aussöhnung führte dazu, dass Clemens VII. Karl am 24. Februar 1530 in Bologna zum Kaiser krönte.

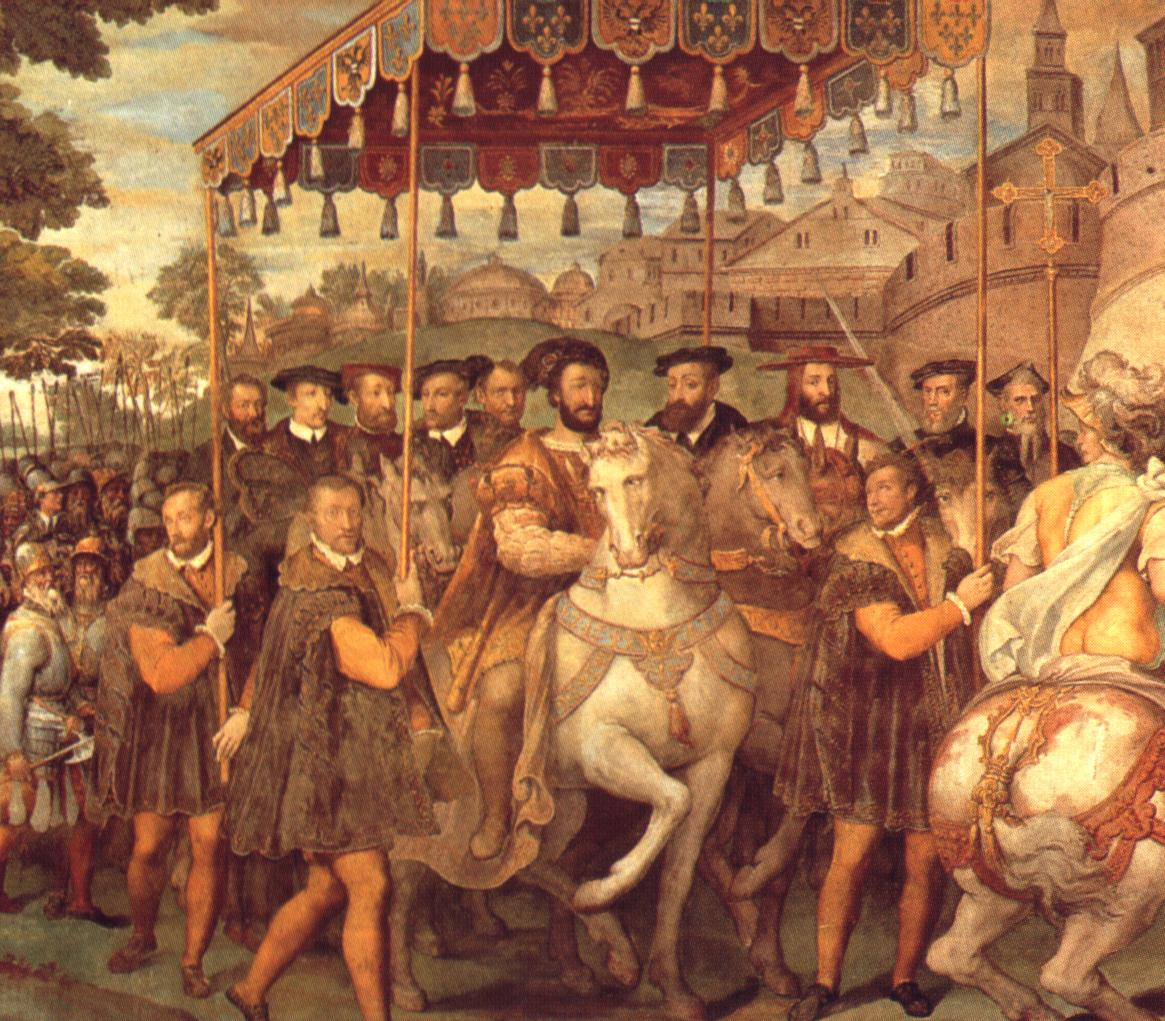
Feierlicher Einzug von Karl V. und Franz I. im Jahr 1540 in Paris

Das Königreich Frankreich und das Osmanische Reich waren ab 1534 verbündet. Einen wichtigen Sieg konnte Karl 1535 durch die Eroberung von Tunis erringen. 1538 wurde eine gegen die Türken gerichtete Liga zwischen Karl, seinem Bruder Ferdinand, Venedig und dem Papst geschlossen. Im selben Jahr vermittelte Papst Paul III. den auf zehn Jahre angelegten Waffenstillstand von Nizza zwischen Karl und Franz.
Die Situation verschärfte sich wieder, als französische Gesandte auf der Rückkehr von Konstantinopel ermordet wurden. Statt seinem Bruder in Ungarn zu helfen, entschloss sich Karl 1541 Algier anzugreifen. Doch der Angriff scheiterte. Die Osmanen ihrerseits scheiterten am Widerstand Marokkos. Franz erklärte 1543 Karl erneut den Krieg, doch durch die Niederlage des mit Frankreich verbündeten Herzogs Wilhelm von Kleve verlor er seinen letzten Verbündeten im Reich. Die Gefahr eines Zuges auf Paris veranlasste ihn 1544 zum Frieden von Crépy.
Sein Nachfolger Heinrich II. arbeitete ab 1550 auf ein neues Bündnis mit den Osmanen hin. Er schloss zudem ein Bündnis mit der protestantischen Opposition im Reich.

### Teilung des Habsburgerreiches, Philipp II. (1556–1598)
Als Karl V. 1556 die Regierung niederlegte, verlor Spanien die österreichischen Besitzungen des Hauses Habsburg und die Kaiserkrone, behielt jedoch die Niederlande, die Franche-Comté, das Herzogtum Mailand, sowie die Königreiche Neapel, Sizilien und Sardinien.
Spanien wurde der Mittelpunkt einer mit enormen Machtmitteln ins Werk gesetzten Politik, die den Sieg des römischen Katholizismus über Türken und „Ketzer“ gleichzeitig erstreiten wollte (Gegenreformation). Zu diesem Zweck unterdrückte Philipp II. den Rest der politischen Freiheiten und unterwarf die Stände. Die permanenten Kriege zehrten jedoch nicht nur die Einkünfte der Kolonien auf, sondern führten zu drei Staatsbankrotten.
1556 wurde mit Frankreich der Waffenstillstand von Vaucelles geschlossen, in dem Heinrich II. die Bistümer Metz, Verdun und Toul sowie das Piemont zugesprochen wurden. Der neuaufflammende Krieg wurde durch die Schlacht bei Saint-Quentin 1557 beendet. Der neuen antihabsburgischen Allianz zwischen Papst Paul IV. und Heinrich II. war wiederum kein Erfolg beschieden, stattdessen besetzte der Herzog von Alba den Kirchenstaat und der Papst musste 1557 in den Frieden von Cave-Palestrina einwilligen. Der Frieden von Cateau-Cambrésis beendete 1559 den Krieg. Heinrich verzichtete auf alle Ansprüche in Italien, Philipp erhielt seine dortigen Territorien sowie die burgundischen Besitzungen bestätigt.
Philipp setzte die unter seinem Vater begonnene Verfolgung von Häretikern, die schon Unruhen in den Niederlanden hervorgerufen hatte, fort. Als dortige Statthalterin setzte er seine Halbschwester Margarethe von Parma ein. Einige Mitglieder des niederländischen Staatsrates unter der Führung von Wilhelm I. von Oranien und der Grafen Egmond und Hoorn protestierten gegen diese Änderungen und erzwangen 1564 Granvelles Rücktritt. Der Protest erreichte im selben Jahr mit den Bilderstürmen der Calvinisten einen ersten Höhepunkt. Philipp hob daraufhin zwar die Inquisition auf, entsandte aber 1567 den Herzog von Alba als neuen Statthalter.
Der Achtzigjährige Krieg begann. Alba besiegte die niederländischen Truppen unter Führung von Wilhelm I. von Oranien zwar, doch wurde sein hartes Regime 1573 abgelöst. Katholiken wurde die Rückerstattung des während der Statthalterschaft Albas konfiszierten Vermögens versprochen, doch die Protestanten sollten in den nächsten sechs Monaten auswandern. Neuer Statthalter wurde Juan de Austria, der Halbbruder des Königs. Am 24. Juli 1581 erklärte die Republik der Vereinigten Niederlande ihre Unabhängigkeit. Wilhelm von Oranien wurde zum Statthalter der neuen Republik ernannt. Die nicht der Union von Arras beigetretenen Teile der südlichen Provinzen wurden zwischen 1581 und 1585 unter dem neuen Statthalter Alessandro Farnese unterworfen.

#### Moriskenaufstand (ab 1568), Krieg gegen Osmanen (ab 1571), Personalunion mit dem Königreich Portugal (1580)

Das Osmanenreich um 1600

Im April 1568 kam es im Gebirge von Alpuaxarras zum zweiten Aufstand der Morisken. Der Herzog von Mondejar verhinderte den Verlust von Granada. Im Januar 1570 übernahm Don Juan den Oberbefehl und erstickte den Aufstand bis März dieses Jahres.
Die Eroberung der Insel Zypern durch die Osmanen bot 1571 den christlichen Mächten Anlass, die Konfrontation zu suchen. Gleichzeitig wurden diese Ereignisse benutzt, um im November mit der zwangsweisen Aussiedlung der Moriskos nach Nordafrika zu beginnen. Venedig und Spanien entsandten eine gemeinsame Flotte in das östliche Mittelmeer, die in der Seeschlacht von Lepanto am 7. Oktober 1571 siegte. Don Juans Flotte gelang die Eroberung von Tunis, das jedoch bald darauf von den Osmanen zurückerobert wurde. Die vom Papst ins Gespräch gebrachte Hochzeit mit der schottischen Königin Maria Stuart scheiterte am Widerspruch Philipps.
1570 heiratete Philipp II. Anna von Österreich (1549–1580), die Mutter des Thronfolgers Philipp wurde. 1580 – 1640 wurde Portugal mitsamt seinem Kolonialreich nach dem Tod des kinderlosen Königs Enrique von Spanien in Personalunion regiert (Iberische Union).

#### Kriege mit England (1585–1604) und Frankreich (1590–1598)
Die englischen Freibeuter in der Karibik brachten den Silberfluss aus Potosí zum Stocken. England stand zudem hinter Heinrich von Navarra und stützte ihn gegen die katholische Partei des Herzogs von Guise, der wiederum von Spanien unterstützt wurde. In den Niederlanden unterstützte es die Aufständischen. Die Enthauptung der schottischen Königin Maria Stuart 1587 und die dauernden Überfälle auf seine Handelsschiffe gaben Philipp die Rechtfertigung für eine Invasion. Seine Armada lief mit etwa 130 Einheiten von Lissabon aus und erreichte Anfang August die niederländische Küste. Bei Gravelines sollte die Einschiffung starker Landungstruppen erfolgen. Doch bei Gegenangriffen unter Charles Howard und Francis Drake gingen etwa 30 Galeonen verloren. Der Rückzug wurde über die schottische Küste und Irland angetreten, Unwetter brachten der Armada erst jetzt die schwersten Verluste. Nur etwa 65 Schiffe retteten sich in den Hafen von Santander.
Nach dem Mord an König Heinrich III. von Frankreich erhob Philipp II. Thronansprüche für seine Tochter Isabella Clara Eugenia, da sie dessen Nichte war. Der rechtmäßige König nach dem französischen Erbgesetz war jedoch der protestantische König Heinrich von Navarra, der als Heinrich IV. den Thron bestieg. Zwischen 1590 und 1598 griff Spanien auf der Seite der französischen Katholiken ein. 1595 schloss Heinrich IV. mit England und den Generalstaaten eine Koalition gegen Spanien, wo es infolge der Kriegskosten zu einem neuen Staatsbankrott kam. Am 2. Mai 1598 vermittelte der Statthalter der spanischen Niederlande, Erzherzog Albrecht, mit Heinrich den Frieden von Vervins, der den Status quo von 1559 wiederherstellte.

### Ende der politischen Vorherrschaft, Staatsbankrotte, Aufstände und Kriege, Ende der spanischen Habsburger (bis 1700)

#### Frieden mit England (1604), Vertreibung der Morisken (1609), Oñate-Vertrag (1617)

Die Hauptverbindungswege zwischen den habsburgischen Reichsteilen

Philipp III. legte die Staatsführung in die Hände von Günstlingen, allen voran in die des Herzogs von Lerma. Dieser veranlasste den König 1609 dazu, die etwa 275.000 Morisken aus Spanien zu vertreiben. Durch die Vertreibung der Muslime ging das Jahrhunderte alte agrikulturelle Wissen verloren, die spanische Landwirtschaft erholte sich nie wieder davon. 1604 beendete er den Krieg mit England. Mit dem österreichischen Zweig der Habsburger schloss er 1617 den Oñate-Vertrag. Philipp verzichtete auf seine Ansprüche auf die Nachfolge von Kaiser Matthias († 1619) und damit auf Ungarn und Böhmen. Dafür sollte er die Landvogteien Ortenburg und Hagenau im Elsass erhalten, um die Verbindung zwischen den niederländischen und den italienischen Besitzungen zu verbessern. In einem geheimen Zusatzvertrag bestätigte Ferdinand, der das ungarisch-böhmische Erbe übernahm, dass die männlichen Nachkommen der spanischen Linie vor den weiblichen Nachkommen des österreichischen Zweiges beim Erbe bevorrechtigt waren.

#### Kolonialpolitik
Das in den Ländern der Krone Aragón etablierte System der Vizekönige übertrug man auf die Neue Welt. 1535 wurde das Vizekönigreich Neuspanien und 1542 das Vizekönigreich Peru gegründet. Der Vizekönig übte in Vertretung des Monarchen die Regierungsgewalt aus. Durch diese „monarchischen“ Aufgaben musste er auch einen eigenen Hof halten und ein Zeremoniell ähnlich dem des Königs veranlassen.
Wurden Anfang des 16. Jahrhunderts noch Rechtsprechung und königliche Gerichtsbarkeit im kastilischen Mutterland (Audiencia von Valladolid/Granada) abgewickelt, entschloss man sich auf Grund der Entfernung und der fehlenden Rechtsinstitutionen 1511 eine Real Audiencia, also einen königlichen Appellationsgerichtshof, in Santo Domingo auf Hispaniola einzurichten. 1527 sollte eine weitere Audiencia in Mexiko-Stadt eingerichtet werden, hinzu kamen 1542 Guatemala, 1548 Guadalajara und 1583 auch auf den Philippinen. Die Audiencias wurden zu den eigentlichen Kolonialbehörden. In den Hauptstädten der beiden Vizekönigreiche, Mexiko-Stadt und Lima, übte der Vizekönig gleichzeitig das Amt des Präsidenten der Audiencia aus, wodurch ein weiterer Kontrollfaktor entstand, da die Vizekönige nur von der Krone selbst ernannt wurden.
Mit der Gründung des Vizekönigreichs Neuspanien begann man in der Regional- und Lokalverwaltung nach dem Vorbild der kastilischen Munizipalverwaltung Corregimientos in den Indianergemeinden zu errichten, die die Herrschaft der Encomenderos über die Bevölkerung einschränken sollte. Es wurde ein Stadtrat, der so genannte Cabildo, in jeder Stadt eingerichtet. Ausschließlich diesem oblag seit der zweiten Hälfte des 16. Jahrhunderts die städtische Verwaltung.
Im Zuge des aufgeklärten Absolutismus versuchte die Krone, die städtische Verwaltung effizienter zu gestalten. So wurden die Stadtfinanzen der Krone unterstellt, indem man in den Hauptstädten der Vizekönigreiche eine eigene Finanzbehörde schuf. Erst mit den Bourbonischen Reformen gelang eine Reurbanisierung.
Die 1503 gegründete Casa de Contratación in Sevilla war eine Art Handelskammer. Sie war für die Organisation der Flotte verantwortlich und nahm Zölle und Einkünfte aus dem Handel mit den Vizekönigreichen in Empfang. Alle Schiffe und Menschen, die aus der Neuen Welt ankamen, fielen unter ihre Gerichtsbarkeit, ebenso die Strafsachen im Steuer- und Handelssektor. Die Auswanderung nach Amerika wurde über diese Institution geregelt, indem nur diejenigen auswandern durften, die die „Reinheit des Blutes“ (Limpieza de sangre) aufwiesen, also keine Juden, Muslime oder Conversos waren. Gleichzeitig war sie ein Navigationszentrum, in dem Kenntnisse über neue Reiserouten gesammelt wurden.
Parallel dazu entwickelte sich im kastilischen Kronrat eine Kommission unter dem Vorsitz des Erzbischofs von Burgos, die sich ausschließlich mit Amerikafragen befasste. Um 1516 erhielt sie den Namen Consejo de Indias. 1523 wurde der Indienrat aus dem Kronrat ausgegliedert; diesem waren fortan sowohl die Casa de Contratación als auch sämtliche Kolonien unterstellt. Schließlich entschied man sich, die militärische Verteidigung der Kolonien ebenfalls einem eigenen Ratskollegium anzuvertrauen, der 1597 gegründeten Junta de Guerra de Indias. Seine Mitglieder wurden von der Krone berufen. 1596 kam mit dem Cedulario Indiano eine Gesamtschrift mit 3500 Gesetzen heraus, die bis zu den bourbonischen Reformen als Standardwerk galt.
Um die Frage der Behandlung der Indianer entspann sich ein Konflikt zwischen den Exponenten Bartolomé de Las Casas und Juan Ginés de Sepúlveda, dann den Missionsorden und dem Indienrat sowie den lokalen Feudalherren. Die Krone versuchte die Granden, die stets zur Verselbstständigung ihrer Herrschaftsgebiete neigten, durch ein Bündnis mit den Kleinadligen, den Hidalgos, und mit der Kirche unter Kontrolle zu halten. Zugleich sollten die Indianer missioniert, seit 1503 in Encomiendas zusammengefasst und vor übermäßiger Gewalt geschützt werden (Gesetze von Burgos, 1512). Sie waren als Arbeitskräfte vorgesehen. Diese Gesetze legten fest, dass die Einheimischen den Feudalherren zwar überantwortet – daher der Begriff Encomienda –, aber nicht als Sklaven gelten sollten.
Besonders wichtig war für Madrid jedoch die Ausbeutung der Edelmetallvorkommen. Durch das System der Mita waren die Provinzen schon im Inkareich gezwungen, reihum für eine bestimmte Zeit Arbeitskräfte zur Verfügung zu stellen.

#### Ablösung der Fugger durch die Genuesen bei der Staatsfinanzierung, koloniale Edelmetallzufuhr, Staatsbankrotte
Während Fugger und Welser Familienhandelsgesellschaften darstellten, gelang es der genuesischen Konkurrenz zur Vormacht auf dem Finanzmarkt aufzusteigen. Dabei stützte sie sich auf ein System von Wechseln, die in Antwerpen fällig wurden. Auf diese Art benötigten die Genuesen wenig Eigenkapital. Die Wechsel bezahlten sie mit immer neuen Wechseln. Dieses bloße Hin- und Herwechseln im Ricorsa-Verfahren endete erst, wenn das Darlehensgeschäft durch Rückzahlung beendet wurde. Die genuesischen Bankiers machten dabei regelmäßig Arbitragegewinne, womit es ihnen gelang, den Staatsbankrotten von 1575 und 1596 zu entgehen. Doch 1607 nahmen sie die neuerliche Zahlungsunfähigkeit zum Anlass, die mit Spanien verdienten Gelder nach Italien zu transferieren. Die Zahlungseinstellung Frankreichs und Spaniens im Jahr 1614 ruinierte das Bank- und Handelshaus der Welser.
Trotz gewisser Erfolge im münzlosen Geldverkehr und im Kreditwesen blieb Europas Wirtschaft noch immer von der Zufuhr von Edelmetallen abhängig. Die Versorgung mit Silber und Gold hing dabei stark von Amerika ab. Um 1660 kamen aus den spanischen Kolonien Edelmetalle im Wert von rund 365 t Silber, während Europa nur noch 20 bis 30 t produzierte. Doch Spanien investierte den überwiegenden Teil dieses Edelmetallstroms in Kriege, führte in seinem eigenen Staatsgebiet eine gewinnträchtige Kupferprägung ein, die erst nach 1660 wieder aufgegeben wurde. Langfristig löste diese Politik inflationäre Schübe aus und schadete der Wirtschaft. Nun wurde Amsterdam zum bedeutendsten Edelmetallmarkt. Spanien finanzierte sich weitgehend aus den enormen Erlösen der Kolonien, die durch rücksichtslose Ausbeutung der dortigen Bevölkerung erzielt wurden. Es bestand keine Notwendigkeit, eine leistungsfähige Industrie im eigenen Land oder eine eigene Handelsmacht aufzubauen. Die Gewinne aus den Kolonien wurden jedoch nicht kapitalisiert, oder im eigenen Land produktiv investiert, sondern ausgegeben für den Luxus der spanischen Oberschicht in den Kolonien, sowie für repräsentative Zwecke auch in Form von Bauten etc. Im 17. Jahrhundert wurde die Macht Spaniens von der Frankreichs und später auch Englands überholt. Spätestens seit Mitte des 18. Jahrhunderts zählte Spanien nicht mehr zu den europäischen Großmächten.
Die Wirtschaftsimpulse der Großmächte blieben schließlich zunehmend aus. Der Mittelmeerraum begann zu stagnieren. Die Wirtschaft basierte im Großen und Ganzen weiterhin auf Tauschmitteln, die von den Erträgen der Gold- und Silberminen abhingen. Der erste Goldrausch der Geschichte, ab 1693/95 durch Funde in Brasilien ausgelöst, brachte fast während des gesamten 18. Jahrhunderts jährlich 10 bis 15 t Gold nach Europa. Bis gegen Mitte des Jahrhunderts verdoppelte sich zudem der Ertrag aus den Silberminen in Mexiko, die um 1800 über 700 t pro Jahr lieferten.

#### Dreißigjähriger Krieg (1618–1648), Krieg mit Frankreich (bis 1659), Unabhängigkeit Portugals (1640/68), Aufstand in Katalonien

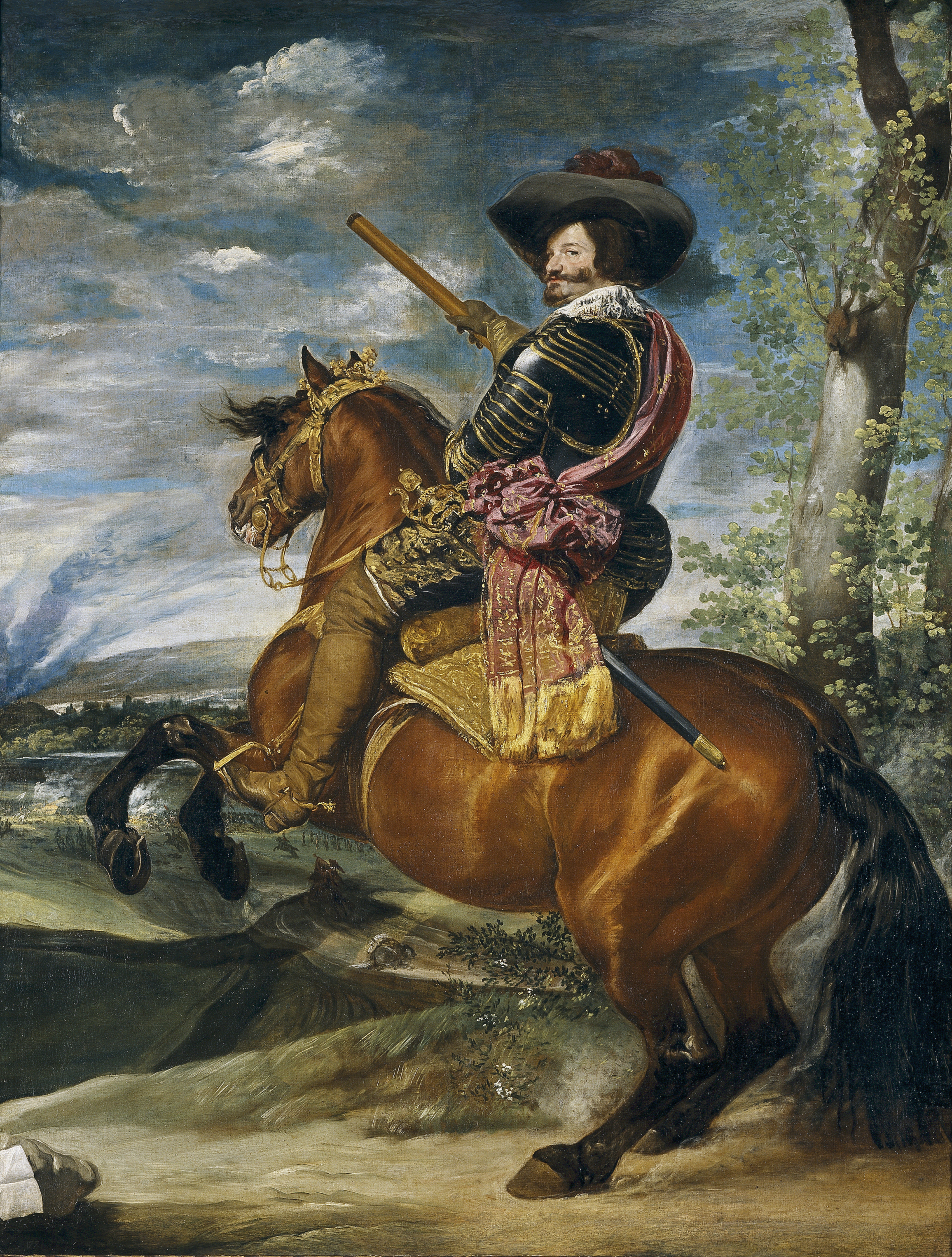
Gaspar de Guzmán, Conde de Olivares war bis 1643 der maßgebliche Minister Philipps IV. (Gemälde von Diego Rodríguez de Silva y Velázquez, Conde Duque de Olivares zu Pferde, 1634, Öl auf Leinwand, Prado)

Zu Beginn des Dreißigjährigen Krieges sandte Philipp III. Kaiser Ferdinand II. Truppen. Philipp IV. (1621–1665) setzte noch stärker auf das Militär. Im Bund mit den Österreichern wollte er die katholische Vorherrschaft, wenn nicht die Einheit der Kirche wiederherstellen.
Die Herrschaft lag in der Hand des königlichen Günstlings und ersten Ministers Gaspar de Guzmán. Er strebte einen Zentralstaat an. Dies sah einheitliche Abgaben und die Schaffung eines gemeinsamen Heeres vor, was in Katalonien auf Ablehnung stieß. Spanien musste 1627 den Staatsbankrott erklären.
Um 1637 waren die Kämpfe etwa entlang den heutigen Grenzen von Belgien und den Niederlanden festgefahren. Ambrosio Spinola eroberte 1620 die Kurpfalz, die Spanier waren fast zur gleichen Zeit an der siegreichen Schlacht am Weißen Berg gegen die aufständischen Böhmen beteiligt, besetzten im selben Jahr das Veltlin und nahmen 1634 an der Schlacht bei Nördlingen teil.
Der Erbfolgekrieg um Mantua seit 1627 verschärfte die Spannungen mit Frankreich. Paris unterstützte die Niederländer und Schweden mit Subsidien, zum offenen Krieg kam es ab 1635. Den Franzosen gelang es, die Verbindungsstraßen, den camino español, zwischen Mailand und den Niederlanden zu unterbrechen.
1640 erhoben sich die Katalanen im bis 1659 anhaltenden Aufstand der Schnitter. Pau Claris, der Präsident der Generalversammlung, verstand es, die sozialen Unruhen auf ein politisches Ziel zu lenken und rief die Katalanische Republik aus. Die Katalanen errangen in der Schlacht von Montjuïc am 26. Januar 1641 einen Sieg, doch wenig später starb Pau Claris und die Generalversammlung wählte Ludwig XIII. von Frankreich zum Grafen von Barcelona und damit zum Herrscher von Katalonien.
Im Restaurationskrieg von 1659 bis 1668 versuchte Philipp vergeblich, das 1640 gleichfalls verlorene Portugal zurückzuerobern. Im Friedensvertrag zwischen Spanien und den Niederlanden musste er zwar die Unabhängigkeit der freien Niederlande anerkennen, konnte aber den Fortbestand der Spanischen Niederlande gegen Frankreich sichern. Allerdings zerbrach im Zusammenhang mit dem Friedensvertrag das Bündnis mit den österreichischen Habsburgern.
Die verzweifelte Finanzlage zwang den König die Steuern zu erhöhen und weitere einzuführen. Er sah sich schließlich gezwungen, die Silberlieferungen aus Amerika zu verpfänden. 1652 kam es zu einem weiteren Staatsbankrott. In Italien kam es 1647/48 zu Volksaufständen, in Aragón und Navarra erhoben sich 1648 Teile des Adels.

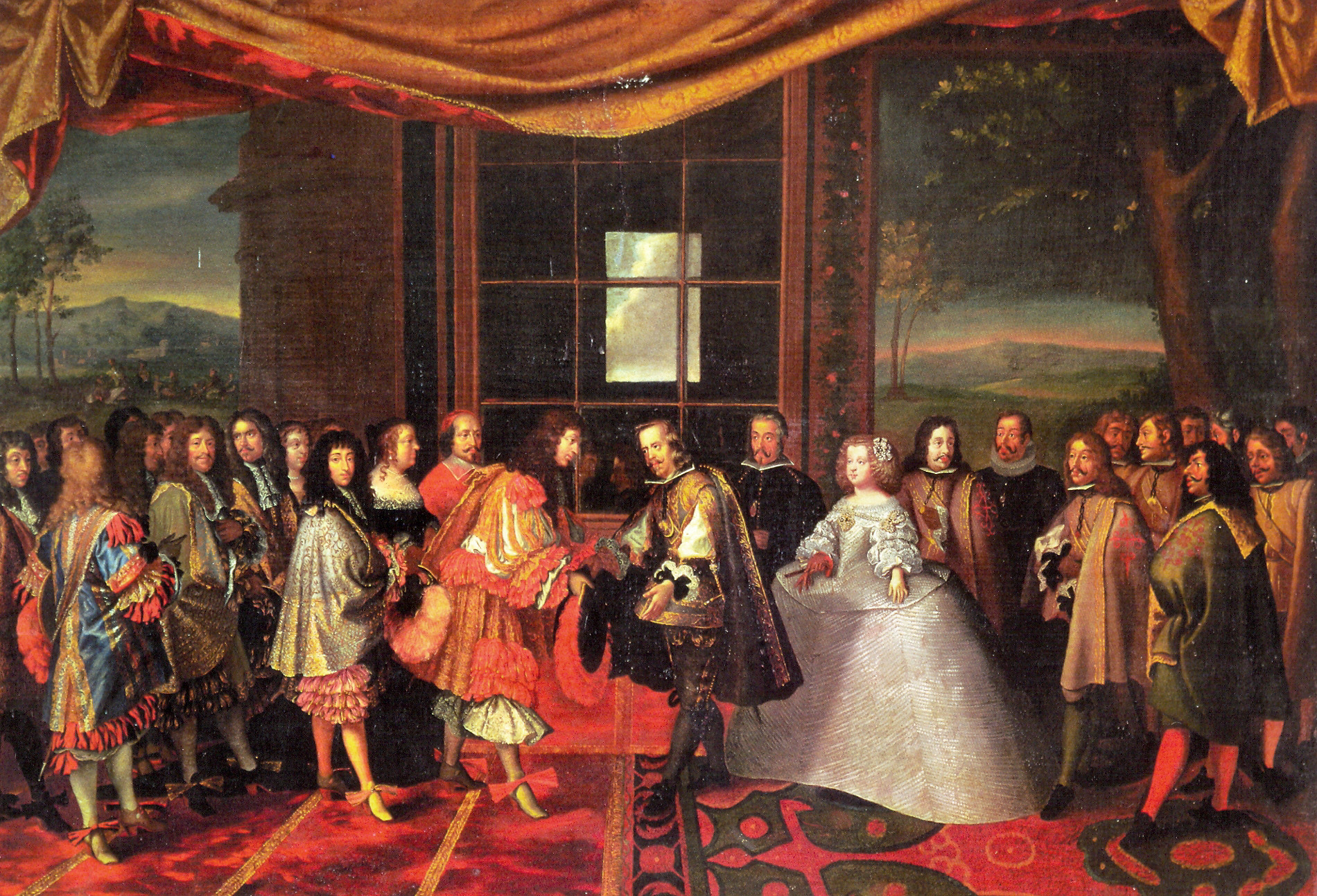
Ludwig XIV. und Philipp IV. bei der Verabschiedung des Pyrenäenfriedens

Der Krieg mit Frankreich, das sich 1655 mit England verbündete, wurde auch nach 1648 fortgesetzt. Engländern gelang 1655 die Eroberung von Jamaika, 1657 attackierten sie die Silberflotte. Der Krieg gegen Frankreich konnte 1659 im Pyrenäenfrieden beendet werden. Dabei musste Spanien Grenzprovinzen wie Roussillon, Artois, Cerdagne abtreten.
Als nach dem Tod Philipps Karl II. (1665–1700) den Thron bestieg, erhob der französische König Ludwig XIV. als Gemahl von Philipps Tochter Maria Teresa Erbansprüche auf die Spanischen Niederlande, wurde aber im Devolutionskrieg daran gehindert, sich des Landes zu bemächtigen.
Am Ende der Regierung Karls II. war die Bevölkerung auf 5,7 Millionen Menschen zurückgegangen. Aus Geldmangel kehrten viele Provinzen zum Tauschhandel zurück. Nur im Baskenland florierte die Eisenverarbeitung; das bei Bilbao gewonnene und geschmiedete Eisen wurde nach England exportiert.

## Erbfolgekriege, Reformen und Rückständigkeit unter den Bourbonen (ab 1701)

### Erbfolgekriege

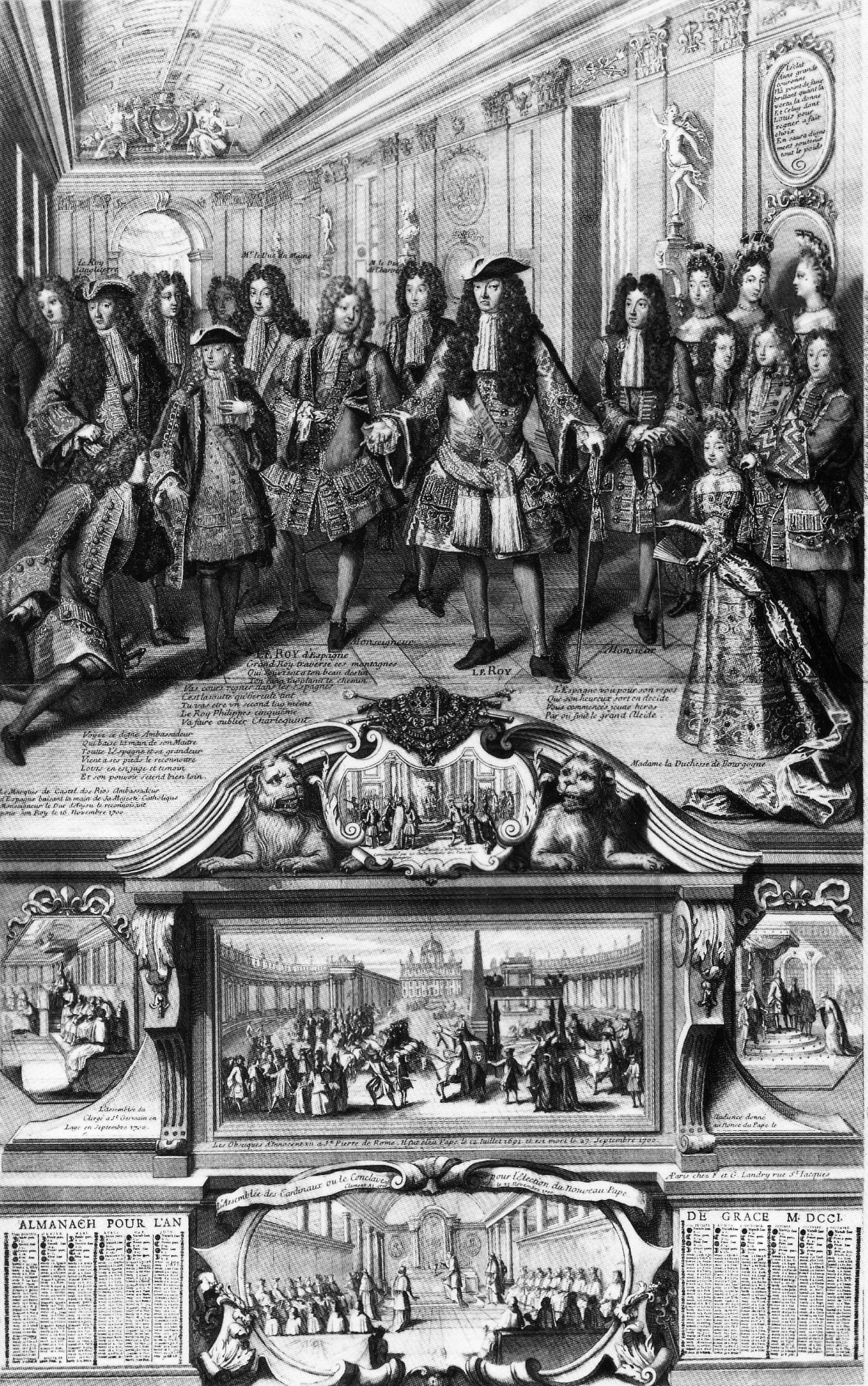
Ludwig XIV. erklärt seinen Enkel Philippe d’Anjou in Versailles zum neuen König von Spanien

Mit dem Ende des spanischen Zweigs der Habsburger kam es ab 1701 zu Nachfolgekämpfen, in die die europäischen Großmächte verwickelt wurden, dem Spanischen Erbfolgekrieg. Eine Allianz um die österreichischen Habsburger und England kämpfte dabei gegen eine von Frankreich geführte Koalition. Letztlich gelang es Frankreich, mit Herzog Philipp (V.) von Anjou einen Enkel von Ludwig XIV. zu installieren. England wurde durch den Umstand in den Krieg gezogen, dass Ludwig nach dem Tod des englischen Königs dessen Sohn aus zweiter Ehe mit der katholischen Maria Beatrix von Modena als König Jakob III. von England anerkannte. Um dem Hegemonialstreben Ludwigs entgegenzuwirken, kam es am 7. September 1701 auf Betreiben Englands zur Haager Großen Allianz.
1703 stellte sich Pedro II. von Portugal auf die Seite der Habsburger. 1704 landete mit einem englisch-holländischen Korps Erzherzog Karl als habsburgischer Anwärter auf den spanischen Thron in Lissabon. Gleichzeitig kam eine französische Armee Philipp V. zu Hilfe. Der englischen Flotte gelang am 4. August die dauerhafte Einnahme von Gibraltar, die herbeieilende französische Flotte wurde in der Schlacht bei Vélez-Málaga am 24. August besiegt.

Feldzüge im Spanischen Erbfolgekrieg

Bei diesen Operationen kam den Verbündeten entgegen, dass sich vor allem Katalonien der bourbonischen Regierung widersetzte. Die Habsburger belagerten Barcelona, das am 7. Oktober 1705 kapitulierte. Spanische Versuche Katalonien zurückzuerobern scheiterten in der Schlacht bei Fuentes, worauf die Belagerung Barcelonas aufgegeben werden musste. Das englisch-portugiesische Heer zog bis Madrid. Nach dem Sieg über dieses Heer bei Almanza am 25. April 1707 fielen die südlichen Provinzen in die Hände Philipps, nachdem dieser schon zuvor Madrid zurückgewonnen hatte.
Die Erschöpfung Frankreichs veranlasste Ludwig XIV. den Seemächten den Verzicht auf Spanien anzubieten. Doch die Seemächte und der Kaiser wollten Frankreichs Vorherrschaft brechen. Zur See siegte die verbündete Flotte 1708 vor Menorca. Ludwig war nun zu weitgehenden Konzessionen bereit, doch die Forderung, seinen Enkel selbst aus Spanien vertreiben zu helfen, wies er zurück. Am 27. Juli 1710 unterlagen seine Truppen bei Almenara und noch einmal am 20. August bei Saragossa. So konnte Karl von Österreich am 28. September in Madrid einziehen. Gegen eine französische Armee mussten die Verbündeten Madrid jedoch am 11. November wieder räumen. Am 10. Dezember kam es zur unentschiedenen Schlacht bei Villaviciosa. Die Franzosen versuchten vergebens, Katalonien zurückzugewinnen.
Am 17. April 1711 verstarb Kaiser Joseph I., ohne einen männlichen Erben zu hinterlassen. Da nun dessen Bruder, also der Prätendent für Spanien, Kaiser wurde, fürchteten die Seemächte nun, das österreichische Haus Habsburg könne durch die Vereinigung mit Spanien übermächtig werden. Deshalb begann London mit Paris Geheimverhandlungen. Trotz aller Gegenbemühungen des Kaisers wurden am 29. Januar 1712 die Verhandlungen eröffnet, die 1713 zum Frieden von Utrecht führten. Allerdings wurde Barcelona erst am 11. September 1714 eingenommen (Nationalfeiertag in Katalonien).
In Spanien setzte Philipp V. gegen den Widerstand der Provinzen das Modell eines zentralistischen Staates nach französischem Vorbild durch, das wesentlich auf Konzepten des französischen Ökonomen Jean Orry aufbaute. Als ersten Ministerpräsidenten in diesem modernisierten Staatswesen berief er José de Grimaldo. Seine Politik war auf die Rückgewinnung der verlorenen Gebiete in Italien ausgerichtet. Die sich daraus ergebenden Auseinandersetzungen, die im Krieg der Quadrupelallianz (1718–1720) kulminierten, blieben zunächst erfolglos. Erst im Polnischen Thronfolgekrieg (1733–1738) konnte Spanien Neapel und Sizilien kurzfristig zurückgewinnen.
Institutionen, die der zentralistischen Staatsgewalt entgegenstanden, wurden beseitigt, die Privilegien der Provinzen aufgehoben und eine einheitliche Steuererhebung eingerichtet (Decreto de Nueva Planta 1715). Dieses Gesetz stellte den Status des Kastilischen als Amtssprache sicher. Unter dem Einfluss seiner zweiten Gemahlin Elisabetta Farnese ließ er die Herrschaft der Kurie und der Inquisition unangetastet.
Kardinal Giulio Alberoni avancierte 1715 zum Staatsminister. Ihm gelang es, die Wirtschaft und das Finanzwesen zu stabilisieren. Alberoni und Philipp unterstützten die Königin in ihren Bemühungen, italienische Gebiete für ihre Kinder zu gewinnen. Gegen diese Bestrebungen und den spanischen Anspruch auf die Thronfolge für den Fall des Todes des Kindes, das Ludwig XIV. 1715 auf den französischen Thron gefolgt war, schlossen sich am 4. Januar 1717 England, die Niederlande und Frankreich in der Tripel-Allianz zusammen.
Als die österreichischen Habsburger 1716 an der Seite der Republik Venedig in den zwei Jahre zuvor begonnenen Krieg gegen die Osmanen eintraten, landeten im November 1717 ca. 8000 Mann auf Sardinien. Nachdem es am 21. Juli 1718 zum Frieden von Passarowitz mit Istanbul kam, trat Österreich der Allianz bei, die so zu einer Quadrupelallianz wurde. Kaiser Karl VI. verzichtete darin auf seine Ansprüche auf den spanischen Thron, willigte in den Tausch Siziliens gegen Sardinien ein und erklärte sich bereit, eine spanisch-bourbonische Dynastie in Italien zuzulassen.
Doch bereits am 3. Juli war ein spanisches Heer auf Sizilien gelandet. Großbritannien schlug daraufhin am 11. August 1718 vor der Südspitze Siziliens die spanische Flotte (Seeschlacht vor Kap Passaro). Um den Jahreswechsel herum trat auch Frankreich in den Krieg ein, nachdem ein Komplott des spanischen Botschafters gegen den Regenten aufgedeckt worden war (Verschwörung von Cellamare). 1719 marschierte ein französisches Heer ins Baskenland ein, ein Vorstoß, der ebenso misslang, wie ein späterer nach Katalonien. In Amerika nahmen französische Truppen das spanische Pensacola ein. 1719 gelang schließlich den Österreichern die Eroberung Siziliens.
Um Großbritannien zu schwächen, unterstützte Spanien die schottischen Jakobiten in ihrem Unabhängigkeitskampf und entsandte dazu am 6. März 1719 eine Flotte mit 5000 Mann, im April eine weitere. Doch wurde die Streitmacht in der Schlacht im Tal von Glen Shiel geschlagen. In einer Gegenaktion landeten die Briten ihrerseits eine kleine Streitmacht in Galicien. Im August traten auch die Niederlande in den Krieg ein. Auf Druck der Verbündeten wurde am 5. Dezember Alberoni entlassen, woraufhin am 20. Februar 1720 der Haager Vertrag geschlossen wurde.
Spanien musste alle eroberten Gebiete räumen. Der Sohn Elisabetta Farneses, der spätere König Karl, erhielt jedoch die Herzogtümer Parma, Piacenza und Toskana zugesprochen, die nach dem Aussterben der männlichen Farnese-Linie an ihn fallen sollten. Auch Florida wurde an Spanien zurückgegeben. Die Habsburger verzichteten auf Sardinien und erhielten dafür Sizilien zugesprochen. Im Gegenzug musste Karl VI. jedoch auf seine Ansprüche auf den spanischen Thron verzichten. Spanien konnte sich bald aus der politischen Isolation befreien und im Polnischen Thronfolgekrieg (1733–1738) Neapel und Sizilien unter seine Herrschaft bringen.

### Wirtschaftliche Erholung und Reformen, bourbonischer Familienvertrag
In der friedlichen Regierungszeit des sparsamen Ferdinand VI. (1746–1759) nahm das Land einen erheblichen wirtschaftlichen Aufschwung, der sich jedoch vor allem auf Katalonien, Andalusien und das Baskenland erstreckte. In der zweiten Hälfte des 18. Jahrhunderts entwickelte sich insbesondere die Wirtschaft Kataloniens trotz hoher Besteuerung. Katalonien stieg zur Handelsmacht auf, während Kastilien relativ stagnierte.
Einen Schritt in der Entwicklung zum modernen Staat stellte die Regierung Karls III. (1759–1788) dar. Ihm standen bei seinen Reformen Pedro Pablo Abarca de Bolea, conde de Aranda, José Moñino y Redondo, Graf von Floridablanca und Pedro Rodríguez de Campomanes zur Seite.
Allerdings war Spanien durch den bourbonischen Familienvertrag vom 15. August 1761 dazu verpflichtet, an Frankreichs Krieg gegen Großbritannien im Rahmen des Siebenjährigen Krieges teilzunehmen, was die Reformen verzögerte. Damit wurde zudem die Konkurrenz zu Großbritannien in den Kolonien verschärft. Spanien musste Florida im Frieden von Paris 1763 an London abtreten. West-Louisiana, das als bis zu den Rocky Mountains reichend gedacht wurde, blieb bis zum Geheimvertrag von San Ildefonso vom Oktober 1800 unter spanischer Kontrolle und wurde im April 1803 von Thomas Jefferson von Frankreich für die USA erworben.
Die Reformen wurden 1767 durch die Ausweisung und 1773 durch die Aufhebung des Jesuitenordens durch Papst Clemens XIV. auf Druck der dominierenden Köpfe von Frankreich, Spanien und Portugal vorangetrieben. Der Rückstand in Ackerbau, Gewerbe und Bildungswesen gegenüber anderen Ländern Europas vergrößerte sich dennoch. Die Regierung investierte in Ansiedlungen, Bergwerke, Fabriken und Infrastruktur und gab den Handel mit Amerika frei. Die Bevölkerungszahl wuchs im Verhältnis zu den konkurrierenden Mächten nur langsam und lag 1788 bei 10.270.000. Der zweite Krieg gegen Großbritannien (1780–1783), zu dem Spanien erneut aufgrund des bourbonischen Familienvertrags verpflichtet war, wurde mittels verzinslichen Papiergelds finanziert. Dies führte 1782 zur Gründung de Bank von Spanien.

### Kolonialpolitik
Reformen veränderten den Behörden- und Beamtenapparat von Grund auf und ermöglichten damit eine straffe Verwaltung der Provinzen durch Madrid. Dieses neue Konzept, später als Intendantensystem bezeichnet, wurde unter Karl III. allmählich auch auf die Kolonien in der Neuen Welt übertragen.

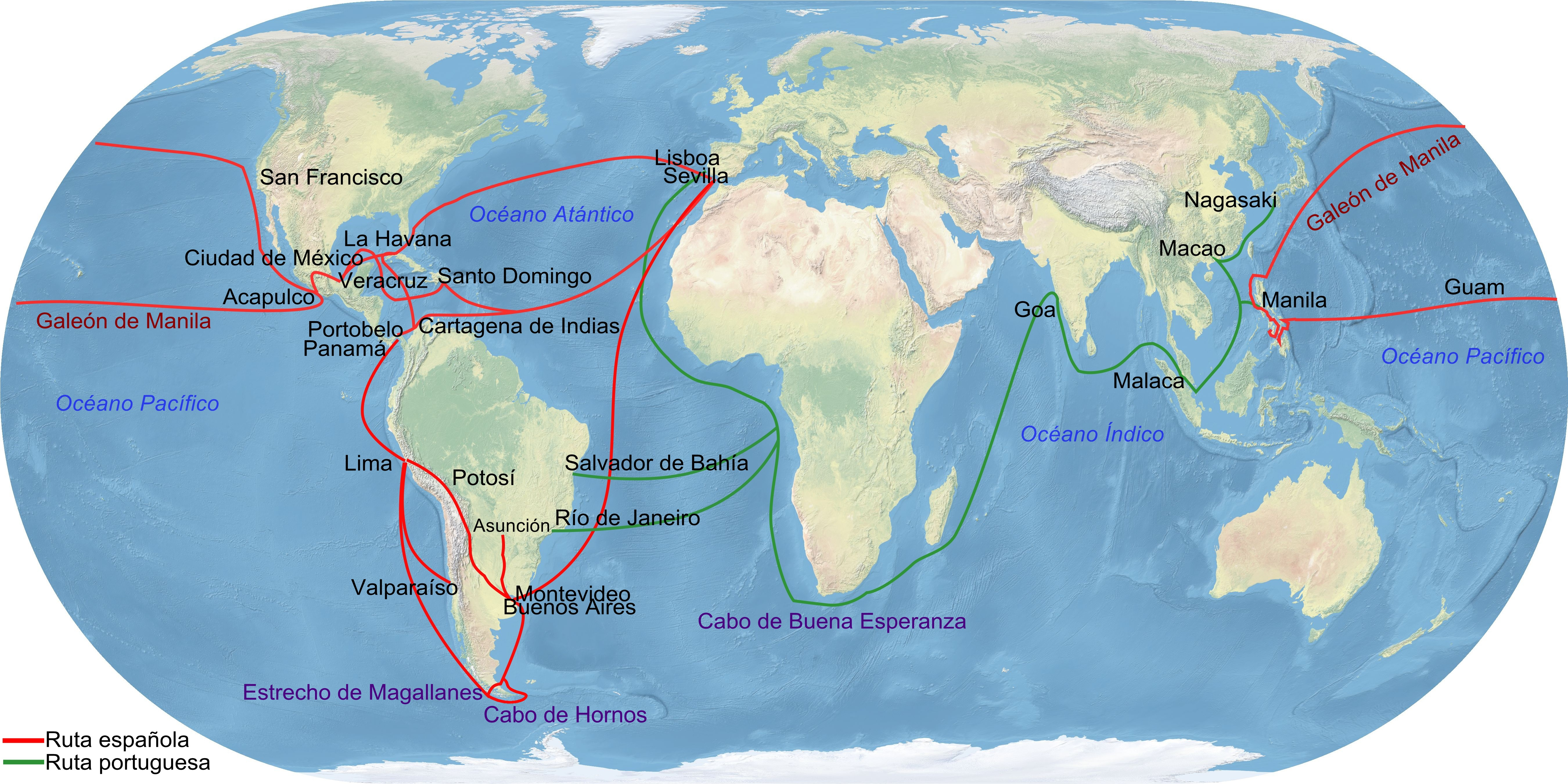
Haupthandelsrouten der Spanier und der Portugiesen

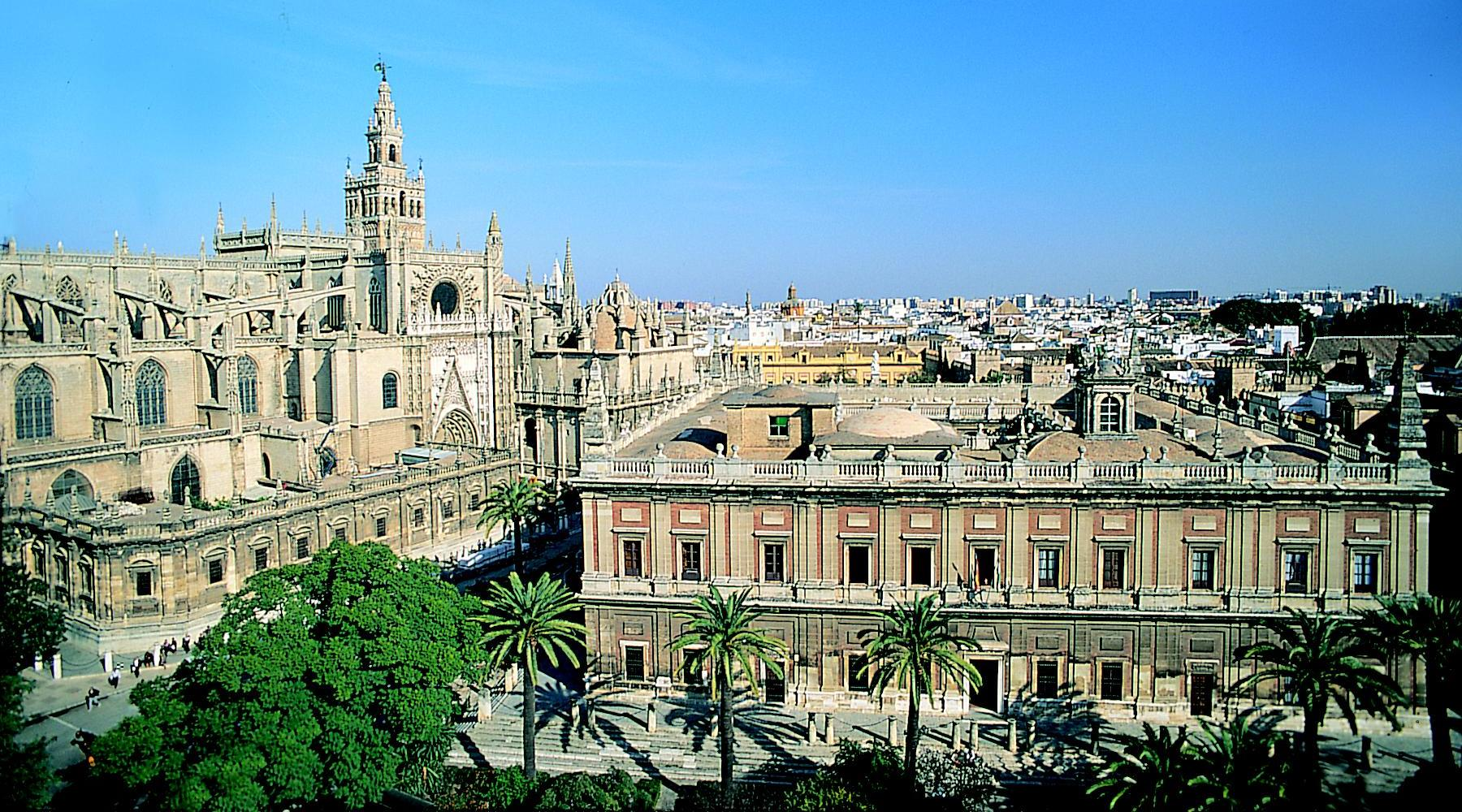
Das Archiv der Casa de Contratación in Sevilla, links die Kathedrale

Karl wollte zusammen mit seinem „Indienminister“ José de Gálvez y Gallardo die Verwaltungsstrukturen grundlegend verändern. Zunächst verfügte Karl die Neuaufteilung der Provinzen in den Vizekönigreichen. Die Ämter der Alcaldes Mayores und Corregidores wurden abgeschafft und durch die Subdelegados ersetzt, die nicht mehr von der Krone, sondern vom zuständigen Intendanten eingesetzt wurden. Die Silberausfuhr wurde ab sofort nicht mehr über Lima, sondern über Buenos Aires abgewickelt. Im Grenzgebiet setzten sich mit den Portugiesen von Brasilien langwierige Konflikte fort; hinzu kamen Befürchtungen gegenüber den dort angesiedelten Jesuitenreduktionen, sie könnten einen Staat im Staate bilden.
Karl III. schaffte die Casa de Contratación ab, die die kolonialen Steuern, also den königlichen Fünften bis dahin erhob. 1778 verloren Sevilla und Cádiz ihren Status als Monopolhäfen für den Handel mit den spanischen Kolonien. Der Consejo de Indias blieb zwar als Kolonialbehörde bis 1834 bestehen, doch wurden immer mehr seiner Kompetenzen an die neu geschaffene Secretaría de Marina e Indias übertragen.
Widerstand gegen die Reformen regte sich auf allen Ebenen, so dass sie schrittweise wieder zurückgenommen wurden. 1787 wurden die Befugnisse des Superintendanten wieder an die Vizekönige übertragen. Die Intendanten wiederum entwickelten sich zu bloßen Ausführungsorganen der Vizekönige.

## Französische Revolution und Napoleonische Kriege (1789–1815)

### Manuel de Godoy, Sturz der französischen Bourbonen, Napoleon
Karl IV. wurde von seiner Ehefrau Maria Luise von Parma beherrscht, die von 1788 bis 1808 durch Günstlingswirtschaft und Verschwendung die Finanzen belastete. Ihrem Favoriten Manuel de Godoy, Spross einer Hidalgofamilie und seit 1784 Angehöriger der Leibwache, der auch beim König in hoher Gunst stand, verschaffte sie die oberste Leitung der Staatsgeschäfte bis Mai 1798.
Spanien griff nicht in den Sturz der französischen Bourbonen ein, doch 1793 sah es sich durch die Hinrichtung Ludwigs XVI. veranlasst, Frankreich den Krieg zu erklären. Frankreich reagierte mit einer Invasion Navarras, der baskischen Provinzen und Aragóns und verpflichtete Spanien im zweiten Vertrag von San Ildefonso 1796 zu einem gemeinsamen Krieg gegen Großbritannien. Die spanische Flotte unterlag jedoch in der Schlacht bei Kap St. Vincent am 14. Februar 1797.
Ab November 1800 korrespondierte Napoleon nur noch mit dem wieder an die Macht gelangten Godoy. 1801 führte Godoy in französischem Interesse einen weiteren Krieg gegen Portugal, wobei er als erster den Titel eines generalísimo beanspruchte. Im Frieden von Amiens musste Spanien 1802 Trinidad an Großbritannien abtreten und Louisiana ging an Frankreich (Napoleon verkaufte es 1803 an die USA).
Godoy musste das erschöpfte Spanien 1803 durch einen weiteren ungünstigen Vertrag mit Frankreich zum Krieg gegen Großbritannien verpflichten, in dem am 22. Juli bei Kap Finisterre und am 20. Oktober 1805 bei Trafalgar die spanische Flotte zerstört wurde. In der Bevölkerung regte sich Protest gegen Godoy, dessen geheime Diplomatie Kontakte zu Frankreichs Gegner Preußen anknüpfte. Diese Pläne wurden jedoch obsolet, als Preußen 1806 gegen Napoleon unterlag. Als sich Godoy am 27. Oktober 1807 mit Frankreich im Vertrag von Fontainebleau gegen Portugal verbündete – er selbst wollte im Süden des Landes souveräner Prinz der Algarve werden – und Napoleon seine Truppen einrücken ließ, kam es am 18. März 1808 in Aranjuez zu einer Volkserhebung. Godoy wurde gestürzt und nur durch Eingreifen eines französischen Generals davor bewahrt, gelyncht zu werden. Der König dankte am 19. März zu Gunsten seines Sohnes Ferdinand ab. Als Ferdinand VII. hielt dieser zwar am 24. März 1808 seinen Einzug in Madrid, doch sein Vater musste in einem Schreiben an Napoleon seine Thronentsagung als erzwungen zurücknehmen. Der Kaiser zitierte die Königsfamilie nach Bayonne, wo Ferdinand am 5. Mai zu Gunsten seines Vaters auf die Krone verzichtete. Karl trat seine Rechte sogleich an Napoleon ab. Dieser wiederum ernannte seinen Bruder Joseph Bonaparte am 6. Juli 1808 zum König von Spanien.

### Unabhängigkeitskrieg (1808–1813), Volkskrieg

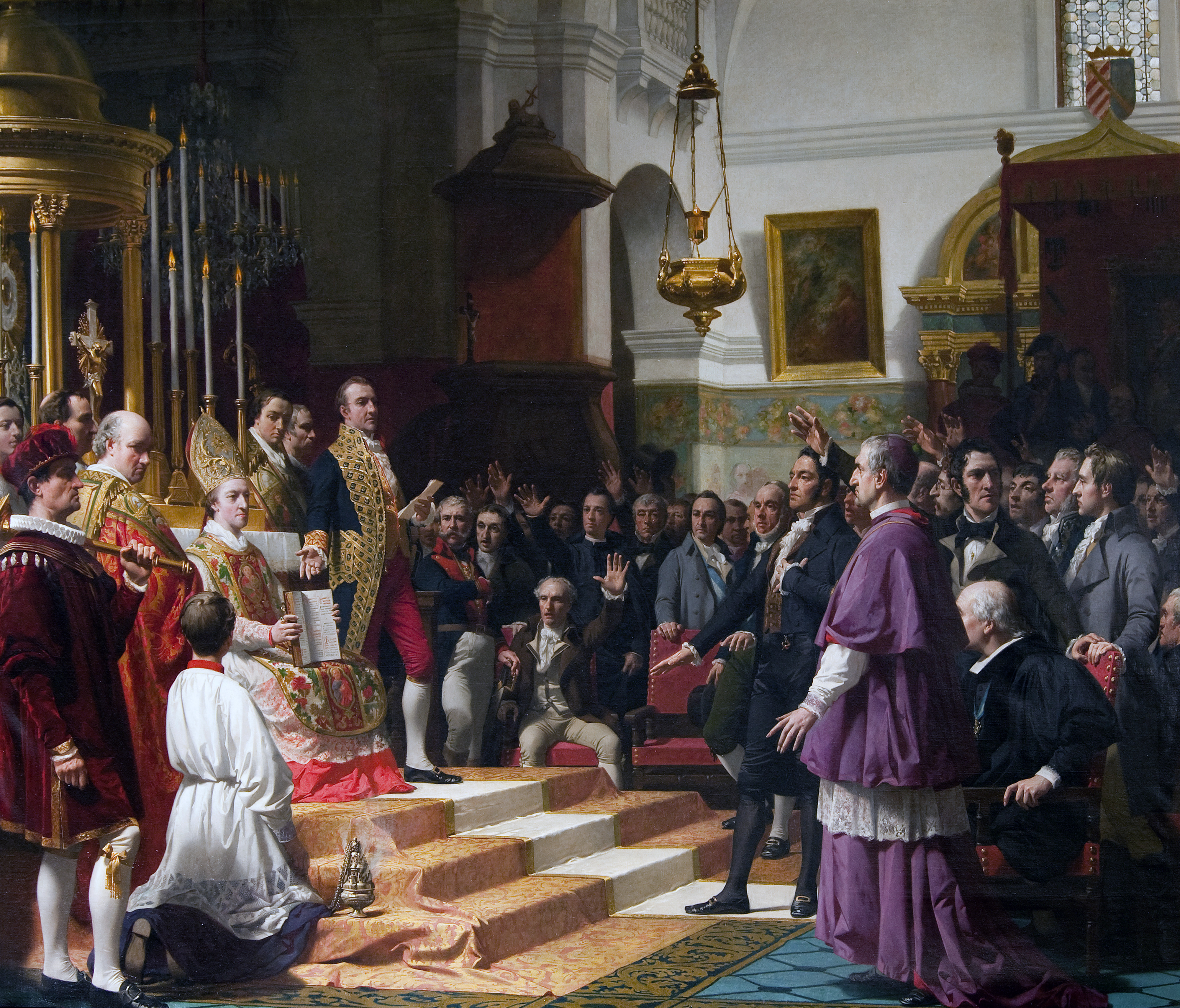
Vereidigung der Abgeordneten der Cortes im Jahr 1810, José Casado del Alisal, 1863

Der Widerstand gegen Napoleon nahm bald den Charakter eines Volkskriegs an, die im September 1808 in Aranjuez errichtete Junta Suprema Central übernahm die Leitung.
Im Januar 1810 beherrschten die Franzosen Andalusien und im August drang ein Heer von 80.000 Mann in Portugal ein, um die Briten zu vertreiben. Die besagte Zentraljunta floh von Sevilla nach Cádiz, wo sie am 2. Februar 1810 zur Abdankung gezwungen wurde. 1812 verabschiedeten die Cortes von Cádiz die erste moderne Verfassung Spaniens, umgangssprachlich La Pepa genannt, weil sie am Feiertag des heiligen Joseph (Pepe) verkündet wurde. Am 22. Juli unterlagen die Franzosen bei Salamanca und am 12. August zogen die Briten unter Wellington in Madrid ein. Doch mussten sie sich vor der französischen Übermacht erneut an die portugiesische Grenze zurückziehen.
Erst Napoleons Niederlage im Russlandfeldzug 1812 zwang König Joseph dazu, am 27. Mai 1812 Madrid zu verlassen und sich mit seiner Armee nach Vitoria zurückzuziehen. Hier wurde sie von Wellington am 21. Juni 1813 besiegt. Am 11. Dezember wurde zwischen Spanien und Frankreich der Vertrag von Valençay unterzeichnet. Er legte die Rückkehr Ferdinands VII. auf den Thron und die Anerkennung der spanischen Besitzungen fest.

## Verfassung von 1812, Spanische Revolution (bis 1823)
1808 war im Palast von Aranjuez die Junta Suprema Central zusammengetreten. Sie sah ihre Aufgabe darin, die Macht während der Abwesenheit des Königs zu übernehmen. Sie erkannte König Joseph nicht an und handelte im Namen, aber ohne Auftrag König Ferdinands. Diese Junta berief am 1. Januar 1810 eine Versammlung ein, deren Verfassung am 19. März 1812 verkündet wurde. Darin wurde erstmals von der Souveränität des Volkes ausgegangen, zudem wurden liberale Wirtschaftsgesetze erlassen und der Zunftzwang entfiel. Der Katholizismus blieb zwar Staatsreligion und jede andere Religion weiterhin verboten, aber Inquisition und Feudalgerichtsbarkeit wurden abgeschafft.
Am 3. Februar 1814 luden die Cortes Ferdinand nach Madrid ein, um auf die Verfassung zu schwören. Ferdinand betrat am 24. März in Girona spanischen Boden, weigerte sich jedoch, die Verfassung anzuerkennen, nachdem General Elío sich ihm mit 40.000 Mann angeschlossen hatte. Am 11. Mai ließ er die Cortes auseinanderjagen und regierte absolutistisch.
Die Unabhängigkeit einiger Kolonien führte zum Ausfall nahezu der gesamten Staatseinnahmen. Ferdinand stand unter dem Einfluss von Beratern, die alle Reformen unterbanden. Spanien verlor seinen lateinamerikanischen Besitz in den dortigen Unabhängigkeitskriegen, Florida trat es 1819 für 5 Millionen Dollar an die USA ab. Doch das Heer fühlte sich vernachlässigt und so kam es am 1. Januar 1820 zu einer Rebellion bei den für die Bekämpfung der Aufständischen in Amerika bestimmten Truppen.

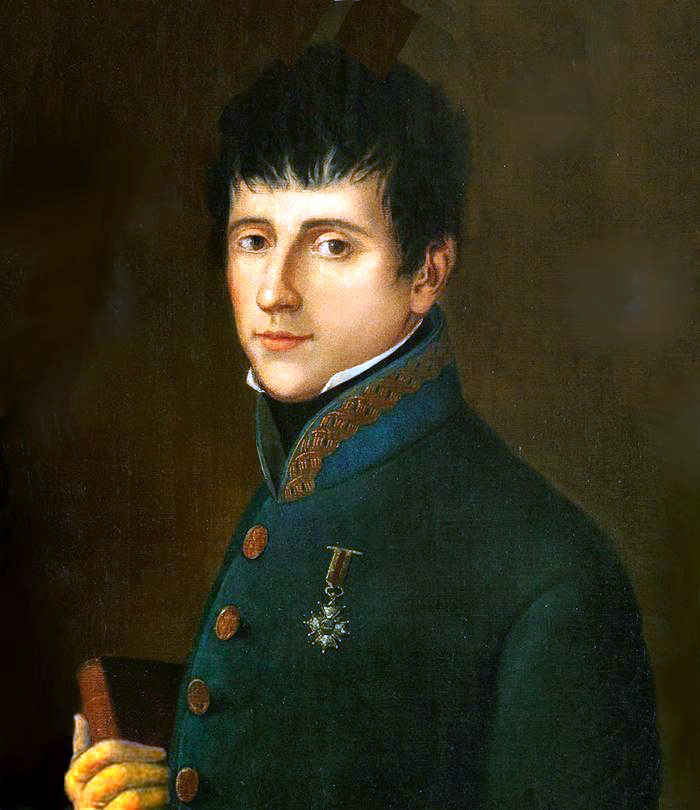
Rafael del Riego (1785–1823), Museo Romántico de Valencia

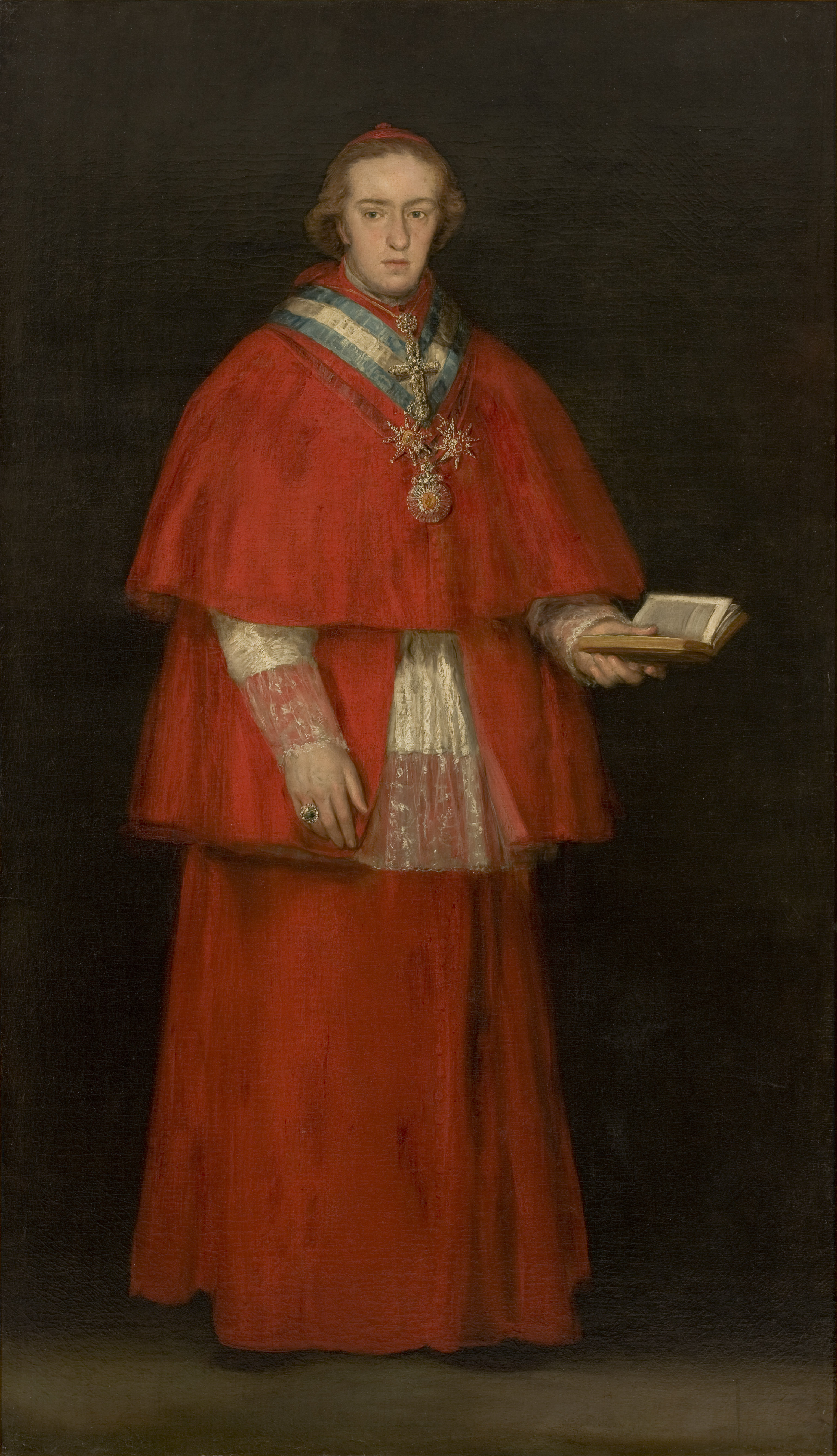
Kardinal Luis María de Borbón y Vallabriga, Vorsitzender der Junta Provisional Gubernativa, Goya

In einem Staatsstreich zwang Oberstleutnant Rafael del Riego den König, die liberale Konstitution von 1812 anzuerkennen (Trienio Liberal). Am 7. März 1820 bildete sich vor dem königlichen Palast in Madrid ein Menschenauflauf. General Francisco Ballesteros weigerte sich, gegen die Menschenmenge mit Waffengewalt vorzugehen. Daraufhin sah sich der König genötigt, durch ein neues Dekret seinen Ministern anzukündigen, dass er vorhabe, auf die Verfassung von Cádiz zu schwören. Am 9. März berief der König eine Junta Provisional Gubernativa ein, die zunächst die Aufgaben und Rechte der Cortes wahrnehmen sollte. Ein Dekret vom selben Tag schaffte die Inquisition ab. Eine allgemeine Amnestie wurde am 23. April erlassen.
Am 18. März ernannte Ferdinand auf Drängen dieser Junta ein neues Kabinett. Am 22. März berief er dann die Cortes für die Jahre 1820 und 1821 ein. In der Eröffnungssitzung vom 9. Juli 1820 ergab sich eine Mehrheit des gemäßigten Flügels der Liberalen (Moderados). Die Doceañistas (von doce zwölf, 1812, dem Jahr der Verabschiedung der Verfassung von Cádiz) waren meist Teilnehmer der Cortes von Cádiz. Sie sahen durch die Verfassung ihre Ziele im Wesentlichen erreicht. Der andere Flügel, die Veinteañistas (von veinte = zwanzig, als Kurzbezeichnung des Jahres 1820), forderte weitergehende Veränderungen.
Die Verfassung gestand dem König ein Vetorecht zu. Dies führte zu Zusammenstößen mit dem Kabinett. Nach der Eröffnung der zweiten Sitzungsperiode am 1. März 1821 entließ der König die Minister. Das neue Kabinett bestand aber wieder aus Politikern des moderaten Flügels. Der Haushalt, den dieses Kabinett vorlegte, wies ein Defizit von 550 Millionen Reales auf, das durch Kreditaufnahmen im Ausland und durch eine nationale Anleihe gedeckt werden sollte. Die Cortes führten zwei Verwaltungsreformen durch, die beide einer Stärkung der zentralistischen Verwaltung dienten. Einerseits wurde das Land in 49 Provinzen mit entsprechenden Steuerbehörden eingeteilt, andererseits wurde das Bildungssystem durch das Gesetz zur öffentlichen Bildung in eine Grund-, Mittlere und Höhere Bildung unterteilt. Die Anzahl der Universitäten wurde auf zehn festgelegt.
Die Wahlen von 1822 führten zu einer Mehrheit der Veinteañistas in den Cortes. Rafael del Riego wurde zum Vorsitzenden der Cortes gewählt. Doch die Arbeit des Parlamentes kam durch die Flügelkämpfe bei den Liberalen nahezu zum Erliegen. Im August ernannte der König Evaristo de San Miguel, einen Politiker des radikaleren Flügels, zum Ministerpräsidenten.
Ende 1822 standen diesem Flügel absolute Monarchisten gegenüber. Eine Gegenregierung, die besonders in Katalonien, Aragón und im Norden eine große Zahl von Anhängern fand, wurde unter General Francisco Espoz y Mina niedergeschlagen, die Mitglieder dieser Regencia de Urgel flohen nach Frankreich.
Die Heilige Allianz forderte am 22. November 1822 mit der Zustimmung der Vertreter Österreichs, Frankreichs, Preußens und Russlands, aber ohne die Stimme Englands, die französische Regierung auf, in Spanien wieder den Status quo herzustellen. Paris stellte eine Armee zusammen, die unter dem Oberbefehl des Herzogs von Angoulême stand. Knapp 80.000 Soldaten überschritten die Grenze in der Nähe von San Sebastián, weitere 21.000 stießen über Figueras auf Barcelona vor. Der Herzog von Angoulême setzte im besetzten Madrid einen Regentschaftsrat ein. Dieser nahm die Rechte König Ferdinands bis zum 1. Oktober 1823 wahr.
Infolgedessen verlegten die Cortes am 22. März 1823 ihren Sitz von Madrid nach Sevilla. In der ersten Sitzung am 11. Juni erließen sie ein Dekret, in dem sie einen Regentschaftsrat einsetzten, da ihrer Ansicht nach der König geistig nicht in der Lage war, seine Aufgaben wahrzunehmen. Vorsitzender des dreiköpfigen Rates war Cayetano Valdés y Flores, ehemaliger Generalkapitän von Cádiz. Mitte Juni verlegten die Cortes ihren Sitz und den der Regierung nach Cádiz. Die letzte Sitzung fand am 19. September 1823 statt. Cayetano Valdés y Flores musste Ende September den König dem Herzog von Angoulême überantworten.
Am 1. Oktober erklärte der König, dass er seit dem 7. März 1820 nicht frei in seinen Handlungen gewesen sei und daher alle Handlungen der Regierungen der letzten drei Jahre als ungültig anzusehen seien. General Rafael del Riego, der am 15. September 1823 in Arquillos in der Provinz Jaén von den französischen Truppen gefangen genommen worden war, wurde der neuen Regierung übergeben und am 7. November 1823 in Madrid hingerichtet.

## Carlistenkriege (1833–1876)

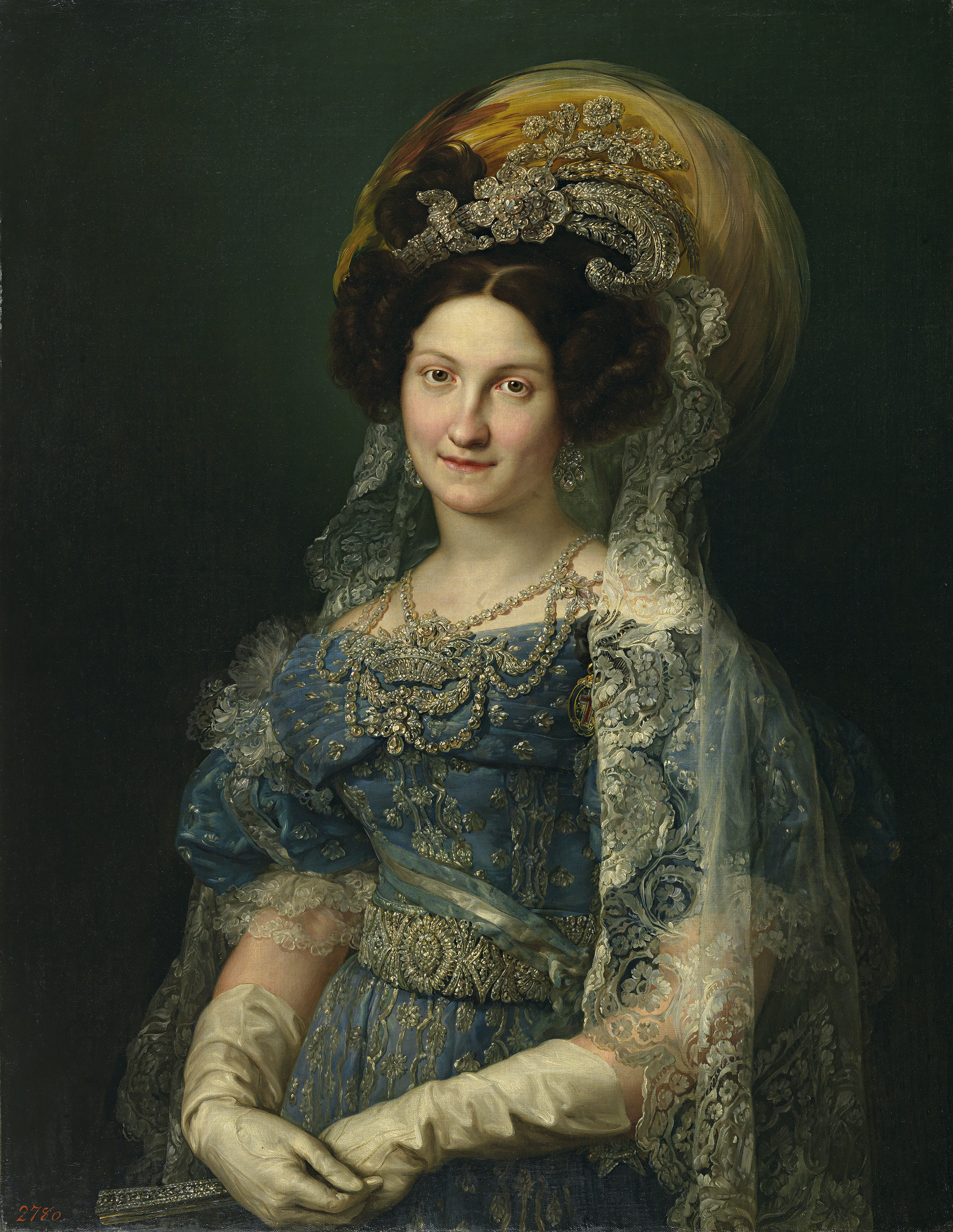
Maria Christina von Bourbon und beider Sizilien, Regentin von 1833 bis 1840

Die spanische Königin Maria Christina wurde 1830 schwanger. Im Zuge dessen regelte König Ferdinand VII. seine Nachfolge neu. Er erklärte Teile des Salischen Rechts, das nur eine männliche Thronfolge vorsah, offiziell für ungültig. Der König überging damit seinen jüngeren Bruder Don Carlos, der bisher für den Thron vorgesehen war. Am 10. Oktober 1830 kam schließlich die spätere Königin Isabella II. zur Welt. Die Stimmung des Hofes bei ihrer Geburt fing der anwesende Historiker Carlos Cambronero mit folgenden Worten ein: „Ein Erbe, wenn auch Weibchen“. Die Anhänger von Don Carlos, die sogenannten Carlisten, sollten Isabella nach dem Tod von Ferdinand VII. 1833 tatsächlich die Anerkennung verweigern. Damit waren die Grundlagen für den sogenannten Ersten Karlistenkrieg, einer innerstaatlichen Auseinandersetzung um den Besitz der Krone gelegt. Diesen Krieg gewannen die liberalen Kräfte nach sechs Jahren. Die liberale Verfassung von Cádiz wurde im August 1836 wieder eingesetzt.

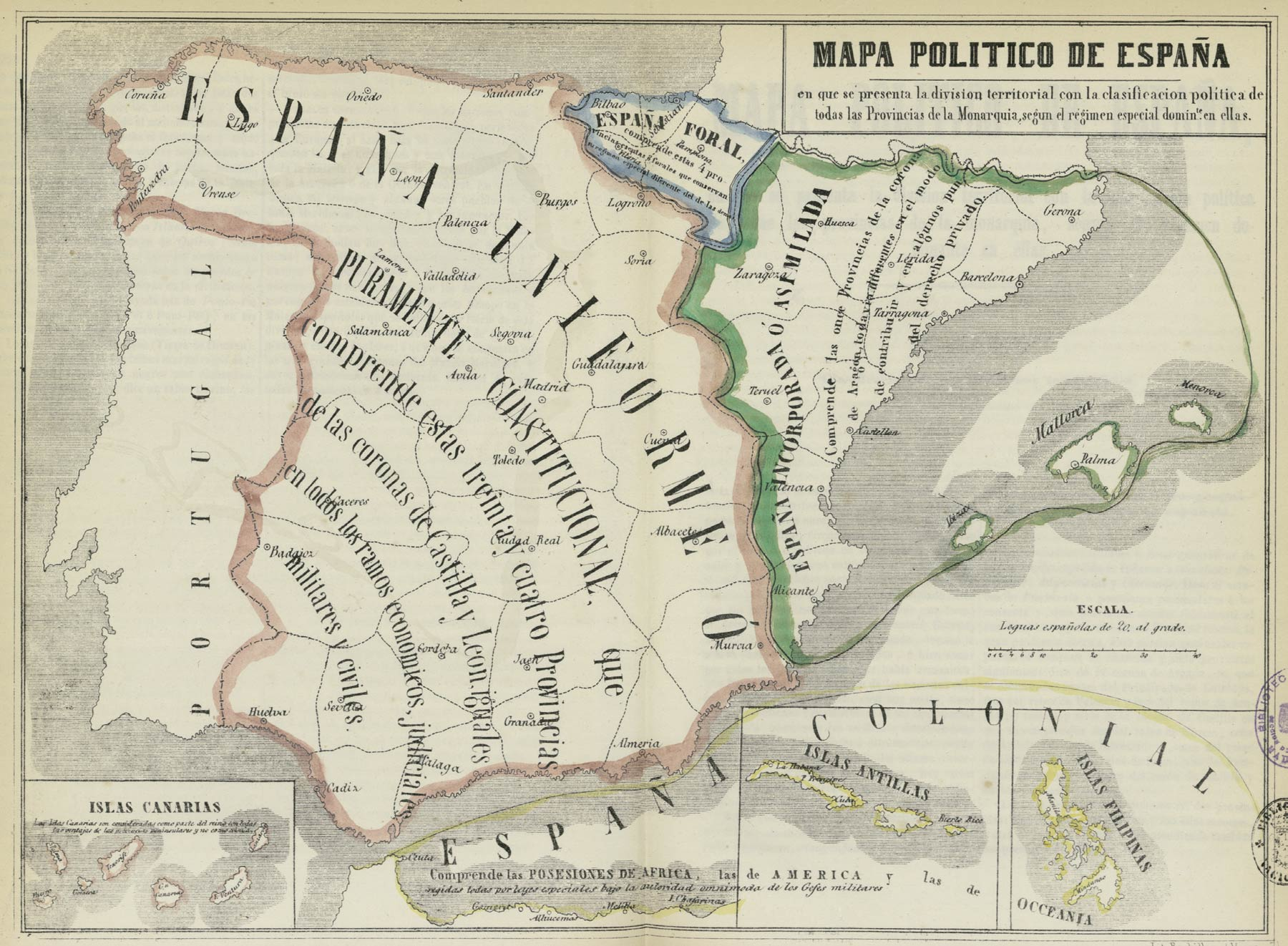
Politische Karte Spaniens 1850: unterschieden werden Kastilien oder España uniforme, das inkorporierte oder assimilierte Spanien (das historische Königreich Aragon),España foral (die baskischen Provinzen), sowie die Kolonien

1840 zwang ein Staatsstreich von General Baldomero Espartero die Regentin Maria Christina zur Flucht. Der englandfreundliche Espartero regierte faktisch als Diktator und zog in Erwägung, den spanischen Markt für britische Produkte, vor allem für Baumwollgewebe, zu öffnen. Dadurch war die aufblühende katalanische Baumwollbranche bedroht. Am 13. November 1842 rebellierten Bürger und Textilarbeiter in Barcelona gegen Espartero, dessen General Antonio Van Halen dafür die Stadt am 3. Dezember mit über 1000 Geschossen bombardierte und etwa 100 Menschen hinrichten ließ. 462 Häuser wurden zerstört. Diese gewaltsame Reaktion und andere Strafaktionen etwa gegen die Stadt Reus und republikanische Kräfte führten zur Stärkung der Opposition gegen Espartero. Nachdem Isabella 1843 für mündig erklärt worden war, brachen Rebellionen in Katalonien, Andalusien, Aragon und Galicien aus. General Ramón María Narváez und andere Militärs zwangen Espartero zur Flucht nach England. 1845 wurde eine Verfassung angenommen. 1847 begann der Zweite Carlistenkrieg, der 1849 mit dem Sieg Isabellas endete.

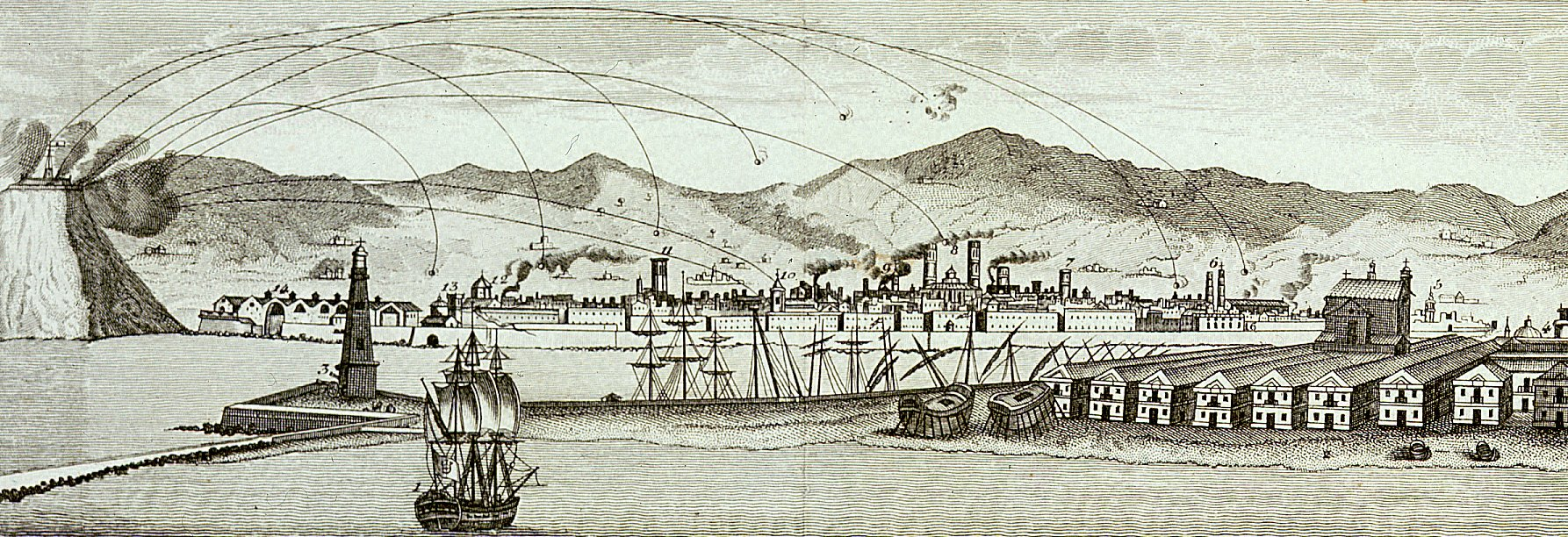
Bombardierung von Barcelona vom Castillo de Montjuïc

Eine Reihe von Aufständen der Progresistas (Liberale, Republikaner und Sozialisten) und Moderados (Monarchisten und Katholiken) führten 1868 zu einer Revolution unter General Juan Prim, die die Herrschaft von Isabella beendete, während General Francisco Serrano Domínguez vorläufig die Regierung übernahm. Es wurde eine Suche nach einem neuen König nötig, die sich wegen Mangels an Kandidaten hinzog.
1869 proklamierten die Cortes eine neue Verfassung, die als Regierungsform eine parlamentarische Monarchie vorsah. Ein vielversprechender Königskandidat war Prinz Leopold von Hohenzollern-Sigmaringen, Spross einer katholischen Nebenlinie der Hohenzollern. Er ließ sich im Frühjahr 1870 von Otto von Bismarck überreden, die Kandidatur anzunehmen. Ein französischer Einspruch gegen Leopold führte zum Deutsch-Französischen Krieg. Schließlich wählten die Cortes am 16. November 1870 Amadeus von Savoyen zum König. Als 1872 der Dritte Carlistenkrieg ausbrach und Amadeus die Ordnung nicht wiederherstellen konnte, dankte er im Februar 1873 ab.

## Erste Republik (1873 bis 1874), Industrialisierung, Krieg um Kuba und die Philippinen
Die von den Cortes ausgerufene Erste Republik überdauerte kaum elf Monate. Im Januar 1874 setzte ihr der Putsch von General Serrano ein Ende. Er löste die Cortes auf und regierte als Diktator mit dem Titel eines Präsidenten. Durch einen Aufstand unter der Führung von Martínez-Campos wurde im Dezember 1874 die Monarchie wiederhergestellt.
Das neue Regime war konstitutionell geprägt. Es verfügte über ein eingeschränktes Wahlrecht, die Macht der Streitkräfte wurde durch Auslandseinsätze kanalisiert. Der Sohn Isabellas II., Alfons XII., wurde neuer König. Nach dessen Tod 1885 regierte seine Frau Maria Christina für den minderjährigen Alfons XIII. (Alfons selbst regierte 1902 bis 1931). Der 1876 beendete Dritte Carlistenkrieg und das Ende des Zehnjährigen Krieges auf Kuba läuteten eine längere Friedensperiode ein. 1893 kam es jedoch in Marokko zum Ersten Rifkrieg.
Die neue Epoche der Restauración war durch ein verhältnismäßig stabiles Machtabkommen, den Pardo-Pakt von 1885 zur Sicherung der Monarchie, zwischen der Konservativen Partei (deren Führer Cánovas del Castillo die Wiedereinsetzung der Monarchie unterstützt hatte) und der Liberalen Partei unter Práxedes Mateo Sagasta geprägt. Umgesetzt wurde der Pakt durch Wahlabsprachen, -fälschungen und das sog. Kazikentum. Lokale Kaziken waren Großgrundbesitzer, Bürgermeister oder Pfarrer. Die Ermordung von del Castillo im August 1897, die außenpolitischen Katastrophen (Spanisch-Amerikanischer Krieg 1898) und schließlich der Tod Sagastas im Januar 1903 beendeten diese Stabilität.

### Späte Industrialisierung mit ausländischer Hilfe

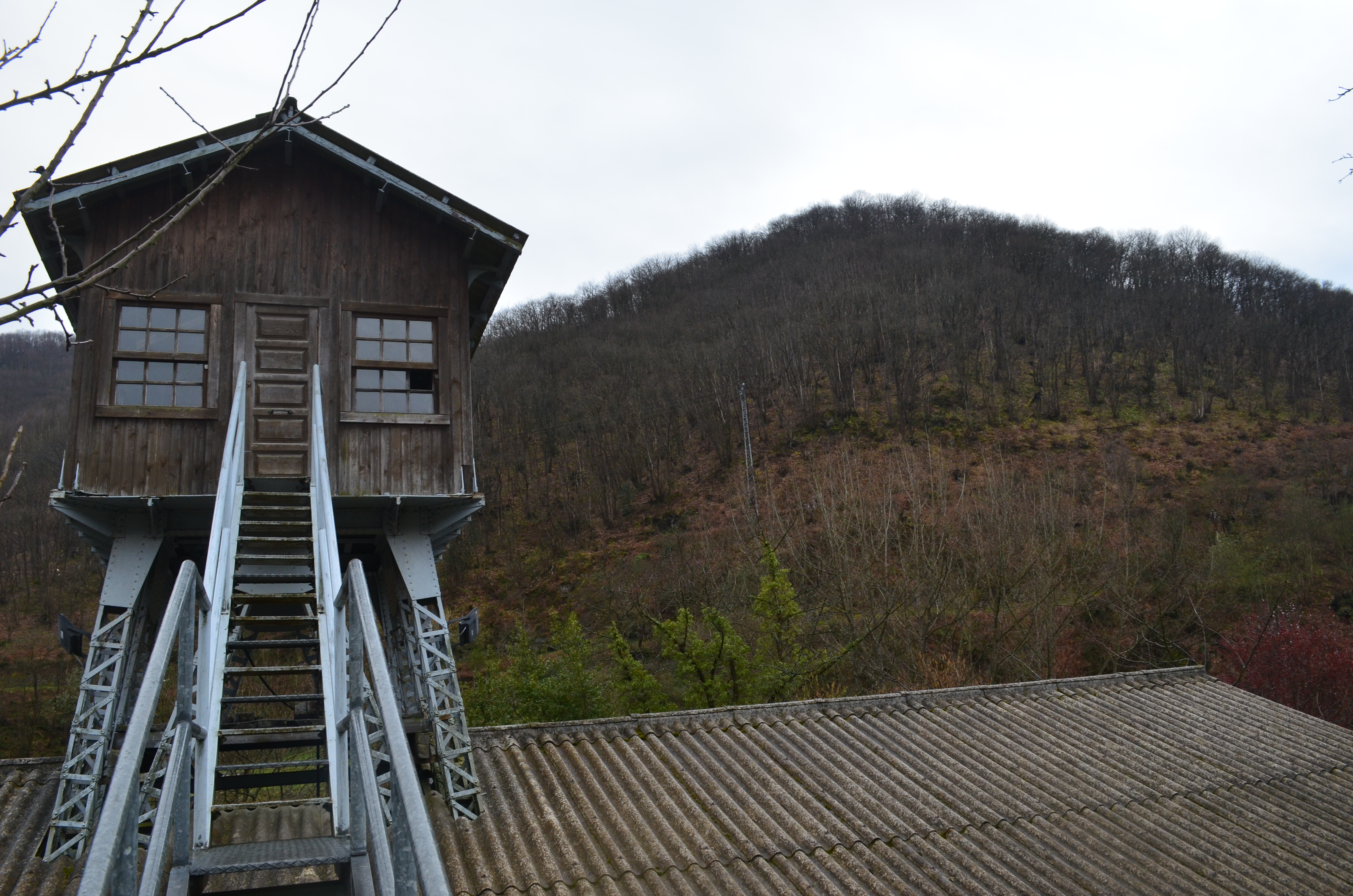
Alter Förderturm, Bergbaumuseum Pozo Espinos im Valle de Turón

In diese Phase fällt ein Aufschwung der Industrie durch die Entwicklung der Eisen- und Stahlproduktion sowie (seit 1890) die Ausbeutung der asturischen, allerdings qualitativ minderwertigen Kohleminen im Valle de Turón. Die alten Erzbergwerke in Minas de Riotinto, die 1775 von einem schwedischen Unternehmer gepachtet wurden, gerieten 1873 in englische Hände und wurden zur Keimzelle der britisch-australischen Rio Tinto Group. In den 1870er Jahren wurde die Stahlindustrie des Baskenlandes auf Grundlage britischer und deutscher Verfahren und durch den Bau von Eisenbahnen vor allem mit britischem und französischen Kapital entwickelt.
Die Industrialisierung begann an der vom Fernhandel und von Importen billiger englischer Kohle begünstigten Küste, also an der Peripherie des Landes. Mit Ausnahme der katalanischen Textilindustrie, in der seit etwa 1830 Dampfmaschinen und mechanische Webstühle eingesetzt wurden, blieben viele neue Wirtschaftszweige, vor allem der Bergbau auf Eisen, Blei, Kupfer und Quecksilber und die chemische Industrie sowie der Ausbau des Eisenbahnnetzes lange Zeit von ausländischen (meist englischen und französischen) Importen und ausländischem Kapital abhängig, da das Bürgertum vor allem in die Expansion seiner Landbesitzungen oder in die hochverzinsten Schuldverschreibungen des notorisch verschuldeten spanischen Staates investierte. Die Investitionen in den Bergbau hatten außerdem kaum Multiplikatoreffekte. Die Kapitalbildung stockte ebenso wie die Entwicklung der höheren technischen Bildung.
Die Familie Rothschild war bis etwa 1890 der wichtigste Financier der Eisenbahnen, des Bergbaus und auch des spanischen Staates. Ihr gehörten etwa 50 Prozent der ausländischen Investitionen; sie beherrschte große Teile des Handels mit Bergbauprodukten (so den kompletten Handel mit Quecksilber von 1830 bis 1921) und zog sich erst in den 1930er Jahren aus dem Spaniengeschäft zurück. Aber auch einige baskische Industrielle wie Francisco de las Rivas y Ubieta konnten ihr z. T. im Landhandel erworbenes Kapital in der Eisen- und Stahlindustrie investieren und zu Reichtum aufsteigen. In Bilbao entstanden 1868 die Werft Compañía de Diques Secos mit dem ältesten Trockendock Spaniens (später Euskalduna-Werft) und 1872 die erste Dynamitfabrik, was die Geburtsstunde einer spanischen chemischen Industrie war. 1854 bildete sich der erste Gewerkschaftszusammenschluss in Barcelona, die Unión de Clases mit dem Kern der Textilarbeiterschaft.
Erst 1897 gelangen die Sodaproduktion mit deutscher Hilfe und die Produktion von Wasserstoff und Azetylen mit schweizerischem Kapital. Fast alle Anilinfarben für die nicht unbedeutende Textilindustrie mussten aus Deutschland eingeführt werden. Mit zunehmender wirtschaftlicher Verflechtung wurde Spanien zum Schauplatz eines Kampfes um Einfluss zwischen den großen Handelsmächten, der sich bis 1914 intensivierte. Während der Großen Depression gerieten in den 1890er Jahren einige Wirtschaftszweige gerade wegen dieser Verflechtungen in Not. So endete 1893 die teilweise in britischem Besitz befindliche Eisen- und Stahlproduktion im Industriegebiet Altos Hornos de Marbella, die 1832 begonnen hatte. Um 1900 setzte wieder eine Phase der Hochkonjunktur ein, die zur Schaffung einiger exportstarker Unternehmen wie der Altos Hornos de Vizcaya führte. Doch schon um 1910 verschlechterten sich die Finanzierungskonditionen, und die Entwicklung einer breiten spanischen Unternehmerschicht dauerte bis zum Beginn der 1930er Jahre.
Besonders schwierig gestaltete sich die wirtschaftliche Entwicklung dort, wo keine Erzvorkommen vorhanden waren wie im weiterhin agrarisch geprägten Zentrum des Landes. Es kam zur Verelendung großer Teile der in den 1880er Jahren immer noch mehr als 70 Prozent der Gesamtbevölkerung ausmachenden ländlichen Bevölkerung, deren Hoffnungen auf Landerwerb enttäuscht wurden, da neben den Großgrundbesitzern auch immer mehr Stadtbürger das Land der Feld- und Flurgemeinschaften aufkauften. In der besitzlosen Landarbeiterklasse hat der spanische Anarchismus eine seiner Wurzeln. In den stärker industrialisierten Regionen erstarkten jedoch Autonomiebewegungen. 1894 wehte zum ersten Mal die Flagge des Baskenlandes in Bilbao, und 1895 gründete Sabino Arana den Partido Nacionalista Vascoa (PNV), die baskische Nationalpartei.

### Verlust der letzten bedeutenden Kolonien an die USA und Deutschland (1898/99)
Im Krieg mit den USA vom 25. April bis zum 12. August 1898 verlor Spanien die meisten seiner verbliebenen Kolonien. Als 1895 auf Kuba der Unabhängigkeitskrieg begann und sich 1896 auf den Philippinen nationalistische Gruppen erhoben, erklärte Spanien den Erhalt seiner Kolonien zur nationalen Frage. Bis 1898 entsandte die Regierung hunderttausende Soldaten, doch gelang es nicht, die Aufstände niederzuschlagen. Am 12. Juni 1898 erklärte Emilio Aguinaldo die Unabhängigkeit der Philippinen.

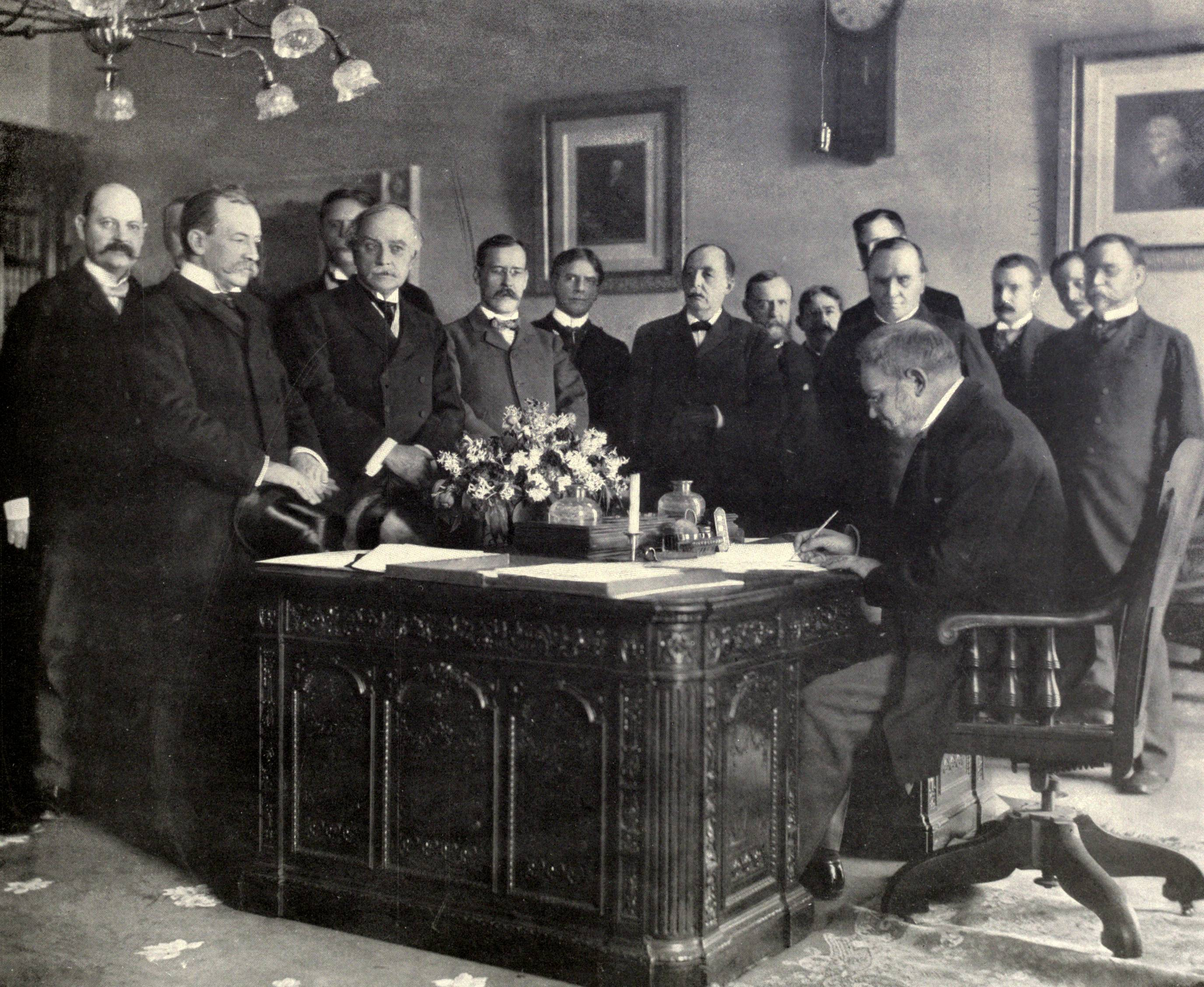
Der französische Botschafter in den USA Jules Cambon unterzeichnet im Namen Spaniens am 1. Mai 1899 die Ratifikationserklärung des Friedensvertrags.

Der Krieg belastete zunehmend die Innenpolitik, die vom überheblichen Patriotismus vieler Zeitungen geprägt war. Madrid suchte nach einer Kompromisslösung in Form beschränkter Autonomierechte. Doch der Kriegseintritt der USA bewirkte eine rasche Niederlage, die vielfach als El Desastre bezeichnet wurde. 1899 wurde die Erste Philippinische Republik ausgerufen, doch eine knappe Mehrheit in den USA war nicht an einem unabhängigen Staat interessiert. Kuba, die Philippinen und Puerto Rico mussten Ende 1898 an die USA abgetreten werden, wenn auch die Philippinen noch bis 1916 Widerstand gegen die Amerikaner leisteten (Philippinisch-Amerikanischer Krieg). Damit blieben Spanien nur noch Enklaven in Marokko, der Westsahara und Äquatorialguinea. Schließlich erzwang noch das Deutsche Reich einen Vertrag, in dem Spanien die Karolinen, die nördlichen Marianen und Palau abtreten musste.

### Verschärfung der sozialen Spannungen, Rifkrieg
Literarisch prägte das „Desaster“ eine ganze Reihe von Schriftstellern und Künstlern, die so genannte Generación del 98. Innenpolitisch verschärften sich die Spannungen, es kam zur Stärkung sozialistischer und anarchosyndikalistischer Gruppen. Die Unzufriedenheit der Armee wurde zunächst durch neue Kolonialabenteuer abgelenkt, wie schon im Krieg von 1893 im Rif. 1909 fand ein erneuter militärischer Konflikt zwischen Marokko und Spanien statt, erneut im Rifgebiet (Rifkrieg (1909)). Bereits 1904 hatten sich Paris und Madrid über eine Aufteilung Marokkos verständigt. Spanien konnte nach anfänglichen Niederlagen 40.000 Soldaten einsetzen und unter Verlust von 2500 Mann seine Enklave Melilla erweitern. Gemeinsam mit Frankreich errichtete es ein Protektorat. Im Vertrag von Fès vom 30. März 1912 einigten sich Spanien und Frankreich darauf, zwei Zonen als Spanisch-Marokko und Französisch-Marokko zu bilden.
Zwischen dem 25. Juli und dem 2. August 1909 kam es zur Semana Trágica, einem Arbeiteraufstand in Barcelona und in anderen Städten. Über 2500 Personen wurden festgenommen, 1700 von Militärgerichten verurteilt, 17 zum Tode verurteilt. Die Verfassung wurde bis November suspendiert, Zeitungen verboten, kulturelle Arbeiterzentren und Versammlungsorte sowie weit über 100 weltliche Schulen wurden geschlossen.

## Zweite Republik (1931–1936), Diktaturen (1923–1930, 1939–1975), Bürgerkrieg (1936–1939)

### Neutralität im Ersten Weltkrieg, Diktatur Miguel Primo de Rivera 1923–1930
Im Ersten Weltkrieg blieb Spanien neutral. Die Unzufriedenheit über die Leistungsbeförderungen, die von einem großen Teil des Offiziercorps abgelehnt wurden, bewirkte 1917 eine Staatskrise, in der die aus Festlands-Armeeeinheiten gebildeten „Juntas“ einen Regierungswechsel erzwangen. Zugleich brachte ein Generalstreik von Arbeitern und Sozialisten, insbesondere in Barcelona, die Regierung ins Wanken.

Das spanische Gebiet im Norden Marokkos, 1955

Der praktisch ohne parlamentarische Kontrolle unternommene „Befriedungs“-Feldzug gegen die Berber des Rif blieb ohne Erfolg. Bei einem Vorstoß kam es 1921 unter General Manuel Fernández Silvestre zur Schlacht von Annual, in der die Berber unter Abd el-Krim über 8000 spanische Soldaten töteten. Spanien verlor fast alle Positionen mit Ausnahme der Enklaven von Ceuta und Melilla. Die sich danach zuspitzenden innenpolitischen Spannungen führten ab dem 13. September 1923 zur Diktatur von General Miguel Primo de Rivera, der König Alfons XIII. zustimmte. Die Verfassung von 1876 wurde aufgehoben.

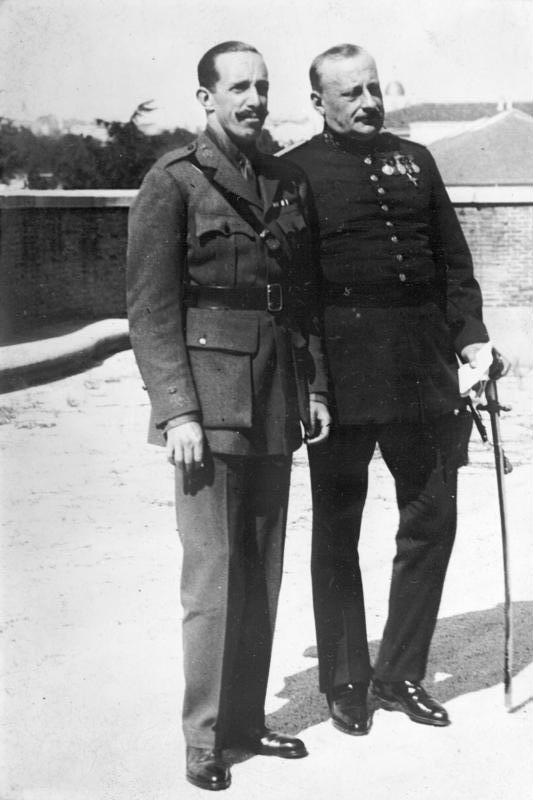
Primo de Rivera (rechts) und König Alfons XIII. im März 1930

Primo de Rivera und die französische Kolonialregierung gingen nun gemeinsam gegen die Berber vor. Insgesamt rückten eine halbe Million spanische und französische Soldaten in die verbliebene Rif-Republik ein. Es dauerte noch bis Juli 1927, bis die Spanier das gesamte Gebiet unterworfen hatten. Dabei wurde auf Initiative des Königs, der die Rif-Kabylen ausrotten wollte, ab Oktober 1921 Giftgas aus dem deutschen Munster-Breloh eingesetzt. Die beiden Kolonialmächte setzten 500–600 t Phosgen und Chlor-Arsin-Kampfstoff ein. Bei der spanischen Besetzung von Al Hoceïma 1926 wurde auch Senfgas eingesetzt. Die spanische Armee bezifferte ihre Verluste in den Jahren 1921 bis 1926 auf 17.020 Mann.
Trotz einer zeitweise breiten Unterstützung, auch unter Arbeitern und Intellektuellen, konnte sich Primo de Rivera nur bis 1930 halten. Er wurde durch General Berenguer ersetzt, der für April 1931 Gemeindewahlen ausschrieb. Dabei konnten republikanische Kandidaten, benachteiligt durch die Wahlkreiseinteilung, zwar nur ein Fünftel der Sitze gewinnen, sie erhielten aber 40 % der Stimmen, was zur Ausrufung der Zweiten Republik führte. Der König verließ das Land, ohne auf den Thron zu verzichten.

### Zweite Republik 1931–1936

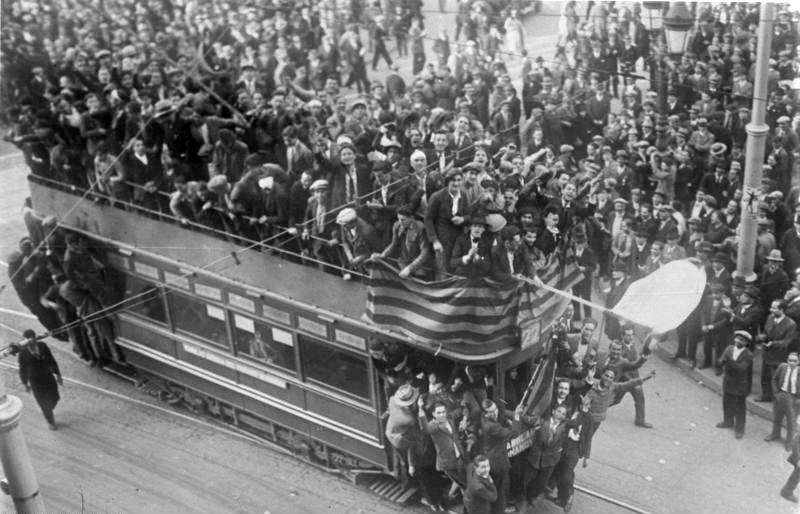
Feiern zur Ausrufung der Zweiten Spanischen Republik, 1931

Der Großgrundbesitzer Niceto Alcalá Zamora, der am 14. April 1931 die zweite Republik ausgerufen hatte, wurde Staatspräsident; eine Koalition aus linksrepublikanischen Parteien und der Sozialistischen Arbeiterpartei unter Manuel Azaña (Acción Republicana) übernahm die Regierung. Die Verfassung sah nun seit 1931 das Frauenwahlrecht vor, ebenso die Zivilehe. Katalonien, Galicien und dem Baskenland wurden 1932 bzw. 1936 Autonomierechte gewährt.
Wirtschaftliche Probleme und Mangel an politischer Konsenskultur verhinderten aber eine Konsolidierung. Reformprojekte kamen nur zögerlich zustande, Gesetze wurden nach Regierungswechseln wieder zurückgenommen. Im August 1932 kam es unter Führung von General José Sanjurjo zum ersten Putschversuch.
Nach der Parlamentswahl am 19. November 1933 übernahm eine Mitte-rechts-Koalition aus der konservativen Confederación Española de Derechas Autónomas und dem liberalen Partido Radical unter dem neuen Ministerpräsidenten Alejandro Lerroux die Regierung. Gegen sie kam es im Oktober 1934 zu mehreren Aufständen linker Gruppen. In Barcelona proklamierte die Regionalregierung ihre Unabhängigkeit, scheiterte damit aber ebenso wie die Anhänger des sozialistischen Gewerkschaftsführers Francisco Largo Caballero mit dem Aufstand in Madrid. Zur größten Erhebung kam es in Asturien, wo verschiedene Organisationen der Eisenbahner und Bergarbeiter eine „Arbeiterallianz“ aus der sozialistischen Gewerkschaft Unión General de Trabajadores, den anarchosyndikalistischen Treinistas und den wenigen Kommunisten gegründet hatten. Der Aufstand wurde von Regierungstruppen unter General Francisco Franco niedergeschlagen.
Die Instabilität verschärfte sich nach dem Sieg der Volksfront (Frente Popular) aus linksliberalen, sozialistischen und kommunistischen Parteien bei der Parlamentswahl vom 17. Februar 1936. Während dieser Zeit kam es zu Straßenschlachten und Anschlägen; am 13. Juli 1936 ermordeten Angehörige sozialistischer Milizen und der republikanischen Sicherheitspolizei den monarchistischen Oppositionsführer José Calvo Sotelo. Führende Generäle nahmen dies zum Anlass, am 17. Juli einen lange vorbereiteten Putsch durchzuführen.

### Der Spanische Bürgerkrieg (1936–1939)

#### Grundkonstellation
Zwischen Juli 1936 und April 1939 standen sich Republikaner und Sozialisten auf der einen und die Putschisten Francos auf der anderen Seite gegenüber. Zugleich standen sich katholisch-nationalistische, bürgerlich-liberale und sozialrevolutionäre Gruppierungen in weit zurückreichender Feindschaft gegenüber. Wegen der Weltwirtschaftskrise und durch das Aufkommen des Faschismus verschärfte sich die Situation. Die Anarchisten hatten wiederum fast von Anfang an die Republik bekämpft; die zuvor reformistische sozialistische Gewerkschaft UGT schwenkte aus Enttäuschung über das Regierungsbündnis mit den Republikanern ab 1933 auf einen revolutionären Kurs um und propagierte die Diktatur des Proletariats. Große Teile der sozialistischen Partei PSOE setzten dagegen weiterhin auf eine Kooperation mit den Liberalen. Weite Teile des Bürgertums fürchteten eine Dominanz der Arbeiterschaft und waren daher bereit, eine Diktatur zu unterstützen. Hinzu kamen die Bestrebungen des katalanischen und baskischen Bürgertums, den kastilisch dominierten Zentralstaat zu verlassen.
Ein erster Militärputsch wurde 1932 durch einen anarchistischen Generalstreik vereitelt. Ende 1933 zerbrach die erste Koalition, der eine von den rechten Parteien tolerierte und gewählte Zentrumsregierung folgte. Sie amnestierte die Putschisten und machte die Reformen rückgängig. Im Oktober 1934 riefen Sozialisten sowie die bürgerliche katalanische Regierung zum Aufstand auf, der jedoch scheiterte, ebenso wie der Aufstand in Asturien. Die Confederación Española de Derechas Autónomas, die katholizistische Sammlungsbewegung, die in Teilen mit dem europäischen Faschismus sympathisierte, drängte an die Macht, scheiterte aber am Staatspräsidenten.
Ende 1935 war auch die zweite Koalition am Ende. Um das Mehrheitswahlrecht diesmal für sich zu nutzen, bildeten Sozialisten, Republikaner, liberale Katalanisten, der Partido Comunista de España und der linkskommunistische Partido Obrero de Unificación Marxista die Frente Popular. Unterstützt wurden sie von baskischen Nationalisten und Anarchisten. Dagegen stand die Frente Nacional aus CEDA, Monarchisten, einer Grundbesitzer-Partei und den Carlisten. Dazwischen standen die Parteien der Mitte, die kaum mehr Einfluss hatten.

#### Die Wahlen von 1936, Sieg der Volksfront
Am 16. Februar 1936 gewann die Volksfront die Wahlen. Den meistzitierten Angaben Javier Tussells zufolge erhielten deren Parteien im ersten Wahlgang 4.654.116 Stimmen, diejenigen der rechten Nationalen Front 4.503.505 Stimmen. Sonstige Parteien, darunter Zentrum, baskische Nationalisten und der Partido Republicano Radical, erhielten 562.651 Stimmen.
Ungeachtet des moderaten Reformprogramms der neuen Regierung unter Manuel Azaña kam es zu Landbesetzungen, Streiks und Straßenkämpfen, die faschistische Falange übte Terror aus. Am 13. Juli wurde der monarchistische Oppositionsführer José Calvo Sotelo durch Angehörige der Guardia de Asalto und der Guardia Civil ermordet. Dies bewog die Carlisten, den Putsch der Offiziere mit ihren paramilitärischen Verbänden zu unterstützen.

#### Die Rolle der europäischen Mächte, Hitler und Mussolini, Stalin

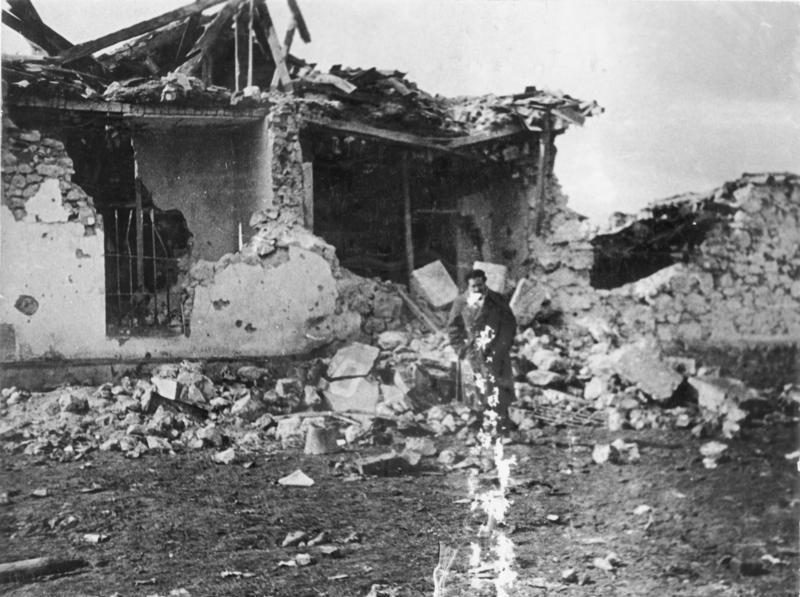
Ein während der Schlacht von Guadalajara zerstörtes Wegwärterhäuschen

Einige europäische Mächte bildeten unter der Ägide des Völkerbundes das Komitee für Nichteinmischung in die Angelegenheiten Spaniens, doch nur Frankreich und Großbritannien praktizierten eine Nichteinmischungspolitik. Die faschistischen Mächte Italien und Deutschland unterstützten hingegen die Putschisten; die Sowjetunion belieferte die Republik mit Waffen und Beratern.
Nach einem Hilfegesuch Francos unterstützte Hitler die Putschisten. Für das NS-Regime war der Bürgerkrieg ein Schlachtfeld im Konflikt mit dem „Bolschewismus“. Dies geschah vor dem Hintergrund, dass Frankreich seit Juli 1936 ebenfalls eine Volksfront-Regierung besaß.
Unmittelbar nach dem Putsch begaben sich sämtliche Angestellte von deutschen Konzernen entweder in von Franco kontrollierte Gebiete oder verließen Spanien. Es kämpften vermutlich 15.000 Deutsche auf Seiten Francos, etwa 300 kamen ums Leben. Die finanziellen Hilfen Berlins betrugen 1939 etwa 43.000.000 £, davon entfielen 62,6 % auf die Legion Condor. Der portugiesische Ministerpräsident António Salazar räumte am 21. August 1936 ein, dass die portugiesische Marine Kriegsmaterial und Treibstoff lieferte.
Weil die Putschisten nicht genug Währungsreserven hatten, wurde mit Berlin vereinbart, Kriegsgerät etwa gegen Bergbau-Konzessionen zu verrechnen. Später überschrieb Franco dem Deutschen Reich sechs Bergwerke gegen 480 Millionen Reichsmark. IG-Farben und Siemens unterstützten die Legion Vidal, eine Sanitätstruppe der Putschisten. Laut einem US-Regierungsbericht konnten insgesamt 104 Personen identifiziert werden, die als Spitzel für deutsche Firmen tätig waren.
Am 27. Juli 1936 wurde der „Sonderstab W“ unter Hermann Göring gebildet, der von Helmut Wilberg und Erhard Milch geleitet wurde. Mit dem Unternehmen Feuerzauber wurden Truppen von Spanisch-Marokko auf das Festland geflogen. Die Verlegung von 14.000 Fremdenlegionären und 500 Tonnen Material erfolgte vom 28. Juli bis Oktober 1936. Zudem sicherten die Panzerschiffe Deutschland und Admiral Scheer als Begleitschutz Schiffe, die über die Straße von Gibraltar Truppen transportierten.
Bis zum 26. November trafen 12.000 Angehörige der Legion Condor, zu der 19.000 Mann gehörten, in Cádiz ein. Sie verfügte bald über etwa 100 Flugzeuge und griff in alle wichtigen Schlachten ab 1937 ein: um Bilbao (Juni 1937), Brunete (Juli 1937), Teruel, Ebro-Bogen. Berüchtigt wurde der Luftangriff auf Gernika am 26. April 1937, bei dem die religiöse Hauptstadt des Baskenlandes zerstört wurde. Die Legion war auch am Massaker von Málaga (Februar 1937) beteiligt, bei dem etwa 10.000 Menschen ums Leben kamen. Die Versorgung mit Erdölprodukten bewerkstelligten Royal Dutch Shell, Texaco und die Standard Oil Company.

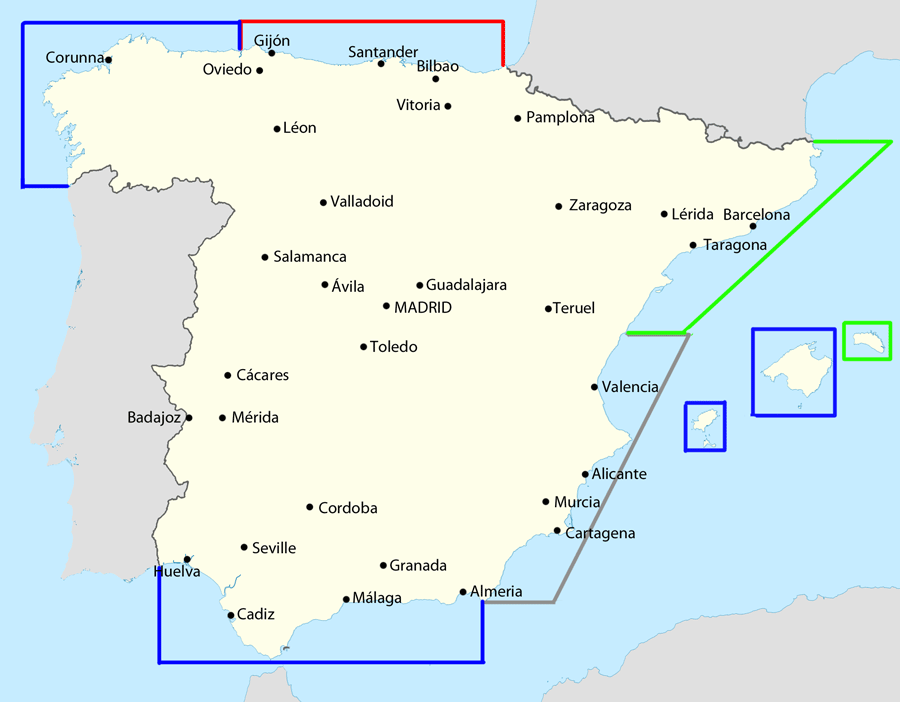
Übersichtskarte über die Operationsgebiete zur Durchsetzung des beschlossenen Waffenembargos (Gebiet der deutschen Kriegsmarine in grau)

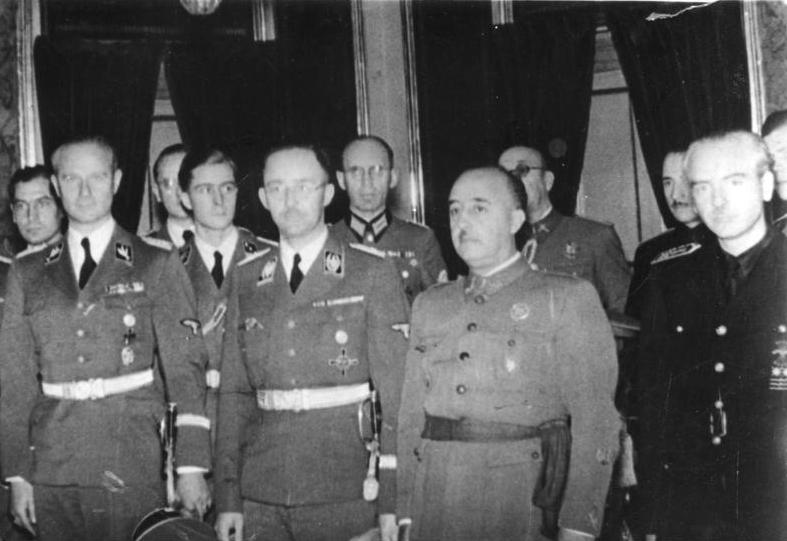
Reichsführer SS Heinrich Himmler mit Karl Wolff bei einem Treffen mit Franco in Spanien, 25. Oktober 1940

1937 errichteten die Putschisten in Miranda de Ebro ein Konzentrationslager nach deutschem Vorbild, das von dem SS- und Gestapo-Mitglied Paul Winzer geführt wurde. Die Zusammenarbeit beinhaltete auch die gegenseitige Auslieferung von „politischen Verbrechern“.
Neben Berlin mischte sich vor allem Rom ein, und zwar in weit größerem Umfang. Dort hatte man, anders als in Berlin, schon im Vorfeld über die Absichten der Generäle Bescheid gewusst. In der ersten Phase entsandte Benito Mussolini Milizionäre, die die Schlagkraft seines Regimes demonstrieren sollten. Am 18. November 1936 erkannte Italien mit Deutschland das Franco-Regime als rechtmäßige Regierung an. Mussolini stellte Franco unter anderem vier Zerstörer und einen Kreuzer zur Verfügung. Im Juli 1938, während der Schlacht am Ebro, griffen italienische U-Boote sowjetische und britische Schiffe mit Kriegsmaterial für die Republik an. Sie unternahmen von November 1936 bis Februar 1938 108 Angriffe gegen Kriegs- und Handelsschiffe. Die Intervention, die Italien insgesamt etwa 10.000 Tote und 4,5 Milliarden Lire kostete, honorierte Franco lediglich mit 100.000 Tonnen Eisen und einer protokollarischen Zusicherung, dass die Beziehungen zwischen Italien und Spanien „weiterentwickelt“ werden sollten.
Bis zu 12.000 portugiesische Freiwillige kämpften auf Seiten Francos. Im März 1939 unterzeichnete Portugal einen 'Freundschafts- und Nichtangriffspakt' mit Spanien.
Darüber hinaus kämpften etwa 700 irische Freiwillige in der Irischen Brigade. Am 12. Dezember 1936 verschiffte im Auftrag des deutschen Reiches Joseph Veltjens 600 Mann von Galway in die nordwest-spanische Hafenstadt El Ferrol.
Am 18. September 1936 verkündete Eugen Fried in Paris den Beschluss Stalins zur Aufstellung von Internationalen Brigaden. Daraufhin organisierten Kommunistische Parteien verschiedener Länder deren Rekrutierung. Die Brigaden setzten sich aus 40.000 bis 48.000 Freiwilligen zusammen. Die Sowjetunion blieb (neben Mexiko) der einzige nennenswerte Bündnispartner Madrids. Mexiko, das über 2.000.000 $ sowie 20.000 Gewehre lieferte, bot vor allem diplomatische Hilfe und die Aufnahme von rund 50.000 republikanischen Flüchtlingen.
Mit der Hilfe des Generalkommissars Alvarez del Vayo gelang es bis zum Frühjahr 1937, das Militärwesen so weit zu dominieren, dass 125 der 168 Bataillonskommissare Parteigänger der PCE und PSUC oder Mitglieder der Vereinigung der kommunistischen Jugendverbände Spaniens waren. Die genaue Zahl der sowjetischen Fachleute wird mit maximal 2150 angegeben, wobei sich zu keiner Zeit mehr als 800 von ihnen im Land aufhielten. Der oberste Militärberater war Jan Karlowitsch Bersin.
Die ersten sowjetischen Waffenlieferungen trafen im Oktober 1936 ein: 42 Doppeldecker vom Typ Polikarpow I-15 und 31 Polikarpow I-16 Jagdflugzeuge. Am 29. Oktober griffen Tupolew SB-2-Bombenflugzeuge Sevilla an. Die Sowjetunion gewährte der Regierung aber kaum Kredite; die Waffenlieferungen wurden mit bedeutenden Teilen der Goldreserven bezahlt.
Es folgte eine Terrorwelle gegen die anarchistische Confederación Nacional del Trabajo, die marxistische Partido Obrero de Unificación Marxista und gegen Trotzkisten. Die Auseinandersetzungen gipfelten in den Maiereignissen von Barcelona, einem „Bürgerkrieg im Bürgerkrieg“. Unklar ist, weshalb Stalin ab 1938 seine Unterstützung, die lange geleugnet wurde, fast gänzlich einstellte.
In Paris regierte ab Juli 1936 die sozialistische Regierung von Léon Blum, doch war die von einer pazifistischen Strömung mitgeprägte Dritte Französische Republik in ähnlicher Weise gespalten wie die spanische; eine kleine Abteilung von rechtsgerichteten Franzosen kämpfte in der spanischen Fremdenlegion, hingegen sympathisierte die Linke mit der Republik. Ab März 1938 gestattete eine größere Waffenlieferung noch einmal die Reorganisation des Widerstandes, der hoffte, in dem bevorstehenden Weltkrieg eine Wende erreichen zu können.
In Großbritannien hegten konservative Eliten Sympathien für die Putschisten, da diese die Eigentumsverhältnisse unangetastet ließen. Mit der Nichteinmischungspolitik sollte Spanien „neutralisiert“, der Konflikt auf die Halbinsel beschränkt werden. Franco kam den Briten hier entgegen, indem er 1938 vorsorglich seine Neutralität in einem möglichen größeren Konflikt erklärte.
Beobachtern war klar, dass der Sieg Francos auf die erdrückende Luftüberlegenheit und auf die leistungsfähigere Artillerie zurückzuführen war.

#### Anarchismus

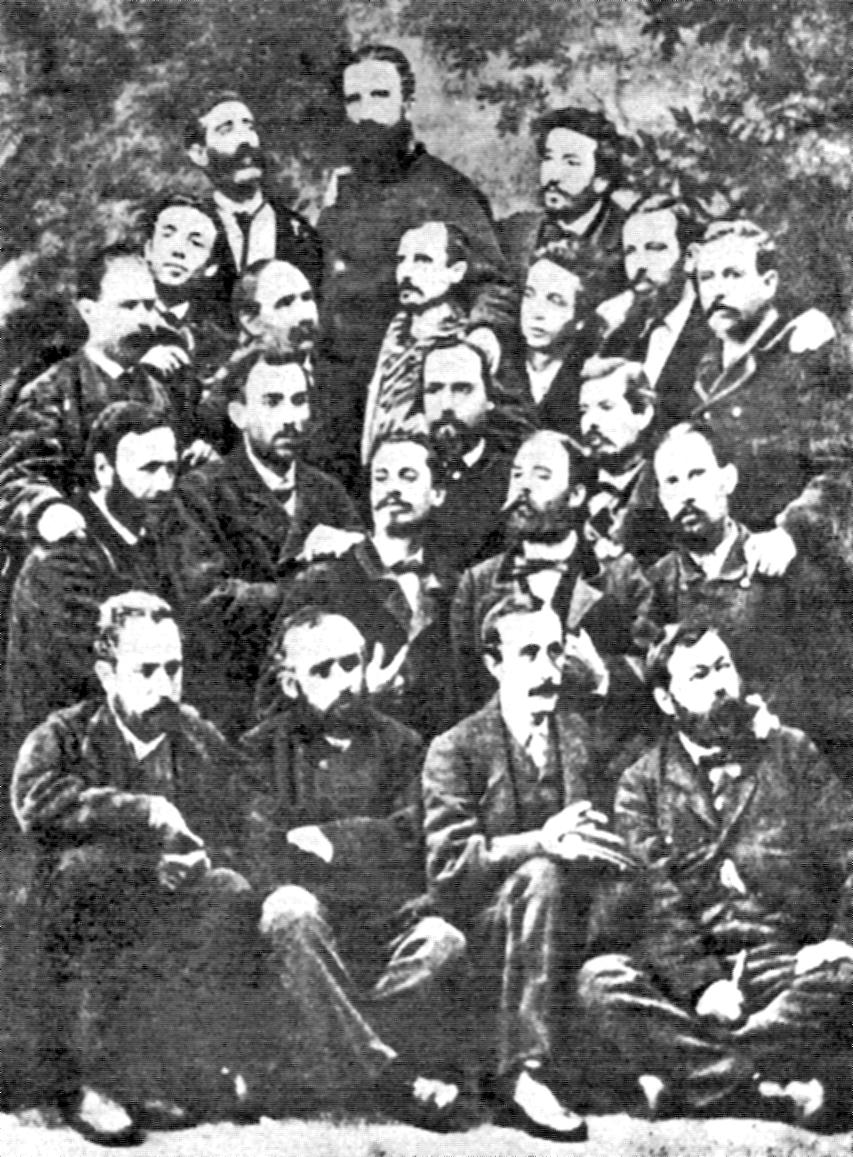
Fanelli (ganz oben in der Mitte) gemeinsam mit den ersten spanischen Internationalisten 1869 in Madrid

Der Anarchismus Spaniens hat eine eigenwillige Geschichte. Der Italiener Giuseppe Fanelli kam 1868 durch eine von Michail Bakunin geplante Reise nach Spanien, um Mitglieder für die Internationale Arbeiterassoziation zu gewinnen. Es entstanden erste Sektionen in Barcelona, Cádiz, Sevilla, Saragossa und Palma. Nach 18 Monaten gab es in Spanien bereits 150 Teilgesellschaften mit etwa 40.000 Mitgliedern. Vor dem Haager Kongress der Internationale von 1872 stellte die Spanische Föderation mit 848 Ortssektionen die mit Abstand größte Landesorganisation dar. 1872 wurde Bakunin aus der Internationalen ausgeschlossen, woraufhin die spanischen Sektionen die treibende Kraft bei der Bildung der Antiautoritären Internationale wurden.

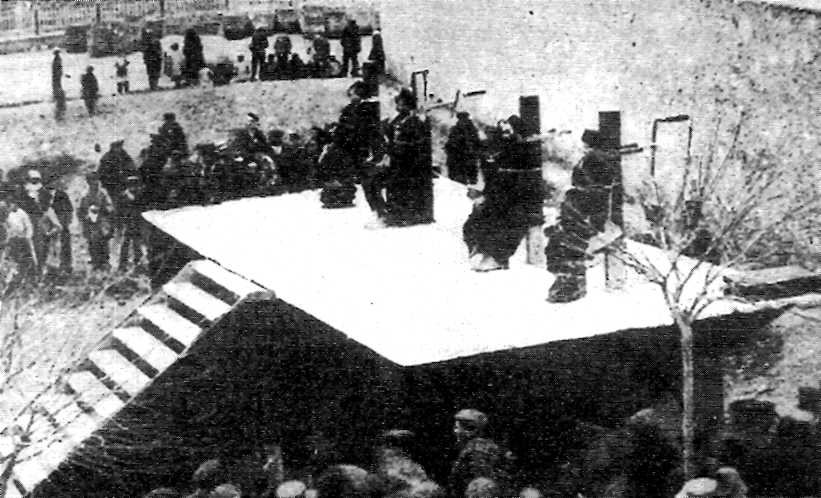
Hinrichtung von Aufständischen in Jerez de la Frontera 1892

Um 1870 hatte die Spanische Föderation die meisten ihrer Mitglieder in den ländlichen Gebieten von Andalusien und in Katalonien. Nachdem in der Region Alcoi 1873 Streiks für den Achtstundentag stattgefunden hatten, versuchte die Regierung die Aktivitäten der Föderation zu unterbinden. Ihre vorübergehend größte Mitgliederzahl erreichten die anarchistischen Sektionen 1883 mit fast 60.000 Mitgliedern.
Demonstrationen folgten dem Haymarket-Massaker von 1886 in Chicago, das die 1.-Mai-Tradition begründete. Der 1. Mai 1890 bildete dabei den Auftakt zur bis dahin größten europäischen Streikwelle. 1891 wurde die Mehrzahl der Organisationen aufgelöst. Über 400 Anarchisten wurden nach einem Bombenanschlag im Gefängnis von Montjuïc in Barcelona 1892 gefangengesetzt, fünf exekutiert.
Im Jahr 1900 entstand eine neue Organisation, die Federación de Trabajadores de la Región española, die den Syndikalismus mit libertären Prinzipien verband und deren Teilnehmer auf 52.000 geschätzt wurden.

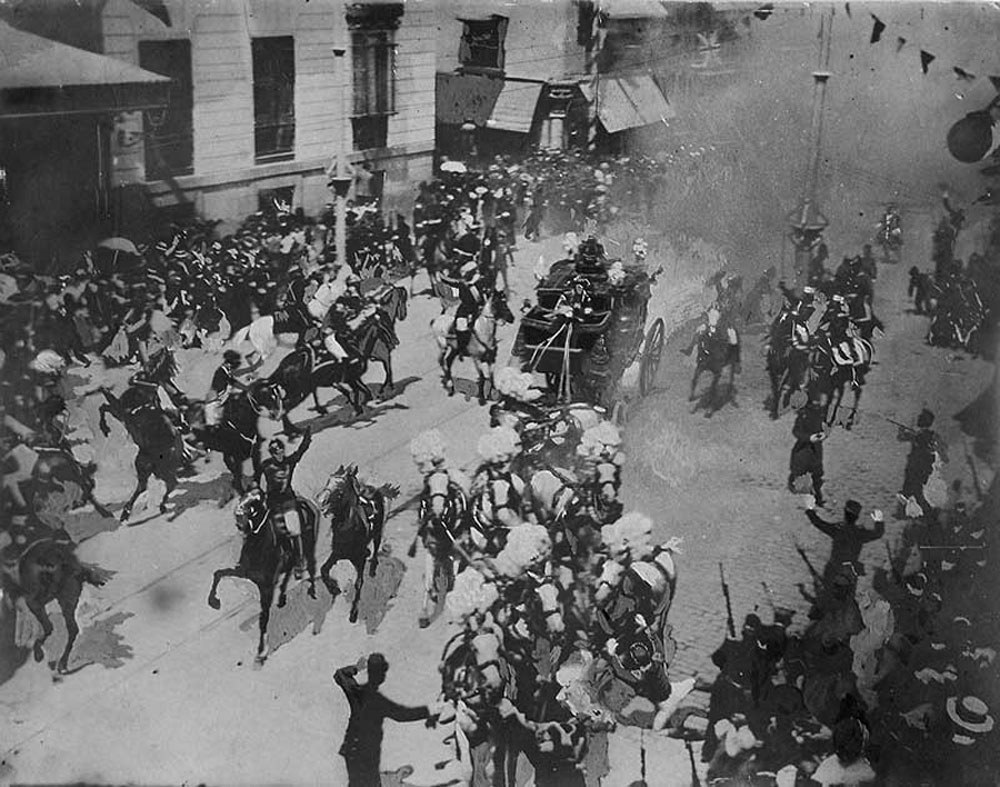
Attentat auf Alfonso XIII., 1906. 28 Menschen starben, rund 100 wurden verletzt.

1909 wurde eine Textilfabrik geschlossen, die Löhne im ganzen Industriesektor gekürzt. Zur gleichen Zeit ließ die Regierung verlautbaren, dass sie militärische Reserven für den Krieg in Marokko einziehen wolle. Ein Generalstreik begann am 26. Juli in Barcelona; es wurden etwa 1700 Personen angeklagt, 450 verurteilt, fünf hingerichtet. Gewerkschaften und ihre Zeitungen wurden verboten und liberale Schulen geschlossen.

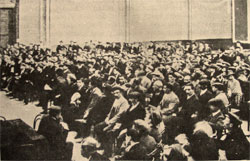
Gründungskongress der CNT 1910

1910 wurde die Confederación Nacional del Trabajo (CNT) gegründet, die sogleich zur illegalen Organisation erklärt wurde. 1917 kam es zu einem von Sozialisten, mit wesentlicher Unterstützung von Anarchisten, organisierten Generalstreik in Barcelona. 1919 lösten die Beschäftigten eines Kraftwerks einen 44-tägigen Generalstreik aus. Barcelona wurde unter Kriegsrecht gestellt, die Regierung berief kurzerhand alle Arbeiter zum Militärdienst. Die Streikenden forderten den Achtstundentag, Spanien wurde das erste Land mit einem Gesetz dieser Art. 1921 fiel der Ministerpräsident Eduardo Dato einem Anschlag zum Opfer. Die CNT hatte zu dieser Zeit fast eine Million Mitglieder.
1927 wurde die Federación Anarquista Ibérica gegründet, die auf autonomen Bezugsgruppen basierte. Sie wurde von Militanten wie Buenaventura Durruti dominiert, unterstützte aber auch gemäßigte Anstrengungen gegen die Diktatur und half 1936 bei der Schaffung der Volksfront. Zu dieser Zeit, als die anarchistischen Organisationen mit der Regierung zusammenzuarbeiten begannen, wurde die FAI de facto eine politische Partei, das Modell der Bezugsgruppen wurde aufgegeben.
Arbeiter und Landarbeiter kollektivierten Landbesitz und Industrie, verwalteten diese selbst und setzten Räte ein. In Katalonien setzte sich der Anarchosyndikalismus durch. Daneben gab es noch andere Arten des Anarchismus, vor allem in Saragossa, und in Form von Bauernvereinigungen in Andalusien. Die wichtigsten Gruppen waren die Confederación Nacional del Trabajo, dann die 20.000 Mujeres Libres und die Anhänger des Partido Obrero de Unificación Marxista.
Mit Fortschreiten des Krieges gelang es der Regierung und der kommunistischen Partei über ihren Zugang zu sowjetischen Waffen, die Kontrolle über die kriegswichtige Produktion zu erlangen. Gleichzeitig führten die kommunistischen Truppen Säuberungen durch. Ziel war es, die Anarchisten der CNT und die Links-Marxisten des POUM zu zerschlagen. Danach brach der Widerstand in den von Anarchisten kontrollierten Regionen zusammen.
Die CNT hielt an dem Prinzip fest, dass alle Staatsgewalt zerstörerisch sei. Einige Anarchisten – darunter Durruti – wurden nach Afrika deportiert. Die Anarchisten forderten: „Vor Wahlen erst soziale Reformen!“ Im Dezember 1933 fand erneut ein Aufstand in Katalonien statt, ebenso wie in Saragossa. Der in Asturien ausgelöste Bergarbeiterstreik wurde von Anarchisten, Sozialisten und Kommunisten gemeinsam durchgeführt. Die Streikenden besetzten Städte, auch die Provinzhauptstadt Oviedo. Die von General López Ochoa angeführte Spanische Fremdenlegion schlug den Aufstand nieder.
Die Linksparteien beschlossen nach französischem Vorbild den Zusammenschluss in einer Volksfront mit Republikanern, Sozialisten und Kommunisten, doch die Anarchisten wiesen dies zurück. So brachen in den Monaten nach dem Aufstieg der Volksfront Streiks und Rebellionen aus. Angesichts der Bedrohung durch die Vorgänge in Marokko raubten Angehörige der CNT ein Waffenlager aus. Die Erhebung wurde kurzfristig um zwei Tage auf den 17. Juli vorverlegt, doch sie wurde in vielen Gebieten von bewaffneten Arbeitermilizen besiegt, wie in Barcelona. Einige Anarchistenhochburgen, wie Saragossa, fielen.
Die bekannteste anarchistische Einheit war die Kolonne Durruti. Sie begann mit 3000 Milizionären und zählte auf ihrem Höhepunkt 8000 Mann. Durrutis Tod am 20. November 1936 führte dazu, dass die Männer in die reguläre Armee eingegliedert wurden.

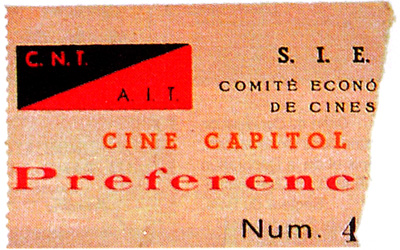
Ticket für ein Kino, das von Anarchisten betrieben wurde

Viele Unternehmen wurden der „Herrschaft der Arbeiter“ unterworfen; in anarchistischen Hochburgen wie Katalonien zu drei Vierteln. Fabriken wurden von Arbeiterkomitees betrieben, Ländereien kollektiviert und als „Freie Kommunen“ betrieben. In den kollektivierten Gebieten orientierte man sich am Grundprinzip „Jeder nach seinen Fähigkeiten, jedem nach seinen Bedürfnissen.“ Die anarchistischen Kommunen produzierten mehr als vor der Kollektivierung. Statt 25 Fabriken im September 1936 arbeiteten im Juli 1937 300 Betriebe mit einer Gesamtbelegschaft von 150.000 Arbeitern in der Kriegsindustrie, wo die Produktion um 30 bis 40 % stieg; ähnliches galt für die zivilen Betriebe. Die Landwirtschaft steigerte in Katalonien ihre Erträge um 40 %.

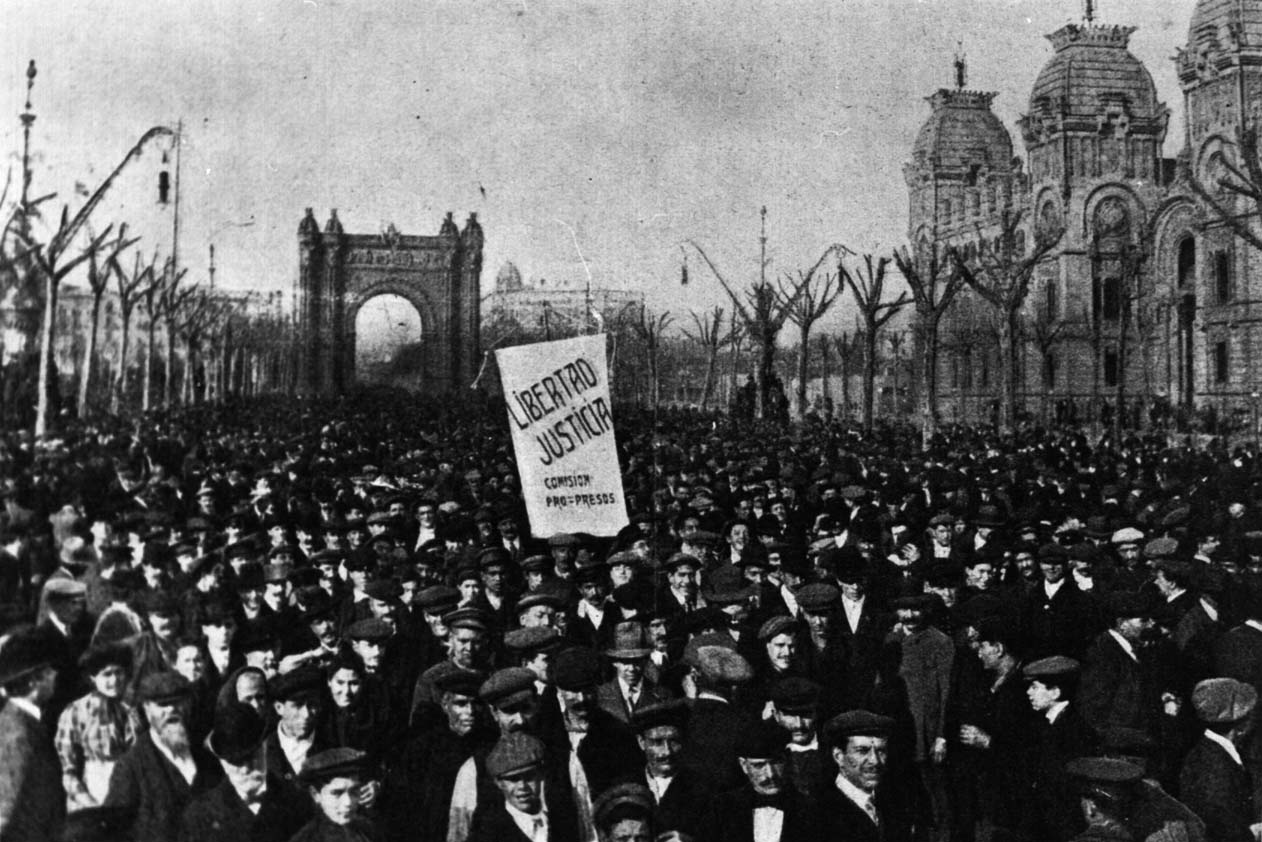
Demonstration während der „Tragischen Woche“ in Barcelona im Mai 1937

Während der Maiereignisse kam es vom 4. bis 8. Mai 1937 in Barcelona zu Straßenkämpfen, die 500 Bewohner das Leben kosteten. Die FAI wurde verboten, die Anarchisten mussten ihre Waffen abgeben. Während des Zweiten Weltkrieges arbeiteten die Anarchisten mit der französischen Résistance zusammen.
Der Guerilla-Widerstand gegen Franco erlosch erst um 1960. Die CNT spaltete sich 1979 in die CNT/AIT und die CNT/U. Die CNT/U änderte 1989 ihren Namen in Confederación General del Trabajo (CGT); sie ist mit etwa 60.000 Mitgliedern größer als die CNT und die drittgrößte Gewerkschaft des Landes. Während die CGT, wie alle anderen Gewerkschaften, an Syndikatswahlen teilnimmt, in denen Mitarbeiter ihre Vertreter für die Tarifverhandlungen wählen, nimmt die CNT nicht daran teil. Die Spaltung sorgt dafür, dass den Gewerkschaften keine Fabriken zurückgegeben werden können, die das Franco-Regime eingezogen und der einzig zugelassenen Gewerkschaft Sindicato Vertical übergeben hatte. Die FAI hat sich reorganisiert und ist Mitglied der Internationale der Anarchistischen Föderationen.

#### Verlauf des Bürgerkriegs
Initiiert durch eine Militärrevolte in Spanisch-Marokko begann am 17. Juli 1936 der Staatsstreich. Die Putschisten stützten sich vor allem auf die Kolonialtruppen (die Regulares, ein Heer marokkanischer Söldner, sowie die Spanische Legion). Sie errangen bald die Kontrolle über Sevilla, Cádiz, Jerez de la Frontera, Córdoba, Saragossa, Oviedo sowie über Galicien, Mallorca und das carlistische Navarra; sie scheiterten jedoch in den Provinzen Madrid, Valencia und Barcelona, Sitz von 70 % der spanischen Industrie.
Anführer des Militärputsches war General Sanjurjo, der bereits 1932 mit einem Putsch gescheitert war und sich deshalb im portugiesischen Exil befand. Auf dem Rückflug aus dem Exil verunglückte der General tödlich. Das so entstandene Machtvakuum füllten die Generäle Emilio Mola, Franco und Gonzalo Queipo de Llano.

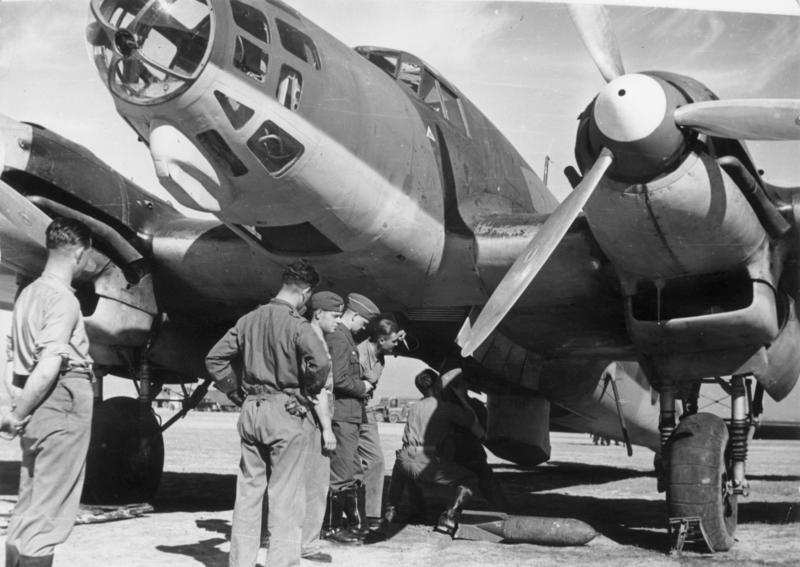
Ein Bomber der Legion Condor auf einem spanischen Flugplatz im Jahr 1939

In der republikanischen Zone wurde Regierungschef Casares am 19. Juli durch den moderaten Martínez Barrio ersetzt, der den Aufständischen Mitsprachemöglichkeiten und die Wiederherstellung der öffentlichen Ordnung versprach. Dieser wurde jedoch schon einen Tag danach durch den radikaleren Giral ausgetauscht, als die Bemühungen um Vermittlung gescheitert waren. Treu zur Republik blieb die Mehrheit der Generäle, zwei Drittel der Marine und die Hälfte der Luftwaffe. Die loyalen Truppen mit der paramilitärischen Guardia Civil und der Guardia de Asalto bildeten mit Milizgruppen der Sozialdemokraten, der Kommunisten, der Sozialisten und den Anarchosyndikalisten zu Beginn des Bürgerkrieges das militärische Rückgrat der Republik.
Es waren an die 300 internationale Milizionäre, die sich nach dem Militärputsch in Barcelona in Grupos organisierten. Sie bildeten mit den ersten Freiwilligen internationale Milizen und kämpften zu Beginn des Bürgerkrieges vornehmlich an der Aragón-Front. Kommunistische Freiwillige kämpften vornehmlich in PSUC-, sozialistische Freiwillige in POUM- und anarchistische in CNT-Milizeinheiten. Bei diesen internationalen Milizionären kämpften etwa George Orwell und André Malraux.
Im gesamten Krieg standen 1533 deutschen und italienischen Flugzeugen 806 sowjetische gegenüber. Dabei überstieg die Zahl der italienischen Freiwilligen weit das von der Sowjetunion geschickte militärische Personal. Die demokratischen Länder Europas beriefen sich auf ihre Neutralität, lediglich Frankreich öffnete bei zwei Gelegenheiten seine Grenze, um die Frente Popular mit Material zu unterstützen. Polen unterstützte zwar die Putschisten nicht offiziell, lieferte aber Waffen. Jedem Polen, der in die Internationalen Brigaden der Republik eintrat, wurde die polnische Staatsbürgerschaft entzogen.

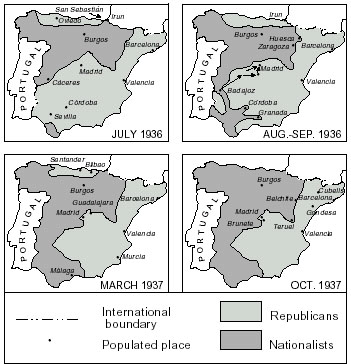
Vier Stadien des Frontverlaufs bis Oktober 1937

Francos Kräfte eroberten Toledo am 27. September. Zwei Tage später erklärte sich Franco selbst zum Generalísimo und Caudillo (Führer). Die Nationalisten begannen im Oktober bei einem Kräfteverhältnis von 1:3 eine Offensive Richtung Madrid. Der zunehmende Widerstand brachte den Vormarsch am 8. November zum Stehen. Inzwischen hatte sich die Regierung am 6. November von Madrid nach Valencia zurückgezogen.

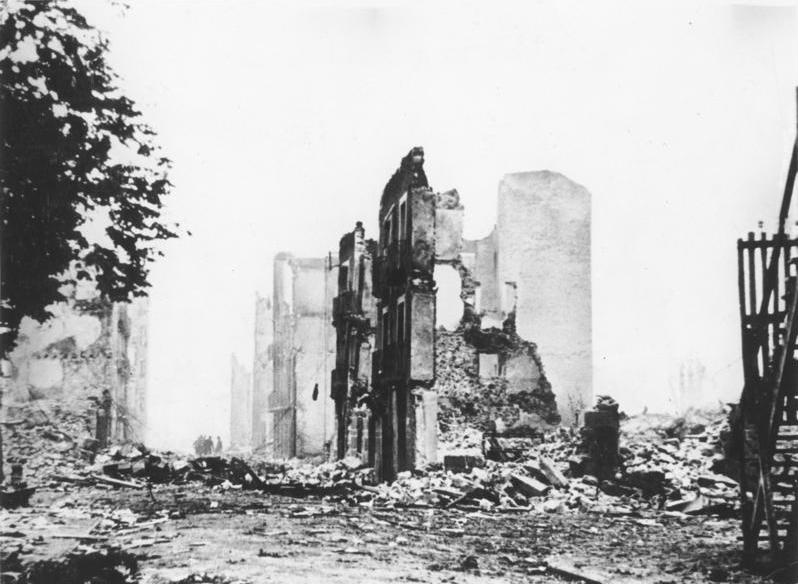
Das von der Legion Condor zerstörte Guernika

Die Achsenmächte erkannten das Francoregime nach der Befreiung der in der Festung von Toledo eingeschlossenen nationalspanischen Soldaten am 18. November an und am 23. Dezember schickte Italien Freiwillige. Mit durch die italienischen Truppen und Kolonialtruppen aus Marokko verstärkten Kräften versuchte Franco im Januar und Februar 1937 nochmals Madrid zu erobern, scheiterte jedoch erneut. Málaga wurde am 8. Februar erobert und am 28. April betraten Francos Truppen Guernica, zwei Tage nach der Bombardierung durch die Legion Condor.
Im Mai begann die Regierung eine Kampagne zur Rückeroberung Segovias, Anfang Juli begann die Regierung sogar eine Gegenoffensive bei Brunete im Gebiet von Madrid. Die Nationalisten konnten diese jedoch unter Einsatz der Legion Condor abwehren. Danach konnte Franco Santander und Gijón erobern. Am 28. August erkannte der Papst Franco unter dem Druck Mussolinis an. Ende November ging die Regierung nach Barcelona.
Am 6. März entschied die republikanische Seite das größte Seegefecht des Bürgerkrieges für sich (Schlacht von Cabo de Palos), doch am 14. April brachen die Nationalisten zum Mittelmeer durch, womit das republikanische Gebiet in zwei Teile zerfiel. Im Mai bat die Regierung um Frieden, doch Franco verlangte die bedingungslose Kapitulation.
Die Regierung begann nun eine Offensive, um ihre Gebiete wieder miteinander zu verbinden: Die Ebroschlacht begann am 24. Juli und dauerte bis zum 26. November 1938. Die Nationalisten eroberten Katalonien während der ersten zwei Monate des Jahres 1939. Tarragona fiel am 14., Barcelona am 26. Januar und Girona am 4. Februar. Fünf Tage danach wurde der letzte Widerstand in Katalonien gebrochen. Am 27. Februar erkannten die Regierungen von Großbritannien und Frankreich das Francoregime an.
Am 28. März fiel Madrid mit Hilfe der berüchtigten „fünften Kolonne“ an Franco. Am folgenden Tag gab Valencia auf und Franco verkündete am 1. April den Sieg. Allein auf den Schlachtfeldern kamen 100 bis 150.000 Menschen ums Leben, etwa 500.000 gingen ins Exil. In Francos Konzentrationslagern waren bis zu 400.000 Menschen interniert, das letzte Lager wurde erst 1962 aufgelöst.

#### Repressionen und politische Morde
Zwischen 1931 und 1939 wurden mindestens 6832 Geistliche umgebracht. Die Angaben über die Gesamtzahl der Ermordeten gehen allerdings weit auseinander. Für die nationalistische Zone lagen die Schätzungen bisher zwischen 75.000 und 200.000, in der republikanischen Zone zwischen 35.000 und 65.000 Opfern. Antony Beevor schrieb dazu in Der Spanische Bürgerkrieg: „Das Morden lief auf beiden Seiten nicht in gleicher Weise ab. Während die grausamen Säuberungen von ›Roten und Atheisten‹ auf dem Gebiet der Nationalisten Jahre lang anhielt, waren die Gewalttaten auf Seiten der Republikaner in der Hauptsache spontane und hastige Reaktionen auf unterdrückte Ängste, verstärkt durch den Wunsch nach Vergeltung für Gräueltaten des Gegners“. César Vidal, ein prominenter Vertreter des Geschichtsrevisionismus, verwirft jedoch diese Annahme und weist auf die aktive und andauernde Verwicklung republikanischer Institutionen in Verbrechen hin.
Beim Massaker von Málaga an der fliehenden Bevölkerung der Stadt wurden im Februar 1937 etwa 10.000 Menschen ermordet. In den Konzentrationslagern wurden an den Gefangenen – mit nationalsozialistischer Unterstützung – auch medizinische Versuche durchgeführt. Nach dem Krieg kam die republikanische Armee in Gefangenschaft. Insgesamt wurden nach Kriegsende etwa 275.000 Menschen in Stierkampfarenen und Fußballstadien gefangengehalten.
Im Februar 1939 gab es fast 500.000 Flüchtlinge. Sie wurden anfangs zumeist in Südfrankreich interniert. Mehr als die Hälfte kehrte in den nächsten Monaten nach Spanien zurück. In Frankreich blieben ungefähr 150.000, viele von ihnen wurden als Kriegsgefangene in verschiedene Stammlager verbracht und seit dem 6. August 1940 in das KZ Mauthausen. Dort lebten über 7000 spanische Häftlinge, von denen 5000 starben. Einige Spanier wurden von der Gestapo an Franco ausgeliefert, andere, wie der ehemalige Regierungschef Francisco Largo Caballero, wurden in verschiedene deutsche Konzentrationslager verschleppt.
Die vom Nationalsozialismus vertretene Rassenlehre fand in Spanien kaum Widerhall. Rund 20 bis 35.000 europäische Juden konnten sich über Spanien vor der Verfolgung retten. Franco soll sich für einen Teil der sephardischen Gemeinden in Griechenland eingesetzt haben. Von diesen Sepharden hatten einige in den 1920er-Jahren als Nachfahren 1492 vertriebener Juden die spanische Staatsbürgerschaft annehmen können. Francos Engagement bezog sich nur auf diese Sepharden, die mit 4500 von 175.000 Sepharden verhältnismäßig gering an Zahl waren. Franco war spätestens seit 1944 detailliert über die Judenvernichtung im KZ Auschwitz informiert und es zeigt sich, dass er das „Ausmaß der Vernichtung genauestens kannte“.
Im Dezember 1943 stellte Franco gegenüber dem deutschen Botschafter seine Position mit den Worten heraus, dass „…die Einstellung der spanischen Regierung gegenüber Bolschewismus und Kommunismus sich nicht ändern werde, und dass dieser Kampf im In- und Ausland fortgeführt werden würde, ebenso wie gegen das Judentum und die Freimaurerei“. 1938 war die Synagoge von Madrid geschlossen worden, die während des Krieges in mehreren Städten errichteten Gemeinden wurden wieder aufgelöst. Erst nach 1945 wurden sie wieder zugelassen.
Allein für Andalusien wird die Zahl der „verschwundenen“ Republikaner mit 70.000 angegeben. In einem Bericht des Deutschlandfunks vom September 2008 heißt es: „Es ist keine zehn Jahre her, da bezifferte man die Erschossenen und Verschwundenen auf etwa 30.000. In jüngster Zeit vermuteten Historiker bereits 100.000 Opfer. … 143.353 Fälle nennt Empar Salvador, Sprecherin eines Zusammenschlusses von Hinterbliebenenverbänden, die seit Jahren in allen Regionen Spaniens nach Massengräbern forschen“.
Erst zu Beginn der 2000er Jahre regten einige Ereignisse, wie der Prozess gegen den ehemaligen chilenischen Diktatur Augusto Pinochet, die Bemühungen um die Exhumierung Federico García Lorcas aus einem Massengrab oder die öffentliche Auseinandersetzung mit der ETA die Debatte um die Vergangenheit wieder an. Diese führte zum 2007 verabschiedeten Ley de Memoria Histórica, einem Gesetz, das die Opfer der Gewaltherrschaft anerkannte und die Diktatur öffentlich als solche benannte. Im Mai 2011 veröffentlichte die Regierung eine Karte mit Informationen zu anonym begrabenen Opfern des Bürgerkrieges.
Auf der anderen Seite stehen Bewertungen wie die des US-amerikanischen Historikers Stanley G. Payne in seinem The Spanish Civil War, the Soviet Union and Communism oder die des Briten Antony Beevor, der 2005 im Times Literary Supplement eine „stalinistische Diktatur“ kommen sah und nicht eine – wenn auch ultralinke – liberale Volksdemokratie.

### Die Diktatur Francisco Francos (bis 1975)
1934 hatte sich die im Vorjahr gegründete Falange Española mit den ihr ideologisch nahestehenden Juntas de Ofensiva Nacional Sindicalista (JONS), zu deutsch „Vereinigungen der Nationalsyndikalistischen Offensive“ zur Falange Española de las JONS zusammengeschlossen. Die neue Organisation propagierte die Abschaffung der Demokratie und einen „nationalen Syndikalismus“. Unter Letzterem verstand sie die Erfassung der Bevölkerung in ständischen Organisationen. Ferner enthielt ihr Programm Forderungen nach Verstaatlichung des Bankenwesens und einer Agrarreform.
Der Anführer der Falange, José Antonio Primo de Rivera, Sohn Miguel Primo de Riveras, wurde am 20. November 1936 verurteilt und hingerichtet. Franco bemächtigte sich handstreichartig der führerlosen und zerstrittenen falangistischen Bewegung und wurde deren Caudillo. Er hatte der Falange vorher weder angehört noch politisch nahegestanden. Franco zeigte bald darauf, dass er sich der Falange hauptsächlich zum Zweck der Machtergreifung und als Klammer für die Parteien und Bewegungen der frente nacional bemächtigt hatte.
Am 19. April 1937 wurde die revolutionär-antimonarchistische Falange mit der monarchistisch-absolutistischen und daher im Spektrum der rechten Bewegungen genau entgegengesetzten carlistischen Comunión Tradicionalista zur Einheitspartei Falange Española Tradicionalista y de las JONS zusammengeschlossen. Aus einer lockeren Koalition war eine Bewegung unter Francos alleinigen Führung geworden. Bald darauf wurden auch die legitimistischen Monarchisten der Bewegung angeschlossen.

#### Phasen des franquistischen Regimes

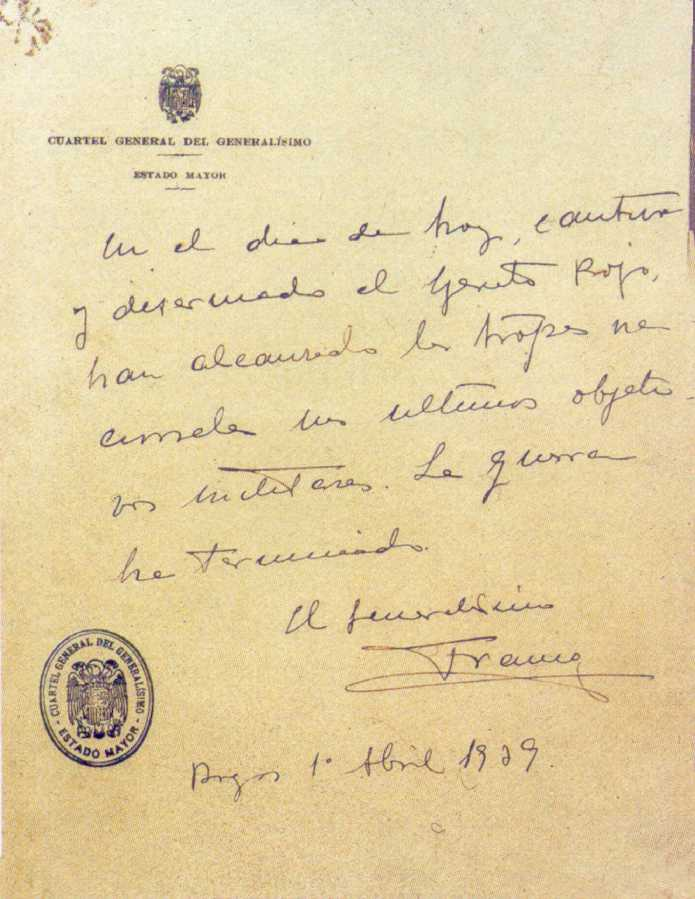
Franco stellte am 1. April 1939 das Ende des Bürgerkriegs fest: „Am heutigen Tage wurde die rote Streitmacht gefangengesetzt und entwaffnet, und die nationalen Truppen haben ihre militärischen Endziele erreicht. Der Krieg ist beendet.“

Nach der Parteifarbe der Falange wurden die sich über fünf Jahre erstreckenden Säuberungsaktionen als „blauer Terror“ bezeichnet. Hinter den Verbrechen des „nationalen“ Lagers stand eine „tendenziell genozidale Intention“, die Spanien durch die „physische Vernichtung alles als unspanisch wahrgenommenen Lebens“ reinigen wollte. Bernecker gibt die Zahl derer, die zwischen 1936 und 1944 durch politischen Mord und Justizverbrechen ums Leben kamen, mit bis zu 400.000 Menschen an. In der Literatur wird die Zahl der politischen Häftlinge nach dem Bürgerkrieg zumeist auf ca. 1,5 Millionen geschätzt. Die letzten Konzentrationslager, von denen es rund 190 gab, und in die bald eine halbe Million Parteigänger der Republik, und während des Zweiten Weltkriegs auch einige zehntausend Flüchtlinge aus ganz Europa interniert wurden, wurden erst 1962 geschlossen. Allein im Gebiet der westlichen Pyrenäen (Navarra) wurden 15.000 politische Häftlinge als „Sklavenarbeiter“ zum Straßenbau gezwungen.
1946 verhängte die UNO einen diplomatischen Boykott gegen Spanien, das Regime war eine Zeitlang fast vollständig isoliert. Bis Februar 1948 schloss Frankreich seine Grenzen zu Spanien. Weizenlieferungen Argentiniens retteten Spanien vor dem wirtschaftlichen Zusammenbruch. Am 27. März 1947 unterzeichneten Großbritannien und Spanien ein Handelsabkommen. Ende 1948 forderte Winston Churchill, Spanien nicht länger den Eintritt in die UNO zu verwehren, nachdem auch die Sowjetunion und einige Ostblockstaaten UNO-Mitglieder geworden waren. Am 26. September 1953 konnte Franco – vor dem Hintergrund des Kalten Krieges – mit den USA ein Truppenstationierungsabkommen abschließen. Wenig später wurde ein Konkordat mit dem Vatikan geschlossen. Am 14. Dezember 1955 wurden Spanien und 15 andere Länder in die UNO aufgenommen.
Der außenpolitischen Offensive folgten jedoch keine innenpolitischen Freiheiten. Erst unter dem Druck eines bevorstehenden wirtschaftlichen Kollapses und nach Protesten der Bevölkerung erfolgte eine wirtschaftspolitische Liberalisierung, die von konservativen Gruppen wie etwa Angehörigen des Opus Dei getragen wurde.
Mit dem zunehmenden Wohlstand breiterer Schichten der Bevölkerung konsolidierte Franco seine Herrschaft noch einmal. Er gestand der Bevölkerung kaum Rechte und keine Koalitionsfreiheit außerhalb der vom System kontrollierten Syndikate zu und behielt sich vor, jederzeit nach seinem Ermessen Instrumente der Unterdrückung einzusetzen.

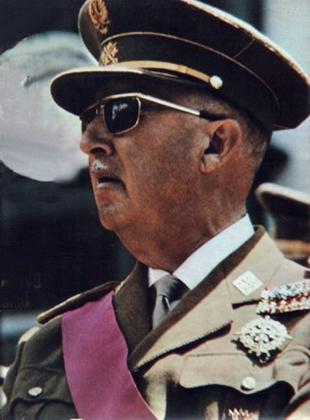
Francisco Franco (1969)

Franco sorgte dafür, dass nach ihm niemand dieselbe Machtfülle auf sich vereinen würde. Das Amt des Regierungschefs übertrug er 1967 auf Luis Carrero Blanco, nach dessen Ermordung durch die ETA im Jahr 1973 auf Carlos Arias Navarro. Bereits 1947 hatte Franco die Monarchie gesetzlich wieder verankert, jedoch den Thron vakant gelassen. Sich selbst sah Franco wohl als Reichsverweser an, der die Wiedereinsetzung der Monarchie vorbereiten wollte, sich aber selbst mit monarchischem Glanz umgab, sogar mit dem Gottesgnadentum. Sein persönlicher Titel lautete por la gracia de Dios, Caudillo de España y de la Cruzada. Er übernahm die Erziehung Juan Carlos’ I., den er schließlich 1969 zu seinem Nachfolger ernannte.
Auch wenn Franco die Regierungsämter überwiegend mit Zivilisten besetzte, blieb das Militär infolge seines Einflusses auf die Sicherheitskräfte sowie seiner Stellung in der Verwaltung und im Wirtschaftsleben eine Macht, die er nicht vernachlässigen durfte, obwohl das Bürgerkriegsheer 1939 auf 220.000 Mann reduziert wurde. Es erwies sich als zuverlässige Stütze bei der „Entfaschisierung“ des Systems in den Nachkriegsjahren, war aber politisch weitgehend entmachtet. Franco stockte das Militär später wieder bis auf 380.000 Mann auf, um die Guerilla zu bekämpfen.
Staatspartei war die besagte Spanische Traditionalistische Phalanx der Vereinigungen der Nationalsyndikalistischen Offensive, kurz F.E.T. y de las JONS. Sie wurde ab 1970 Movimiento Nacional oder nach der lange Zeit dominierenden Teilfraktion einfach „Falange“ genannt. Ihre Machtfülle war besonders groß, als Franco zwischen den Parteien des Weltkrieges die Balance zu wahren und nach Kriegsende die außenpolitische Isolation zu überwinden suchte. Franco reduzierte jedoch den Einfluss des Movimiento immer weiter. Da zahlreiche Altfalangisten den Kurs Francos ablehnten, gab es sogar rechte oppositionelle Gruppierungen. Die ideologische Ausrichtung der Falange war bereits während des Bürgerkrieges unklar und wurde nach dem Zustrom neuer Mitglieder ab 1939 noch diffuser. Ihre Anführer wurden durch Franco auf der Basis eines Vertrauensverhältnisses eingesetzt.
Mit dem Antimonarchismus der falangistischen Fraktion war es Franco möglich, ein Gegengewicht zu den Carlisten zu schaffen. Aus demselben Grund war die Falange wegen ihres sozialistischen Einschlags gegenüber den Konservativen und der alten Rechten nützlich. Die carlistische Arbeiterbewegung MOC forderte in einem Entwurf für das Syndikatsgesetz freie und demokratische Gewerkschaften; die carlistische Studentenverbindung griff die staatliche Studentengewerkschaft an. Als Francisco Javier I., der Thronprätendent der Carlisten, 1968 Verständnis für baskische und katalanische Autonomiebestrebungen äußerte, ließ Franco ihn und sämtliche Prinzen der II. Carlistischen Dynastie ausweisen.
Der Movimiento behielt seine bedeutende Stellung durch die ständische Organisation des Staatswesens, durch seine Vertretung in den Cortes Generales sowie durch seinen Einfluss auf das Universitätssystem und auf die Massenmedien. Radio und Fernsehen wurden gänzlich, die Presse zu einem beträchtlichen Teil von der Staatspartei kontrolliert. Dabei stieg die Zahl der Studenten von 1961 bis 1976 von 65.000 auf über 400.000. 1969 gaben universitäre Unruhen den Anlass zur Aufhebung der Grundrechte.
Das ständestaatliche Modell – „organische Demokratie“ genannt – wurde im Gesetz über die Prinzipien des Movimiento Nacional von 1958 festgeschrieben. Als „organisch“ wurde das Modell bezeichnet, weil es davon ausging, dass alle Gruppen von einem gemeinsamen Interesse zusammengehalten würden. Demzufolge wurden alle, die sich mit Metall beschäftigten, im Metallsyndikat, alle in der Landwirtschaft Tätigen im Agrarsyndikat, alle Rechtsgelehrten in der Anwaltskammer zusammengefasst. Organisationen mit gewerkschaftsähnlichen Funktionen wurden aufgelöst. Ihr Verbot wurde jedoch nicht lückenlos durchgesetzt, da die Hermandades Obrera de Acción Católica (Arbeiterbruderschaften der Katholischen Aktion, HOAC) weiterhin als Alternative zu den Sindicatos verticales auftraten, bis Anfang der 1960er Jahre schließlich die HOAC-Führungsmannschaft auf Druck des Regimes abgesetzt wurde. Das Syndikatssystem bestand im Wesentlichen unverändert bis zu Francos Tod, wurde allerdings von ab 1967 illegalen Interessenvertretungen wie den Comisiones Obreras (CC.OO) bis fast zur Bedeutungslosigkeit unterwandert. Sie stellten eine Art Räte dar und waren zwischen 1958 und 1962 entstanden, ab da wurden sie zu festen Institutionen, die nicht jeweils wieder aufgelöst wurden.
Während der ersten beiden Jahrzehnte der klerikalistischen Herrschaft Francos war die Kirche eine der wirksamsten Stützen, zumal es im Land kaum Nichtkatholiken gab (etwa 2000 Muslime, 6000–8000 Juden, 31.000 Protestanten). 1937 war ein von den Bischöfen bis auf zwei verfasster Hirtenbrief an alle Bischöfe der Welt erschienen, in dem der Kampf gegen die Republikaner als „Kreuzzug“ und „nationale Bewegung“ gerechtfertigt wurde. Franco versicherte sich dieses Bundesgenossen dadurch, dass er seinen Putsch als einen Kampf für die Christenheit in Gestalt der westlichen Zivilisation und der hispanidad ausgab.
Dem Katholizismus wurde als einziger Konfession die Abhaltung öffentlicher Zeremonien und Kundgebungen ermöglicht. Die Kirche war in den Cortes repräsentiert, Kleriker waren in politischen Spitzenpositionen vertreten. Mit Hilfe der Laienorganisationen war es der Kirche gelungen, den Einfluss der Falange zurückzudrängen. Eine für das Franco-Regime bezeichnende Geste war es, der Mutter Gottes den Rang eines Ehrengenerals der Armee einzuräumen.
Mit dem Konkordat von 1953 wurde der Kirche das Bildungs- und Erziehungswesen weitgehend übertragen. Hinzu kamen Steuerbefreiungen und eine Entschädigung für Enteignungen. Ferner sollte der Staat für den Unterhalt der Priester und die Erhaltung der Kirchengebäude aufkommen. Die zivilrechtliche Scheidung wurde abgeschafft, bis 1979 gab es keine zivilen Trauungen. Erst 1967 kam es im Rahmen eines Gesetzes über die Freiheit des Kultus zu einer Besserstellung der nichtkatholischen Konfessionen, die allerdings keine Gleichberechtigung bewirkte. Nachdem der Vatikan Franco vergebens aufgefordert hatte, auf sein Mitbestimmungsrecht bei der Investitur von Bischöfen zu verzichten, ließ er Bischofssitze vakant und ernannte lediglich Weihbischöfe, ein Amt, bei dessen Besetzung Franco Mitbestimmung laut Konkordat nicht zustand. Erst 1979 wurden die meisten Konkordatsbestimmungen gestrichen.
Ab etwa 1960 verbreitete sich an der Basis eine oppositionelle Haltung. Die Kirche rückte – zuerst im Baskenland – von der Rolle ab, das Regime zu legitimieren. Die Regierung nahm Priester ohne Zustimmung ihrer Bischöfe fest, um sie einem eigenen Gefängnis für Geistliche bei Zamora zuzuführen.
Als Stützen des Systems sind noch der Großgrundbesitz und die Finanzkreise zu erwähnen. Sie profitierten vor allem in der Autarkiephase nach 1939 und konnten sogar nach Francos Tod ihren Einfluss bewahren. Die Großgrundbesitzer waren die wesentlichen Träger des Klientelsystems caciquismo, die das Wahlverhalten der Landbevölkerung kontrollierte. Der Diktator dankte es ihnen mit staatlich garantierten Abnahmepreisen.
Die Banken erhielten von 1936 bis 1962 eine Monopolstellung, wobei Franco das Parteiprogramm der Falange von 1934, das die Verstaatlichung der Banken forderte, überging. Sieben Großbanken etablierten sich, während die Zahl der Banken durch Übernahmen und Fusionen um die Hälfte schwand. Diese Großbanken wurden auch nach der Bankenreform von 1962 noch lange von wenigen Clans kontrolliert.
Das Opus Dei wurde als Laienorden von dem Franco-Bewunderer Josemaría Escrivá gegründet. Als die Autarkiepolitik das Regime an den Rand einer Katastrophe führte, berief Franco 1957 ein Technokratenkabinett, dessen Schlüsselressorts Handel und Finanzen mit Angehörigen des Opus Dei besetzt wurden. Bald konnten dessen Mitglieder alle wirtschaftlich bedeutenden Positionen im Kabinett besetzen. Dahinter stand dessen Förderer Luis Carrero Blanco, der als graue Eminenz des Regimes galt. Das Opus Dei ermöglichte es Franco, Spanien einem umfassenden Modernisierungsschub auszusetzen, ohne dass der Kongregation daran gelegen gewesen wäre, zugleich eine politische Liberalisierung herbeizuführen. Das „spanische Wirtschaftswunder“ war wesentlich auf ihre Reformen zurückzuführen. Mit dem Tod Carrero Blancos wurden dem Opus 1973 seine Möglichkeiten zur Einflussnahme auf die Politik weitgehend genommen.
Die katholisch-akademische Laienbewegung Acción Católica hatte 1931 mit der Acción Nacional – später Acción Popular – einen politischen Arm gebildet. Ihr Anführer José María Gil-Robles y Quiñones nahm sich den Korporativismus des österreichischen Ständestaates unter Engelbert Dollfuß zum Vorbild. Mit einigen kleineren Gruppen ähnlicher Ausrichtung bildete die Acción Popular die Confederación Española de Derechas Autónomas (CEDA), die in der Zweiten Republik für zwei Jahre zur Regierungspartei wurde.
Neben dem Opus Dei stellte die Acción Católica ab 1957 zahlreiche Mitglieder in führenden Positionen. Dieser Bewegung war im Konkordat als einziger Laienorganisation das Recht auf Betätigung eingeräumt worden. Teile der Bewegung, nämlich die HOAC, entwickelten teils neben, teils zusammen mit der illegalen freigewerkschaftlichen Bewegung der Comisiones Obreras, Züge einer Gewerkschaft, obwohl dies außerhalb der Sindicatos verticales verboten war. Im Umkreis der HOAC wurde Anfang der 1960er Jahre ferner die illegale unabhängige Gewerkschaft USO (Unión Sindical Obrera, „Arbeitergewerkschaftsbund“) mit einem linkskatholischen Programm gegründet, die sich vorübergehend mit der Gewerkschaftsbewegung der Comisiones Obreras verbündete.

Bevölkerungsbewegungen in Spanien zwischen 1950 und 1981 (von blau zu rot)

Franco strebte im Sinne einer falangistisch motivierten Wirtschaftspolitik danach, Spanien von Einfuhren unabhängig zu machen und im Wesentlichen für den Bedarf des Landes zu produzieren. Ein wichtiges Instrument dieser Politik war der 1941 gegründete Instituto Nacional de Industria. Diese Politik führte, abgesehen davon, dass Spanien ein Agrarland mit einer international nicht konkurrenzfähigen Wirtschaft blieb, zu einer anhaltenden Stagnation bei stetig sinkenden Reallöhnen und den Folgeerscheinungen einer Mangelwirtschaft wie Schwarzmärkten, hoher Arbeitslosigkeit, Nepotismus und Herstellung von Waren minderer Qualität.
Um 1957 spitzte sich die Krise zu, als die Inflation Höhen erreichte, die von Lohnsteigerungen nicht aufgefangen wurden. Streiks, die sich auch durch dekretierte Lohnerhöhungen nicht beschwichtigen ließen, und die als Aufstand behandelt wurden, brachten die Wirtschaft fast zum Erliegen. Die falangistische Wirtschaftspolitik wurde aufgegeben. Die neue Politik stand unter dem Schlagwort des desarrollo (Entwicklung), nicht-politische Streiks wurden ab 1965 erlaubt.

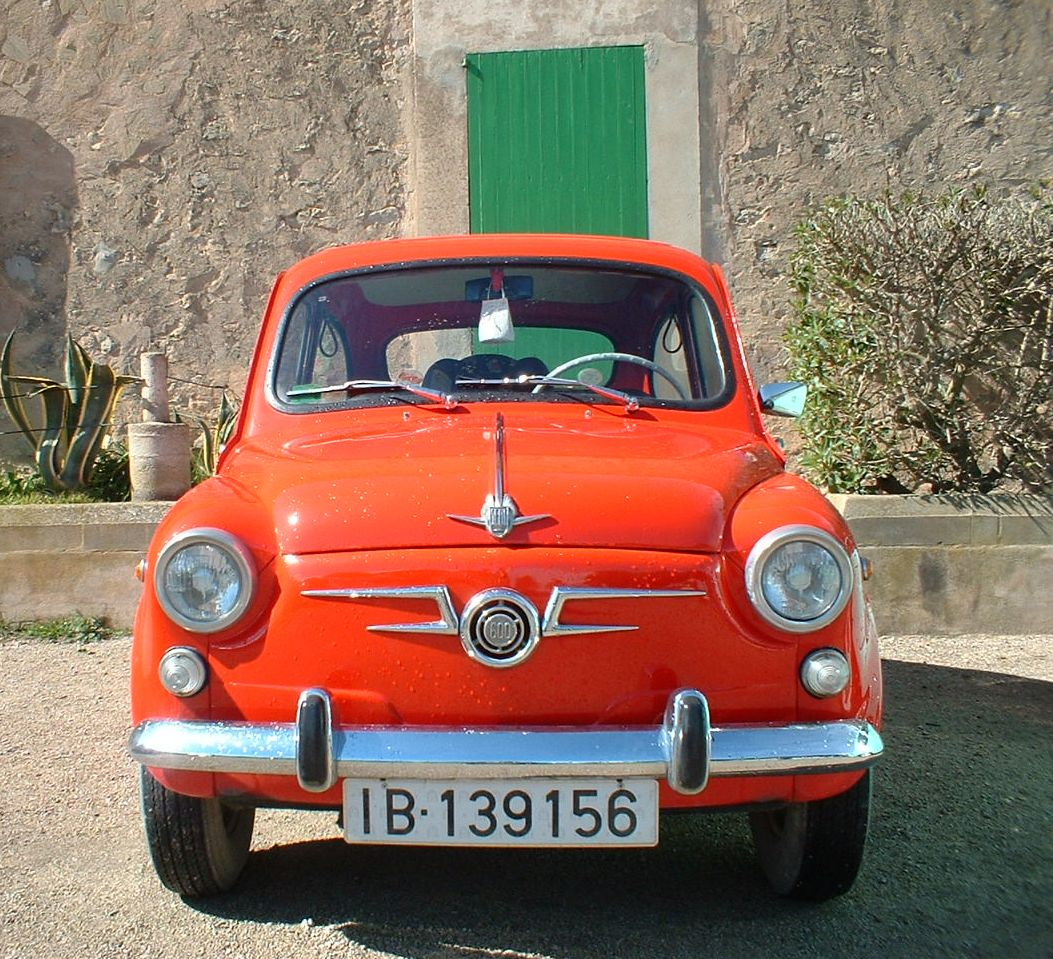
Symbol des Wirtschaftswunders wurde der Seat 600.

Spanien trat dem Internationalen Währungsfonds, der Weltbank und der OECD bei. Bis 1974 sank der Anteil Berufstätiger in der Landwirtschaft von 50 auf 28 %. Dies hing mit einer rapiden Verstädterung zusammen. So wuchs die Bevölkerungszahl Madrids in zwei Jahrzehnten von 1,6 auf 3,2 Millionen. Spanien rückte zur zehntgrößten Industrienation auf. Ferner wurde es als Touristenziel entdeckt – 35.000 Touristen im Jahr 1951 standen 33 Millionen im Jahr 1972 gegenüber.
Das durchschnittliche Pro-Kopf-Einkommen stieg zwischen 1960 und 1971 von 315 auf 827 Dollar. Hinzu kam, dass sich zahlreiche Spanier – Anfang der siebziger Jahre waren es eine Million – als Gastarbeiter im Ausland verdingten.

#### Opposition

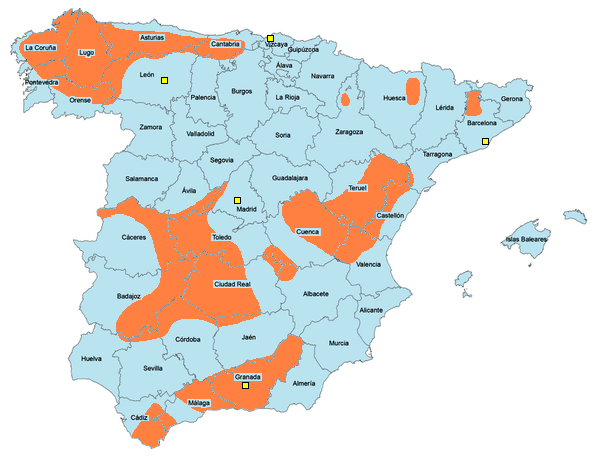
Hochburgen des Maquis in Spanien

In den späteren Jahren des Franco-Regimes bildeten sich von den traditionellen Parteien und Bewegungen weitgehend unabhängige Gruppen heraus. Als eine neue Form der Opposition, die nicht allgemeinpolitisch tätig war und von der traditionellen Linken und Teilen der Kirche unterstützt wurde, sind insbesondere die illegalen freien Gewerkschaften anzusehen. Neben der HOAC und der USO sind hier besonders die Comisiones Obreras (CC.OO, Arbeiterkommissionen) hervorzuheben. Sie wurden von 1956 an, als das franquistische System gerade durch Streiks und Wirtschaftskrise gelähmt wurde, als freie Gewerkschaftsbewegung zu einer der bedeutsamsten oppositionellen Gruppierungen. In ihnen verbanden sich Sozialisten, Kommunisten und die katholische Arbeiterbewegung.

#### Der Franquismus und die nichtkastilischen Gebiete

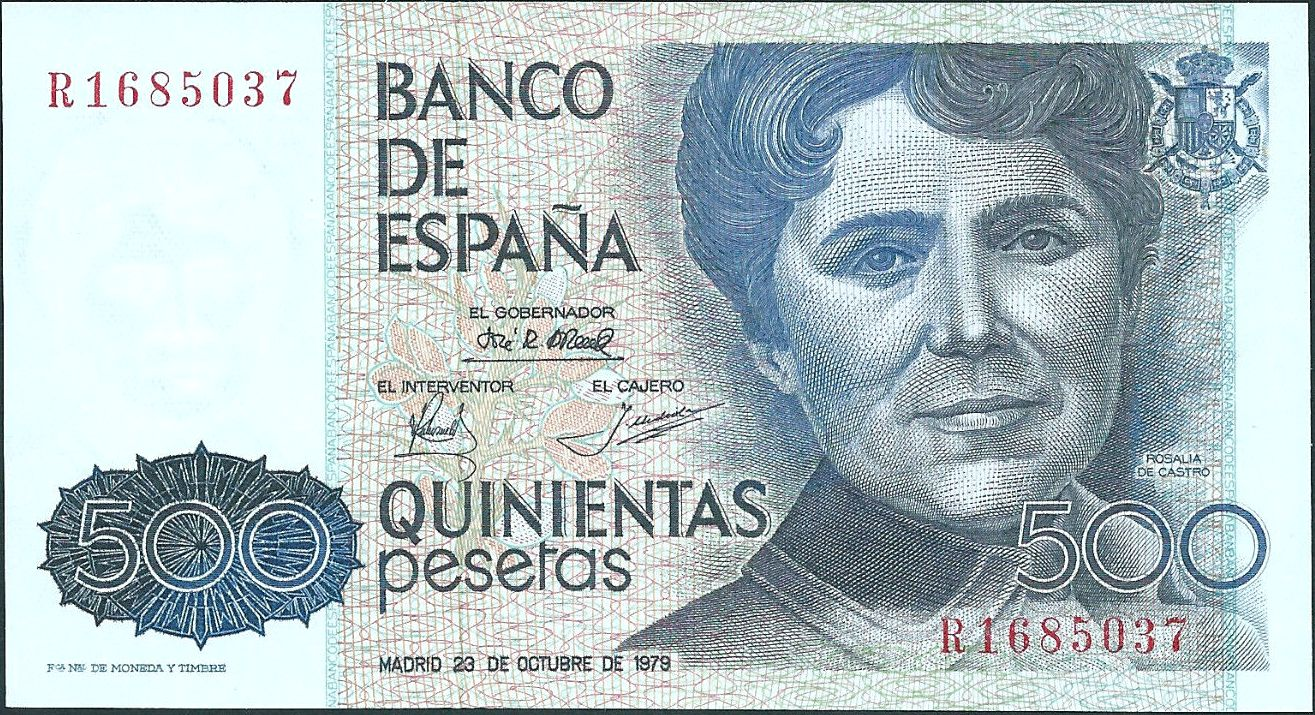
500-Peseta-Note mit einer Abbildung der galicischen Dichterin Rosalía de Castro aus der Zeit nach Franco

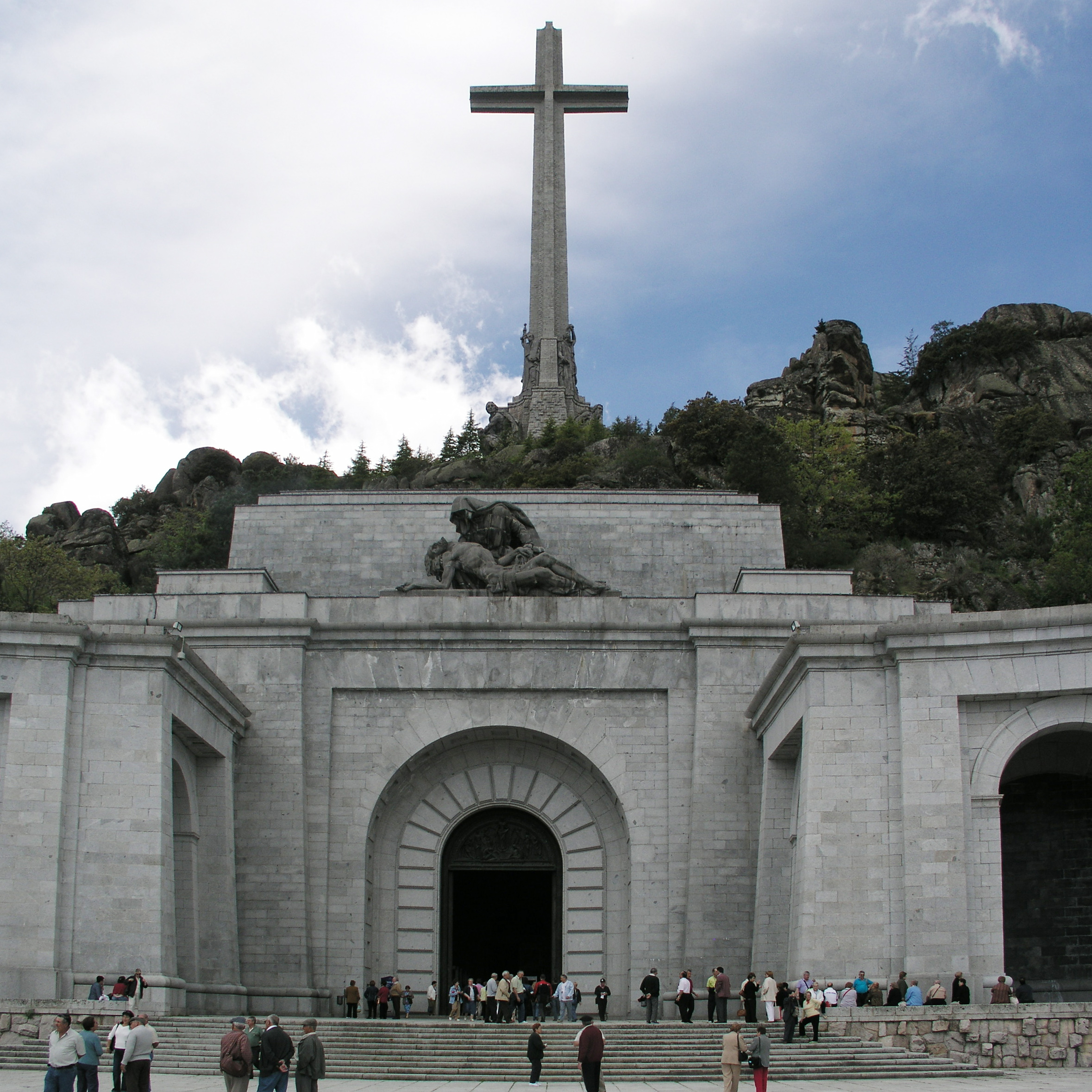
Der Führerkult und das Bürgerkriegsgedenken kommen im Valle de los Caídos (Tal der Gefallenen) bei El Escorial zum Ausdruck. Es wurde von Gefangenen in den Felsen der Sierra de Guadarrama gehauen.

Das zentralistische Regime stand Autonomiebestrebungen der seit jeher mangelhaft in den Staat integrierten nichtkastilischen Gebiete, insbesondere Kataloniens und des Baskenlands, mit größtem Misstrauen gegenüber. Am stärksten hatte das Baskenland, dessen drei Provinzen Franco wegen ihrer Rolle im Bürgerkrieg als „Verräterprovinzen“ bezeichnete, zu leiden. Dort begann sich ab etwa 1960 – dem Jahr der Gründung der ETA – Widerstand zu formieren. Ab 1967 kam es zu Bombenanschlägen. Der Unterricht in nichtkastilischen Sprachen wurde abgeschafft, so dass nur noch der Unterricht in „christlicher“ (kastilischer) Sprache zulässig war. Der Gebrauch der katalanischen, baskischen und galicischen Sprache wurde bei Behörden und in der Öffentlichkeit verboten.

#### Ende des Franquismus
In seinem Testament ermahnte Franco die Spanier, dass die Feinde des Landes und der christlichen Zivilisation nicht ruhen würden und dass sie, die Spanier, sich um den zukünftigen König scharen und die Einheit Spaniens bewahren sollten.
Gering war zunächst der Spielraum König Juan Carlos’, der noch im selben Jahr inthronisiert wurde und eine Thronrede hielt, in der er ausführte, dass „eine freie und moderne Gesellschaft die Beteiligung aller in den Entscheidungszentren, den Medien, den unterschiedlichen Ebenen des Erziehungswesens und der Kontrolle des nationalen Wohlstands“ erfordere.
Zunächst blieben der Premier Carlos Arias Navarro, der ausdrücklich kundtat, den Franquismus weiterführen zu wollen, und seine Regierung im Amt. Unter dem Eindruck von Demonstrationen und auf Verlangen des Königs reichte Arias bald seinen Rücktritt ein. Nachfolger wurde am 3. Juli 1976 Adolfo Suárez, der Generalsekretär des Movimiento Nacional. Seine Reformen, die mit der Zulassung der politischen Parteien und Gewerkschaften vorangetrieben und von einem Referendum im Dezember 1976 gekrönt wurden, brachten ihm den Respekt der demokratischen Opposition ein. 1976 wurde im Zuge einer Strafrechtsreform die Bildung von Parteien wieder legalisiert. Im Zentrum der von Suárez angestoßenen Reform aber stand eine neue Verfassung, die aus den Cortes, die zuvor ein Ständeparlament gewesen waren, ein allgemein, frei, gleich und geheim gewähltes Zweikammerparlament machte. In einem Referendum erhielt das neue System 95 % der Stimmen.

#### Nachwirkungen

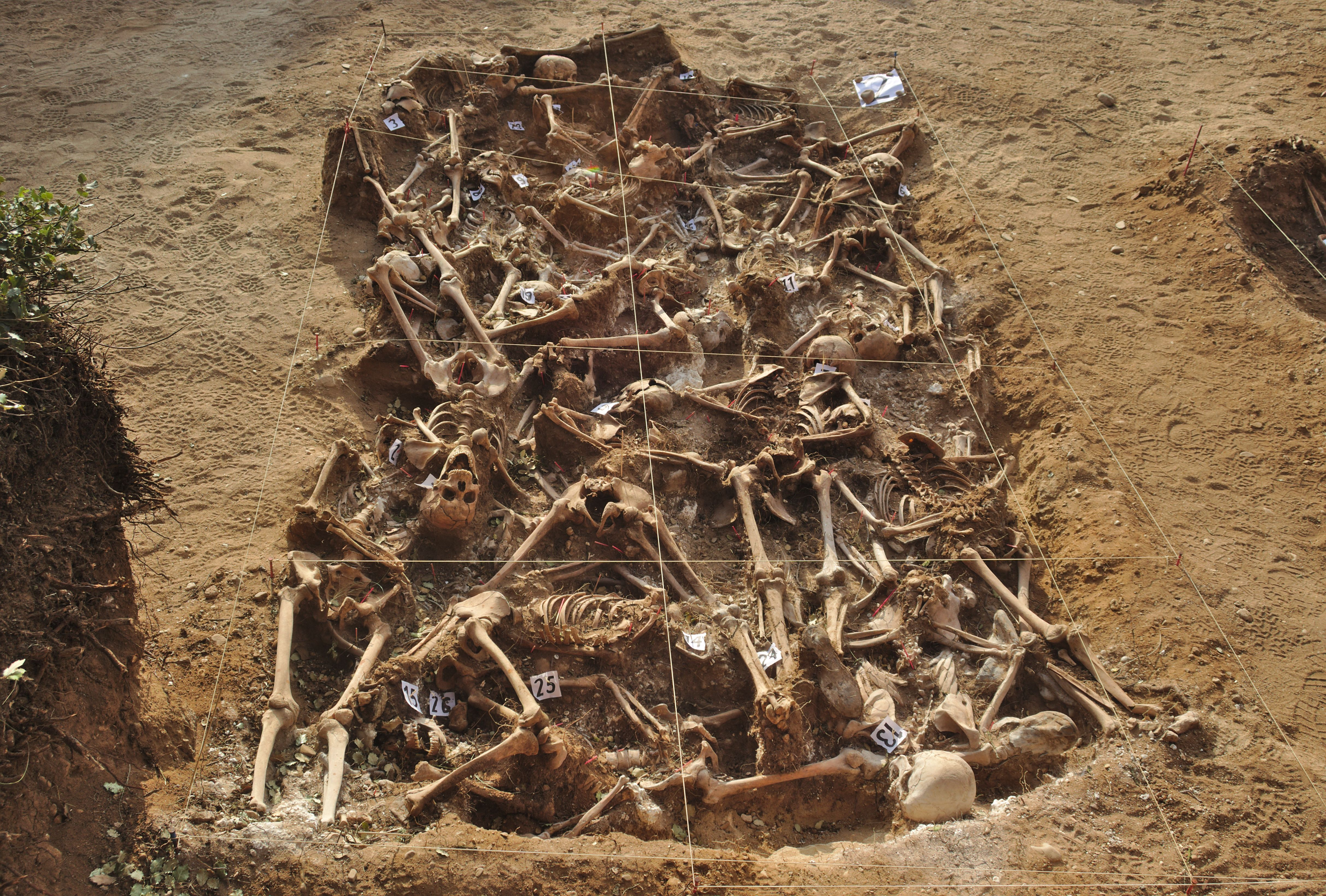
Massengrab mit 26 Toten bei Estépar in der Provinz Burgos, ausgegraben im Jahr 2014. Die Opfer wurden als 1936 getötete Republikaner identifiziert.

Die Aufarbeitung der Diktatur setzte spät ein und wird jüngst von der konservativen Regierung zurückgedrängt. Seit etwa der Jahrtausendwende werden die Massengräber geöffnet. Eine Exhumierung von 13 Bürgerkriegsopfern im Herbst 2000 führte zur Gründung der Organisation Asociación para la Recuperación de la Memoria Histórica (ARMH, Vereinigung zur Rückgewinnung des historischen Gedächtnisses), die sich um Exhumierung und würdige Neubestattung kümmert. Die Zahl der unidentifizierten Opfer wird auf 30.000 geschätzt. 2002 verurteilte das Parlament einstimmig die Diktatur und versprach denjenigen Angehörigen, die ihre „verschwundenen“ Angehörigen (Desaparecidos) aufzufinden und zu exhumieren wünschten, Unterstützung. Seit November 2007 sieht das „Gesetz über das historische Gedenken“ vor, dass die Kommunen die private Initiative der Exhumierungsarbeiten unterstützen.

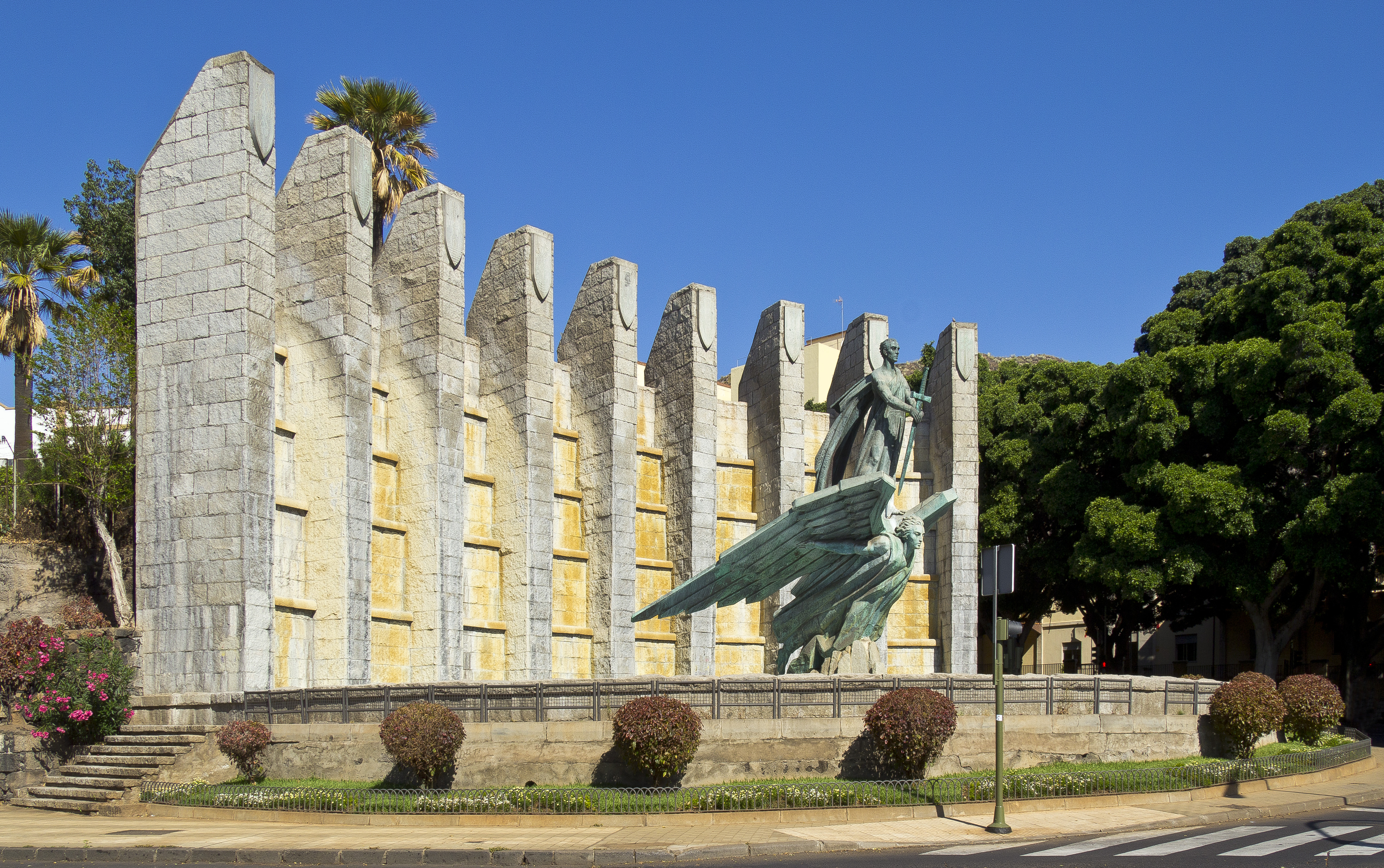
Früher: Monumento al General Franco; heute: Monumento al Ángel Caído in Santa Cruz de Tenerife

Die Regierung Zapatero veranlasste ein Gesetz, in dem die Urteile der Franco-Zeit für unrechtmäßig erklärt wurden und die letzten Symbole und Denkmäler der Diktatur auch gegen den Widerstand der Gemeinden entfernt werden dürfen (Ley de Memoria Histórica). Flüchtlinge des Bürgerkriegs und der Nachkriegszeit sowie ihre Nachkommen können die spanische Staatsangehörigkeit annehmen bzw. zurückerhalten.

## Parlamentarische Monarchie

### Demokratisierung, Beitritte zu EG/EU und NATO

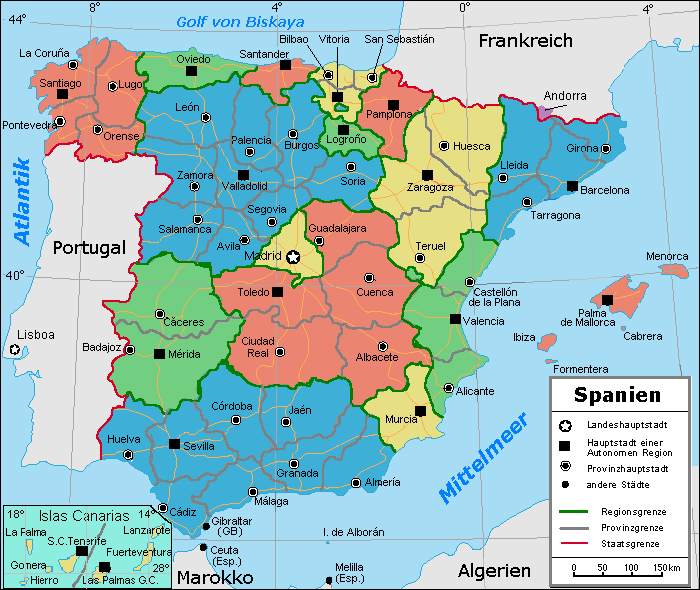
Spaniens Autonome Gemeinschaften und Provinzen

1978 nahmen in einer Volksabstimmung 88 % der Wähler die bis heute geltende Verfassung an, die Spanien zu einer parlamentarischen Monarchie machte. Unter anderem wurde darin das Frauenwahlrecht wieder etabliert, das während des Franco-Regimes aufgehoben war., die neugeschaffenen regionalen Autonomen Gemeinschaften erhielten weitgehende Rechte. Galicisch, Baskisch und Katalanisch erhielten den Status regionaler Amtssprachen. Der kulturelle Wandel nach dem Ende des Franquismus fand seinen Ausdruck in der movida madrileña.
Der Übergang zur Demokratie verlief jedoch nicht reibungslos: Zwischen 1975 und dem Militärputsch vom 23. Februar 1981 („23-F“) kam es zu Anschlägen gegen Carlisten auf dem Montejurra, am 3. März 1976 in Vitoria-Gasteiz zum Massaker von Vitoria gegen streikende Arbeiter und am 24. Januar 1977 in Madrid zum Blutbad von Atocha gegen Anwälte der CC.OO. In diesen Jahren waren von linker Seite außerdem die erst 2007 für aufgelöst erklärte Terrororganisation GRAPO mit ihren marxistisch-leninistischen Zielsetzungen und auch weiterhin die ETA aktiv. Die wichtigste Nachfolgeorganisation der Falange, die Fuerza Nueva (später Frente Nacional) spielte ab den 1980er Jahren keine Rolle mehr. Am 23. Februar 1981 versuchten Angehörige der Armee unter General Jaime Milans del Bosch und der Guardia Civil unter Oberst Antonio Tejero einen Militärputsch. Tejero ließ das Parlament stürmen und die Parlamentarier als Geiseln nehmen. Durch eine Rede des Königs im Fernsehen, der sich für die Demokratie aussprach und das Militär auf seine Seite zog, wurde der Staatsstreich vereitelt.
1982 trat Spanien der NATO bei, 1986 wurde es Mitglied der Europäischen Gemeinschaft und 1988 der Westeuropäischen Union. 1999 entschied es, den Euro als Währung ab 2002 zu übernehmen. Der Partido Popular gewann 1996 die Wahlen und José María Aznar wurde Ministerpräsident. Seine innenpolitischen Schwerpunkte waren die Sanierung der Staatsfinanzen im neoliberalen Sinne, Wirtschaftswachstum und der Kampf gegen die ETA; außenpolitisch suchte er die Nähe zu den USA. 2000 gelang es Aznar, die absolute Mehrheit zu erringen. Unter Führung der USA schloss er sich trotz des Widerstands der Bevölkerung der „Koalition der Willigen“ an. Deutschland, Russland und Frankreich verweigerten die Teilnahme am Krieg im Irak.

### Madrider Zuganschläge, Regierung der Sozialisten (2004–2011)
Am 11. März 2004 kam es zu einer Serie islamistisch motivierter Terroranschläge auf Nahverkehrszüge in Madrid mit 191 Todesopfern. 2004 gewann die Sozialistische Partei unter José Luis Rodríguez Zapatero überraschend die Wahl. Im Inneren wurden die gesellschaftliche Liberalisierung und die Trennung von Staat und Kirche vorangetrieben und die Dezentralisierung des Landes fortgesetzt, wobei die nationalistischen Ansprüche in Katalonien und im Baskenland zunehmende Beachtung fanden. Im Sommer 2006 nahm die Regierung Verhandlungen mit der ETA auf, nachdem diese im März einen „permanenten Waffenstillstand“ angekündigt hatte; nach dem Bruch des Waffenstillstands durch ein ETA-Attentat am 30. Dezember 2006 im Madrider Flughafen wurden diese Verhandlungen allerdings wieder eingestellt. Außenpolitisch näherte sich Spanien an Deutschland und Frankreich an. Ministerpräsident Zapatero zog die Armee bis Juli 2004 aus dem Irak ab, doch stockte er wenig später mit Rücksicht auf die durch diesen Rückzug geschädigten Beziehungen zu den USA das Militärkontingent in Afghanistan auf, wo bis November 2013 34 Spanier starben.

### Wirtschaftskrise (seit 2007), Aus- und Zuwanderung
Die von 1996 bis 2006 anhaltende Expansionsphase des Immobilienmarkts ließ den Anteil des Bau- und Immobiliensektors bis auf rund 18 % des Bruttoinlandsprodukts anschwellen. Als diese Immobilienblase 2007 platzte, geriet die Wirtschaft in eine Rezession. Die Arbeitslosenquote stieg von 8,6 % Ende 2007 auf 21,5 % Ende 2011. Im März 2013 lag sie bei 27,16 %, von den unter 25-Jährigen waren 57,22 % ohne Beschäftigung.

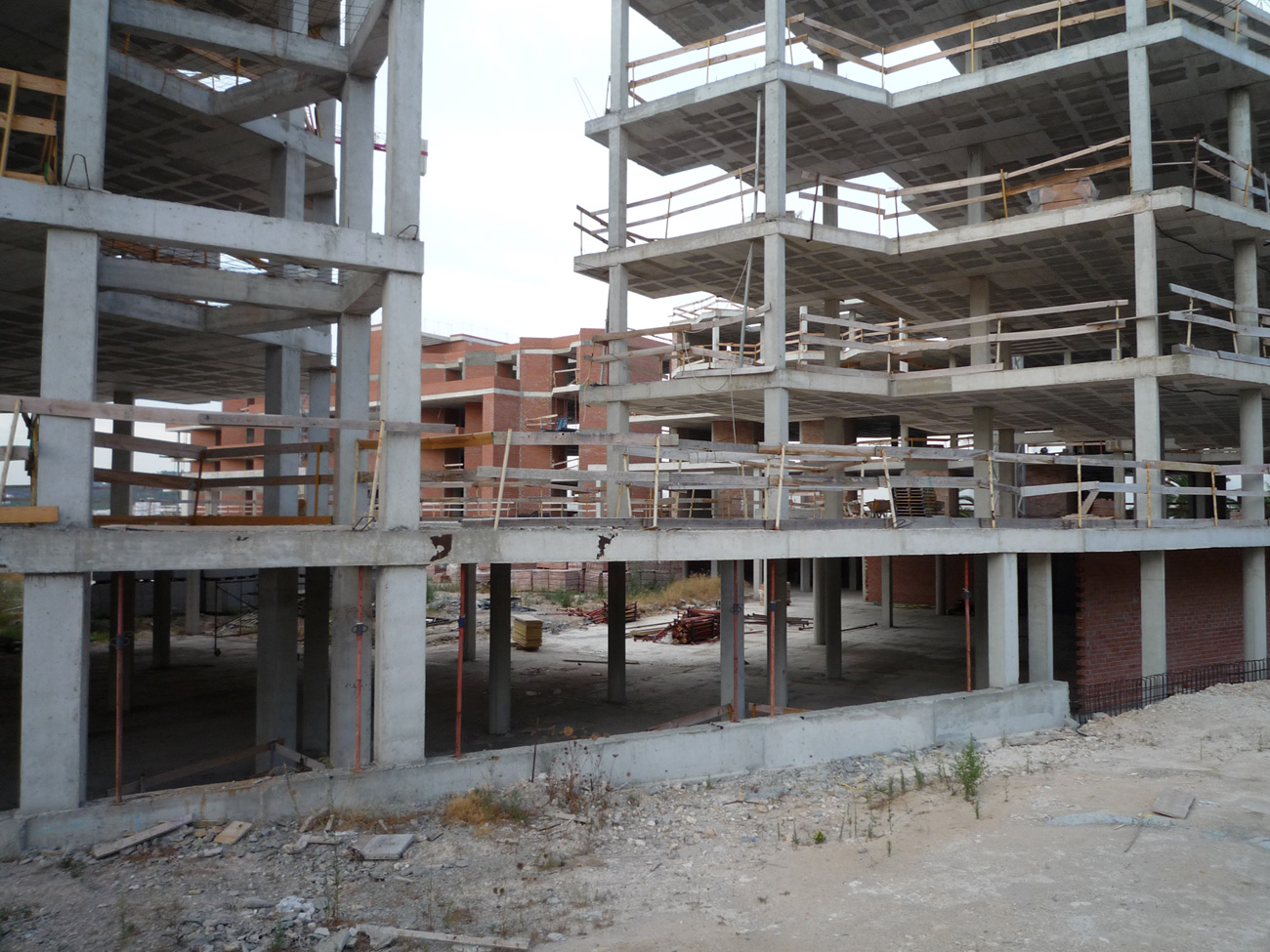
Investitionsruine auf Ibiza (Cala de Bou, Sant Josep)

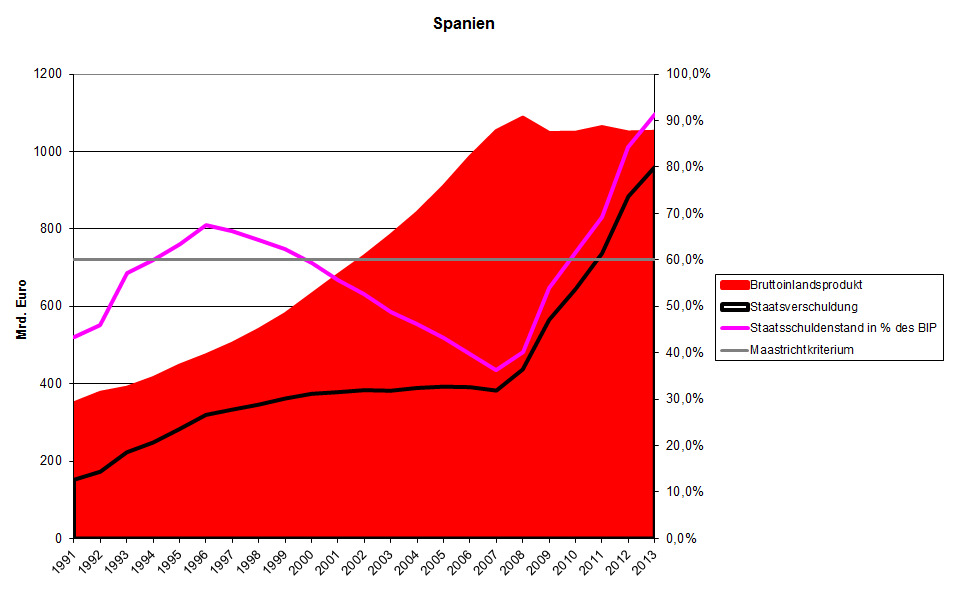
Bruttoinlandsprodukt und Staatsverschuldung in Spanien

2008 legte die in den Wahlen vom 9. März wiedergewählte Regierung Zapatero ein Konjunkturprogramm auf. Der Mindestlohn sollte erhöht, die Vermögensteuer 2009 abgeschafft werden. Weitere Konjunkturpakete folgten, im Dezember wurde zusätzlich eine Erhöhung des Mindestlohns und eine Erhöhung der Renten um 2,4 bis 7,2 % dekretiert. Die Konjunkturprogramme führten bei erhöhten Sozialleistungen zu einer Vergrößerung des Haushaltsdefizits; dieses wurde mit Kreditaufnahmen in Höhe von über 220 Milliarden Euro gedeckt. Im Januar 2010 folgten Haushaltskürzungen von 50 Milliarden Euro und Steuererhöhungen sowie Gehaltskürzungen.
Während die Einwohnerzahl von 1900 bis 2012 von etwa 18,3 auf 47,3 Millionen angestiegen war, sank die Einwohnerzahl 2012 erstmals. –, sie könnte bis 2052 auf 41,5 Millionen sinken.
Bei den vorgezogenen Neuwahlen vom 20. November 2011 gewann der Partido Popular unter Mariano Rajoy eine absolute Mehrheit der Parlamentssitze. Im August 2012 verschärfte Rajoy den Austeritätskurs (von 65 Milliarden Euro auf etwa 102 Milliarden Euro). Er reagierte damit auf die gestiegenen Kreditzinsen. Immer wieder kam es zu Massenprotesten, wie 2012 in Madrid, als sich 500.000 Menschen versammelten. Am 9. Juni 2012 sagten die Finanzminister der Eurozone der Regierung einen Kredit von bis zu 100 Milliarden Euro für ihre Banken zu. Diese hatten Schuldtitel im Wert von rund 670 Milliarden Euro im Portfolio. Im Juni 2014 kündigte Juan Carlos seinen Rücktritt an. Nachfolger wurde sein Sohn. Es gab Forderungen, eine Dritte Republik auszurufen und die Monarchie abzuschaffen.
Von der Flüchtlingskrise in Europa 2015/2016 war auch Spanien etwas betroffen.
Durch das illegal abgehaltene Unabhängigkeitsreferendum in Katalonien im Jahr 2017 kam es mit der Katalonien-Krise zum Verfassungskonflikt.
Vor dem Hintergrund einer Korruptionsaffäre wurde Ministerpräsident Rajoy am 1. Juni 2018 durch ein Misstrauensvotum gestürzt. Pedro Sánchez wurde Ministerpräsident und bildete das Kabinett Sánchez I. Nach einer Regierungskrise kündigte Sánchez vorgezogene Neuwahlen für den 28. April 2019 an. Die PSOE erhielt 28,67 % der Stimmen (PP 16,69 %) und die rechtspopulistische Partei VOX 10,26 %. Die Parteien konnten sich nicht auf eine Koalition oder die Duldung einer Minderheitsregierung einigen; es gab Wahlen am 10. November 2019. Danach kam das Kabinett Sánchez II an die Regierung. 
Im März 2020 begann die COVID-19-Pandemie in Spanien. 
Am 23. Juli 2023 fanden vorgezogene Parlamentswahlen statt. Anschließend wurde das Kabinett Sánchez III gebildet.
Bei der Flutkatastrophe in Spanien 2024 kamen mehr als 200 Menschen ums Leben, was die Überschwemmungen zur tödlichsten Flutkatastrophe in der modernen Geschichte Spaniens machte.

### Überblickswerke
- Pedro Barceló: Geschichte Spaniens in der Antike. Von den Phönikern bis zum Kalifat von Córdoba. Beck, München 2025.
- Walther L. Bernecker: Spanische Geschichte. Vom 15. Jahrhundert bis zur Gegenwart, 1. Aufl., Beck, München 1999, 6. Aufl. 2015, ISBN 978-3-406-48087-4.
- Walther L. Bernecker, Horst Pietschmann: Geschichte Spaniens. Von der frühen Neuzeit bis zur Gegenwart, 4. Aufl., Kohlhammer, Stuttgart 2005.
- Walther L. Bernecker: Spanische Geschichte. Von der Reconquista bis heute, Wissenschaftliche Buchgesellschaft, Darmstadt 2002.
- Peer Schmidt (Hrsg.): Kleine Geschichte Spaniens, Reclam, Stuttgart 2004.
- Carlos Collado Seidel: Die Basken. Ein historisches Portrait, C.H.Beck, München 2010.
- Michael Kasper, Walther L. Bernecker: Baskische Geschichte in Grundzügen, Wissenschaftliche Buchgesellschaft, Darmstadt 1997.
- Carlos Collado Seidel: Kleine Geschichte Kataloniens, Beck, München 2011.
- Klaus Herbers, Nikolas Jaspert (Hrsg.): Integration – Segregation – Vertreibung. Religiöse Minderheiten und Randgruppen auf der Iberischen Halbinsel (7. bis 17. Jahrhundert), LIT Verlag, Münster 2011.
- Georg Bossong: Die Sepharden. Geschichte und Kultur der spanischen Juden, Beck, München 2008.
- José Andrés Gallego: La Historia de la Iglesia en España y el mundo hispano. Universidad Católica San Antonio, 2001.

### Urgeschichte

#### Überblickswerke
- Barbara Sasse-Kunst: Spanien und Portugal. In: Reallexikon der Germanischen Altertumskunde (RGA). 2. Auflage. Band 29, Walter de Gruyter, Berlin/New York 2005, ISBN 3-11-018360-9, S. 285–321.
- Antonio Arnaiz-Villena: Prehistoric Iberia. Genetics, Anthropology, and Linguistics, Springer, London 2012.
- Mario Menéndez Fernández, Alberto Mingo Álvarez, José Manuel Quesada López, Martí Mas Cornellá, Eduardo García Sánchez, Antonio Rosas González, Jesús Francisco Jordá Pardo, Mariano Ayarzagüena Sanz, Miguel Ángel Fano Martínez: Prehistoria Antigua de la Península Ibérica, Universidad Nacional de Educación a Distancia, Madrid 2012.
- Mario Menéndez Fernández, Luis Benítez de Lugo Enrich, Victor Fernández Martínez, Ana Fernández Vega, Eduardo García Sánchez, Amparo Hernando Grande, Jesús Jordá Pardo, Martí Mas Cornellá, Alberto Mingo Álvarez, José Manuel Quesada López, Pilar San Nicolás Pedraz, Beatriz Robledo Sanz, Gonzalo Trancho Gayo: Prehistoria Reciente de la Península Ibérica, Universidad Nacional de Educación a Distancia, Madrid 2013.

#### Paläolithikum und Mesolithikum
- Jesús Carballo: El Paleolítico en la costa cantábrica, Ediciones de la Universidad di Cantabria, Santander 2012.
- Labib Drak, María Dolores Garralda: Restos humanos mesolíticos en la cordillera cantábrica (Norte de España), in: Estudios de Antropología Biológica 14 (2009) 261–282. (online)

#### Neolithikum, Metallzeitalter
- Katina T. Lillios: Heraldry for the Dead. Memory, Identity, and the Engraved Stone Plaques of Neolithic Iberia, University of Texas Press, 2008.
- Guillem Pérez Jordà, Leonor Peña-Chocarro: Agricultural production between the 6th and the 3rd millennium cal BC in the central part of the Valencia region (Spain), in: Maaike Groot, Daphne Lentjes, Jørn Zeiler (Hrsg.): Barely Surviving or More than Enough? The environmental archaeology of subsistence, specialisation and surplus food production, Sidestone Press, Leiden 2013, S. 81–99.
- María Cruz Berrocal, Leonardo García Sanjuán, Antonio Gilman: The Prehistory of Iberia. Debating Early Social Stratification and the State, Routledge, 2013.
- Alexis Gorgues: Économie et société dans le nord-est du domaine ibérique (III. – I. s. av. J.-C.), Editorial CSIC, 2010.
- Thomas X. Schuhmacher: Kontakte, Handel und Schiffahrt im westlichen und zentralen Mittelmeerraum. Die Rolle der Iberischen Halbinsel am Beginn der Bronzezeit, Habilitation, 2005.
- Luis Valdés: Gastiburu. El santuario vasco de la Edad del Hierro, Real Academia de la Historia, 2009.
- Gregorio Carrasco Serrano: Los pueblos prerromanos en Castilla-La Mancha, Universidad de Castilla La Mancha, 2007.
- Dieter Kremer (Hrsg.): Onomástica galega. Con especial consideración da situación preromana, Universidad Santiago de Compostela, 2007.
- Pedro Damián Cano Borrego: Los celtas. La Europa del hierro y la Península Ibérica, Silex Ediciones, 2002.
- Jesús Álvarez-Sanchís: Los Vettones, Real Academia de la Historia, Madrid 2003.

### Karthager und Römer
- Maria Paz García-Bellido, Laurent Callegarin: Los cartagineses y la monetización del Mediterráneo occidental, Madrid 2000.
- Martin Luik: Der schwierige Weg zur Weltmacht. Roms Eroberung der Iberischen Halbinsel 218–19 v. Chr., Mainz 2005.
- Tanja Gouda: Der Romanisierungsprozess auf der Iberischen Halbinsel aus der Perspektive der iberischen Kulturen, Kovač, Hamburg 2011.
- Leonard A Curchin: The Romanization of Central Spain. Complexity, Diversity and Change in a Provincial Hinterland, Routledge, 2013.

### Sueben, Westgoten, Basken, Byzanz
- Pablo C. Díaz Martínez: El reino suevo (411–585), Madrid 2011.
- Manuel Koch: Ethnische Identität im Entstehungsprozess des spanischen Westgotenreiches, de Gruyter, Berlin/Boston 2011.
- Javier Martínez Jiménez, Isaac Sastre de Diego, Carlos Tejerizo García: The Iberian Peninsula between 300 and 850. An Archaeological Perspective (= Late antique and early medieval Iberia, 6). Amsterdam University Press, Amsterdam 2018, ISBN 978-90-8964-777-1.
- Jaime Vizcaíno Sánchez: La presencia bizantina en Hispania, siglos VI–VII. La documentación arqueológica, Murcia 2009.
- Herwig Wolfram: Westgoten. In: Reallexikon der Germanischen Altertumskunde (RGA). 2. Auflage. Band 33, Walter de Gruyter, Berlin/New York 2006, ISBN 3-11-018388-9, S. 536–540.

### Muslimische Epoche, Reconquista, Bürgerkriege, Vereinigung von Kastilien und Aragón
- Klaus Herbers: Geschichte Spaniens im Mittelalter. Vom Westgotenreich bis zum Ende des 15. Jahrhunderts, Kohlhammer, Stuttgart 2006. Google Book
- Roger Collins: Caliphs and Kings. Spain, 796–1031, Wiley-Blackwell, Chichester 2012 (als TB 2014).
- Ludwig Vones: Geschichte der Iberischen Halbinsel im Mittelalter (711–1480). Reiche, Kronen, Regionen, Thorbecke, Sigmaringen 1993.
- Hans-Rudolf Singer: Der Maghreb und die Pyrenäenhalbinsel bis zum Ausgang des Mittelalters, in: Ulrich Haarmann (Hrsg.): Geschichte der arabischen Welt, C. H. Beck, München 2001, S. 264–322.
- Georg Bossong: Das maurische Spanien. Geschichte und Kultur, C. H. Beck, München 2007, 2016.
- Vincent Lagardère: Les Almoravides. Le djihâd andalou (1106–1143), L'Harmattan, Paris 1999.
- Patrice Cressier, María Isabel Fierro: Los Almohades. Problemas y perspectivas, Casa de Velázquez, 2005.
- Francisco Bautista: La Estoria de España en época de Sancho IV. Sobre los reyes de Asturias, Department of Hispanic Studies, Queen Mary, University of London, 2006.
- Theresa Earenfight: The King's other Body. Maria of Castile and the Crown of Aragon, University of Pennsylvania Press, 2010.
- Gregory B. Milton: Market Power. Lordship, Society, and Economy in Medieval Catalonia (1276–1313), Palgrave Macmillan, New York 2012.

### Habsburgerreich, Bourbonen
- Regine Jorzick: Herrschaftssymbolik und Staat. Die Vermittlung königlicher Herrschaft im Spanien der frühen Neuzeit (1556–1598), Oldenbourg, München 1998.
- Regina Grafe: Distant Tyranny. Markets, Power, and Backwardness in Spain, 1650–1800, Princeton University Press, 2011.
- I. A. A. Thompson, Bartolomi Yun Casalilla (Hrsg.): The Castilian Crisis of the Seventeenth Century. New Perspectives on the Economic and Social History of Seventeenth-Century Spain, Cambridge University Press, 1994. Google Book
- Friedrich Edelmayer: Philipp II. Biographie eines Weltherrschers, Kohlhammer, 2009.
- Isabel Pérez Molina: Honour and Disgrace. Women and the Law in Early Modern Catalonia, Universal-Publishers, 2001.
- Antonio Acosta Rodríguez, Adolfo Luis González Rodríguez, Enriqueta Vila Vilar (Hrsg.): La Casa de la Contratación y la navegación entre España y las Indias, Universidad de Sevilla, Sevilla 2003.
- Carsten Schapkow: Vorbild und Gegenbild. Das iberische Judentum in der deutsch-jüdischen Erinnerungskultur 1779–1939, Böhlau, 2011.
- Angel Smith: Anarchism, Revolution, and Reaction. Catalan Labour and the Crisis of the Spanish State, 1898–1923, Berghahn, 2007.
- Niels Wiecker: Der iberische Atlantikhandel. Schiffsverkehr zwischen Spanien, Portugal und Iberoamerika, 1700–1800, Franz Steiner, Stuttgart 2012, ISBN 978-3-515-10201-8.
- Chris Ealham: Class, Culture and Conflict in Barcelona, 1898–1937, Routledge, 2013.

### Republik, Franquismus, jüngste Geschichte
- Stanley G. Payne: Fascism in Spain, 1923–1977, University of Wisconsin Press, 1999.
- Antony Beevor: Der Spanische Bürgerkrieg, 1. Auflage 1982, 2. Auflage, Goldmann, München 2008. (Rezension: Walter Lehmann: Rezension zu Walther L. Bernecker / Sören Brinkmann: Kampf der Erinnerungen, in: Sehepunkte 7 (2007)).
- Paul Preston: The Spanish Civil War. Reaction, Revolution and Revenge, HarperCollins, 2012.
- Walther L. Bernecker: Spaniens Geschichte seit dem Bürgerkrieg, C. H. Beck, München 1997.
- Walther L. Bernecker: Geschichte Spaniens im 20. Jahrhundert, C. H. Beck, München 2010.
- Anna Lena Menny: Spanien und Sepharad. Über den offiziellen Umgang mit dem Judentum im Franquismus und in der Demokratie, Vandenhoeck & Ruprecht, Göttingen 2013.
- Kubilay Yado Arin: Francos 'Neuer Staat'. Von der faschistischen Diktatur zur parlamentarischen Monarchie, Wissenschaftlicher Verlag Berlin, Berlin 2012.
- Paul Preston: The Spanish Holocaust. Inquisition and Extermination in Twentieth-Century Spain, Norton & Company, New York/London 2012.